# Sport w Bydgoszczy
Sport w Bydgoszczy. Bydgoszcz od lat 90. XX w. promuje swój wizerunek marketingowy jako miasto sportu. Działalność prowadzi wiele klubów w różnorodnych dyscyplinach, istnieje również bogata infrastruktura sportowa. Bydgoszcz posiada bogate tradycje w sportach wodnych (wioślarstwie, kajakarstwie), sporcie żużlowym, kolarstwie, a także lekkiej atletyce.

## Ujęcie statystyczne
Według danych GUS w 2010 w Bydgoszczy znajdowało się 80 klubów sportowych, do których należało 6,9 tys. osób (w tym 80% to młodzież do lat 18). Kluby posiadały łącznie 122 sekcje sportowe, a pracowało w nich 173 trenerów i 195 instruktorów.
Spośród obiektów sportowych, w Bydgoszczy znajdowało się 7 stadionów, 3 wielofunkcyjne hale sportowe o wymiarach powyżej 44 × 22 m i ponad 20 mniejszych, 16 kortów tenisowych (w tym 5 krytych), kilkanaście krytych pływalni, tory: łucznicze, kartingowe, miniżużla, speedrowerowy, 4 strzelnice, 3 pola golfowe (w tym jedno profesjonalne, i dwa do nauki golfa), skatepark, tory zjazdowe dla kolarstwa ekstremalnego oraz tor narciarski o długości 300 m. Miłośnicy kolarstwa mogli korzystać z 50 km dróg rowerowych. Bydgoszcz dysponuje bogatą bazą, zarówno klubów, jak i obiektów sportowych dotyczących sportów wodnych.

## Historia
Pierwsze informacje o uprawianiu sportu w Bydgoszczy pochodzą z 1818, kiedy zanotowano, że w Bocianowie (dzisiejsze Śródmieście) zorganizowano boisko turnerskie. Począwszy od lat 80. XIX wieku zaczęły powstawać niemieckie sekcje sportowe m.in. przy szkołach średnich, głównie w dyscyplinach: wioślarstwo, gimnastyka, atletyka, tenis, piłka nożna. Do pionierów w tym zakresie należały m.in. Towarzystwo Wioślarskie „Frithjof” (1894), SC Bromberg (1909), Sportbrüder Bydgoszcz (1914), „Turnverein”, „Palästra”, Tennisclub „Blau-Weiß” i inne.
Przeciwwagą dla niemieckich sekcji sportowych było powstałe w 1886 Polskie Towarzystwo Gimnastyczne „Sokół”, które poza działalnością sportową wychowywało młodych ludzi w duchu patriotyzmu, uczyło polskiej historii i literatury, a nawet zorganizowało polski teatr amatorski. W 1907 na Wilczaku polscy robotnicy założyli Towarzystwo Terminatorów. W tym samym czasie powstało Koło Sportowe Młodzieży Polskiej.

### Okres międzywojenny

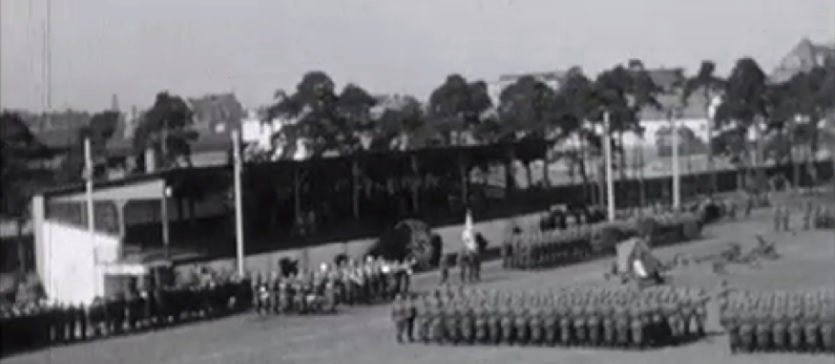
Stadion Szkoły Oficerskiej w Bydgoszczy

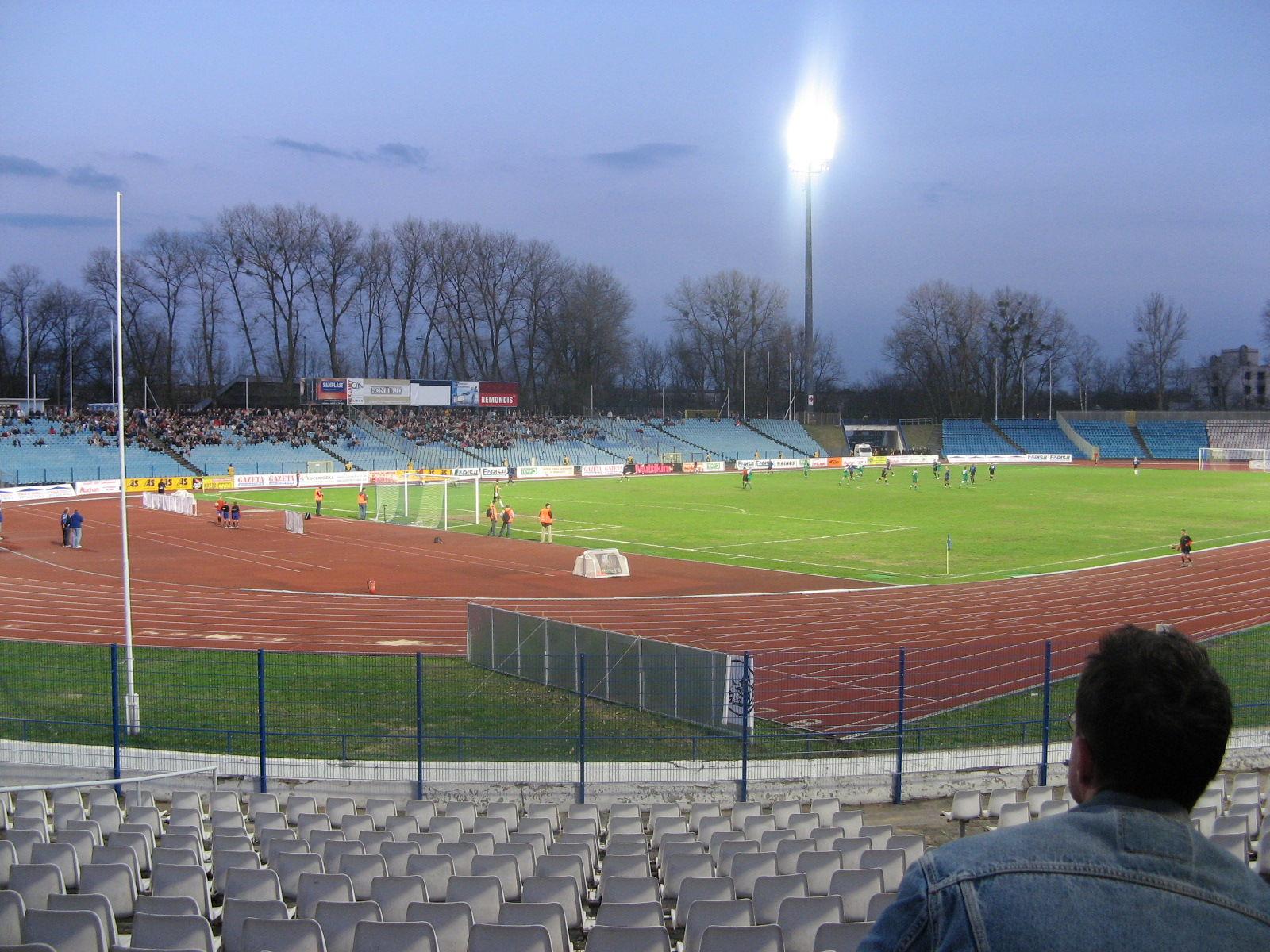
Mecz Zawisza Bydgoszcz-Śląsk Wrocław na stadionie im. Zdzisława Krzyszkowiaka w 2006 roku

Po 1920 niemieckie towarzystwa sportowe zjednoczyły się w Związek Niemieckich Towarzystw Gimnastycznych w Polsce (z siedzibą w Bydgoszczy). Sport wyczynowy bydgoskich Niemców koncentrował się w klubach: Ruder-Club „Frithjof” (wioślarstwo), Sportbrüder Bydgoszcz (piłka nożna i tenis), Tennis-Club „Palästra” (tenis), Klub „Tornedo” (kolarstwo). W tym samym czasie polskie organizacje sportowe rozpoczęły oficjalną działalność. Poza istniejącymi już organizacjami powstało dużo nowych klubów, m.in. sekcja piłki nożnej Terminator (późniejsza Gwiazda). 16 marca 1920 założono polską przeciwwagę dla niemieckiego Frithjofu – Towarzystwo Wioślarskie Tryton, przemianowane później na Bydgoskie Towarzystwo Wioślarskie. W mieście w latach 20. XX w. istniało 32 klubów jednosekcyjnych i 23 wielosekcyjnych oraz liczne kluby zakładowe (170 klubów i kół sportowych). Do bardziej znanych należały: Amator Bydgoszcz (1917), Polonia Bydgoszcz (1920), Gwiazda Bydgoszcz (1920), Szkoła Oficerska Bydgoszcz (1920), Bydgoskie Towarzystwo Wioślarskie (1920), Klub Atletyczny „Siła” (1921), Brda Bydgoszcz (1924), Astoria Bydgoszcz (1924), Sokół I Bydgoszcz (1924), HKS Bydgoszcz (1925), Bydgoski Klub Wioślarek (1927), Bydgoski Klub Kolarzy (1927), Iron Bydgoszcz (1927), Kolejowy Klub Wioślarski (1928), Sparta Bydgoszcz (1928), Kabel Polski Bydgoszcz (1930), Ciszewski Bydgoszcz (1932), Wojskowy Klub Sportowy (1933), Wodnik Bydgoszcz (1934),
Bydgoszcz nazywano przed II wojną światową „stolicą polskiego wioślarstwa”. Popularność sportów wodnych wynikała z dogodnych warunków naturalnych, m.in. założenia w 1912 najstarszego w Polsce toru regatowego, który stanowił krajowe centrum sportów wodnych. W 1929 na torze regatowym rozegrano Mistrzostwa Europy w wioślarstwie, a niemal corocznie rozgrywano mistrzostwa Polski i regaty międzynarodowe.
W rankingu osiągnięć sportowych bydgoskich zawodników najlepiej wypadali wioślarze i wioślarki, którzy byli wielokrotnymi mistrzami Polski (kilkadziesiąt medali), medalistami mistrzostw Europy. Brązowy medal zdobyła bydgoska załoga wioślarska BTW (czwórka ze sternikiem) na olimpiadzie w Amsterdamie w 1928. W igrzyskach olimpijskich w Los Angeles w 1932 bydgoszczanin Jerzy Braun, członek BTW zdobył srebrny i brązowy medal w wyścigach wioślarskich (dwójka i czwórka ze sternikiem). Bydgoski Klub Wioślarski i Kolejowy Klub Wioślarski były najwyżej sklasyfikowanymi klubami wioślarskimi w Polsce lat 30. XX w.
Spośród innych dyscyplin, w których wyróżniali się sportowcy z Bydgoszczy można wymienić:
- łucznictwo: bydgoszczanin Feliks Majewski został mistrzem Polski i świata w 1937;
- kolarstwo: bydgoszczanin Feliks Więcek wygrał w 1928 pierwszy Tour de Pologne;
- lekka atletyka: w Bydgoszczy istniała najsilniejsza sokolska sekcja lekkoatletyczna w kraju, rozegrano tu kilkukrotnie mistrzostwa Polski w lekkoatletyce; z Bydgoszczy pochodzili liczni medaliści mistrzostw Polski i olimpijczycy (młociarze, oszczepnicy, sprinterzy);
- tenis: rozegrano w Bydgoszczy kilka turniejów o Mistrzostwo Polski oraz międzynarodowych, w barwach BKS Polonia grali czołowi polscy zawodnicy;
- boks: bydgoszczanin Józef Pietryga został wicemistrzem Polski w 1927;
- zapasy: w latach 30. mistrzami Polski zostali zawodnicy klubu „Siła”: Franciszek Gestwiński i Rakocki;
- strzelectwo sportowe: Feliks Fąferek został mistrzem i reprezentantem Polski;
- sport żużlowy: Jan Witkowski z Bydgoskiego Towarzystwa Motocyklowego zdobył w 1935 tytuł pierwszego mistrza Polski na żużlu;
- piłka nożna: BKS Polonia 5-krotnie uzyskiwała tytuły mistrzów Pomorza, ale nie awansowała do I ligi państwowej;

W okresie międzywojennym założono w Bydgoszczy wiele okręgowych związków sportowych w dyscyplinach: lekkoatletyka, ciężka atletyka, piłka nożna, pływanie, kolarstwo, łucznictwo itd. W 1922 założono pierwszy w kraju Komitet Wychowania Fizycznego, który stał się wzorcem do powołania Komitetu Państwowego. Zbudowano również wiele obiektów sportowych, m.in.: Stadion Miejski (otwarty 3 sierpnia 1924 w obecności prezydenta RP S. Wojciechowskiego), który zawierał 6 boisk treningowych, urządzenia lekkoatletyczne, tor żużlowy, kolarski, łuczniczy, 4 boiska piłkarskie, w tym stadion miejski „Świtały” na Wilczaku, 7 przystani wioślarskich, 2 pływalnie na Brdzie, ponad 30 kortów tenisowych, w tym 2 kryte, 10 sal gimnastycznych, hipodrom na Kapuściskach Małych wraz z trybunami i zakładami pieniężnymi, który zwiedził w 1928 m.in. prezydent II RP Ignacy Mościcki, 4 strzelnice sportowe, tory saneczkowe w Myślęcinku.

### Okres po 1945

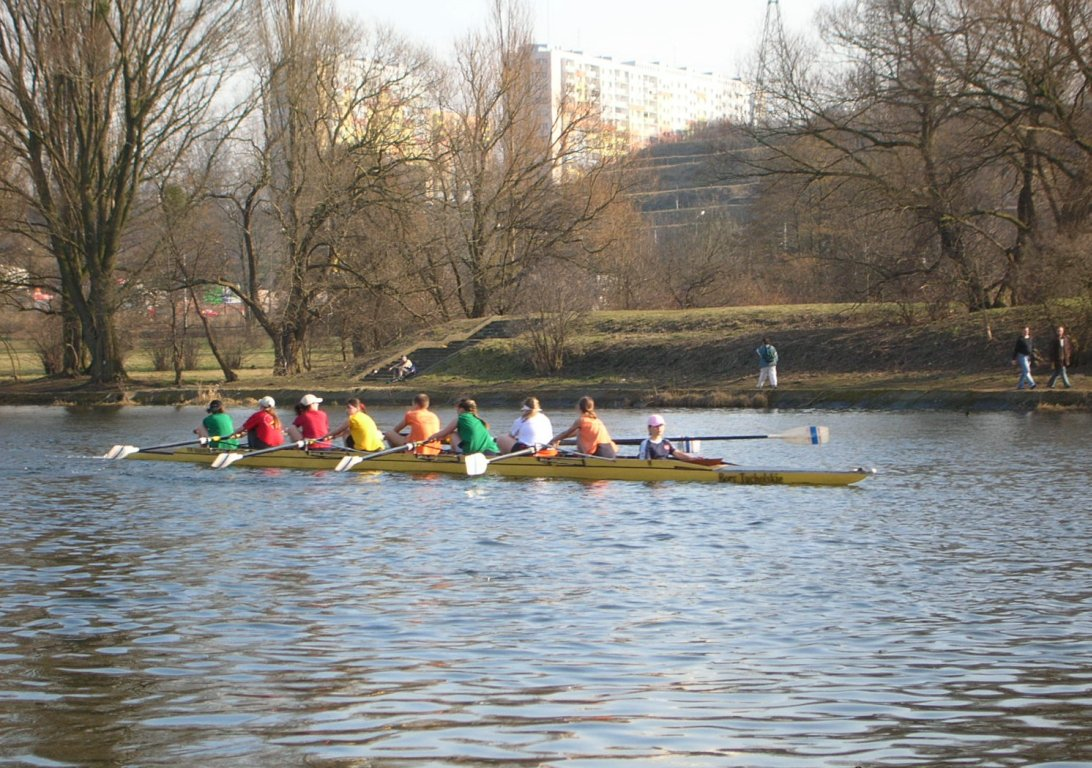
Wioślarze trenujący na Brdzie

W okresie powojennym do wyróżniających się klubów sportowych należały: Brda, Polonia (w latach 1950–1956 Gwardia), Gwiazda, Astoria, Budowlani, Łączność, Chemik, Pałac. W 1946 założono Wojskowy Klub Sportowy Zawisza, który w późniejszych latach odniósł duże sukcesy krajowe i międzynarodowe w takich dyscyplinach jak: lekkoatletyka, piłka nożna, boks, podnoszenie ciężarów, gimnastyka, kajakarstwo, strzelectwo sportowe, spadochroniarstwo i inne. Natomiast domenami Polonii Bydgoszcz były takie dyscypliny jak: sport żużlowy, tenis, judo, hokej na lodzie, Gwiazdy – zapasy i tenis stołowy, a Astorii – pływanie, boks, koszykówka. Siatkówkę rozwijano w klubach Chemik i Pałac, sporty motorowe w Automobilklubie Bydgoskim, a sporty lotnicze w Aeroklubie Bydgoskim.
Począwszy od 1945 Bydgoszcz ponownie uchodziła za „stolicę wioślarstwa polskiego”. W latach 1945–1950, do czasu przeniesienia wszystkich związków sportowych do Warszawy, w Bydgoszczy mieściła się centrala Polskiego Związku Towarzystw Wioślarskich. Wysoki poziom tej dyscypliny utrzymywano w klubach: Bydgostia (dawniej Kolejowy KS), Zawisza, Bydgoskim Towarzystwie Wioślarskim i Bydgoskim Klubie Wioślarek.
W latach powojennych wybudowano liczne obiekty sportowe m.in.: stadiony: Zawiszy (1957−1960) i Brdy (1949−1960), Torbyd (1959), halę i basen Astorii (1962). W latach 60. XX w. rozbudowano stadion i tor żużlowy „Polonii”. Z kolei w latach 70. zbudowano m.in. Kartodrom Bydgoszcz (1974–1977), stadion i halę Chemika (1974–1980) i wiele innych obiektów. Przez cały okres powojenny, w kilku etapach modernizowano tor regatowy w Brdyujściu oraz przystanie wioślarskie, kajakarskie i żeglarskie. W 2002 powstała Hala sportowo-widowiskowa Łuczniczka, w 2013 – Artego Arena, a w 2017 – nowa hala lodowa.
W okresie powojennym za sprawą wyczynowych sekcji sportowych, sport bydgoski zaczął liczyć się w kraju obok takich potentatów jak Śląsk, Warszawa, Kraków, czy Łódź.
Sport wyczynowy w Bydgoszczy po 1945:
| Dyscyplina           | Kluby wiodące                   | Medale igrzysk olimpijskich     | Medale mistrzostw świata i Europy                           | Osiągnięcia |
| wioślarstwo          | Bydgostia, Zawisza, BTW, BKW    | 3 , 1 , 6                       | 35 , 19 , 8                                                 | Bydgoszcz od dwudziestolecia międzywojennego należy do najsilniejszych ośrodków wioślarstwa w Polsce. Bydgoszczanie od 1928 roku reprezentowali Polskę niemal we wszystkich igrzyskach olimpijskich. Osady 3 klubów bydgoskich w latach 1957–1986 zdobyły ponad 200 tytułów mistrza i wicemistrza Polski. Od lat 90. XX w. dominację w polskim wioślarstwie wywalczyło Regionalne Towarzystwo Wioślarskie Bydgostia, które jest drużynowym mistrzem Polski 23 sezony z rzędu (nieprzerwanie od 1993 roku). |
| kajakarstwo          | Zawisza, Astoria, Kopernik      | 3 , 5                           | 14 , 14 , 6                                                 | Bydgoszcz należy do najsilniejszych ośrodków kajakarskich w Polsce. Wychowała multimedalistów olimpijskich (Beata Mikołajczyk), mistrzostw świata i Europy. W latach 1957–1986 bydgoscy kajakarze wywalczyli 97 złotych medali w mistrzostwach Polski seniorów (Zawisza – 91, Astoria – 3 i Łączność – 3). W latach 1956–2016 około 20 kajakarzy bydgoskich reprezentowało Polskę w igrzyskach olimpijskich, zdobywając wiele medali. |
| lekkoatletyka        | Zawisza, Budowlani              | 2 , 1                           | 21 , 20 , 19                                                | W latach 1945–2016 126 zawodników (11 – HKS, 7 – Gwardii, 8 – BKS i 100 – Zawiszy) około 400-krotnie sięgało po tytuł indywidualnego mistrza Polski seniorów w różnych konkurencjach lekkoatletycznych. Zawisza Bydgoszcz został 4-krotnie Drużynowym Mistrzem Polski, a 7-krotnie mistrzem ligi lekkoatletycznej. Zawodnicy bydgoscy należeli do polskiego wunderteamu lekkoatletycznego (1956–1966). Blisko 30 zawodników Zawiszy i BKS reprezentowało Polskę w igrzyskach olimpijskich (1956-2016). Bydgoscy lekkoatleci, którzy osiągali sukcesy międzynarodowe to głównie: miotacze (młot, kula oszczep), sprinterzy, długodystansowcy, wieloboiści i skoczkowie (trójskok, skok o tyczce).                                                  |
| piłka nożna          | Zawisza, Polonia, KKP Bydgoszcz | 1                               |                                                             | Dwa kluby bydgoskie uczestniczyły w rozgrywkach ekstraklasy (Polonia Bydgoszcz – 7 sezonów oraz Zawisza Bydgoszcz – 14), trzy kluby na zapleczu ekstraklasy (Brda Bydgoszcz, Chemik Bydgoszcz, BKS Bydgoszcz), a w latach 2011–2016 KKP Bydgoszcz występowało w ekstraklasie piłki nożnej kobiet. W 1961 dwie drużyny bydgoskie równocześnie występowały w I lidze, a w 1977 mecz Zawisza Bydgoszcz – Górnik Zabrze oglądało 50 tys. widzów. W sezonie 2013/2014 Zawisza zdobył Puchar i Superpuchar Polski w piłce nożnej. Najsłynniejsi wychowankowie bydgoskich klubów to: Marian Norkowski (olimpijczyk), Zbigniew Boniek, Stefan Majewski i Henryk Miłoszewicz.                                                                              |
| żużel                | Polonia                         | dyscyplina nieolimpijska        | 8 , 6 , 8 (indywidualnie i drużynowo)                       | Polonia Bydgoszcz jest wielokrotnym medalistą Mistrzostw Polski, zdobyła łącznie ponad 80 medali, w tym około 40 złotych. Trzech żużlowców Polonii zostało indywidualnymi mistrzami Polski (Tomasz Gollob – 6 razy, Piotr Protasiewicz i Jacek Gollob). Bydgoski klub zajmuje czołowe miejsca w tabelach wszech czasów polskiego sportu żużlowego, m.in. uczestnictwa w rozgrywkach ekstraligi żużlowej, klasyfikacji medalowej mistrzostw Polski par klubowych, Młodzieżowych Indywidualnych Mistrzostw Polski, czy też Klubowego Pucharu Europy. Medalistami mistrzostw świata byli: Tomasz Gollob (indywidualnie i drużynowo), Mieczysław Połukard, Henryk Glücklich, Piotr Protasiewicz, a juniorów – Krystian Klecha i Krzysztof Buczkowski. |
| boks                 | Zawisza, Astoria                | 1 , 1                           | 2 , 1 , 2                                                   | Z Bydgoszczą związany był twórca największych sukcesów polskiego boksu Feliks Stamm. Trzy drużyny bydgoskie uczestniczyły w rozgrywkach ekstraklasy bokserskiej: Zjednoczeni, Zawisza i Astoria. Kilku zawodników reprezentowało Polskę w igrzyskach olimpijskich, m.in. Jerzy Adamski, Brunon Bendig, Henryk Niedźwiedzki. |
| podnoszenie ciężarów | Zawisza                         | 1                               | 2 , 3 , 11                                                  | Zawisza Bydgoszcz od 1967 nieprzerwanie występuje w ekstraklasie podnoszenia ciężarów. Zawodnicy klubu w latach 1959–2013 zdobyli 24-krotnie tytuły mistrzów Polski juniorów oraz 39-krotnie młodzieżowych mistrzów Polski do lat 23. Kilku zawodników reprezentowało Polskę w igrzyskach olimpijskich (Jan Wojnowski, Sławomir Zawada), a kilkunastu należało do polskiej kardy narodowej. W 2010 zawodnikami Zawiszy zostali multimedaliści mistrzostw świata i Europy: Marcin Dołęga i Aleksandra Klejnowska. |
| kolarstwo            | Romet                           | 1                               | 1                                                           | W latach 70. i 80. XX w. Romet Bydgoszcz plasował się w ścisłej czołówce ośrodków kolarskich w Polsce. W 1977 zdobył drużynowe mistrzostwo Polski, a jego zawodnicy byli mistrzami indywidualnymi. Wychowankami klubu byli m.in.: Marek Szerszyński, Zbigniew Ludwiniak, Andrzej Maćkowski, a Henryk Santysiak uczestniczył w Wyścigu Pokoju (1982), gdzie wygrał klasyfikację górską. Znanymi kolarzami wyczynowymi z Bydgoszczy są Marek Leśniewski – srebrny medalista olimpiady w Seulu oraz Sylwester Szmyd – występujący w teamach kolarskich zachodniej Europy. |
| gimnastyka           | Zawisza                         | 4. m. (1972) 6. m. (1976)       | 7 , 10 , 28 (gimnastyka sportowa, akrobatyczna i fitness)   | Od lat 60. XX w. gimnastycy sportowi Zawiszy Bydgoszcz należą do krajowej czołówki. W latach 1958–2016 zdobyli m.in. drużynowe mistrzostwa Polski oraz 363 medale mistrzostw Polski seniorów i juniorów. Kilku zawodników reprezentowało Polskę na Igrzyskach Olimpijskich: Andrzej Szajna, Mariusz Zasada, Krzysztof Potaczek, Roman Rydzyński. Najlepszym polskim gimnastykiem lat 70. XX w. był Andrzej Szajna – trzykrotny olimpijczyk (4. i 6. miejsce), mistrz Europy (1975). Godne uwagi osiągnięcia (medale ME i MŚ) posiadają również bydgoskie sekcje gimnastyki akrobatycznej oraz fitness, które zdobyły wiele medali z MŚ i ME włącznie.                                                                                             |
| strzelectwo sportowe | Zawisza                         | 4. m. (1972), 5. m. (1964,1988) | 31 , 28 , 47                                                | Od lat 50. XX w. sekcja strzelecka Zawiszy Bydgoszcz należy do najlepszych w Polsce. W latach 1950–2016 bydgoszczanie zdobyli kilkaset tytułów mistrza Polski oraz ustanowili drugie tyle rekordów Polski, a od 1952 roku reprezentują Polskę niemal we wszystkich igrzyskach olimpijskich, ocierając się o strefę medalową. Kilku zawodników było wielokrotnymi olimpijczykami, mistrzami świata i Europy np. Henryk Górski, Jerzy Nowicki, Rajmund Stachurski, Romuald Siemionow, Adam Kaczmarek, Tadeusz Czerwiński, Wojciech Knapik. |
| sporty lotnicze      | Aeroklub Bydgoski, Zawisza      | dyscyplina nieolimpijska        | 4 , 1 (szybownictwo, modelarstwo lotnicze, motolotniarstwo) | Od lat 60. XX w. duże sukcesy krajowe i międzynarodowe osiągali szybownicy, spadochroniarze i modelarze Aeroklubu Bydgoskiego, a od 1976 także spadochroniarze Zawiszy Bydgoszcz. W latach 70. XX w. przy aeroklubie działali pionierzy polskiego lotniarstwa, motolotniarstwa i paralotniarstwa. Dwukrotnym mistrzem świata w szybownictwie został Jan Wróblewski (1965, 1972), a mistrzostwo Polski w spadochroniarstwie osiągały drużyny Aeroklubu, Zawiszy i ZPS Bydgoszcz. Zawodnicy Zawiszy byli również medalistami mistrzostw Europy, świata, Pucharu Świata i Olimpiad Armii Świata. |

| Dyscyplina     | Kluby wiodące                                      | Osiągnięcia |
| siatkówka      | Pałac, Łuczniczka                                  | Od 1992 drużyna żeńska Pałacu Bydgoszcz występuje w ekstraklasie. Do jej osiągnięć należy m.in. Puchar Polski (1992,2001,2005), mistrzostwo Polski (1993), Superpuchar Polski (2006). W klubie wychowano ponad 20 reprezentantek Polski. Dominika Leśniewicz została mistrzynią Europy (2003), a Ewa Kowalkowska była kapitanem reprezentacji Polski. Drużyna męska Chemika od 2006 gra w ekstraklasie przyjmując nazwę Łuczniczka Bydgoszcz. W latach 2007–2016 klub został mistrzem Młodej Ligi, uzyskał 4. miejsce w PlusLidze, oraz kilkukrotnie doszedł do półfinału Pucharu Polski oraz Pucharu Challenge. Wychowankiem Chemika był m.in. Michał Winiarski, długoletni zawodnik i kapitan reprezentacji Polski (212 spotkań), mistrz świata juniorów (2003) i seniorów (2014).                                                                                             |
| koszykówka     | Astoria, Artego                                    | W 1987 męska drużyna Astorii Bydgoszcz zdobyła tytuł mistrza Polski juniorów, a w latach 1989–1992 i 2003–2006 grała w ekstraklasie koszykówki mężczyzn, osiągając w 2005 roku 6. miejsce. Od 2008 w ekstraklasie gra drużyna żeńska Artego Bydgoszcz. Do jej osiągnięć w latach 2012–2016 należą m.in. 2 srebrne i 2 brązowe medale drużynowych mistrzostw Polski. |
| pływanie       | Astoria                                            | W latach 60., 70. i 80. XX w. pływacy Astorii Bydgoszcz zdobyli kilkaset medali mistrzostw Polski seniorów i juniorów. Kilka osób reprezentowało Polskę na igrzyskach olimpijskich m.in.: Aleksandra Mróz (1952), Zbigniew Januszkiewicz (1980). Najwybitniejszą wychowanką Astorii była Alicja Pęczak, której kariera rozwinęła się w latach 90. XX w. w AZS AWF Gdańsk. Trzykrotnie reprezentowała Polskę na igrzyskach olimpijskich, zdobyła ponad 300 medali na zawodach krajowych i zagranicznych, 82 razy mistrzostwo Polski seniorek (częściowo w barwach Astorii), a 14 razy – medale mistrzostw Europy. |
| tenis          | Polonia, Centrum                                   | W latach 1972–1984 oraz 1995–2002 bydgoska Polonia występowała w polskiej ekstraklasie tenisa, zdobywając 3 tytuły wicemistrza DMP. Najlepszym tenisistą bydgoskim lat 70. i 80. XX w. był Henryk Drzymalski, wielokrotny mistrz Polski seniorów w grze pojedynczej, w deblu (z Wojciechem Fibakiem) i w grze mieszanej. W rozgrywkach międzynarodowych był półfinalistą mistrzostw Europy, wielokrotnym reprezentantem Polski, m.in. w Pucharze Davisa. Wybitną postacią był także Henryk Hoffman – zawodnik i trener Polonii, od 1982 kapitan drużyny polskiej w Pucharze Davisa, wiceprezes Polskiego Związku Tenisowego, a w latach 90. XX w. – trener reprezentacji Polski mężczyzn i kobiet. |
| tenis stołowy  | Gwiazda                                            | Zawodnicy Gwiazdy Bydgoszcz od lat 80. XX w. grali w niższych ligach tenisa stołowego mężczyzn. W ciągu 3 lat (2011–2014) awansowali z III ligi do ekstraklasy. W pierwszym sezonie w Superlidze (2014/2015) wywalczyli 8. miejsce. W 2014 osiągnęli Akademickie Mistrzostwo Polski, a w 2015 Drużynowy Puchar Polski |
| zapasy         | Gwiazda                                            | Bydgoskie sekcje zapaśnicze od lat 50. odnosiły umiarkowane sukcesy w skali ogólnokrajowej. Dopiero w latach 90. zawodnicy bydgoskiej Gwiazdy zdobyli szereg medali mistrzostw Polski w zapasach w stylu wolnym. Ogółem w latach 1945–2012 zawodnicy z klubów bydgoskich zdobyli 6 medali mistrzostw Polski seniorów w stylu klasycznym, 10 medali w MP w stylu wolnym, oraz srebrny medal w MP kobiet w zapasach. Wychowankiem Gwiazdy (1999–2000) jest Bartłomiej Bartnicki – mistrz (2004) i wielokrotny wicemistrz Polski (2000–2006), dwukrotny olimpijczyk (2004, 2008). |
| szermierka     | Gwiazda                                            | W 1968 w Bydgoszczy zamieszkał i szkolił młodzież Adam Papée – jeden z najsłynniejszych szermierzy i działaczy tego sportu. Największym sukcesem było zdobycie przez wychowankę Gwiazdy Grażynę Staszak wicemistrzostwa świata juniorek w 1972. Wychowankami bydgoskiego klubu byli m.in. florecista Marian Sypniewski (wielokrotny mistrz Polski, medalista i trzykrotny olimpijczyk, mistrz świata), Wiesław Głon (szabla) oraz Adam Siudziński (szpada). |
| łucznictwo     | Budowlani                                          | Bydgoszcz była silnym ośrodkiem łucznictwa w okresie międzywojennym. Po 1945 zawodnicy klubu Łączność Bydgoszcz byli wielokrotnymi medalistami mistrzostw Polski, a Paweł Szymczak – olimpijczykiem z Atlanty (1996), rekordzistą świata juniorów (1995, 1996), srebrnym medalistą mistrzostw Europy (1998). Po okresie regresu dyscypliny związanej m.in. kilkukrotnymi przenosinami torów łuczniczych, od 2010 datuje się ponowy jej rozwój. |
| sporty zimowe  | Polonia, Budowlani                                 | Najpopularniejszą dyscypliną zimową jest hokej na lodzie, uprawiany od 1926 roku. Hokeiści Polonii Bydgoszcz dwa razy osiągnęli 3. miejsce w ekstraklasie (1964 i 1965), a poza tym puchar Polskiego Związku Hokeja na Lodzie (1963) oraz medale mistrzostw Polski juniorów (1966–1975). Wychowankami Polonii było kilkunastu zawodników kadry Polski m.in. Andrzej Tkacz (dwukrotny olimpijczyk, trener kadry), Marian Feter, Łukasz Sokół, Tomasz Proszkiewicz i inni. W latach 60. na Torbydzie uprawiano łyżwiarstwo figurowe, a Franciszek Spitol z Polonii zdobył 3 razy tytuł mistrza Polski (1961-1964). Narciarstwo od lat 80. można uprawiać w Myślęcinku, gdzie istnieje sztucznie naśnieżany stok narciarski im. Stefana Kulmatyckiego z wyciągami orczykowymi. |
| sztuki walki   | Polonia, BK Karate Kyokushin, Klub Karate Shotokan | Wśród dalekowschodnich sztuk walki najstarszą genezę ma judo, którego sekcja w Polonii Bydgoszcz powstała w 1962 roku. Judocy Polonii w latach 1967–1995 w mistrzostwach Polski seniorów zdobyli 50 medali, w tym 14 złotych. Największą popularność ma jednak karate, którego pierwszy klub w Bydgoszczy założono w 1978, a w kolejnych latach powstały sekcje zajmujące się różnymi odmianami dyscypliny (Shōtōkan, Kyokushin, Oyama Karate, Ashihara, Shidōkan itp.) Karatecy z bydgoskich klubów osiągnęli wiele sukcesów na arenie międzynarodowej, np. zawodnicy Klubu Karate Shotokan w latach 1996–2014 zdobyli 4028 medali na imprezach ogólnopolskich i międzynarodowych, a w 2007 wywalczyli drużynowo 1. miejsce w kraju. Innymi sztukami walki uprawianymi w Bydgoszczy są m.in. taekwondo, aikido, kendo, wushu, kick-boxing, boks tajski, brazylijskie jiu-jitsu. |
| sport motorowy | Automobilklub Bydgoski                             | Sporty motorowe popularne w Bydgoszczy (poza żużlem) to motocross, sport motocyklowy i karting. W latach 60. tytuły mistrzów Polski w motocrossie uzyskiwali zawodnicy bydgoskich klubów, a od lat 70. LKT „Wyczół” Gościeradz, który przejął adeptów wyczynowych sekcji motocyklowych z Bydgoszczy. Automobilklub Bydgoski w latach 70. i 80. XX w. był kilkakrotnie mistrzem drużynowym Polski w kartingu, a na bydgoskim torze rozgrywano kilkukrotnie mistrzostwa Europy i świata Formuły C. |

## Aktywne bydgoskie kluby sportowe

### Ważniejsze kluby wielosekcyjne
| Klub                          | Rok zał. | Sekcje | Uwagi |
| Zawisza Bydgoszcz (www)       | 1946     | lekkoatletyka, podnoszenie ciężarów, strzelectwo, gimnastyka, wioślarstwo, kajakarstwo, boks, piłka nożna    | należy do Wojskowej Federacji Sportu (www), dysponuje jednym z 7 w kraju Wojskowych Centrów Szkolenia (WCSS); zarządza MUKS Bydgoszcz (ZS Mistrzostwa Sportowego im. Teresy Ciepły) oraz BKS Bydgoszcz; dysponuje dużym kompleksem sportowym, klub wychował wielu olimpijczyków |
| Polonia Bydgoszcz (www)       | 1920     | żużel, piłka nożna, kolarstwo                                                                                | jeden z najstarszych klubów bydgoskich; w 2003 dysponował sekcjami: piłki nożnej, tenisa ziemnego, żużlową i judo, a wcześniej wieloma innymi; od 2003 spadkobiercami BKS Polonia są KP Polonia (piłka nożna, klasa okręgowa) oraz ŻKS Polonia (żużel, I liga)                  |
| Gwiazda Bydgoszcz (www)       | 1920     | piłka nożna, zapasy, tenis stołowy, sporty walki, brydż sportowy, akrobatyka sportowa                        | jeden z najstarszych klubów bydgoskich; wcześniej dysponował wieloma innymi sekcjami; dysponuje kompleksem sportowym na Miedzyniu; w 2017 drużyna tenisa stołowego występowała w superlidze                                                                                     |
| Astoria Bydgoszcz (www)       | 1924     | koszykówka, boks, kajakarstwo, kajak-polo, smocze łodzie, pływanie, żeglarstwo, sport osób niepełnosprawnych | jeden ze starszych klubów bydgoskich; wcześniej dysponował wieloma innymi sekcjami, drużyna koszykarzy występuje w I lidze |
| Chemik Bydgoszcz (www)        | 1949     | piłka nożna, piłka siatkowa, szachy, brydż sportowy                                                          | początkowo klub założony przy Zakładach Chemicznych Zachem w Bydgoszczy-Łęgnowie; w 2017 drużyna piłkarska występowała w III lidze, a brydżowa w I lidze |
| Budowlany Klub Sportowy (www) | 1956     | piłka nożna, lekkoatletyka, łucznictwo, hokej na lodzie, piłka ręczna                                        | zrzeszony w Cywilno-Wojskowym Związku Sportowym Zawisza Bydgoszcz, w 2017 drużyna piłkarska występowała w klasie okręgowej, drużyna żeńska w II lidze piłki ręcznej, a hokejowa w II lidze                                                                                      |

### Kluby akademickie
| Klub                       | Rok zał. | Sekcje | Uwagi |
| AZS UKW Bydgoszcz (www)    | 1969     | piłka ręczna, piłka siatkowa, koszykówka, piłka nożna, pływanie, lekkoatletyka, sporty siłowe, judo, tenis ziemny i stołowy, szermierka                                                                                             | klub uczelniany Uniwersytetu Kazimierza Wielkiego; dysponuje kompleksem sportowym na bazie dawnych obiektów Polonii Bydgoszcz; w 2017 drużyna męska występowała w II lidze piłki ręcznej |
| AZS UTP Bydgoszcz (www)    | 1965     | brydż, fitness, jeździectwo, judo, kolarstwo, koszykówka, lekkoatletyka, narciarstwo, pływanie, piłka nożna, piłka ręczna, piłka siatkowa, szachy, tenis ziemny i stołowy, trójbój siłowy, wioślarstwo, wspinaczka, żeglarstwo      | klub uczelniany Uniwersytetu Technologiczno-Przyrodniczego |
| AZS CM UMK Bydgoszcz (www) | 1985     | fitness, futsal, koszykówka, lekka atletyka, narciarstwo, piłka nożna, piłka ręczna, pływanie, piłka siatkowa, sztuki walki, tenis ziemny i stołowy, trójbój siłowy                                                                 | klub uczelniany Collegium Medicum Uniwersytetu Mikołaja Kopernika w Bydgoszczy |
| AZS WSG Bydgoszcz (www)    | 1999     | biegi przełajowe, futsal, jeździectwo, kolarstwo, koszykówka, lekka atletyka, narciarstwo, piłka nożna, piłka siatkowa, piłka ręczna, pływanie, sporty siłowe, tenis stołowy, wioślarstwo, żeglarstwo, sport osób niepełnosprawnych | klub uczelniany Wyższej Szkoły Gospodarki w Bydgoszczy |

### Kluby MDK
| Klub                               | Sekcje                                                                                         | Uwagi |
| UKS MDK1 Hetman (www)              | szachy                                                                                         | działa przy Młodzieżowym Domu Kultury nr 1 (Kapuściska)                                                               |
| UKS Emdek (www)                    | karate, kolarstwo, szachy, tenis stołowy                                                       | działa przy Młodzieżowym Domu Kultury nr 2 (Szwederowo); w 2017 drużyna żeńska tenisa stołowego występowała w I lidze |
| UKS MDK4                           | bilard, fitness, gimnastyka akrobatyczna, unihokej                                             | działa przy Młodzieżowym Domu Kultury nr 4 (Śródmieście)                                                              |
| UKS MDK5 (www)                     | szermierka, karate, szachy, modelarstwo lotnicze                                               | działa przy Młodzieżowym Domu Kultury nr 5 (Fordon)                                                                   |
| Pałac Młodzieży w Bydgoszczy (www) | piłka siatkowa, koszykówka, gry zespołowe, kajakarstwo, karate, pływanie, modelarstwo lotnicze | sporty uprawiane są w Dziale Sportu i Rekreacji Pałacu Młodzieży                                                      |

### Ważniejsze kluby z dominującą sekcją
| Klub                                                 | Rok zał. | Sekcja                      | Uwagi                                                                                                 |
| Bydgostia Bydgoszcz (www)                            | 1928     | wioślarstwo                 | wielokrotny drużynowy mistrz Polski; wychował wielu olimpijczyków                                     |
| Bydgoskie Towarzystwo Wioślarskie (www)              | 1920     | wioślarstwo                 | członkowie klubu zdobyli dla Polski pierwszy medal olimpijski w wioślarstwie (1928)                   |
| Bydgoski Klub Wioślarek (www)                        | 1926     | wioślarstwo                 | drugi najstarszy w Polsce żeński klub wioślarski                                                      |
| UKS Kopernik Bydgoszcz (www)                         | 1931     | kajakarstwo                 | klub wychował wielu olimpijczyków                                                                     |
| KS Pałac Bydgoszcz (www)                             | 1982     | piłka siatkowa kobiet       | drużynowy mistrz Polski w sezonie 1992/1993                                                           |
| Łuczniczka Bydgoszcz (www)                           | 2007     | piłka siatkowa mężczyzn     | głównymi udziałowcami spółki są Chemik Bydgoszcz i miasto Bydgoszcz.                                  |
| Artego Bydgoszcz (www)                               | 1994     | koszykówka kobiet           | powstał na bazie klubu Basket25                                                                       |
| MUKS Bydgoszcz (www)                                 | 2008     | koszykówka kobiet           | |
| Novum Bydgoszcz (www)                                | 1999     | koszykówka                  | szkoli juniorów i młodzików w koszykówce mężczyzn i kobiet                                            |
| KKP Bydgoszcz (www)                                  | 2007     | piłka nożna kobiet          | powstał na bazie drużyny piłki nożnej kobiet klubu Brda Bydgoszcz, występuje w I lidze K-PZPN         |
| MOKS Piaski Bydgoszcz (www)                          | 2002     | piłka nożna                 | występuje w A-klasie K-PZPN                                                                           |
| Ramiel Bydgoszcz (www)                               | 2007     | piłka nożna                 | występuje w B-klasie K-PZPN                                                                           |
| Wisła Fordon (www)                                   | 2014     | piłka nożna                 | występuje w B-klasie K-PZPN                                                                           |
| UKS Tęcza Bydgoszcz (www)                            | 2007     | piłka nożna kobiet          | występuje w III lidze K-PZPN, uprawia również unihokej                                                |
| UKS Iskra Bydgoszcz (www)                            |          | piłka ręczna                | występuje w III lidze piłki ręcznej                                                                   |
| Wojskowy Klub Żeglarski „Pasat” (www)                | 1989     | żeglarstwo                  | |
| Yacht Klub Polski Bydgoszcz (www)                    | 1934     | żeglarstwo                  | |
| Bydgoski Klub Żeglarski (www)                        |          | żeglarstwo                  | dysponuje bazą w Pieczyskach nad Zalewem Koronowskim                                                  |
| Zjednoczeni Bydgoszcz (www)                          | 1976     | żeglarstwo                  | początkowo harcerski klub żeglarski, od 1983 wielosekcyjny                                            |
| Bydgoski Klub Motorowodny „Mors” (www)               | 1957     | sporty motorowodne          | |
| Romet Bydgoszcz                                      | 1948     | kolarstwo                   | jeden z czołowych polskich klubów kolarskich w latach 70. i 80. XX w.                                 |
| BKS Centrum Bydgoszcz (www)                          |          | tenis                       | dysponuje kompleksem kortów tenisowych otwartych i krytych, siłownią, fitness                         |
| Aeroklub Bydgoski (www)                              | 1946     | sporty lotnicze             | bazą aeroklubu jest Lotnisko Bydgoszcz-Biedaszkowo                                                    |
| Automobilklub Bydgoski (www)                         | 1929     | karting, sporty samochodowe | |
| Oponeo Motosport (www)                               | 2010     | sporty samochodowe          | |
| MUKS Piętnastka Bydgoszcz (www)                      | 2001     | pływanie                    | klub przy Zespole Szkół nr 5 Mistrzostwa Sportowego w Bydgoszczy                                      |
| MKS przy SP 63 (www)                                 |          | pływanie                    | w 2016 roku klub osiągnął 1 miejsce w Polsce na 192 sklasyfikowane kluby w kategorii 12 lat           |
| MUKS Rekin Bydgoszcz (www)                           | 2005     | pływanie                    | |
| Centrum Pływania i Nurkowania „Meduza” (www)         | 2005     | nurkowanie                  | |
| UKS Boks Fordon (www)                                |          | boks                        | |
| Policyjne Towarzystwo Sportowe „Gwardia” (www)       |          | judo                        | zrzeszone w Polskiej Federacji Sportu „Gwardia”                                                       |
| UKS 10 Judo Bydgoszcz (www)                          |          | judo                        | |
| Bydgoski Klub Sportowy Judo                          |          | judo                        | |
| Bydgoski Klub Kyokushin Karate (www)                 | 1978     | karate                      | najstarszy klub karate w województwie kujawsko-pomorskim                                              |
| Bydgoska Szkoła Kyokushin Karate (www)               |          | karate                      | |
| Bydgoski Klub Karate Tsunami (www)                   | 1983     | karate                      | |
| Oyama Karate Bydgoszcz (www)                         | 2002     | karate                      | |
| Klub Karate Shotokan (www)                           | 1992     | karate                      | w latach 1996–2014 zawodnicy klubu zdobyli 4028 medali na imprezach ogólnopolskich i międzynarodowych |
| Bydgoski Klub Sztuk Walki (www)                      | 1994     | karate                      | w klubie ćwiczy się ju jitsu i karate kyokushin                                                       |
| Yamabushi Bydgoszcz (www)                            | 2012     | karate                      | |
| Bydgoski Klub Taekwondo (www)                        | 2001     | taekwondo                   | |
| Pomorskie Centrum Sztuk Walki Aikido Bydgoszcz (www) | 1991     | aikido                      | |
| Bydgoskie Stowarzyszenie Kendo, Iaido i Jodo (www)   | 2008     | kendo                       | |
| Akademia Tradycyjnego Wing Chun Kung Fu (www)        |          | wushu                       | |
| Golden Dragon (www)                                  | 2010     | sporty walki                | |
| XYZ Fight Academy (www)                              |          | sporty walki                | |
| Hunter Gym (www)                                     | 2006     | sporty walki                | |
| Espadon Bydgoszcz (www)                              |          | jiu-jitsu                   | |
| Muay Thai Legion Bydgoszcz (www)                     | 2003     | boks tajski                 | |
| Fight Club Krakowiak (www)                           | 2002     | boks tajski                 | |
| Okinawan Goju-Ryu Karate-Do Polska (www)             | 1998     | goju-ryu                    | |
| Kokodo Ju Jutsu (www)                                | 1991     | ju-jitsu                    | |
| Bydgoski Klub Dalekowschodnich Sztuk Walki (www)     | 1998     | Shōrinji Kenpō              | |
| Bydgoskie Towarzystwo Tenisowe (www)                 |          | tenis                       | |
| Kujawsko-Pomorski Klub Jeździecki (www)              | 2009     | jeździectwo                 | |
| Klub Wysokogórski w Bydgoszczy (www)                 | 1950     | alpinizm                    | |
| HighFive Bydgoszcz (www)                             | 2012     | paintball                   | występuje w III lidze                                                                                 |
| Baza Bydgoszcz                                       | 1994     | baseball                    | |
| Maximus Bydgoszcz (www)                              | 2011     | bilard                      | występuje w I i II lidze                                                                              |
| Bydgoski Klub Golfowy (www)                          | 2003     | golf                        | dysponuje 9-dołkowym polem w Myślęcinku                                                               |
| UKS Meta Bydgoszcz                                   |          | korfball                    | |
| Alfa Bydgoszcz                                       | 2003     | rugby                       | występuje w I lidze                                                                                   |
| SquashPoint Bydgoszcz (www)                          |          | squash                      | |
| KS Polski Taniec (www)                               |          | taniec sportowy             | |
| Bydgoszcz Archers                                    | 2008     | futbol amerykański          | występuje w I lidze                                                                                   |
| Herosi Bydgoszcz                                     | 2019     | futbol amerykański          | występuje w LFA                                                                                       |
| Bydgoszcz Wildcats                                   | 2015     | futbol australijski         | pierwsza drużyna w Polsce                                                                             |
| Astro Disco Bydgoszcz (www)                          | 2010     | ultimate                    | gra w II lidze Halowych Mistrzostw Polski                                                             |

### Sport osób niepełnosprawnych
W Bydgoszczy istnieje kilka klubów adresowanych dla osób niepełnosprawnych:
- Stowarzyszenie Sportu i Rehabilitacji Osób Niepełnosprawnych „Start Bydgoszcz” (www) – zrzeszony jest w Polskim Związku Sportu Niepełnosprawnych „Start”; uprawiane dyscypliny to: boccia, lekkoatletyka, podnoszenie ciężarów, pływanie, strzelectwo, tenis stołowy, wioślarstwo, kajakarstwo, szachy;
- Międzyszkolny Klub Sportowy „Wisła” (www) – funkcjonuje przy Ośrodku Szkolno-Wychowawczym dla Dzieci i Młodzieży Słabosłyszącej i Niesłyszącej im. gen. S. Maczka w Bydgoszczy w ramach Polskiej Federacji Sportu Niesłyszących;
- Pomorsko-Kujawski Klub Kultury Fizycznej Sportu i Turystyki Niewidomych i Słabowidzących „Łuczniczka” (www) – zrzeszony w Stowarzyszeniu Kultury Fizycznej, Sportu i Turystyki Niewidomych i Słabowidzących „Cross” oraz Związku Kultury Fizycznej „Olimp”; uprawiane dyscypliny to: kręgle, showdown, biegi, nordic walking, szachy, warcaby, brydż sportowy, strzelectwo, pływanie, biegi narciarskie, biathlon, triathlon.

W Bydgoszczy zlokalizowany jest Oddział Regionalny Olimpiady Specjalne Kujawsko-Pomorskie (www). W 2014 na stadionie Zawiszy rozegrano X Ogólnopolskie Letnie Igrzyska Olimpiad Specjalnych, a w 2017 XIV Ogólnopolski Turniej Piłki Nożnej Olimpiad Specjalnych. Bazę dla imprez sportu osób niepełnosprawnych stanowi m.in. Park Aktywnej Rehabilitacji i Sportu przy Centrum Onkologii im. prof. Franciszka Łukaszczyka w Bydgoszczy.

## Okręgowe związki sportowe
W Bydgoszczy znajduje się Kujawsko-Pomorskie Stowarzyszenie Związków Sportowych (www). Według stanu na rok 2016, spośród 32 wojewódzkich związków różnych dyscyplin, 20 ma siedziby w Bydgoszczy i okolicy (Białe Błota, Solec Kujawski), 9 w Toruniu, 2 w Grudziądzu i 1 we Włocławku. W Bydgoszczy funkcjonuje również Miejski Szkolny Związek Sportowy (www), którego zadaniem jest m.in. organizacja międzyszkolnych zawodów sportowych.

## Sport w Bydgoszczy według dyscyplin sportowych

### Lekkoatletyka

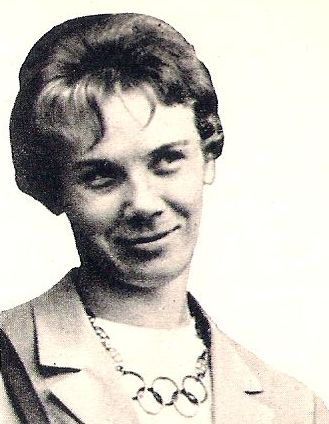
Teresa Ciepły – bydgoska sprinterka, zdobywczyni trzech medali olimpijskich (złoto i srebro w Tokio 1964, brąz w Rzymie 1960)

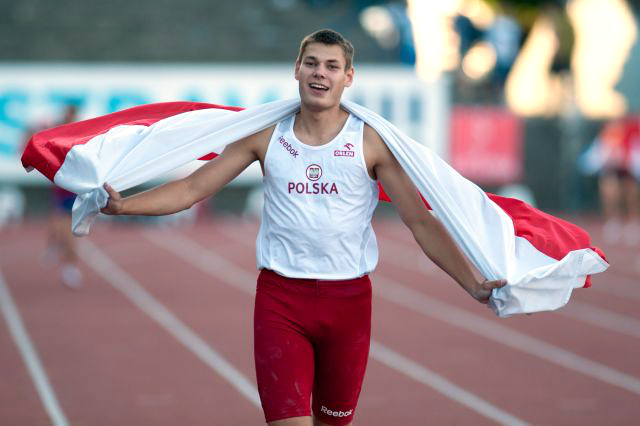
Paweł Wojciechowski z Zawiszy – mistrz świata w skoku o tyczce (2011), wicemistrz Europy (2014), halowy mistrz Europy (2019)

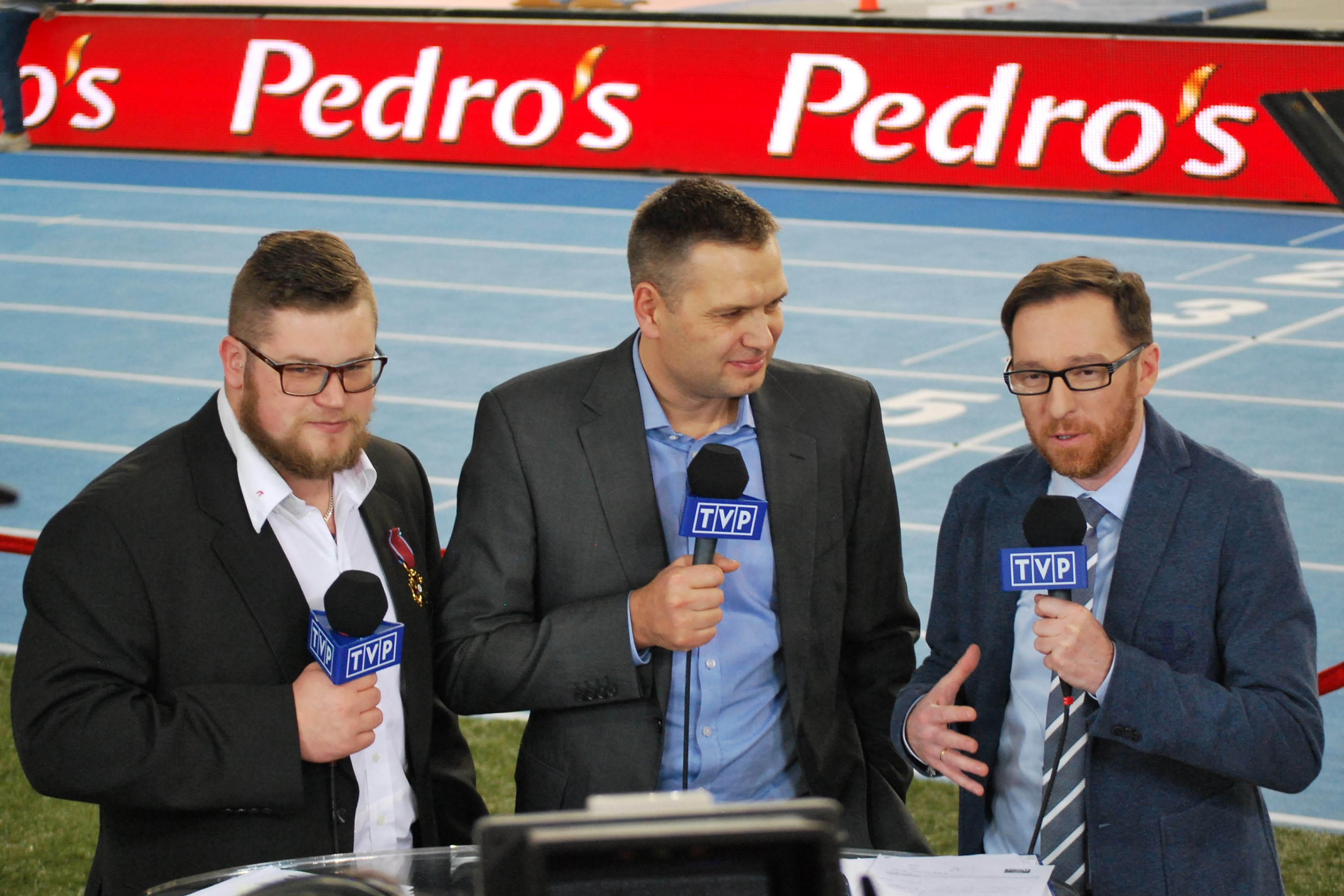
Sebastian Chmara – były zawodnik Zawiszy, halowy mistrz świata (1999) i Europy (1998) w siedmioboju, na zdjęciu (pośrodku) jako komentator sportowy TVP

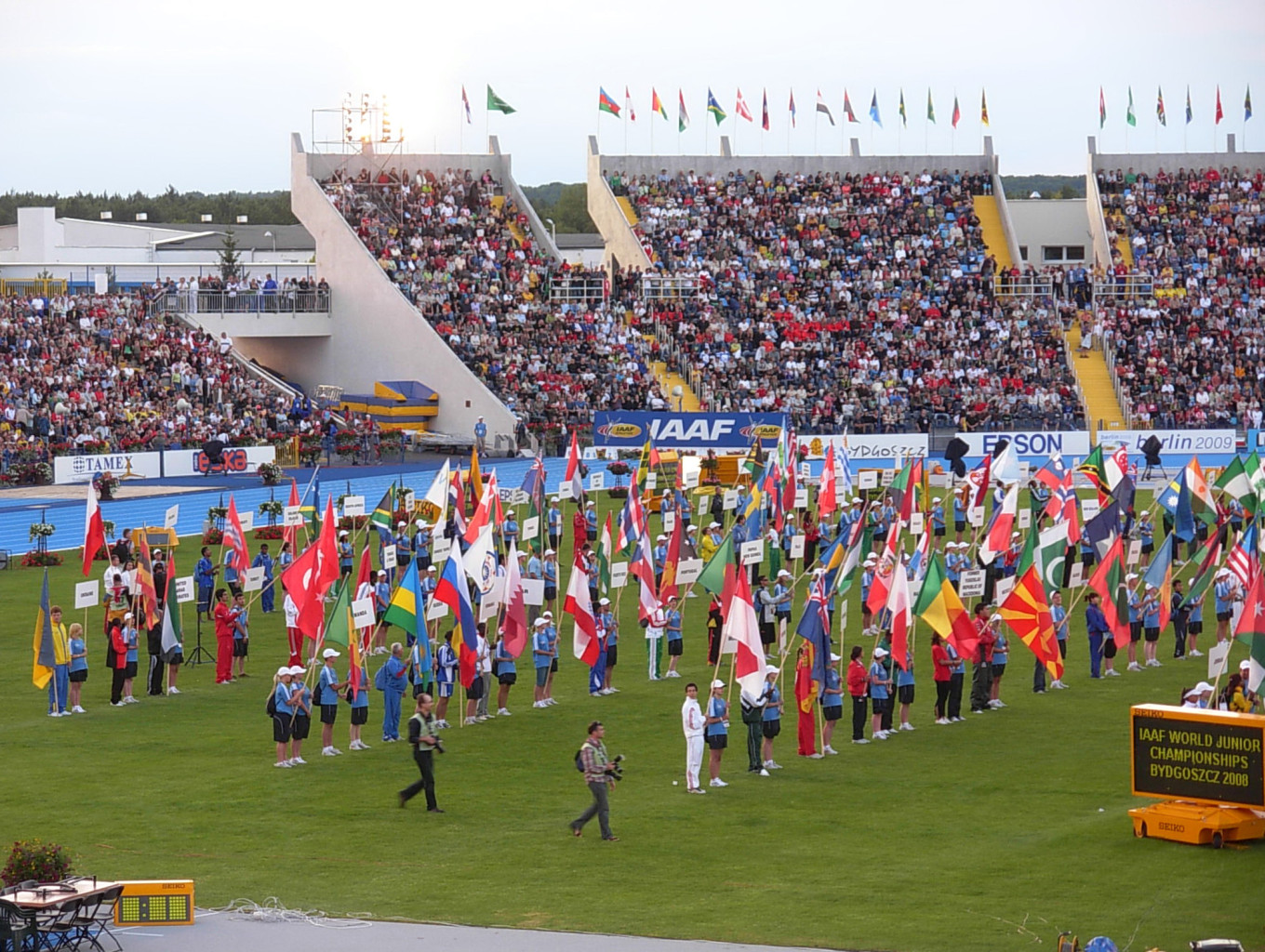
Ceremonia otwarcia Mistrzostw Świata Juniorów w Lekkoatletyce 2008 w Bydgoszczy

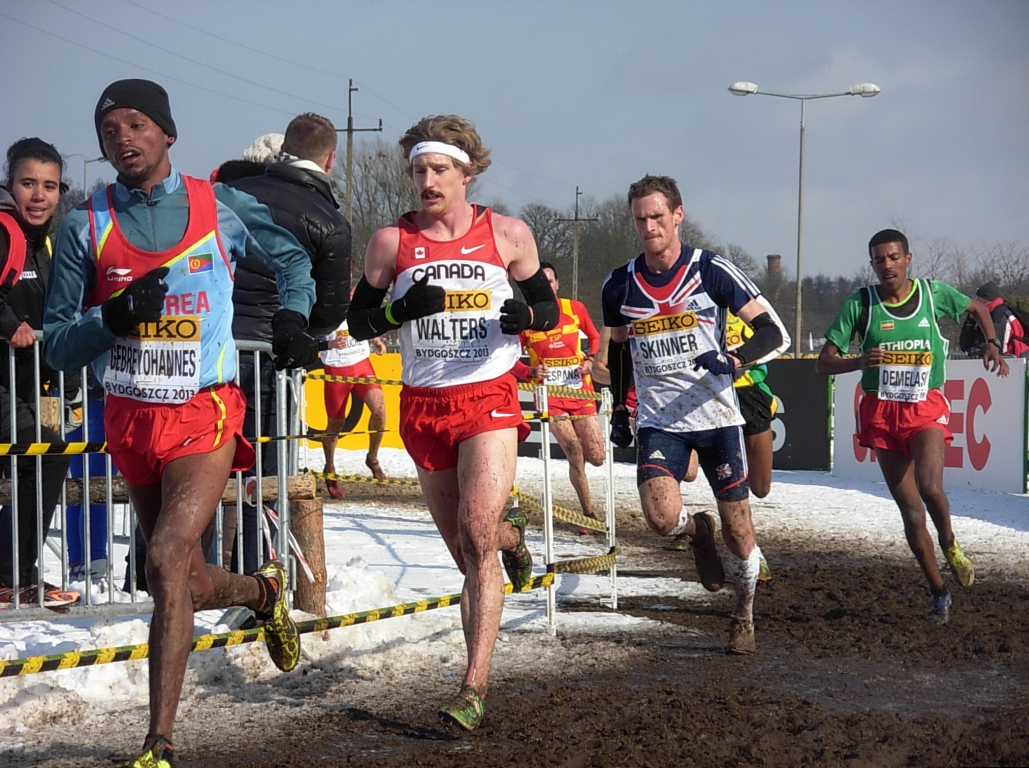
Mistrzostwa Świata w Biegach Przełajowych 2013 w bydgoskim Myślęcinku

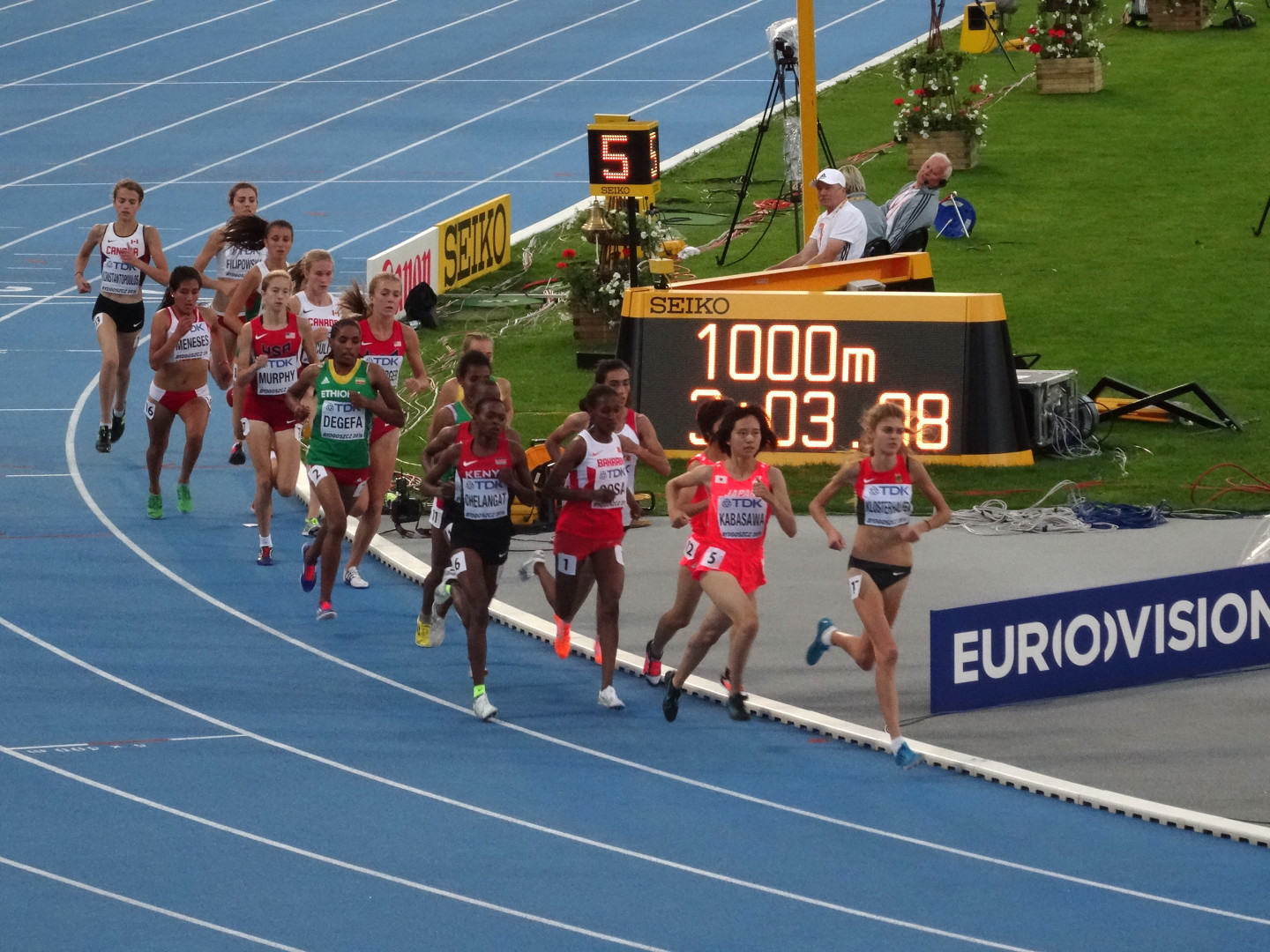
Bieg na 3000 m kobiet podczas Mistrzostw Świata Juniorów w Lekkoatletyce 2016 w Bydgoszczy

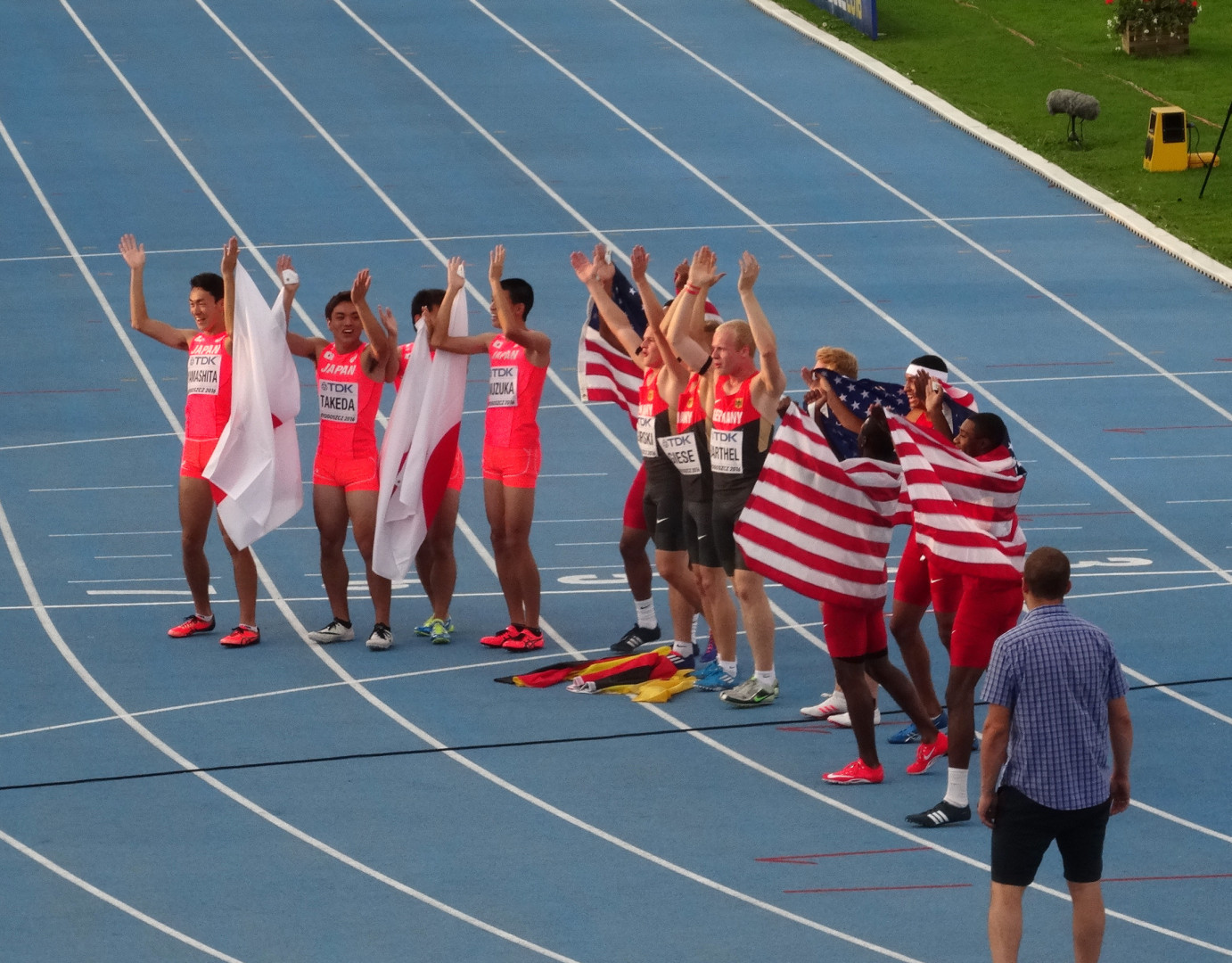
Medaliści męskiej sztafety 4x100 m podczas Mistrzostw Świata Juniorów w Lekkoatletyce 2016 w Bydgoszczy

Lekkoatletyka to jedna z dyscyplin sportu, w których Bydgoszcz posiada najbogatsze tradycje i osiągnięcia na arenie krajowej i międzynarodowej.
Popularność dyscypliny rozpoczęła się już w okresie międzywojennym. 5 kwietnia 1925 założono w Bydgoszczy Pomorski Okręgowy Związek Lekkiej Atletyki, w którym zarejestrowano 14 klubów, w tym 8 bydgoskich. W 1928 dyscyplinę trenowało na Pomorzu 281 zawodników w 32 klubach. Najsilniejszymi były Sokół I, Sokół Żeński oraz Polonia Bydgoszcz. Dwukrotnie (1930, 1937) rozegrano w Bydgoszczy mistrzostwa Polski w lekkoatletyce żeńskiej, w 1933 także w męskiej, a w 1937 – pierwsze Mistrzostwa Polski juniorów w lekkoatletyce. W 1931 najlepsze wyniki w kraju mieli bydgoscy zawodnicy: Stefan Majtkowski w skoku o tyczce (3,55 m), Franciszek Mikrut w rzucie oszczepem (62,60 m) i Władysław Mikrut (60,70 m), w rzucie młotem. W latach 30. XX w. zawodnicy bydgoskiego TG „Sokół” dzierżyli 75% rekordów Pomorza. Dzięki nim w 1938 reprezentacja Pomorza wygrywała m.in. z reprezentacją Warszawy, Śląska i Poznania. Sprinter Klemens Biniakowski z BKS Polonia brał udział w Igrzyskach Olimpijskich w Amsterdamie (1928). W 1938 zarejestrowano 12 klubów bydgoskich z sekcjami lekkoatletycznymi, m.in.: Sokół I, Sokół V, Sokół Żeński, Policyjny Klub Sportowy, Wojskowy Klub Sportowy, WKS Start, Katolickie Stowarzyszenie Młodzieży Gwiazda, KSM Okręg, Bydgoski Klub Sportowy Polonia, Robotniczy Klub Sportowy Amator, Ciszewski Bydgoszcz, IKS Związku Strzeleckiego. Bydgoscy zawodnicy w latach 1925–1939 zdobywali 11-krotnie tytuły mistrza kraju (młociarze, oszczepnicy, sprinterzy). Byli też rekordzistami i mistrzami Pomorza (na 17 konkurencji, przodowali w 11).
Po II wojnie światowej, sport lekkoatletyczny odrodził się w formach organizacyjnych sprzed 1939. W Bydgoszczy nadal znajdował się Okręg Pomorski Polskiego Związku Lekkoatletycznego, a sekcje lekkoatletyczne prowadziły: Harcerski Klub Sportowy, KS Polonia, KS Gwiazda, Kolejowy KS Brda oraz WKS Zawisza (od 1947), który od połowy lat 50. XX w. stał się najsilniejszym klubem lekkoatletycznym w mieście, regionie, a nawet kraju. 1 i 3 maja 1946 odbyły się w Bydgoszczy pierwsze duże zawody lekkoatletów bydgoskich, z udziałem około 100 zawodniczek i zawodników z 9 klubów. W 1949 zawodnicy Gwardii (Bogdan Masłowski – rzut młotem, Zygfryd Weinberg – trójskok, Eulalia Szwajkowska – 100 m) dzierżyli rekordy Polski i z powodzeniem startowali w zawodach międzynarodowych. Od 1953 do kadry Polski zaliczano około 10 zawodników z Bydgoszczy. Na olimpiadzie w Melbourne (1956) występowało 3 lekkoatletów z Zawiszy (Zimny, Niklas, Krzyszkowiak).
Od 1957 roku nastał czas rozkwitu „królowej sportu” w Bydgoszczy. Uprawianie dyscypliny skoncentrowano w dwóch klubach: WKS Zawisza i BKS Budowlani. W siedmiu igrzyskach olimpijskich (od 1960 do 1988) Polskę reprezentowało 21 bydgoskich lekkoatletów (10 z Zawiszy i 2 z BKS). Trójskoczek Jan Jaskólski był trzykrotnym olimpijczykiem, a Michał Joachimowski dwukrotnym. Zawodnicy bydgoscy należeli do polskiego wunderteamu lekkoatletycznego (1956–1966). Na Igrzyska Olimpijskie do Rzymu (1960) pojechało 6 zawodników Zawiszy. Zdzisław Krzyszkowiak zdobył jako szósty Polak w historii złoty medal olimpijski w lekkoatletyce (bieg na 5000 m). Na igrzyskach w Tokio (1964) walczyło 6 bydgoskich lekkoatletów. Teresa Ciepły zdobyła złoty medal w sztafecie 4x 100m oraz srebrny w biegu 80 m przez płotki. W kolejnych olimpiadach występowało od 3 do 7 zawodników Zawiszy, podobnie jak w lekkoatletycznych mistrzostwach Europy seniorów i juniorów, zarówno na stadionach, jak i w hali. W latach 1945–2016 126 zawodników (11 – HKS, 7 – Gwardii, 8 – BKS i 100 – Zawiszy) około 400-krotnie sięgało po tytuł indywidualnego mistrza Polski seniorów w różnych konkurencjach lekkoatletycznych. W ekstraklasie lekkoatletycznej występowała drużyna Zawiszy, a także drużyna BKS Bydgoszcz (1977–1978, pozostałe sezony w II lidze). W latach 50. i 60. XX w. między Zawiszą, a warszawską Legią toczyły się zacięte pojedynki o tytuł drużynowego mistrza Polski. Zawisza tytuł DMP osiągał wielokrotne, podobnie jak mistrzostwo polskiej ligi lekkoatletycznej. W latach 70. rozegrano w Bydgoszczy pierwsze międzynarodowe imprezy lekkoatletyczne: Puchar Europy w Wielobojach 1975, Mistrzostwa Europy Juniorów w Lekkoatletyce 1979 oraz rozgrywano mityng Grand Prix Brdy (1975–1978), w 1976 i 1977 połączony z memoriałem Janusza Kusocińskiego.
W latach 90. XX w. w letnich olimpiadach startowało 4 bydgoszczan: Piotr Piekarski, Wiesław Perszke, Sebastian Chmara i Tomasz Jędrusik. Czas kolejnych sukcesów przyszedł po 2000 roku. Do wybitnych zawodników zaliczali się wówczas m.in.: Artur Kohutek, Dominik Bochenek, Marika Popowicz, Marcin Lewandowski (biegi), Marcin Dróżdż (wielobój), Łukasz Michalski, Paweł Wojciechowski (skok o tyczce) i inni.
Od 1999 roku stadion Zawiszy stał się areną wielu lekkoatletycznych imprez międzynarodowych: Mistrzostw Świata Juniorów (1999, 2008, 2016), Młodzieżowych Mistrzostw Europy (2003, 2017), Superligi pucharu Europy (2004), Europejskiego Festiwalu Lekkoatletycznego (2001-2016), hala Łuczniczka – mityngów lekkoatletycznych Pedro’s Cup (2005–2014), a Leśny Park Kultury i Wypoczynku – miejscem mistrzostw świata w biegach przełajowych (2010, 2013). W latach 2005–2011 Bydgoszcz uchodziła za nieoficjalną stolicę lekkoatletyki w Polsce, gdyż stadion im. Zdzisława Krzyszkowiaka jako jedyny w Polsce spełniał normy IAAF i w związku z tym gościł najważniejsze imprezy lekkoatletyczne. Miasto wielokrotnie było gospodarzem mistrzostw Polski seniorów:
| Rok                                              | Data                  | Miejsce                    | Konkurencje                   |
| Mistrzostwa Polski Seniorów w Lekkoatletyce 1925 | 8 października        |                            | maraton                       |
| Mistrzostwa Polski Seniorów w Lekkoatletyce 1928 | 30 września           |                            | pięciobój kobiet, maraton     |
| Mistrzostwa Polski Seniorów w Lekkoatletyce 1929 | 15 sierpnia           | Stadion Szkoły Oficerskiej | pięciobój mężczyzn            |
| Mistrzostwa Polski Seniorów w Lekkoatletyce 1930 | 26–27 lipca           | Stadion Szkoły Oficerskiej | żeńskie                       |
| Mistrzostwa Polski Seniorów w Lekkoatletyce 1931 | 27 września           |                            | maraton                       |
| Mistrzostwa Polski Seniorów w Lekkoatletyce 1932 | 4 września            | Stadion Miejski            | pięciobój mężczyzn            |
| Mistrzostwa Polski Seniorów w Lekkoatletyce 1933 | 1–2 lipca             | Stadion Miejski            | męskie                        |
| Mistrzostwa Polski Seniorów w Lekkoatletyce 1934 | 30 września           |                            | chód na 50 km mężczyzn        |
| Mistrzostwa Polski Seniorów w Lekkoatletyce 1935 | 14 kwietnia           |                            | bieg przełajowy mężczyzn 8 km |
| Mistrzostwa Polski Seniorów w Lekkoatletyce 1936 | 4 lipca               | Stadion Miejski            | dziesięciobój mężczyzn        |
| Mistrzostwa Polski Seniorów w Lekkoatletyce 1937 | 10–11 lipca           | Stadion Miejski            | żeńskie                       |
| Mistrzostwa Polski Seniorów w Lekkoatletyce 1947 | 13–14 września        | Stadion Miejski            | dziesięciobój mężczyzn        |
| Mistrzostwa Polski Seniorów w Lekkoatletyce 1948 | 10–11 lipca           | Stadion Miejski            | żeńskie                       |
| Mistrzostwa Polski Seniorów w Lekkoatletyce 1950 | 6 sierpnia            | Stadion Miejski            | pięciobój mężczyzn            |
| Mistrzostwa Polski Seniorów w Lekkoatletyce 1958 | 18–20 lipca           | Stadion Zawiszy            | męskie i żeńskie              |
| Mistrzostwa Polski Seniorów w Lekkoatletyce 1963 | 23–25 sierpnia        | Stadion Zawiszy            | męskie i żeńskie              |
| Mistrzostwa Polski Seniorów w Lekkoatletyce 1975 | 27–29 czerwca         | Stadion Zawiszy            | męskie i żeńskie              |
| Mistrzostwa Polski Seniorów w Lekkoatletyce 1976 | 25–27 czerwca         | Stadion Zawiszy            | męskie i żeńskie              |
| Mistrzostwa Polski Seniorów w Lekkoatletyce 1977 | 29–31 lipca           | Stadion Zawiszy            | męskie i żeńskie              |
| Mistrzostwa Polski Seniorów w Lekkoatletyce 1983 | 25–27 czerwca         | Stadion Zawiszy            | męskie i żeńskie              |
| Mistrzostwa Polski Seniorów w Lekkoatletyce 1985 | 2–4 sierpnia          | Stadion Zawiszy            | męskie i żeńskie              |
| Mistrzostwa Polski Seniorów w Lekkoatletyce 1994 | 13 marca              | LKPiW Myślęcinek           | bieg przełajowy 5, 9 km       |
| Mistrzostwa Polski Seniorów w Lekkoatletyce 1997 | 20–22 czerwca         | Stadion Zawiszy            | męskie i żeńskie              |
| Mistrzostwa Polski Seniorów w Lekkoatletyce 2001 | 29 czerwca – 1 lipca  | Stadion Zawiszy            | męskie i żeńskie              |
| Mistrzostwa Polski Seniorów w Lekkoatletyce 2004 | 2–4 lipca             | Stadion Zawiszy            | męskie i żeńskie              |
| Mistrzostwa Polski Seniorów w Lekkoatletyce 2006 | 21–23 lipca           | Stadion Zawiszy            | męskie i żeńskie              |
| Mistrzostwa Polski Seniorów w Lekkoatletyce 2007 | 11 marca              | LKPiW Myślęcinek           | bieg przełajowy 4, 10 km      |
| Mistrzostwa Polski Seniorów w Lekkoatletyce 2009 | 31 lipca – 2 sierpnia | Stadion Zawiszy            | męskie i żeńskie              |
| Mistrzostwa Polski Seniorów w Lekkoatletyce 2010 | 14 marca              | LKPiW Myślęcinek           | bieg przełajowy 4, 12 km      |
| Mistrzostwa Polski Seniorów w Lekkoatletyce 2011 | 11–13 sierpnia        | Stadion Zawiszy            | męskie i żeńskie              |
| Mistrzostwa Polski Seniorów w Lekkoatletyce 2012 | 10 marca              | LKPiW Myślęcinek           | bieg przełajowy 4, 8, 12 km   |
| Mistrzostwa Polski Seniorów w Lekkoatletyce 2013 | 10 marca              | LKPiW Myślęcinek           | bieg przełajowy 4, 8, 12 km   |
| Mistrzostwa Polski Seniorów w Lekkoatletyce 2016 | 24–26 czerwca         | Stadion Zawiszy            | męskie i żeńskie              |

Poza tym w Bydgoszczy odbywały się m.in.: Młodzieżowe Mistrzostwa Polski (2013), Mistrzostwa Polski Juniorów Młodszych (2008) i szereg innych
W rozgrywkach ekstraklasy lekkoatletycznej (Drużynowe Mistrzostwo Polski) w latach 1957–2014 Zawisza Bydgoszcz uzyskał 6 tytułów mistrzowskich i 14 wicemistrzowskich, co plasuje klub na 5 miejscu w tabeli medalowej wszech czasów (za Górnikiem Zabrze i klubami warszawskimi: Legią, Skrą i AZS-AWF). Zawisza jest obok Legii Warszawa jedynym klubem lekkoatletycznym, który nigdy nie opuścił ekstraklasy. Natomiast w rankingach klubowego mistrza Polski w lekkiej atletyce Zawisza Bydgoszcz uzyskał tytuły wicemistrza w latach 2010–2011, a brąz w 2013 roku.
W latach 1957–2016 bydgoscy lekkoatleci zdobyli około 20 medali w mistrzostwach Europy (w tym 6 złotych), około 25 medali w mistrzostwach halowych (w tym 4 złote) i kilkanaście w mistrzostwach Europy i świata juniorów. Tytuły mistrzów świata seniorów (rozgrywane od 1983) wywalczyli: Sebastian Chmara (siedmiobój, 1999 – hala) i Paweł Wojciechowski (skok o tyczce, 2011).
Bydgoscy lekkoatleci, którzy osiągali wielokrotne sukcesy rangi krajowej i międzynarodowej to m.in.:
- miotacze (młot, kula oszczep): Alojzy Więckowski, Bogdan Masłowski, Olgierd Ciepły, Małgorzata Wolska
- sprinterzy: Teresa Ciepły, Waldemar Korycki, Edmund Borowski, Kazimierz Wardak, Jerzy Juskowiak, Piotr Piekarski, Artur Kohutek, Dominik Bochenek, Marika Popowicz, Marcin Lewandowski
- długodystansowcy: Kazimierz Żbikowski, Alojzy Graj, Zdzisław Krzyszkowiak, Gabriela Górzyńska, Dariusz Kruczkowski
- wieloboiści: Tadeusz Janczenko, Sebastian Chmara, Marcin Dróżdż
- skoczkowie (trójskok, skok o tyczce): Michał Joachimowski, Mariusz Klimczyk, Mirosław Chmara, Krzysztof Andrzejak, Łukasz Michalski, Paweł Wojciechowski

W 2016 nadal aktualne były rekordy Polski ustanowione przez zawodników Zawiszy: Sebastiana Chmarę – dziesięciobój (8566 pkt. – 1998), Marikę Popowicz – sztafeta 4x100 m (42,68 s – 2010) i Pawła Wojciechowskiego – skok o tyczce (5,91 m – 2011).
Aktualnie (2016) w Bydgoszczy sekcje lekkoatletyczne prowadzą kluby: Zawisza, BKS Bydgoszcz i LUKS Ogrodnik Bydgoszcz.

### Żużel

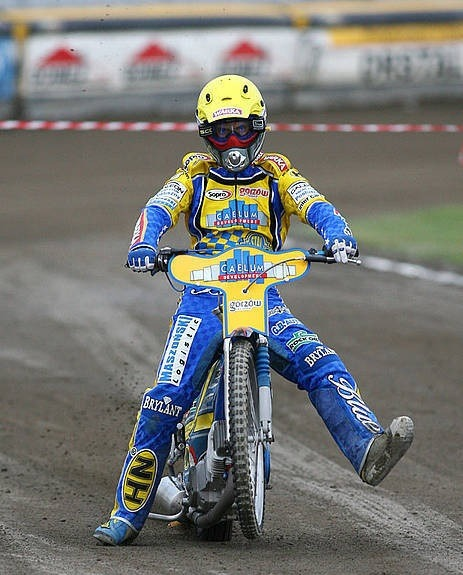
Tomasz Gollob – wychowanek i długoletni zawodnik (1988-2003) Polonii Bydgoszcz, Indywidualny i 6-krotny Drużynowy Mistrz Świata na żużlu, 30-krotny mistrz Polski

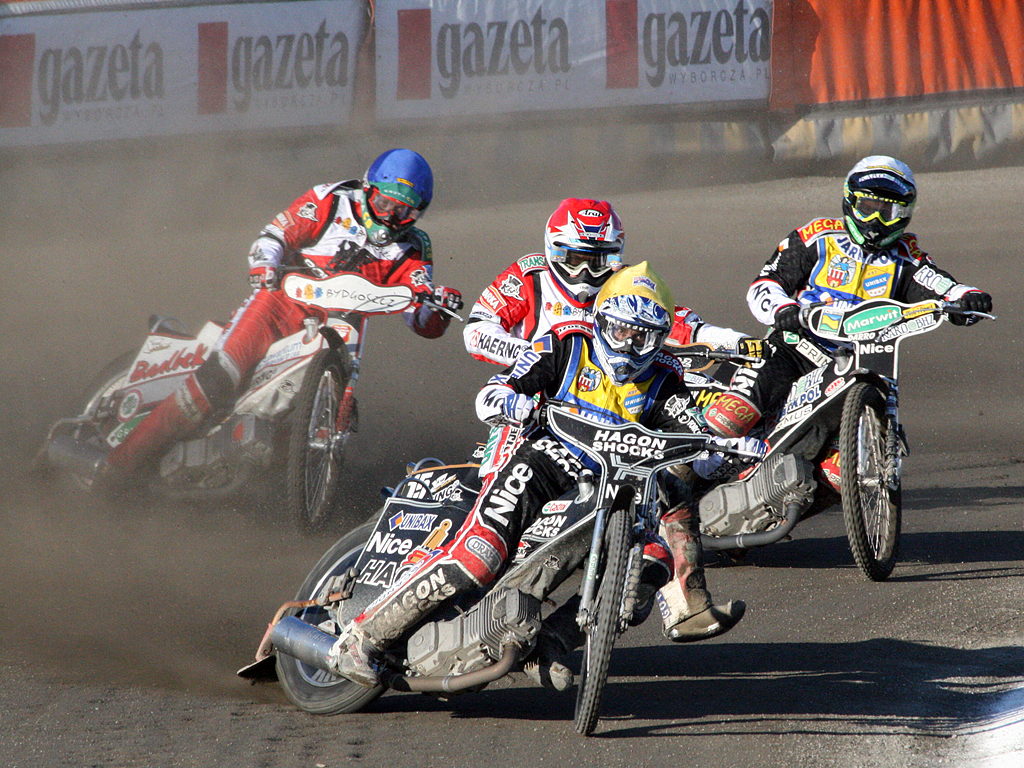
Derby Pomorza na żużlu w Bydgoszczy (2009)

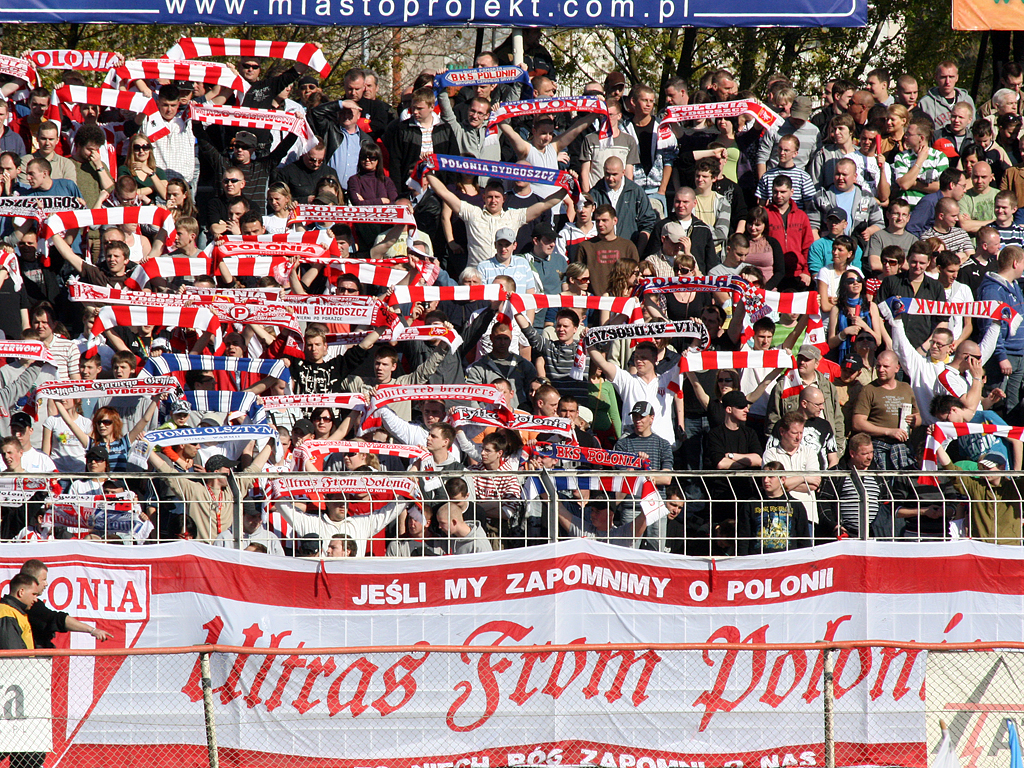
Fan-club Polonii Bydgoszcz w 2009 roku

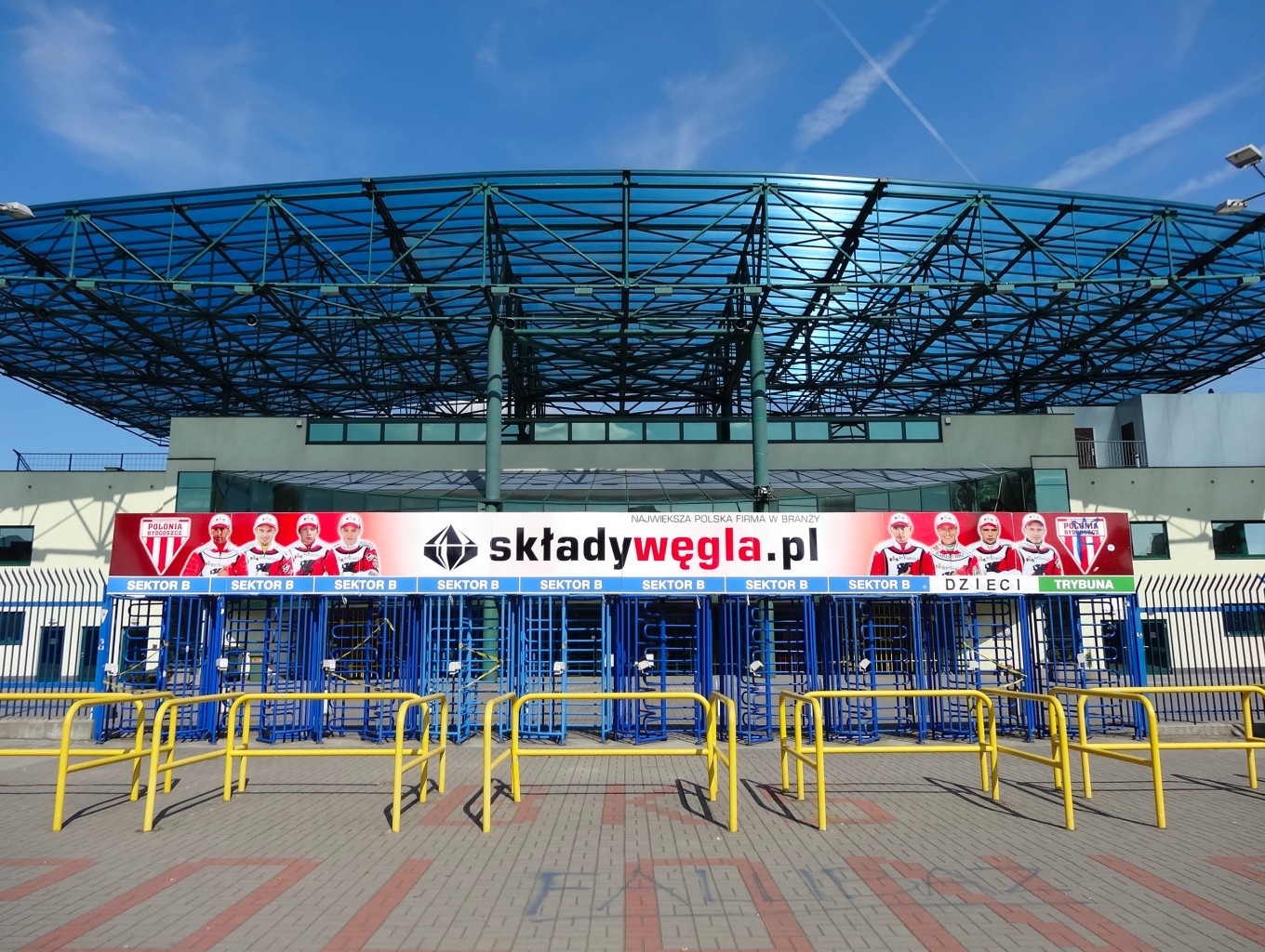
Wejście na stadion Polonii (2013)

Jedną z wizytówek sportowych Bydgoszczy jest sekcja żużlowa BKS Polonii Bydgoszcz, założona w 1946 roku, przekształcona w 2003 w Bydgoskie Towarzystwo Żużlowe Polonia Bydgoszcz.
W międzywojennej Bydgoszczy istniały dwa kluby żużlowo-motocyklowe – Klub Motocyklistów w Bydgoszczy powstały w 1925 roku oraz Klub Motocyklistów Związku Strzeleckiego. W 1930 na stadionie miejskim BKS Polonia zbudowano tor żużlowy. Od 1933 odbywały się tu wyścigi motocyklowe na żużlu z udziałem czołowych zawodników Polski. Spośród bydgoszczan w tej konkurencji sukcesy odnosili: Alfons Ziółkowski, Tomaszewski oraz Jan Witkowski z Bydgoskiego Towarzystwa Motocyklowego, który w 1935 zdobył tytuł mistrza Polski na żużlu.
Po II wojnie światowej sport żużlowy uprawiano w BKS Polonia, Brdzie Bydgoszcz i Zawiszy Bydgoszcz (1950–1955), a w KS „Partyzant” organizowano wyścigi uliczne, rajdy i crossy. W 1948 poloniści zadebiutowali w rozgrywkach II ligi żużlowej. W 1949 „Partyzanta” i Polonię zjednoczono w Gwardię Bydgoszcz (w 1956 powrócono do nazwy Polonia), który zdobył czołową pozycję w kraju w sportach motorowych.
W Bydgoszczy zlokalizowano siedzibę Zarządu Okręgu Polskiego Związku Motorowego, a później także Okręgową Komisję Żużlową przy Zarządzie Okręgu PZMot w Bydgoszczy. W 1950 Gwardia awansowała do I ligi żużlowej. W latach 50. bydgoska Gwardia zdobyła tytuł drużynowego mistrza Polski (1955), dwukrotnie wicemistrza (1951, 1953) i dwukrotnie 3. miejsce (1956, 1957).
Po burzliwym rozwoju sportu żużlowego w latach 1945–1956, kiedy dyscyplinę rozwijano w wielu miejscowościach (Inowrocław, Nakło nad Notecią, Chełmno, Żnin, Świecie), nastąpił regres, wynikający z wysokich kosztów sprzętu oraz zaostrzenia przepisów bezpieczeństwa. Od 1957 sport żużlowy w mieście i regionie skupiał się niemal wyłącznie w Polonii Bydgoszcz. Od lat 50. w klubie wychowano kilkunastu zawodników, wyróżniających się na arenie krajowej i międzynarodowej. Polonia była wielokrotnym medalistą drużynowych mistrzostw Polski seniorów i juniorów, a zawodnicy medalistami mistrzostw indywidualnych. W latach 50. tytuły wicemistrzów Polski uzyskali Zbigniew Raniszewski (1951, 1955) i Bolesław Bonin (1953), a przełomowy sukces w światowym sporcie żużlowym osiągnął Mieczysław Połukard. Był on pierwszym żużlowcem spoza sfery skandynawskiej i brytyjskiej, który zdobył tytuł II wicemistrza świata (Goeteborg 1959) oraz zakwalifikował się do finału światowego Indywidualnych Mistrzostw Świata (Wembley 1959). Mieczysław Połukard był też członkiem reprezentacji narodowej, która w 1961 zdobyła dla Polski po raz pierwszy tytuł drużynowego mistrza świata. Kolejnymi wybitnymi zawodnikami Polonii byli: Henryk Glücklich – sześciokrotny reprezentant kraju w światowym finale drużynowym (złoto, 3x brąz), Bolesław Proch i Ryszard Dołomisiewicz (reprezentanci Polski w Indywidualnych MŚ i MŚ par), a w latach 90. XX w. – bracia Jacek i Tomasz Gollobowie (uczestnicy i medaliści cykli Grand Prix IMŚ na żużlu, medaliści Drużynowych MŚ).
W latach 1945–2000 tor żużlowy na stadionie Polonii kilkukrotnie modernizowano (1950, 1964, 1986, 1998), dostosowując go do przepisów Międzynarodowej Federacji Motocyklowej i wyposażając w nowoczesne urządzenia (bandy, oświetlenie). Umożliwiło to organizowane w Bydgoszczy światowych imprez.
Okres największych sukcesów Polonii Bydgoszcz w sporcie żużlowym przypadł na dwudziestolecie 1986-2006. W tym okresie klub trzykrotnie zdobył Klubowy Puchar Europy na żużlu (1998, 1999, 2001), pięciokrotnie tytuł Drużynowego Mistrza Polski (1992, 1997, 1998, 2000, 2002), pięciokrotnie – wicemistrza i sześciokrotnie – 3. miejsce. Sukcesy dotyczyły również Indywidualnych mistrzostw Polski, Mistrzostw Polski par klubowych na żużlu (10-krotnie mistrzostwo, 5-krotnie wicemistrzostwo), turniejów o Złoty Kask, Srebrny Kask i Brązowy Kask oraz imprez międzynarodowych (medale Tomasza Golloba w Indywidualnych Mistrzostwach Świata na żużlu oraz braci Gollobów i Piotra Protasiewicza w Drużynowym Pucharze Świata na żużlu). Liczne medale zarówno drużynowo, jak i indywidualnie zdobywali również juniorzy Polonii Bydgoszcz.
Medale Polonii Bydgoszcz w rozgrywkach ekstraligi żużlowej:
| Lata              |   |   |   |
| Lata 50. XX wieku | 1 | 2 | 2 |
| Lata 60. XX wieku |   |   | 3 |
| Lata 70. XX wieku | 1 | 1 |   |
| Lata 80. XX wieku |   | 2 | 1 |
| Lata 90. XX wieku | 3 | 1 | 2 |
| Lata 2000–2009    | 2 | 1 | 3 |

Lata 90. to okres dużej popularności sportu żużlowego w Bydgoszczy. W latach 1988–2003 w kadrze klubu jeździł wychowanek Polonii, ówczesny najlepszy żużlowiec w Polsce Tomasz Gollob. W barwach Polonii Bydgoszcz zdobył m.in. 11 medali Indywidualnych Mistrzostw Polski na żużlu (6 złotych, 3 srebrne, 2 brązowe) oraz srebrny i 3 brązowe medale Indywidualnych MŚ na żużlu. W Bydgoszczy gościły liczne zawody międzynarodowe, w tym 12-krotnie turnieje Grand Prix Polski na żużlu (1998, 1999, 2001–2010). 21 czerwca 2006 podpisano w Bydgoszczy umowę o utworzeniu Ekstraligi Żużlowej Sp. z o.o.
W 2007 roku nastąpił kres żużlowego prosperity, a Polonia Bydgoszcz po raz pierwszy w historii opuściła ekstraligę. Kryzys sportu żużlowego wyrażał się m.in. w skromniejszych osiągnięciach Polonii (choć nadal medale zdobywali juniorzy, a klub jeździł w ekstralidze w latach 2009–2010 i 2012–2013), zaniechaniem modernizacji infrastruktury, spadku frekwencji kibiców na zawodach, a po 2010 roku przeniesieniem ważniejszych imprez międzynarodowych poza Bydgoszcz.

#### Osiągnięcia
Polonia Bydgoszcz jest wielokrotnym medalistą Mistrzostw Polski, zdobyła łącznie ponad 80 medali, w tym prawie 40 złotych (więcej). Trzech żużlowców Polonii Bydgoszcz zostało indywidualnymi mistrzami Polski (Tomasz Gollob – 6 razy, Piotr Protasiewicz i Jacek Gollob).
Bydgoski żużel w tabelach wszech czasów:
| Klasyfikacja                                                                      | Miejsce | Uwagi                                        |
| Tabela wszech czasów uczestnictwa w rozgrywkach ekstraligi żużlowej               | 1 / 26  | 61 sezonów (1951–2007, 2009–2010, 2012–2013) |
| Klasyfikacja medalowa Mistrzostw Polski par klubowych na żużlu                    | 1 / 15  | 18 medali – 11 , 6 , 1                       |
| Tabela klubowa medalistów Młodzieżowych Indywidualnych Mistrzostw Polski na żużlu | 1 / 17  | 13 medali – 9 , 1 , 3                        |
| Klasyfikacja medalowa Klubowego Pucharu Europy na żużlu                           | 2 / 21  | 3 medale                                     |
| Tabela klubowa medalistów Złotego Kasku                                           | 2 / 17  | 16 medali – 10 , 4 , 2                       |
| Tabela medalowa Drużynowego Mistrza Polski                                        | 4 / 19  | 25 medali – 7 , 7 , 11                       |
| Tabela klubowa medalistów Indywidualnych Mistrzostw Polski na żużlu               | 4 / 21  | 19 medali – 8 , 5 , 6                        |
| Tabela klubowa medalistów Srebrnego Kasku                                         | 4 / 18  | 14 medali – 6 , 2 , 6                        |
| Tabeli medalowa Młodzieżowego Drużynowego Mistrza Polski                          | 8 / 16  | 8 medali – 2 , 3                             |
| Tabela medalowa Młodzieżowych Mistrzostw Polski par klubowych                     | 8 / 18  | 8 medali – 1 , 5 , 2                         |
| Tabela klubowa medalistów Brązowego Kasku                                         | 9 / 19  | 11 medali – 2 , 5 , 4                        |

#### Zawodnicy

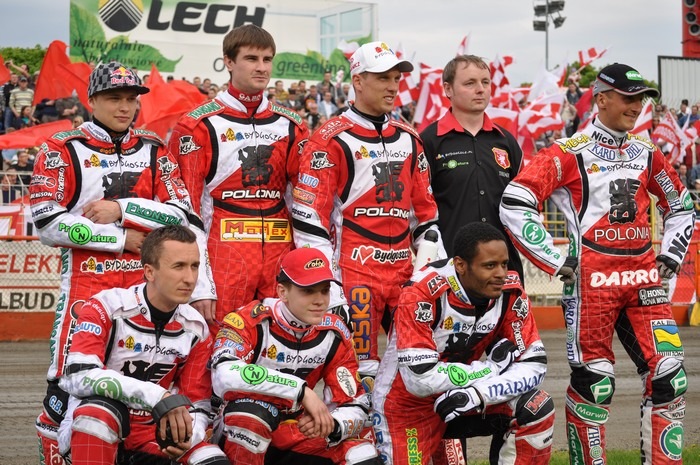
Zespół Polonii Bydgoszcz w 2010 roku, od lewej stoją: Emil Sajfutdinow, Dienis Gizatullin, Andreas Jonsson, Grzegorz Walasek, niżej: Robert Kościecha, Szymon Woźniak, Antonio Lindbäck

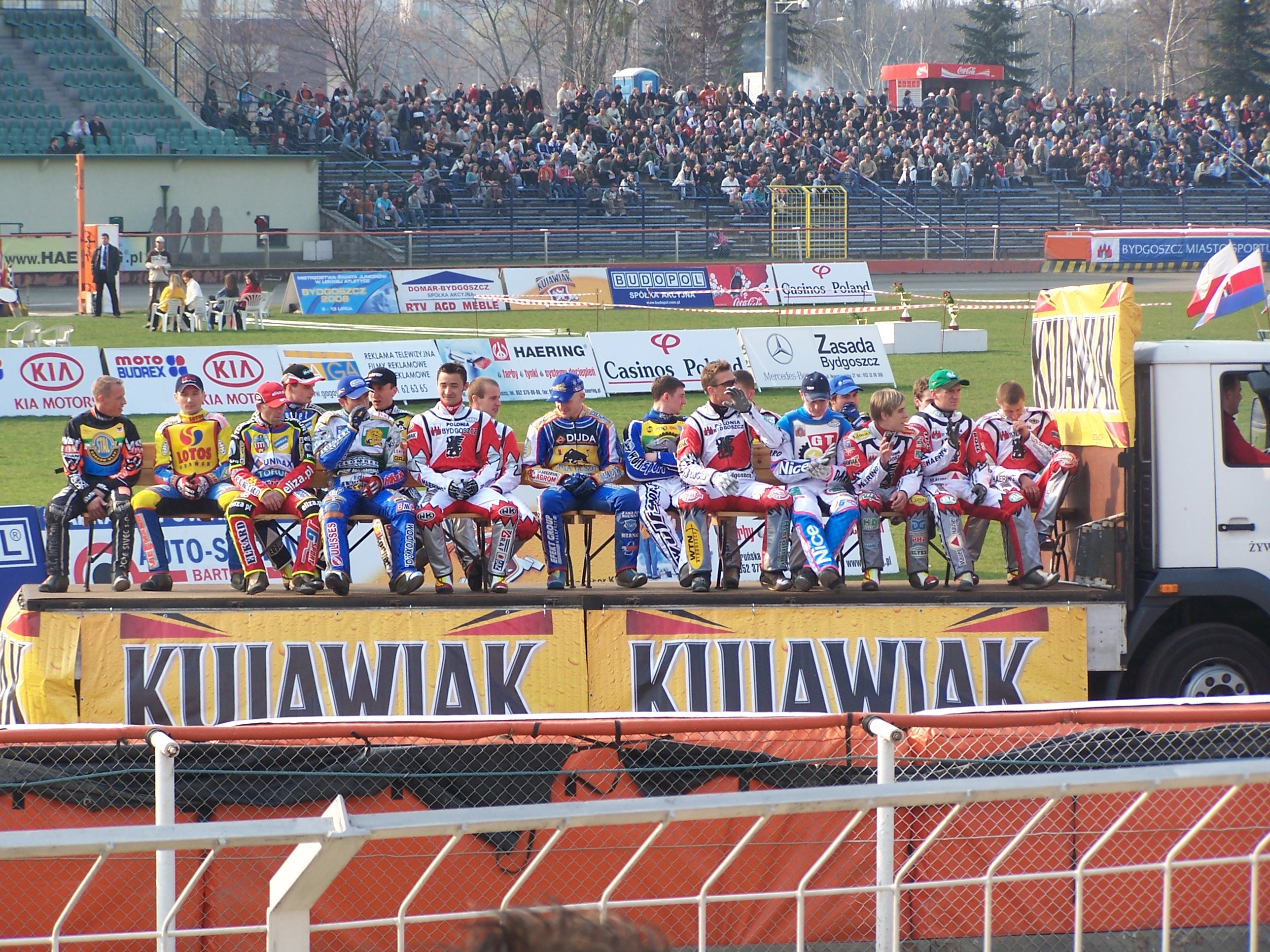
Prezentacja zawodników podczas Kryterium Asów Polskich Lig Żużlowych im. Mieczysława Połukarda 1 kwietnia 2007

Barw narodowych w oficjalnych spotkaniach międzypaństwowych broniło kilkunastu bydgoskich żużlowców, m.in.: Mieczysław Połukard, Bolesław Bonin, bracia Rajmund i Norbert Świtałowie, Edward Kupczyński, Henryk Glücklich, Jan Malinowski, Eugeniusz Nazimek, Janusz Suchecki, Zbigniew Raniszewski, Bolesław Proch, Ryszard Dołomisiewicz, Jacek Gollob, Tomasz Gollob, Piotr Protasiewicz, Krzysztof Buczkowski i inni.
Wychowankami Polonii byli m.in.: bracia Jacek i Tomasz Gollobowie, którzy nadawali ton rozgrywkom żużlowym w Polsce w latach 90. XX w. Tomasz Gollob jest jednym z najbardziej utytułowanych polskich żużlowców w historii zarówno na arenie krajowej, jak i międzynarodowej: 7-krotny mistrz świata na żużlu (w tym raz indywidualnie i 6 razy z drużyną), 30-krotny mistrz Polski w różnych konkurencjach (7-krotny drużynowo, 9-krotny indywidualnie, 11-krotny w parze, trzykrotny młodzieżowy indywidualnie i 1-krotny młodzieżowy w parze).
W zespole Polonii na przestrzeni lat jeździło także wielu wybitnych zawodników zagranicznych, m.in.  Peter Karlsson (1991),  Tony Rickardsson (1991),  Sam Ermolenko (1992–1994),  Andy Smith (1992–1994, 1998, 2004),  Lars Gunnestad (1993),  Henrik Gustafsson (1995–2001),  Ryan Sullivan (1999), Shane Parker (1999–2000),  Todd Wiltshire (2000−2003),  Mark Loram (2001–2003),  Jason Lyons (2001),  Andreas Jonsson (2004-2010),  Emil Sajfutdinow (2006-2012),  Jonas Davidsson (2007–2009),  Antonio Lindbäck (2009–2010),  Dienis Gizatullin (2010–2011),  Artiom Łaguta (2012),  Aleksandr Łoktajew (2013),  Greg Hancock (2013),  Patrick Hougaard (2014),  Hans Andersen (2014),  Dennis Andersson (2014) 

#### Imprezy
W Bydgoszczy rozgrywano szereg imprez żużlowych: w latach 1957–1984 Memoriał Zbigniewa Raniszewskiego (tragicznie zmarłego podczas meczu Austria-Polska w Wiedniu w 1956), a od 1982 Kryterium Asów Polskich Lig Żużlowych im. Mieczysława Połukarda, która tradycyjnie otwierała oficjalnie sezon żużlowy. Bydgoszcz 7-krotnie organizowała także finały Indywidualnych Mistrzostw Polski (1935, 1972, 1993, 1998, 1999, 2001, 2003). Klub był organizatorem wielu imprez rangi światowej, jak chociażby Finału Drużynowych Mistrzostw Świata w 1995 oraz 12-krotnie turniejów Grand Prix Polski na żużlu (1998-2010), wyłaniających indywidualnego mistrza świata.

#### Ice speedway
W 1965 bydgoska Polonia zorganizowała pierwsze w Polsce zawody motocyklowe na torze lodowym. W kolejnych latach Mieczysław Połukard i bracia Świtałowie z Polonii reprezentowali Polskę w Indywidualnych i Drużynowych Mistrzostwach Świata w wyścigach na torze lodowym. W latach 70 i 80 wyścigi na lodzie nie były organizowane. Powrócono do nich w 1995 roku w formie pokazowej.

### Speedrower
Od 1995 roku istnieje w Bydgoszczy sekcja speedrowera – wzorowanego na sporcie żużlowym. W 2006 zarejestrowano Polską Federację Klubów Speedrowerowych z siedzibą w Bydgoszczy. W 2016 istniało 13 klubów speedrowerowych w Polsce, w tym 6 startujących w Drużynowych Mistrzostwach Polski. Region bydgoski reprezentują: BTS „Speedrower” Bydgoszcz i ULKS Mustang Żołędowo, startujący w DMP. Zawodnicy BTS „Speedrower” z Bydgoszczy osiągnęli szereg sukcesów w skali krajowej i międzynarodowej, m.in. byli wielokrotnymi mistrzami i medalistami drużynowych Mistrzostw Świata seniorów i juniorów, Mistrzostw Świata Par, drużynowych i indywidualnych Mistrzostw Europy seniorów i juniorów, mistrzostw Europy par klubowych, Klubowego Pucharu Europy oraz mistrzostw Polski.
Tory speedrowerowe znajdują się w: Bydgoszczy-Fordonie (ul. Wiszniewskiego, 80 m) i w Maksymilianowie (ul. Szkolna, 61 m).

### Piłka nożna

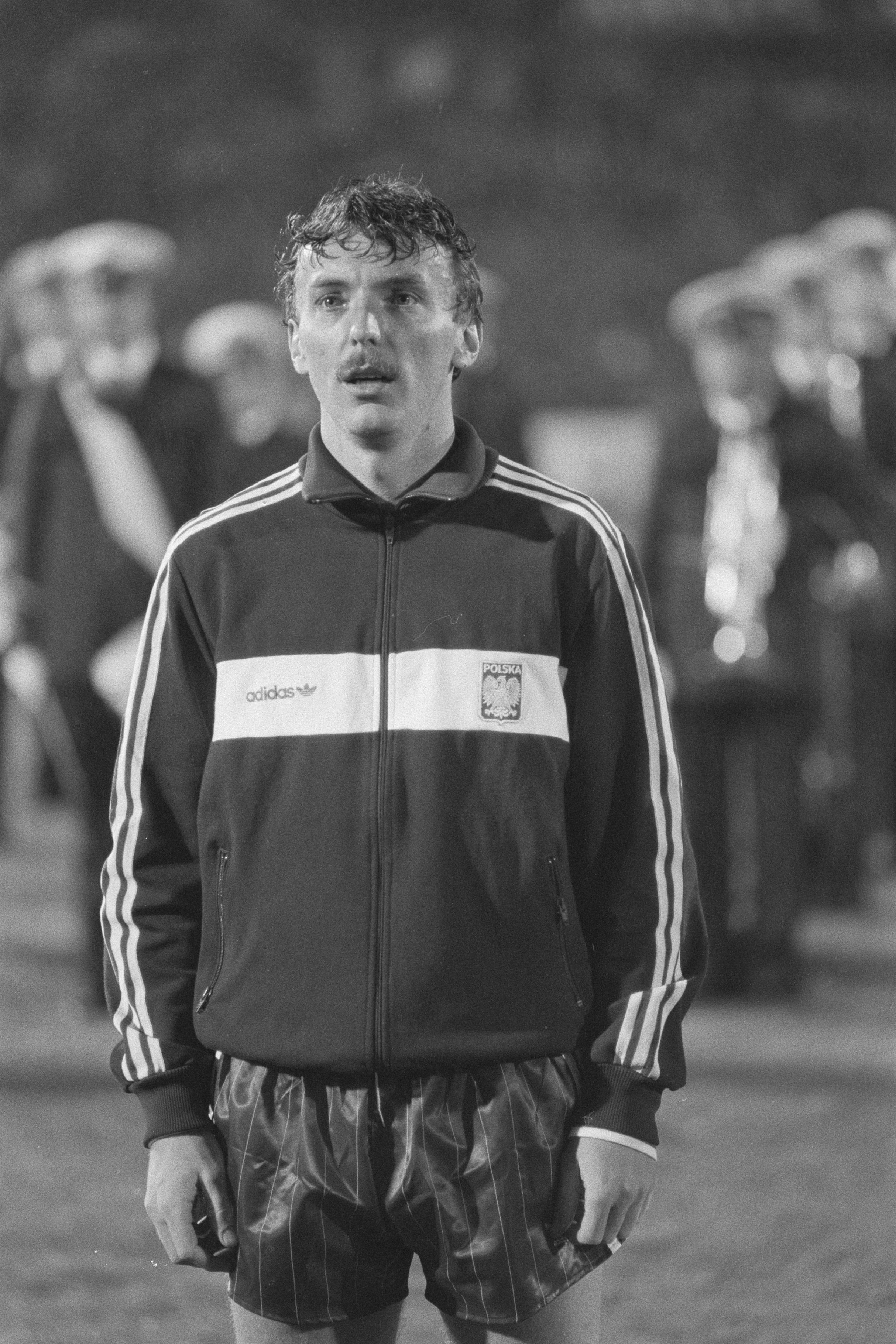
Zbigniew Boniek – wychowanek Zawiszy Bydgoszcz, piłkarz Widzewa Łódź, Juventusu Turyn i AS Roma, 80-krotny reprezentant Polski (23 bramki), uczestnik 3 turniejów finałowych mistrzostw świata (1978, 1982, 1986), kapitan (1986-1988) i trener reprezentacji Polski (2002), od 2012 prezes PZPN, jedyny polski piłkarz na liście FIFA 100

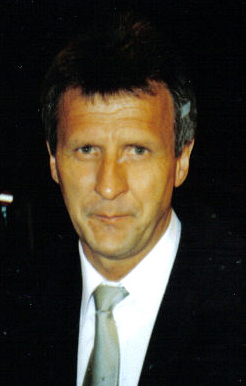
Stefan Majewski – wychowanek Gwiazdy Bydgoszcz, piłkarz Chemika, Zawiszy, Legii Warszawa, 1. FC Kaiserslautern, 40-krotny reprezentant Polski (4 bramki), uczestnik 2 turniejów finałowych mistrzostw świata (1982, 1986), trener reprezentacji Polski (2009), działacz PZPN

Piłka nożna w Bydgoszczy to historia meczów międzypaństwowych reprezentacji narodowej oraz rodowodu kilku światowej klasy piłkarzy. Dwa kluby bydgoskie uczestniczyły w rozgrywkach Ekstraklasy (Polonia Bydgoszcz oraz Zawisza Bydgoszcz), a dodatkowe trzy kluby na zapleczu ekstraklasy (Brda Bydgoszcz, Chemik Bydgoszcz oraz BKS Bydgoszcz).
Pierwszy piłkarski zespół „Fuβballverein” w Bydgoszczy założyli 16 czerwca 1894 roku uczniowie Królewskiego Gimnazjum Realnego, pod nadzorem nauczyciela Bernharda Kuhse. Zajęcia odbywały się dwa razy w tygodniu, mecze rozgrywano w soboty na boisku koło leśniczówki Bocianowo. Zarząd klubu składał się z uczniów. 2 września 1894 roku na łące w Ostromecku gimnazjaliści rozegrali mecz w ramach obchodów „Dnia Sedanu” (Sedantag). Przed I wojną światową powstały kolejne niemieckie kluby piłkarskie: SC Bromberg (1910), Seminar Sportklub Hohenzollern przy Ewangelickim Seminarium Nauczycielskim oraz drużyna przy Katolickim Seminarium Nauczycielskim.
Po przejściu Bydgoszczy w granice odrodzonej Polski założono pierwsze polskie kluby: 25 kwietnia 1920 – Gwiazdę Bydgoszcz, 14 maja Polonię Bydgoszcz, a 4 lata później – Brdę i Astorię. Ich pierwszymi sekcjami była piłka nożna. W 1924 zgłoszono 18 drużyn bydgoskich, w 1925 czynnych było 767 piłkarzy, a w 1937 roku – 30 drużyn piłkarskich i około 900 piłkarzy. Łącznie piłkę nożną uprawiano w około 40 klubach i stowarzyszeniach sportowych. W 1927 zlokalizowano w Bydgoszczy siedzibę Pomorskiego Okręgowego Związku Piłki Nożnej. W jego skład wszedł również tzw. Podokręg Morski, skupiający kluby sportowe Gdyni oraz Wolnego Miasta Gdańska. W dwudziestoleciu międzywojennym tytuły mistrzów Pomorza kilkukrotnie uzyskiwała drużyna BKS Polonia (1928, 1929, 1932, 1933, 1935). Mistrzostwo juniorów uzyskała Polonia (1937) i Gwiazda (1938). W połowie lat 30. zaczął z nimi rywalizować Klub Sportowy Ciszewski. Tuż przed wybuchem II wojny światowej w wojewódzkiej klasie A grały bydgoskie drużyny: BKS Polonia, Ciszewski Bydgoszcz i RKS Amator, w klasie B – KS Astoria, KS Gwiazda, KS Brda, a w klasie C – KS Leo. Żaden z miejscowych klubów nie awansował do I ligi państwowej, mimo pięciokrotnie podejmowanych prób w rozgrywkach barażowych, ulegając klubom poznańskim, łódzkim i warszawskim. Za najważniejsze spotkanie międzynarodowe w Bydgoszczy w dwudziestoleciu międzywojennym uchodził mecz rozegrany 3 czerwca 1934 pomiędzy reprezentacjami Pomorza i Prus Wschodnich (0:1). Mecz ten oglądało 8 tysięcy widzów, a wśród nich m.in. prezydent Bydgoszczy Leon Barciszewski, dowódca garnizonu Bydgoszcz gen. Wiktor Thommée oraz wicekonsul niemiecki.
Mistrzowie Bydgoszczy w piłce nożnej
| Rok  | Mistrz                                              | Wicemistrz                 | Wynik        |
| ---- | --------------------------------------------------- | -------------------------- | ------------ |
| 1921 | Wielkopolska Szkoła Podchorążych Piechoty Bydgoszcz | Polonia Bydgoszcz          | 6:2, 1:0     |
| 1922 | Szkoła Oficerska Bydgoszcz                          | ?                          | ?:?          |
| 1925 | Szkolny KS Bydgoszcz                                | Polonia Bydgoszcz          | ?:? (wiosna) |
| 1925 | Sokół I Bydgoszcz                                   | Szkoła Oficerska Bydgoszcz | 3:2 (zima)   |
| 1926 | Polonia Bydgoszcz                                   | Sokół I Bydgoszcz          | 3:1          |
| 1927 | Polonia Bydgoszcz                                   | Korona Bydgoszcz           | 3:0 (w.o)    |
| 1928 | Polonia Bydgoszcz                                   | Sokół I Bydgoszcz          | ?:?          |
| 1929 | Polonia Bydgoszcz                                   | Sokół I Bydgoszcz          | 3:2          |
| 1930 | Sparta Bydgoszcz                                    | Sokół I Bydgoszcz          | 1:0          |
| 1931 | Polonia Bydgoszcz                                   | Astoria Bydgoszcz          | 5:0          |
| 1932 | Szkoła Podchorążych Bydgoszcz                       | Kabel Polski Bydgoszcz     | ?:?          |
| 1933 | Sokół I Bydgoszcz                                   | Polonia Bydgoszcz          | 4:3          |
| 1934 | Sokół I Bydgoszcz                                   | Ruch Bydgoszcz             | 5:0          |

Podczas okupacji w Gaulidze występował SG Bromberg, w którego szeregach grali również przedwojenni polscy piłkarze. Klasę niżej grał kolejowy klub RSG Bromberg, który w 1943 roku zagrał w barażach do Gauligi. Odbywały się również nielegalne rozgrywki polskich drużyn. Jednym z inicjatorów tych spotkań był Stanisław Dąbrowski (przedwojenny napastnik w juniorach Brdy Bydgoszcz). Drużyny piłkarskie istniały w niektórych dzielnicach miasta, od których wzięły swoje nazwy. W drużynie „Wilczak” grało trzech braci Buhlów, a kapitanem drużyny „Prądy” był Jan Dolata (przed wojną w OPN Sokól V Bydgoszcz i KS Kabel Polski Bydgoszcz), w jedenastce „Placu Kościuszki” grał Jan Świtała, a w drużynie „Okole” wybitnym zawodnikiem był Stanisław Dąbrowski.
Po II wojnie światowej podjęły działalność zarówno przedwojenne (Polonia, Brda, Gwiazda), jak i nowo powstałe sekcje piłki nożnej (Milicyjny KS, WKS Bezpieczeństwo i Pocztowy KS). 21 maja 1945 reaktywowano Pomorski Okręgowy Związek Piłki Nożnej w Bydgoszczy. W 1946 rozgrywki prowadziło 30 zespołów z Pomorza, w tym 6 bydgoskich. Mistrzostwo okręgu, uprawniające do walki o wejście do II ligi państwowej uzyskały w 1947 BKS Polonia, w 1949 – KKS Brda, w 1950 – Gwardia, a w 1951 – OWKS (Zawisza).
W latach 50. XX w. Bydgoszcz wyrosła na liczący się w kraju ośrodek piłkarski. Kilka drużyn uczestniczyło w rozgrywkach II ligi: KKS Kolejarz (1950–1952), Gwardia Bydgoszcz (1951–1953) oraz OWKS (1952−1954). W latach 1953–1956 Polonia Bydgoszcz przez 2 sezony utrzymywała się w ekstraklasie, a po spadku w 1957 roku, ponownie do niej trafiła na 3 sezony (1958−1961). W 1960 roku osiągnęła w niej najwyższe w swojej historii 5. miejsce. W składzie Polonii występował napastnik Marian Norkowski, który został królem strzelców ekstraklasy. Powołano go w skład drużyny narodowej, która wystąpiła na Igrzyskach Olimpijskich w Rzymie (1960). W 1961 roku w ekstraklasie po raz pierwszy i ostatni występowały równocześnie dwie bydgoskie drużyny: Polonii i Zawiszy, które ze zmiennym szczęściem rozgrywały mecze derbowe. Polonia po spadku do II ligi w 1961 roku, nigdy już do ekstraklasy nie powróciła, natomiast wizytówką piłkarską Bydgoszczy stała się drużyna WKS Zawisza. Klub ten 14 sezonów grał w ekstraklasie (1961, 1964/1965, 1965/1966, 1966/1967, 1977/1978, 1979/1980, 1980/1981, 1989/1990, 1990/1991, 1991/1992, 1992/1993, 1993/1994, 2013/2014, 2014/2015). W 1977 mecz Zawiszy z Górnikiem Zabrze oglądało 50 tys. widzów co pozostało do dziś rekordem. Największym sukcesem było 4. miejsce w sezonie 1989/1990. W rozgrywkach II ligi uczestniczyły drużyny: Polonii (1962-1967, 1975–1977), Zawiszy (1952-1998 z przerwami na grę w ekstraklasie i krótko w III lidze), KS Budowlani (1977/1978) i KS Chemik (1978–1980). Zespoły, które występowały z reguły w klasie okręgowej to: Gwiazda Bydgoszcz i Brda Bydgoszcz.
Bydgoskie kluby piłkarskie słynęły z osiągnięć w pracy z młodzieżą. Juniorzy Zawiszy byli wielokrotnymi drużynowymi medalistami Polski U-19 (złoto – 1981, 2x srebro – 1958, 1986 i 2x brąz – 1967, 1979), podobnie jak Polonii Bydgoszcz (złoto – 1980, srebro – 1984). Natomiast juniorzy młodsi (U-17) Zawiszy osiągnęli wicemistrzostwo Polski w 2013 roku. Juniorzy okręgu bydgoskiego osiągnęli także czołowe miejsca w rozgrywkach Pucharu Michałowicza: 1. miejsce (1972), 2. miejsce (1979, 1989), 3. miejsce (1984).
W I połowie lat 90. zespół Zawiszy przez 5 sezonów uczestniczył w rozgrywkach ekstraklasy. Po spadku (1994) i wycofaniu zespołu z II ligi ze względów finansowych (1998), Zawisza Bydgoszcz rozpoczął rozgrywki od IV ligi, stopniowo awansując do wyższych klas rozgrywkowych. Od 2008 grał w II lidze, a od 2011 w I lidze na zapleczu ekstraklasy. W 2012 roku właścicielem drużyny został Radosław Osuch, który doprowadził w 2013 roku do awansu drużyny do ekstraklasy. W sezonie 2013/2014 Zawisza osiągnął 8. miejsce w najwyższej klasie rozgrywkowej, a ponadto wywalczył Puchar Polski (po zwycięskim finale z Zagłębiem Lubin na Stadionie Narodowym w Warszawie) oraz Superpuchar Polski (po zwycięstwie 3:2 z mistrzem Polski Legią Warszawa). W sezonie 2014/2015 zespół osiągnął 15 miejsce i spadł do I ligi. W 2016 roku Zawisza wywalczył 5 miejsce w I lidze, lecz narastający konflikt właściciela z grupą kibiców doprowadził do wycofania się Radosława Osucha z klubu i rozwiązania drużyny. W konsekwencji tych wydarzeń 9 czerwca 2016 Komisja Licencyjna PZPN nie przyznała Zawiszy licencji na rozgrywki w I i II lidze.
Po rozwiązaniu I-ligowej drużyny piłkarskiej Zawiszy Bydgoszcz, w sezonie 2016/2017 w ligach seniorów grały następujące bydgoskie zespoły:
- III liga – Chemik Bydgoszcz
- klasa okręgowa (V liga) – Polonia Bydgoszcz i BKS Bydgoszcz
- klasa B – Zawisza Bydgoszcz, Ramiel Bydgoszcz, Wisła Fordon

W wojewódzkiej lidze juniorów starszych występują zespoły: CWZS Bydgoszcz, Polonia Bydgoszcz, Chemik Bydgoszcz, Gwiazda Bydgoszcz, BKS Bydgoszcz, WKS Zawisza II Bydgoszcz SA. Natomiast w ligach i klasach juniorów młodszych, trampkarzy i młodzików występują drużyny: MUKS CWZS Bydgoszcz, Polonia, Chemik, Gwiazda, Budowlany KS, Victoria Bydgoszcz, KP Golden Goal, Wisełka Bydgoszcz-Fordon, Juventus Soccer Schools, KS Football Academy, Akademia Piłkarska Brda i inne, a także z podbydgoskich miejscowości: Białych Błót (1), Osielska (1), Brzozy (2), Solca Kujawskiego (2), Łochowa (2), Mroczy (2), Sicienka (1) itd.

#### Bydgoscy piłkarze
W latach1956-1986 w różnych reprezentacjach narodowych występowało 72 zawodników bydgoskiego OZPN. Siedmiu piłkarzy grających w Zawiszy było reprezentantami Polski: Stefan Majewski, Andrzej Milczarski, Piotr Nowak, Mirosław Rzepa, Michał Masłowski oraz Igor Lewczuk. Listę uzupełniają wychowankowie Zawiszy, których kariera rozwinęła się po przeprowadzce do czołowych klubów Polski i Europy np. Henryk Miłoszewicz (reprezentant Polski), czy Zbigniew Boniek, późniejszy gracz Widzewa Łódź i Juventusu Turyn, uczestnik 3 turniejów finałowych mistrzostw świata (Argentyna 1978, Hiszpania 1982 – III miejsce, Meksyk 1986), kapitan i trener reprezentacji Polski, prezes PZPN. Do znanych piłkarzy Polonii należeli natomiast m.in.: Józef Boniek (ojciec Zbigniewa), Janusz Turowski, Krzysztof Gawara (późniejszy zawodnik Legii Warszawa), Grzegorz Mielcarski. Z kolei wychowankiem Gwiazdy Bydgoszcz jest Stefan Majewski, późniejszy reprezentant Polski, dwukrotny uczestnik mistrzostw świata (Hiszpania 1982 – III miejsce, Meksyk 1986), trener reprezentacji narodowej, działacz PZPN. Ponadto bydgoskie koneksje ma bramkarz Arkadiusz Onyszko (wicemistrzostwo olimpijskie w Barcelonie 1992).

##### Zawisza Bydgoszcz

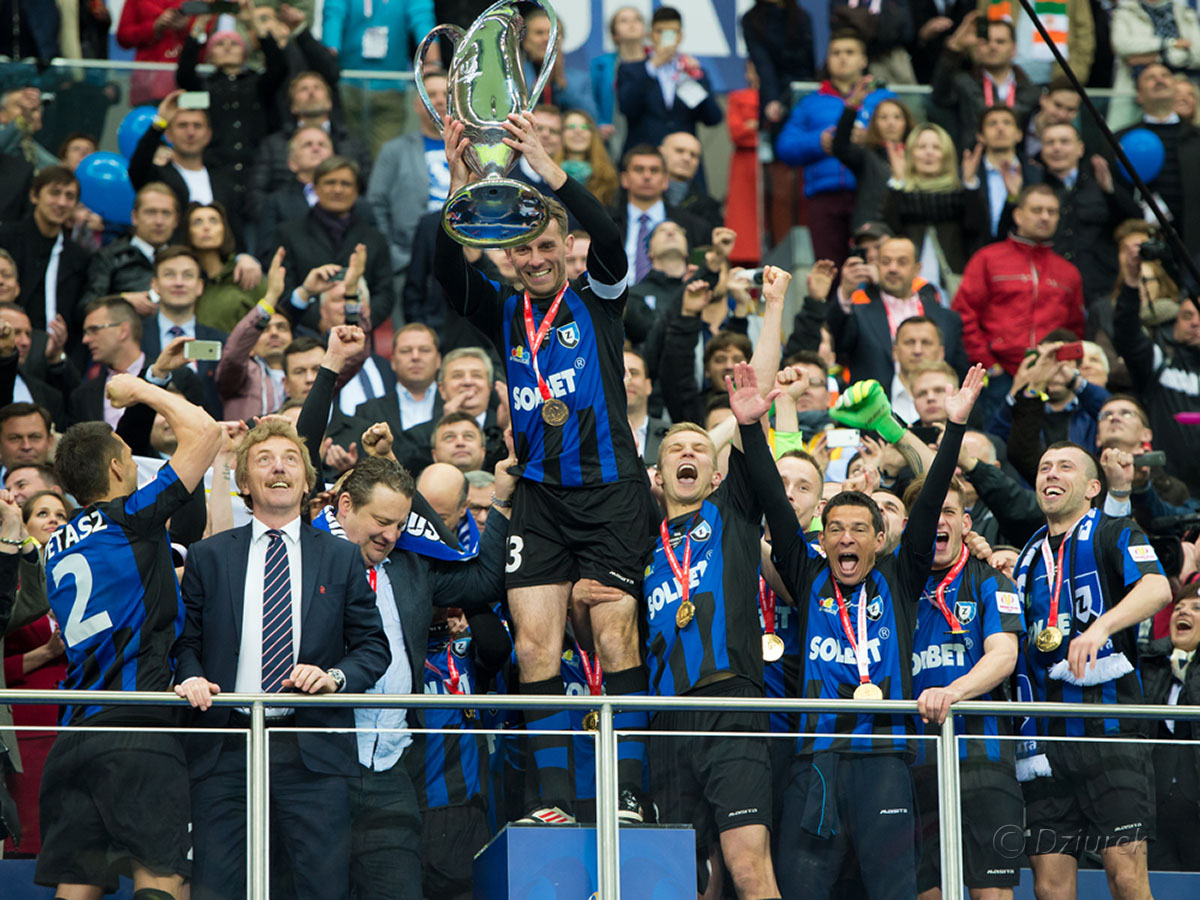
Zawisza Bydgoszcz zdobywa Puchar Polski w piłce nożnej po zwycięskim finale 2 maja 2014 roku na Stadionie Narodowym w Warszawie

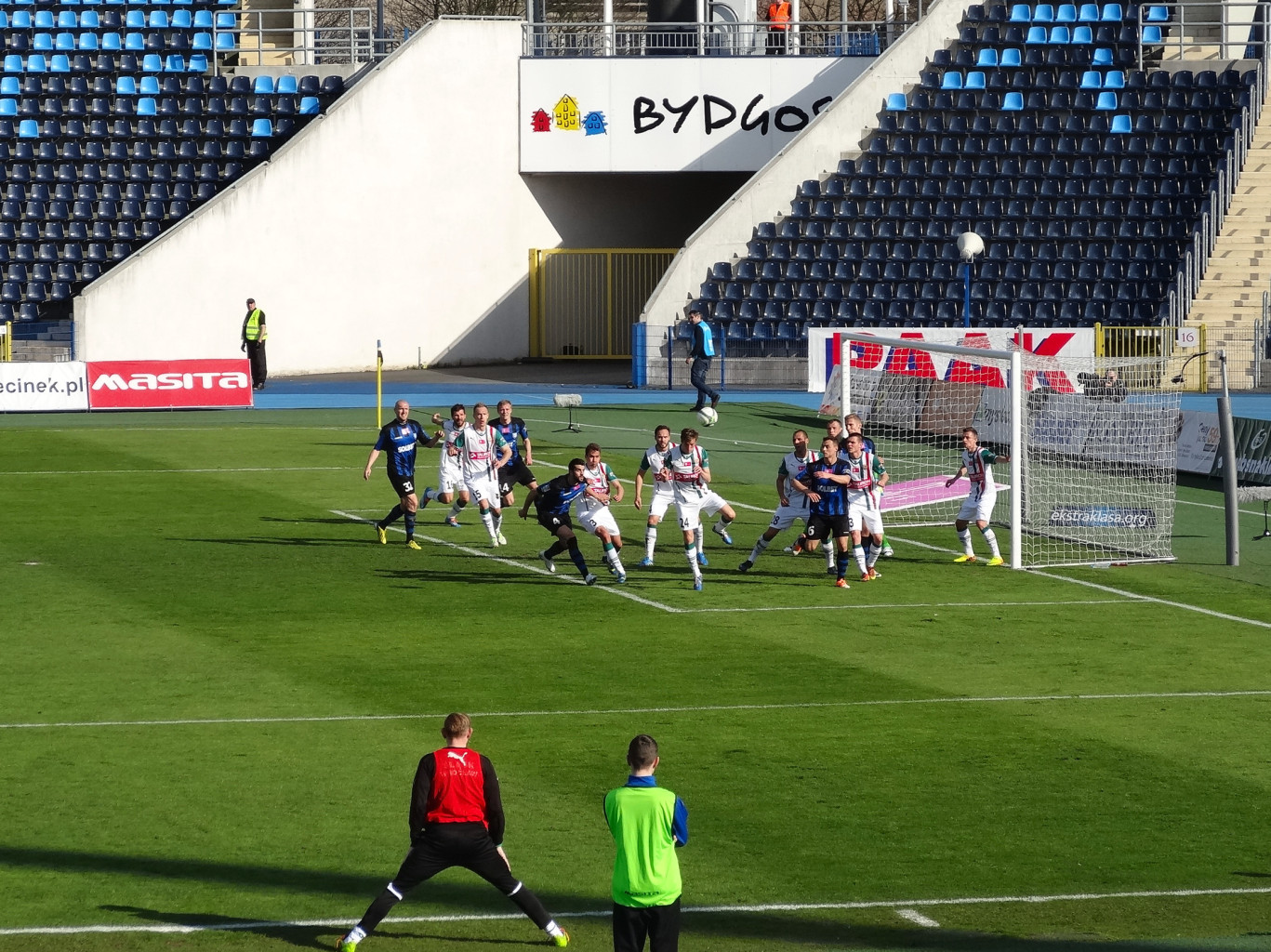
Mecz ekstraklasy Zawisza Bydgoszcz – Śląsk Wrocław (1:0), 30 marca 2014 roku

Zawisza Bydgoszcz ma na koncie kilka piłkarskich sukcesów. Przez 14 sezonów grał w Ekstraklasie. W sezonie 1989/90 zdobył 4. miejsce w I lidze, a w sezonie 2013/2014 zdobył Puchar i Superpuchar Polski w piłce nożnej. Juniorzy Zawiszy zdobyli Mistrzostwo Polski U-19 (1981), dwukrotnie wicemistrzostwo (1958, 1986) i dwukrotnie brąz (1967, 1979), a także wicemistrzostwo U-17 (2013). Klub zajmuje 1. pozycję w tabeli wszech czasów polskiej I ligi piłkarskiej.
Wyniki Zawiszy Bydgoszcz w ekstraklasie piłki nożnej:
| Sezon   | Tabela | Mecze | Zwycięstwa | Remisy | Porażki | Bilans bramkowy | Punkty |
| ------- | ------ | ----- | ---------- | ------ | ------- | --------------- | ------ |
| 2014/15 | 15/16  | 37    | 10         | 8      | 19      | 45-63           | 24     |
| 2013/14 | 8/16   | 37    | 12         | 10     | 15      | 48-48           | 25     |
| 1993/94 | 18/18  | 34    | 4          | 9      | 21      | 30-70           | 17     |
| 1992/93 | 13/18  | 34    | 12         | 6      | 16      | 41-60           | 30     |
| 1991/92 | 8/18   | 34    | 11         | 12     | 11      | 43-42           | 34     |
| 1990/91 | 14/16  | 30    | 8          | 7      | 15      | 27-41           | 23     |
| 1989/90 | 4/16   | 30    | 13         | 7      | 10      | 36-25           | 37     |
| 1980/81 | 15/16  | 30    | 9          | 5      | 16      | 25-43           | 23     |
| 1979/80 | 14/16  | 30    | 8          | 8      | 14      | 35-52           | 24     |
| 1977/78 | 15/16  | 30    | 11         | 5      | 14      | 29-32           | 27     |
| 1966/67 | 13/14  | 26    |            |        |         | 20-35           | 19     |
| 1965/66 | 9/14   | 26    | 10         | 4      | 12      | 30-35           | 24     |
| 1964/65 | 8/14   | 26    | 9          | 6      | 11      | 34-41           | 24     |
| 1961    | 14/14  | 26    |            |        |         | 18-64           | 10     |

##### Polonia Bydgoszcz
Polonia Bydgoszcz przez 7 sezonów grała w Ekstraklasie, zdobywając 5. lokatę w sezonie 1960. W tym samym sezonie Królem strzelców Ekstraklasy z 17 bramkami został zawodnik Polonii, Marian Norkowski.
W latach 1950–1956 klub występował pod nazwą Gwardia Bydgoszcz.
Wyniki Polonii Bydgoszcz w ekstraklasie piłki nożnej:
| Sezon | Tabela | Mecze | Zwycięstwa | Remisy | Porażki | Bilans bramkowy | Punkty |
| ----- | ------ | ----- | ---------- | ------ | ------- | --------------- | ------ |
| 1961  | 13/14  | 26    |            |        |         | 36-69           | 19     |
| 1960  | 5/12   | 22    |            |        |         | 30-43           | 22     |
| 1959  | 9/12   | 22    |            |        |         | 33-42           | 20     |
| 1958  | 9/12   | 22    |            |        |         | 31-58           | 19     |
| 1956  | 11/12  | 22    |            |        |         | 20-36           | 15     |
| 1955  | 10/12  | 22    |            |        |         | 18-26           | 18     |
| 1954  | 9/11   | 20    |            |        |         | 28-37           | 16     |

##### Tabela wszech czasów I ligi
W Tabeli wszech czasów Ekstraklasy w piłce nożnej Zawisza zajmuje 28 pozycję. Drugi bydgoski klub na tej liście, Polonia Bydgoszcz, zajmuje 50 pozycję.
| Lp.   | Nazwa klubu       | Liczba startów | Punkty | Mecze | Liczba zwycięstw | Zwycięstwa za 3 punkty do 1990 r. | Zwycięstwa za 3 punkty od 1995 r. | Remisy | Porażki | Porażki za –1 punkt | Bramki strzelone | Bramki stracone | Różnica bramek |
| ----- | ----------------- | -------------- | ------ | ----- | ---------------- | --------------------------------- | --------------------------------- | ------ | ------- | ------------------- | ---------------- | --------------- | -------------- |
| 28/84 | Zawisza Bydgoszcz | 14             | 376    | 430   | 126              | 4                                 | 22                                | 98     | 206     | 0                   | 461              | 651             | -190           |
| 50/84 | Polonia Bydgoszcz | 7              | 129    | 156   | 47               | 0                                 | 0                                 | 35     | 74      | 0                   | 186              | 296             | -110           |

Pięć drużyn bydgoskich obecnych jest także w tabeli wszech czasów polskiej I ligi piłkarskiej:
| Lp.     | Nazwa klubu          | Liczba startów | Punkty | Mecze | Zwycięstwa | Remisy | Porażki | Bramki strzelone | Bramki stracone | Różnica bramek |
| ------- | -------------------- | -------------- | ------ | ----- | ---------- | ------ | ------- | ---------------- | --------------- | -------------- |
| 1/193   | Zawisza Bydgoszcz    | 34             | 1179   | 976   | 397        | 290    | 289     | 1275             | 990             | +285           |
| 83/193  | Polonia Bydgoszcz    | 11             | 266    | 274   | 98         | 70     | 106     | 357              | 378             | -21            |
| 122/193 | Zawisza Bydgoszcz SA | 2              | 91     | 68    | 25         | 16     | 27      | 68               | 90              | -22            |
| 124/193 | Chemik Bydgoszcz     | 3              | 89     | 98    | 32         | 25     | 41      | 115              | 129             | -14            |
| 149/193 | Brda Bydgoszcz       | 3              | 50     | 50    | 22         | 6      | 22      | 91               | 95              | -4             |
| 176/193 | BKS Bydgoszcz        | 1              | 17     | 30    | 4          | 9      | 17      | 29               | 54              | -25            |

#### Mecze międzypaństwowe w Bydgoszczy
W Bydgoszczy odbyło się 10 meczów międzypaństwowych męskiej reprezentacji A:
| Typ      | Nr meczu | Data                 | Wynik     | Przeciwnik Polski | Strzelcy dla Polski                             |
| -------- | -------- | -------------------- | --------- | ----------------- | ----------------------------------------------- |
| tow.     | 253.     | 15 października 1972 | 3:0 (2:0) | Czechosłowacja    | Kazimierz Deyna 2, Robert Gadocha               |
| tow.     | 370.     | 24 maja 1981         | 3:0 (2:0) | Irlandia          | Andrzej Iwan, O’Leary (samobójcza), Roman Ogaza |
| tow.     | 428.     | 7 października 1986  | 2:2 (1:0) | Korea Południowa  | Ryszard Tarasiewicz, Jan Karaś                  |
| tow.     | 438.     | 2 września 1987      | 3:1 (3:0) | Rumunia           | Marek Leśniak 2, Andrzej Rudy                   |
| tow.     | 597.     | 25 kwietnia 2001     | 1:1 (0:0) | Szkocja           | Radosław Kałużny                                |
| tow.     | 608.     | 17 kwietnia 2002     | 1:2 (0:2) | Rumunia           | Tomasz Hajto                                    |
| tow.     | 636.     | 28 kwietnia 2004     | 0:0 (0:0) | Irlandia          | –                                               |
| eME 2008 | 670.     | 2 września 2006      | 1:3 (0:0) | Finlandia         | Łukasz Garguła                                  |
| tow.     | 713.     | 12 sierpnia 2008     | 2:0 (0:0) | Grecja            | Ludovic Obraniak 2                              |
| tow.     | 719.     | 18 listopada 2008    | 1:0 (1:0) | Kanada            | Maciej Rybus                                    |

Poza tym odbył się jeden mecz żeńskiej reprezentacji w piłce nożnej, w ramach eliminacji do Mistrzostw Europy:
| Nr meczu | Data             | Wynik     | Przeciwnik Polski | Strzelcy dla Polski       |
| -------- | ---------------- | --------- | ----------------- | ------------------------- |
| 109.     | 27 września 2003 | 2:3 (1:3) | Islandia          | Żelazko 1', Gawrońska 61' |

#### Piłka nożna kobiet

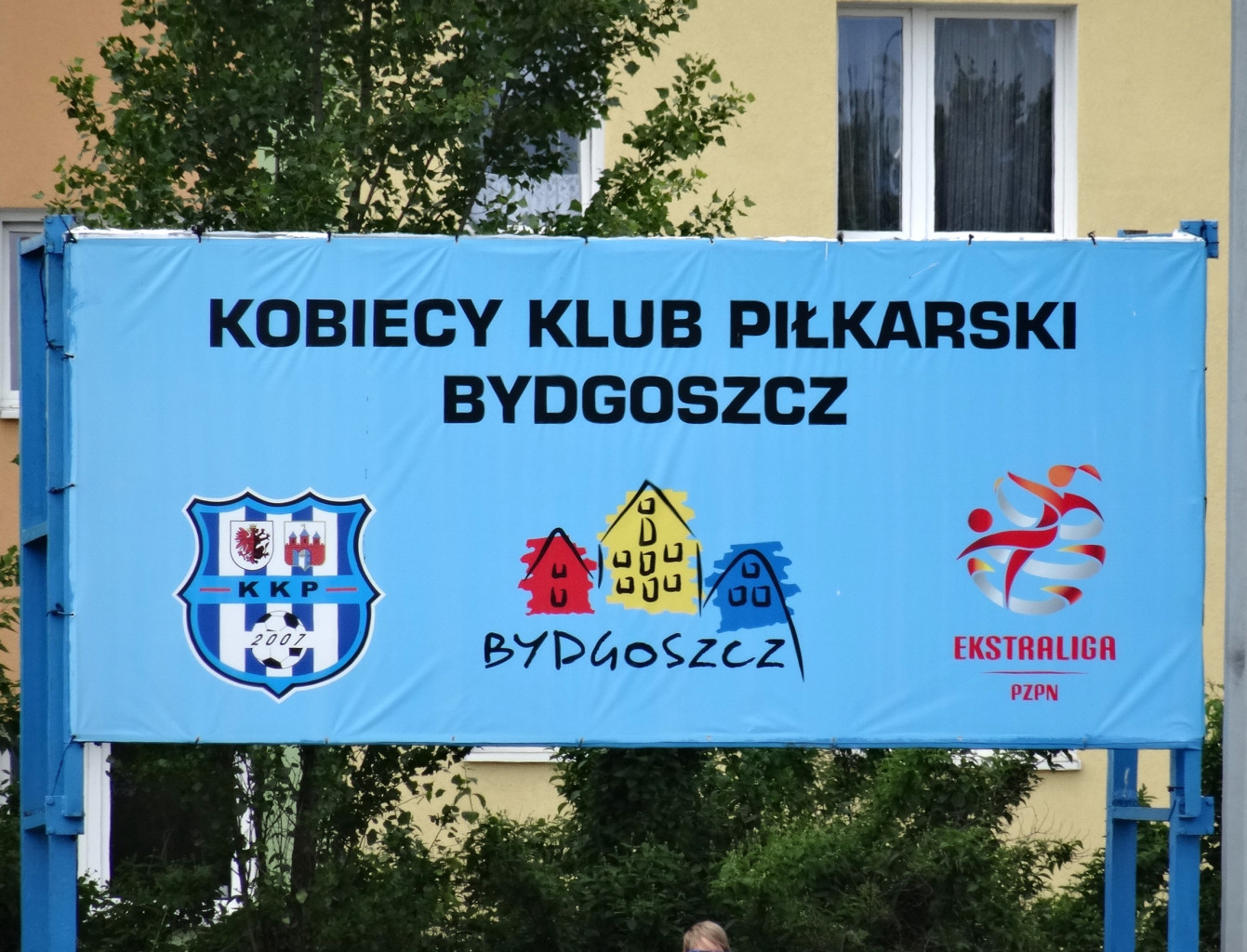
Logo KKP Bydgoszcz

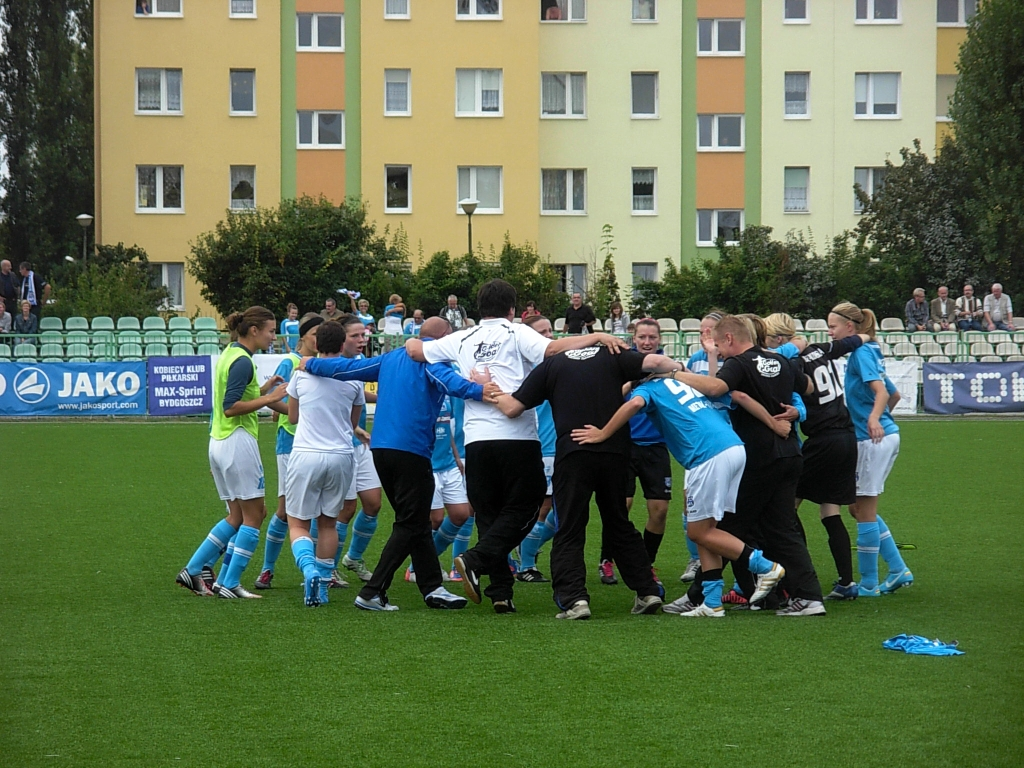
Radość zespołu po meczu KKP Bydgoszcz – AZS UJ Kraków (3:0), wrzesień 2012

Pierwsza edycja oficjalnych Mistrzostw Polski kobiet w piłce nożnej odbyła się w sezonie 1979/1980. Początkowo drużyny z Bydgoszczy i regionu nie awansowały do wyższych klas rozgrywkowych. Przy klubie Brda powstała kobieca drużyna piłki nożnej, która w od 2003 uczestniczyła w rozgrywkach II ligi, a w 2006 roku awansowała do I ligi. W 2007 drużyna Brdy została przejęta przez nowo powstały Kobiecy Klub Piłkarski Bydgoszcz. Klub ten w 2011 roku awansował do ekstraligi piłki nożnej kobiet, gdzie spędził 5 sezonów. KKP kilkukrotnie awansował do ćwierćfinału (2011–2014), a w 2015 roku – do półfinału Pucharu Polski kobiet. W sezonie 2015/16 spadł do I ligi.
Wyniki KKP Bydgoszcz w ekstraklasie piłki nożnej kobiet:
| Sezon     | Tabela | Mecze | Zwycięstwa | Remisy | Porażki | Bilans bramkowy | Punkty |
| --------- | ------ | ----- | ---------- | ------ | ------- | --------------- | ------ |
| 2015/2016 | 12/12  | 27    | 2          | 6      | 19      | 14-52           | 12     |
| 2014/2015 | 9/12   | 22    | 5          | 4      | 13      | 20-49           | 19     |
| 2013/2014 | 7/10   | 18    | 4          | 5      | 9       | 21-40           | 17     |
| 2012/2013 | 7/10   | 18    | 5          | 2      | 11      | 25-41           | 17     |
| 2011/2012 | 7/10   | 18    | 5          | 2      | 11      | 16-54           | 17     |

W 2014 założono Akademię Piłkarską Golden Goal (przy współpracy i patronacie KKP Bydgoszcz) do uprawiania piłki nożnej dla dziewczynek w wieku 5–11 lat. W Gimnazjum Sportowym nr 6 w Bydgoszczy istnieje klasa sportowa o profilu piłka nożna dziewcząt.
W sezonie 2015/2016 w ligach seniorek grały następujące bydgoskie zespoły:
- KKP Bydgoszcz – I liga (grupa północna)
- KKP II MAX-Sprint Bydgoszcz – III liga kujawsko-pomorska
- UKS Tęcza Bydgoszcz – III liga kujawsko-pomorska

KKP i UKS Tęcza posiadają ponadto zespoły w lidze młodziczek oraz uczestniczą w rozgrywkach ligi halowej.

### Wioślarstwo

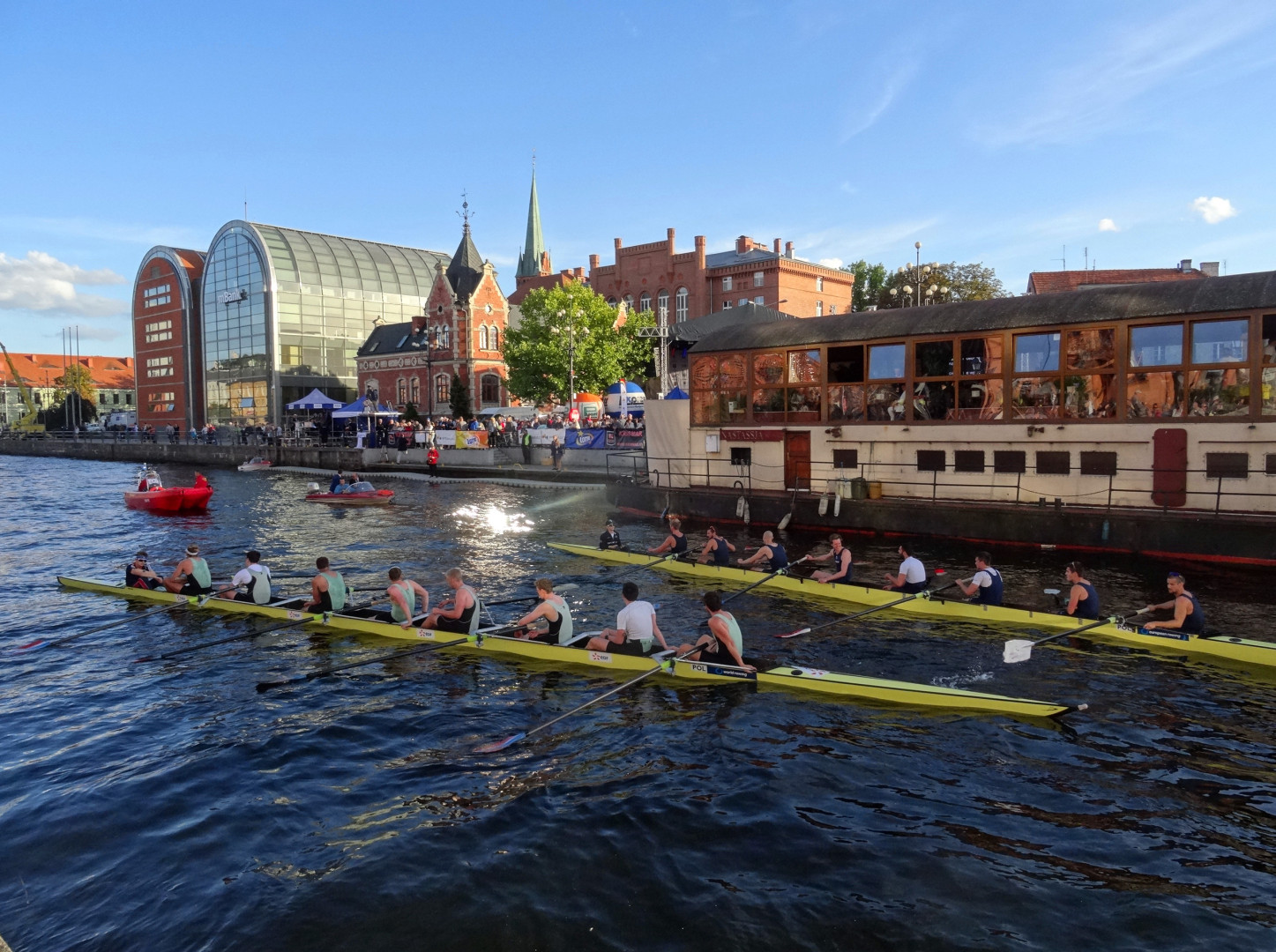
Wielka Wioślarska o Puchar Brdy 2016, osady Cambridge (z lewej) i Oxford (z prawej)

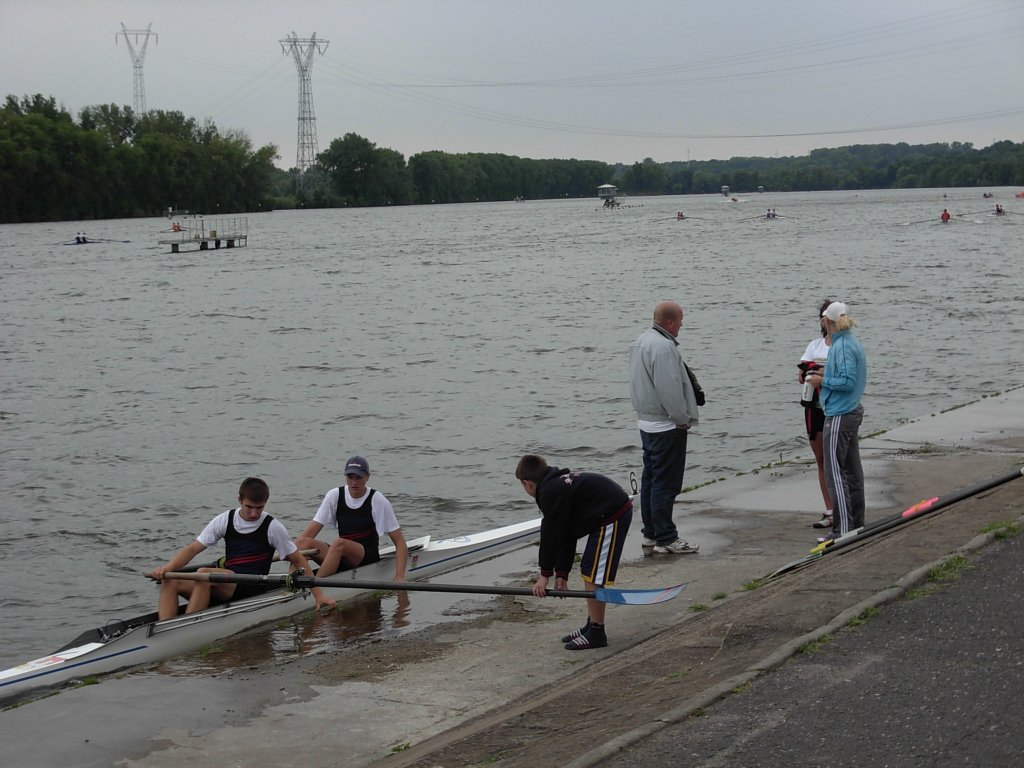
Na torze regatowym w Brdyujściu

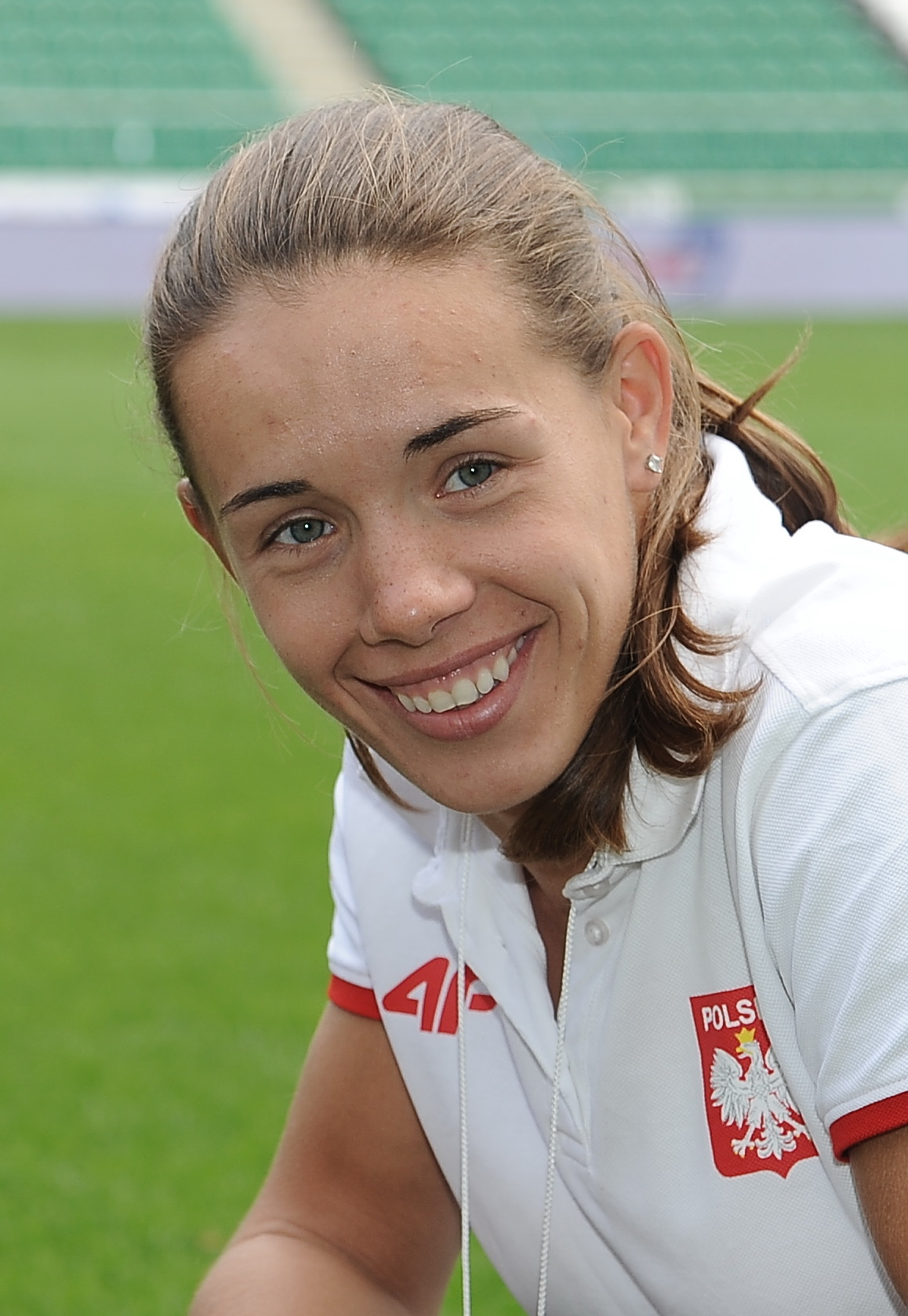
Magdalena Fularczyk-Kozłowska – wioślarka, zawodniczka RTW Bydgostia, zdobywczyni dwóch medali olimpijskich (brąz w Londynie 2012, złoto w Rio de Janeiro 2016)

Tradycje wioślarstwa sportowego w Bydgoszczy sięgają lat 80. XIX wieku. W okresie międzywojennym Bydgoszcz z racji istnienia jedynego w Polsce toru regatowego spełniającego przepisy Międzynarodowej Federacji Wioślarskiej, sukcesów sportowych oraz popularności dyscypliny uchodziła za „stolicę polskiego wioślarstwa”. W latach 1920–1937 odbywały się tu corocznie mistrzostwa Polski, liczne zawody międzynarodowe (m.in. w 1929 mistrzostwa Europy w wioślarstwie) oraz regaty okolicznościowe obserwowane m.in. przez prezydentów Polski: Stanisława Wojciechowskiego i Ignacego Mościckiego. Pierwszy medal olimpijski dla Polski (Amsterdam 1928) zdobyła czwórka ze sternikiem, złożona z bydgoszczan.
W 1937 wioślarstwo w Bydgoszczy uprawiało 1116 zawodników i zawodniczek, zrzeszonych w 10 klubach polskich i 2 niemieckich. Na arenie międzynarodowej i ogólnokrajowej liczyły się zwłaszcza cztery bydgoskie kluby: Bydgoskie Towarzystwo Wioślarskie (zał. 1920), Kolejowy Klub Wioślarski (zał. 1928), Bydgoski Klub Wioślarek (zał. 1927) oraz niemiecki Klub Wioślarski Frithjof Bydgoszcz (zał. 1894). Największymi sukcesami BTW były medale olimpijskie: brąz czwórki ze sternikiem (Amsterdam 1928) oraz brązowy i srebrny Jerzego Brauna w czwórce i dwójce (Los Angeles 1932). Osady BTW zdobywały również brązowe medale dla Polski w mistrzostwach Europy (Lucerna 1927, Bydgoszcz 1929). Czwórki ze sternikiem BTW uzyskały tytuły mistrzów Polski 7-krotnie (1921, 1922, 1926, 1927, 1934, 1935, 1936), czwórki bez sternika w 1929 i 1932, a ósemki w latach 1933–1935 i w 1937. W ostatnich latach przed wybuchem II wojny światowej mistrzostwo Polski uzyskiwał Kolejowy Klub Wioślarski (1938 – czwórka i ósemka ze sternikiem), Bydgoski Klub Wioślarek (1932, 1936, 1938, 1939 – czwórka ze sternikiem) oraz RC Frithjof (1938 – dwójka).
W 1945 powołano w Bydgoszczy pierwszy w Polsce Okręgowy (Pomorski) Związek Wioślarski oraz zlokalizowano siedzibę Polskiego Związku Towarzystw Wioślarskich (w 1950 w ramach centralizacji przeniesiony do Warszawy). Do 1956 roku osady BTW dominowały na torach wioślarskich Polski, zdobywając 21 tytułów mistrza kraju w konkurencji mężczyzn oraz 3 w zawodach kobiet. W mistrzostwach Polski w 1947 osady bydgoskie uzyskały łącznie 345 pkt., podczas gdy pozostałe z całej Polski 347 pkt. W 1947 roku zawodnicy BTW reprezentowali Polskę w pierwszym powojennym starcie zagranicznym osad polskich.
Na torze regatowym w Brdyujściu rozgrywano najważniejsze zawody wioślarskie do 1953 roku, kiedy oddano do użytku nowy tor Malta w Poznaniu oraz unowocześniono tor na Gople w Kruszwicy. W latach 1954–1960 sukcesy odnosił wychowanek BTW Teodor Kocerka – wielokrotny mistrz Polski w jedynkach, dwójkach, czwórkach i ósemkach, dwukrotny brązowy medalista olimpijski (Helsinki 1952, Rzym 1960), mistrz Europy (Gandawa 1955) i czterokrotny medalista mistrzostw Europy. W tym czasie Polskę reprezentowały też osady Bydgoskiego Towarzystwa Wioślarskiego (dwójka podwójna) i Kolejowego Klubu Wioślarskiego (czwórka ze sternikiem). W 1957 reaktywowano Okręgowy Związek Towarzystw Wioślarskich w Bydgoszczy z zasięgiem na województwo bydgoskie i olsztyńskie. Na arenie ogólnokrajowej liczyły się bydgoskie kluby: BTW, WKS Zawisza i KKW, których osady w latach 1957–1986 zdobyły ponad 200 tytułów mistrza i wicemistrza Polski. Wioślarze Zawiszy wielokrotnie zwyciężali w konkurencji drużynowej mistrzostw Polski. W 1961 roku 12 zawodników Zawiszy zdobyło wszystkie siedem tytułów mistrzów Polski w klasycznych konkurencjach od skiff u do ósemki. Takiego wyczynu nie dokonał wcześniej nikt w historii polskiego wioślarstwa.
W latach 1960–1980 w igrzyskach olimpijskich reprezentowało Polskę 28 wioślarzy z Bydgoszczy, z których brązowy medal uzyskał: Ryszard Kubiak (Moskwa 1980). Tacy zawodnicy jak Jerzy Broniec i Alfons Ślusarski (KKW), Grzegorz Stellak, Ryszard Kubiak, Waldemar Wojda (Zawisza) zdobywali również srebrne i brązowe medale mistrzostw świata i Europy. Bydgoscy wioślarze zdobywali też kilkukrotnie „Diamentowe Wiosła” w prestiżowych, królewskich regatach Henley na Tamizie: Teodor Kocerka dwukrotnie (1955, 1956); dwójka bez sternika bydgoskiego KKW: Jerzy Broniec i Alfons Ślusarski (1972) oraz czwórka ze sternikiem z Wojciechem Neumanem i Ryszardem Kubiakiem z WKS Zawisza (1986).
W latach 90. XX w. dominację w polskim wioślarstwie wywalczyło Regionalne Towarzystwo Wioślarskie Bydgostia (dawne KKW), które jest drużynowym mistrzem Polski nieprzerwanie od 1993 roku !. Zawodnicy Bydgostii zdobywali dla Polski liczne medale igrzysk olimpijskich, mistrzostw świata i Europy.
W latach 1928–2016 wioślarze z bydgoskich klubów zdobyli 13 medali olimpijskich:
- Złoto: Robert Sycz (2000, 2004), Magdalena Fularczyk-Kozłowska i Natalia Madaj (2016)
- Srebro: Jerzy Braun (1932), Bartłomiej Pawełczak i Miłosz Bernatajtys (2008)
- Brąz: Franciszek Bronikowski, Leon Birkholz, Edmund Jankowski, Bernard Ormanowski i Bolesław Drewek (1928), Jerzy Braun (1932), Teodor Kocerka (1952, 1960), Ryszard Kubiak (1980), Jacek Streich (1992), Magdalena Fularczyk (2012), Monika Ciaciuch (2016).

Tytuły mistrzów świata seniorów zdobywali m.in.: Robert Sycz (1997–1998), Daniel Trojanowski (2007), Magdalena Fularczyk-Kozłowska (2009), Magdalena Kemnitz (2012). Srebrne medale mistrzostw świata seniorów w wioślarstwie zdobywali ponadto m.in. Robert Sycz (2001, 2002, 2003, 2005), Jerzy Broniec, Alfons Ślusarski (1970), Iwona Tybinkowska, Aneta Bełka, Iwona Zygmunt (2000), Marcin Wika (2004), a brązowe m.in. – Alfons Ślusarski (1974), Jarosław Bielaszewski, Tomasz Kowalik, Łukasz Siemion, Rafał Woźniak (2006), Mikołaj Burda (2014), Natalia Madaj, Magdalena Fularczyk-Kozłowska (2013, 2014).
Od 1992 roku odbywają się na Brdzie regaty ósemek ze sternikiem – Wielka Wioślarska o Puchar Brdy. Od 2004 roku w wyścigach ósemek startują legendarne osady z Uniwersytetu Cambridge i Uniwersytetu Oxfordzkiego. Ich przeciwnikiem w latach 2004–2005 był Uniwersytet Kazimierza Wielkiego z Bydgoszczy, który z obu osadami zwyciężył. W kolejnych latach osady brytyjskie rywalizują między sobą, podobnie jak w królewskich regatach na Tamizie.
W mieście czynnych jest 8 klubów wioślarskich, z których 4 osiągają regularne sukcesy w sporcie wyczynowym. Bydgostia Bydgoszcz, Zawisza Bydgoszcz, Bydgoskie Towarzystwo Wioślarskie, Bydgoski Klub Wioślarek posiadają własne przystanie. Kilkunastu zawodników z bydgoskich klubów należy do polskiej kadry narodowej, uczestnicząc z powodzeniem w zawodach międzynarodowych. Bazę treningową stanowi rzeka Brda na długości 10 km oraz tor regatowy o długości 2 km.
Zobacz też: Wioślarstwo, Wielka Wioślarska o Puchar Brdy
Linki zewnętrzne: www.wielkawioslarska.byd.pl

### Kajakarstwo

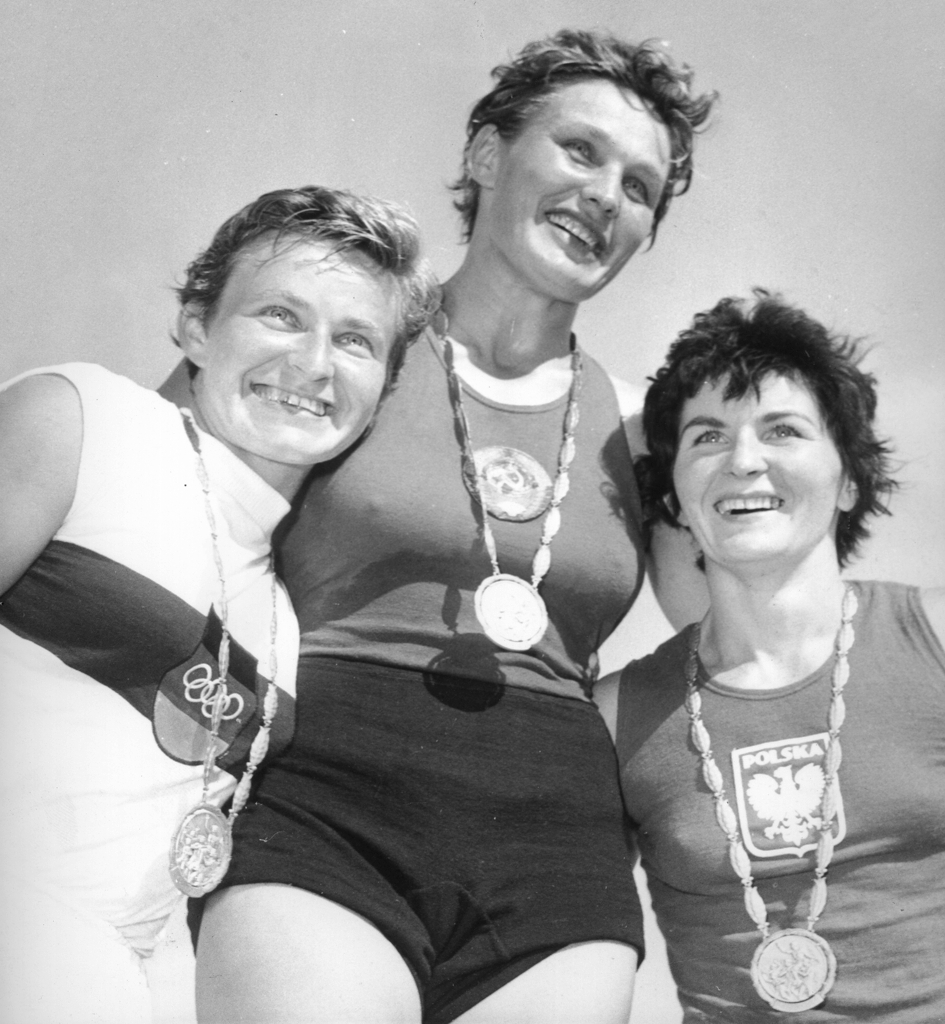
Daniela Walkowiak na podium Igrzysk XVII Olimpiady w Rzymie w 1960 roku (po prawej)

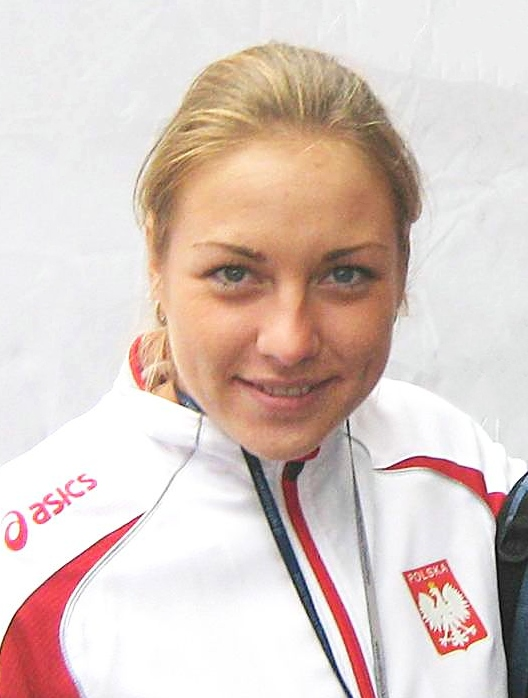
Beata Mikołajczyk – bydgoska kajakarka, wielokrotna mistrzyni świata i Europy, multimedalistka olimpijska (srebro Pekin 2008, 2x brąz Londyn 2012 i Rio de Janeiro 2016)

Kajakarstwo to jedna z dyscyplin, w której zawodnicy z Bydgoszczy odnoszą największe sukcesy w zawodach krajowych i międzynarodowych.
Tradycje kajakarstwa sportowego w Bydgoszczy sięgają 1931 roku. 17 lipca 1932 odbyły się na torze regatowym w Brdyujściu pierwsze regaty kajakowe i żeglarskie o mistrzostwo Pomorza. W 1935 założono w Bydgoszczy Pomorski Okręgowy Związek Kajakowy. Do wybuchu II wojny światowej wykształciły się cztery kluby kajakarskie: BKS Wodnik, Pocztowe PW, Sokół III i 16 Drużyna Harcerska. Po II wojnie światowej pierwszym drużynowym mistrzem Polski została drużyna Pocztowego PW. Reaktywowany w Bydgoszczy Pomorski Okręgowy Związek Kajakowy zapoczątkował spływy turystyczne, które przekształciły się w Ogólnopolskie Regaty Kajakowe „O Błękitną Wstęgę Brdy”. W latach 50. XX w. na Pomorzu dominowały sekcje kajakowe: BKS Wodnik, KS Łączność, OWKS-Zawisza (od 1952) i Start-Astoria (od 1953). Zawodniczka KS Gwiazda, a potem Zawiszy Daniela Walkowiak była ówcześnie najlepszą polską kajakarką – zdobyła 32 tytuły mistrzów Polski, była trzykrotną olimpijką, medalistką z Rzymu 1960. Wśród klubów w latach 60., 70. i 80. XX w. prym wiodły: Astoria, której zawodnicy byli olimpijczykami (Zdzisław Szubski – Moskwa 1980, Dariusz Białkowski – 1992-2004, zdobywca 2 brązowych medali) oraz Zawisza, który w latach 1954–1956 i 1960–1966 zdobył 37 indywidualnych tytułów mistrza kraju, a w latach 60. XX w. był 6-krotnie drużynowym mistrzem Polski (1961, 1963−1967).
W latach 1957–1986 bydgoscy kajakarze wywalczyli 97 złotych medali w mistrzostwach Polski seniorów, z czego Zawisza zdobył 91 tytułów mistrzowskich, Astoria – 3 i Łączność – 3. W 1995 KS „Łączność” przekształcił się w UKS Kopernik Bydgoszcz, której zawodniczką była m.in. trzykrotna medalistka olimpijska Beata Mikołajczyk. W latach 1956–2016 kluby bydgoskie wypromowały około 20 olimpijczyków, którzy zdobyli 8 medali olimpijskich:
- Srebro: Maciej Freimut (1992), Iwan Klementiew (1996), Beata Mikołajczyk (2008
- Brąz: Daniela Walkowiak (1960), Dariusz Białkowski (1992, 2000), Beata Mikołajczyk (2012, 2016).

Poza tym tytuły mistrzów świata seniorów zdobywali m.in.: Daniel Wełna (1977), Arkadiusz Byliński (1989), Iwan Klementiew (1994), Maciej Freimut (1994), Marcin Kobierski (2001,2002), Beata Mikołajczyk (2009), Piotr Siemionowski (2011) oraz Sebastian Szypuła (2013). W latach: 1958, 1959, 1986, 1987, 1990, 2001, 2002, 2004, 2008, 2013 odbywały się w Bydgoszczy Mistrzostwa Polski w kajakarstwie.
W mieście czynnych jest kilka sekcji kajakarskich, z czego 3 liczące się w sporcie wyczynowym: Zawisza Bydgoszcz, Astoria Bydgoszcz i UKS Kopernik Bydgoszcz, które posiadają własne przystanie. W Bydgoszczy siedzibę ma Kujawsko-Pomorski Związek Kajakowy.

### Żeglarstwo
Tradycje sportu żeglarskiego w Bydgoszczy sięgają 1921 roku, kiedy utworzono drużynę „Marynarki Harcerskiej” im. króla Zygmunta Augusta. Na torze regatowym w Brdyujściu oraz na Wiśle organizowano regaty żeglarskie z udziałem klubów zamiejscowych, zaś sekcja żeglarska Pocztowego PW brała m.in. udział w żeglarstwie lodowym na jeziorze Charzykowskim. W latach 30. XX w. w Bydgoszczy istniały m.in.: Wojskowy Jacht Klub, Bydgoski Jacht Klub, sekcja żeglarska Ligi Morskiej, sekcja sportu wodnego Oddziału Ligi Morskiej przy Państw. Zarządzie Dróg Wodnych oraz żeglarskie drużyny harcerskie. Każdy z klubów miał własną przystań względnie szałas. Po II wojnie światowej sport żeglarski rozwijała Liga Morska oraz harcerstwo, lecz szybszy rozwój dyscypliny datuje się dopiero po odwilży październikowej w 1956. W województwie bydgoskim sport uprawiało wówczas 3 tys. osób w 27 klubach i sekcjach, a w 1986 – 8 tys. osób w 48 klubach i sekcjach.
Od 1946 w Brdyujściu organizowano regaty żeglarskie, m.in. o mistrzostwo Polski Związku Harcerstwa Polskiego, Pomorza i Bydgoszczy, a później m.in. regaty „O Puchar Pokoju” na Wiśle z Bydgoszczy do Torunia. W 1956 uruchomiono ośrodek żeglarski w Brdyujściu (Klub Wodny LOK), natomiast sekcja żeglarska Ligi Morskiej w Bydgoszczy posiadała swoją bazę na jeziorze Jezuickim w Chmielnikach. Od lat 50. działały m.in. Yacht Klub Polski, klub żeglarski PTTK, sekcje żeglarskie „Gwardii”, „Ogniwa”, „Astorii”, „Budowlanych”, „Kolejarza”, „Zawiszy”, „Unii” Łęgnowo. W województwie bydgoskim silnymi ośrodkami żeglarskimi były m.in.: Charzykowy, Kruszwica, Żnin i Chełmża, gdzie dostępne były rozległe akweny.

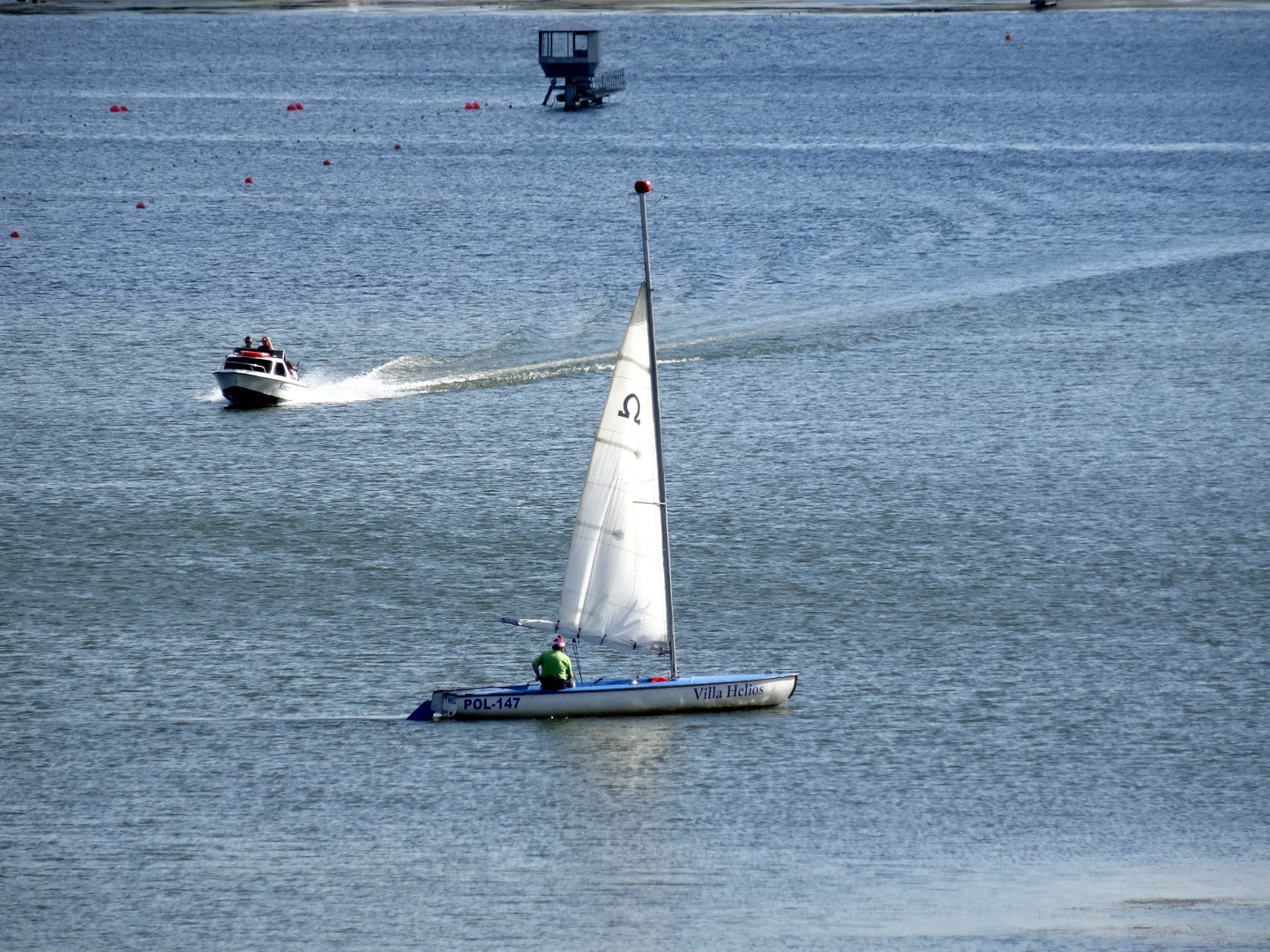
Żeglowanie na torze regatowym w Brdyujściu

W latach 1957–1964 istniał w Bydgoszczy Zarząd Okręgu Polskiego Związku Żeglarskiego, przekształcony w Bydgoski Okręgowy Związek Żeglarski. BOZŻ mieścił się w pierwszej trójce najsilniejszych i najlepiej zorganizowanych okręgów w Polsce. Żeglarze wyczynowi sięgali po tytuły mistrzów i wicemistrzów świata i Europy na lodzie i na wodzie oraz zwycięstwa w ogólnopolskich spartakiadach młodzieży. W 1966 Henryk Kowalski (Gryf Bydgoszcz) zdobył wicemistrzostwo świata w klasie cadet. W 1976 Romuald Knasiecki (Chemik Bydgoszcz) wywalczył tytuł mistrza Polski oraz mistrza świata w żeglarstwie bojerowym, a BOZŻ drużynowo pierwsze miejsce w kraju w żeglarstwie regatowym. W okresie 1957–1986 regatowcy okręgu zdobyli na mistrzostwach Polski 34 medale (12 złotych, 14 srebrnych i 8 brązowych). W latach 80. XX w. z uwagi na coraz wyższe koszty jachtingu regatowego, wyczynem zajmowały się tylko 3 kluby bydgoskie: Astoria, Yacht Klub Polski oraz Zjednoczeni. Istniało natomiast kilkanaście sekcji przy klubach sportowych oraz zakładach pracy (Zachem, Makrum, Eltra, Stomil, Famor), które zajmowały się żeglarstwem turystycznym. Od lat 60. bazą bydgoskiego żeglarstwa stał się Zalew Koronowski, gdzie m.in. w Pieczyskach wybudowano przystanie. W 1967 w ZNTK wybudowano żaglowy jacht pełnomorski s/y Euros (armator Brda Bydgoszcz), który odbył kilka pionierskich wypraw oceanicznych, m.in. opływając Islandię (1968), przylądek Horn (1972, trzeci raz po „Darze Pomorza” i Polonezie), rejs non stop z Buenos Aires do Helu (kapitan Henryk Jaskuła), opłynięcie Spitsbergenu (1977) i inne. W latach 1979–1990 sekcji żeglarskiej Brdy służył także mniejszy jacht morski „Zentek”, a w 3 maja 1992 zwodowano jacht pełnomorski Solanus, którego armatorem została sekcja żeglarstwa morskiego Bydgostii Bydgoszcz. W latach 1992–2016 Solanus odbył kilkanaście wypraw oceanicznych, z których najdłuższą było opłynięcie w latach 2010–2011 obydwu Ameryk poprzez Przejście Północno-Zachodnie (kanadyjska Arktyka) i wokół przylądka Horn.
Zapleczem żeglarstwa śródlądowego w Bydgoszczy jest przede wszystkim tor regatowy oraz Zalew Koronowski. Istnieje 5 przystani żeglarskich, m.in. w Brdyujściu, na Brdzie (przystań Bydgoszcz) i Kanale Bydgoskim (marina Gwiazda). W Bydgoszczy znajduje się siedziba Kujawsko-Pomorskiego Okręgowego Związku Żeglarskiego.

### Pływanie

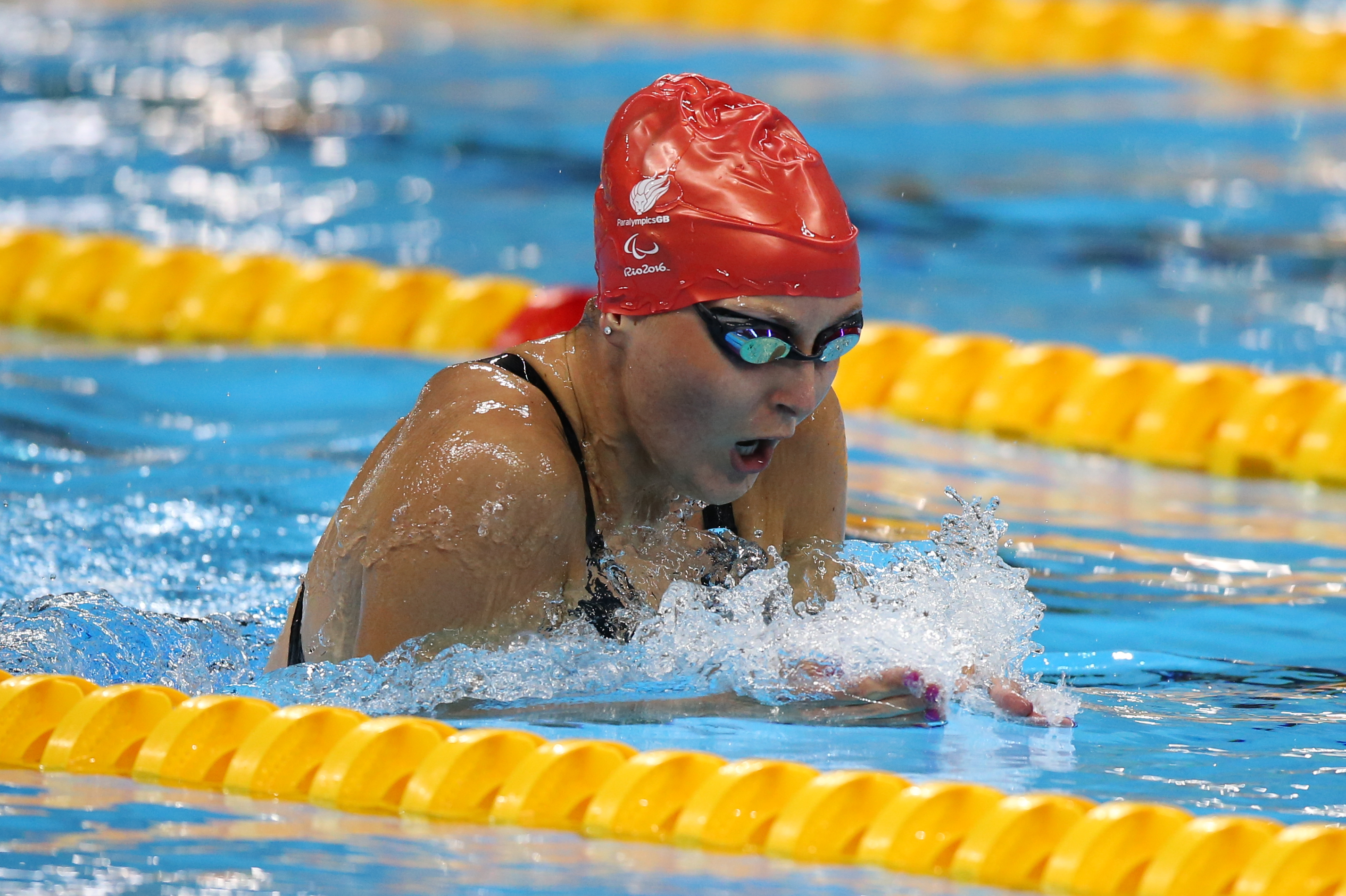
pływanie

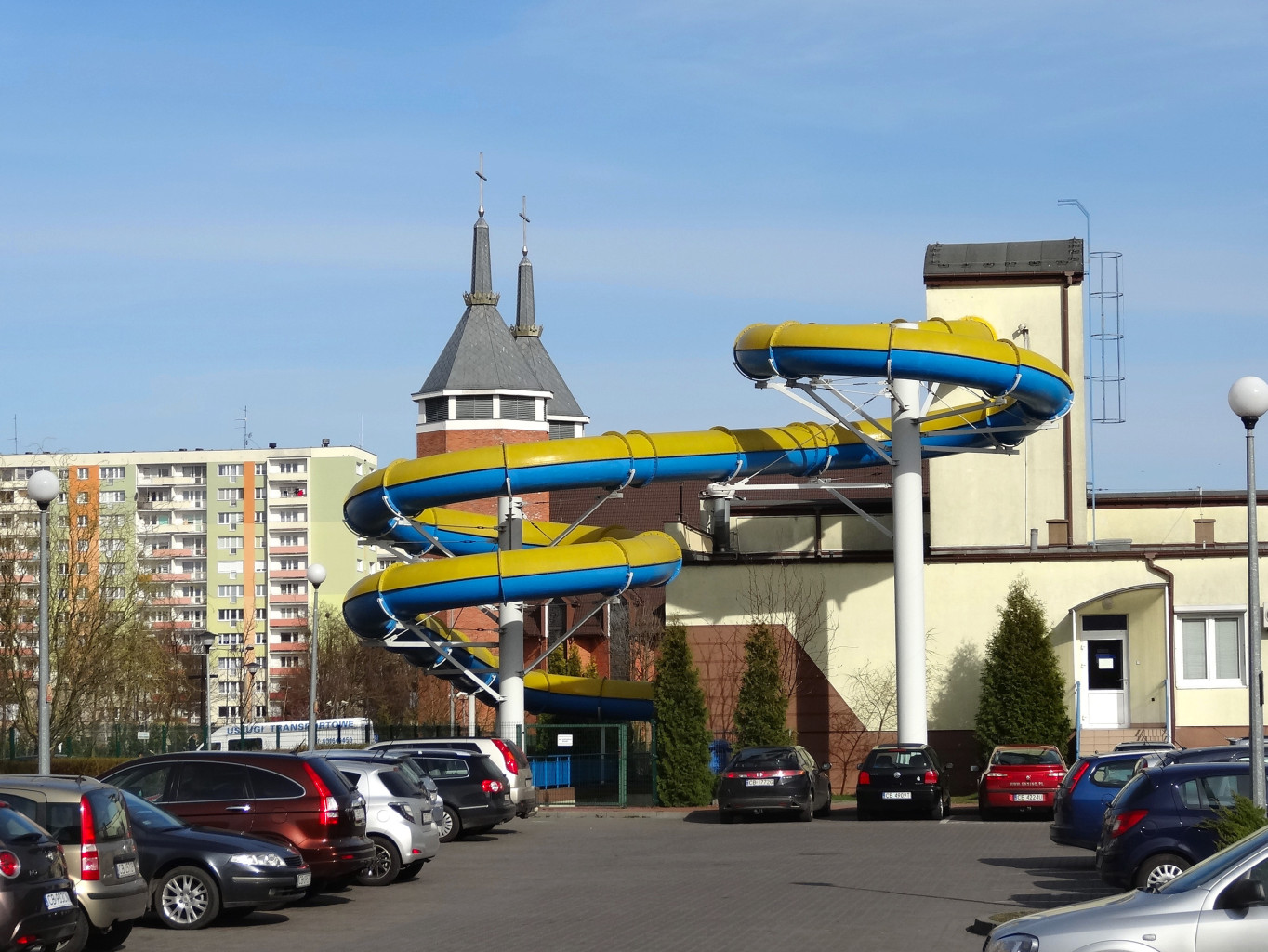
Basen „Perła” w Bydgoszczy

Początki pływania jako dyscypliny sportowej w Bydgoszczy sięgają 1926 roku. W 1927 ulokowano w Bydgoszczy siedzibę Pomorskiego Okręgowego Związku Pływackiego, który zrzeszał 22 kluby i 816 zawodników, w tym 18 sekcji w Bydgoszczy. Bazę dla zawodów pływackich stanowiły kąpieliska otwarte na Brdzie: Riviera na Okolu oraz pływalnia garnizonowa na Jachcicach. Odbywały się tu zawody o mistrzostwo miasta, mecze międzyokręgowe i spotkania towarzyskie. Do pływania sportowego przystosowano również podmiejskie kąpielisko na jeziorze Jezuickim w Chmielnikach, gdzie powstała szkoła pływania i skoków do wody z 10-metrowej wieży. W latach 30. XX w. liczba klubów pływackich i zawodników spadła w wyniku specjalizacji wyczynowej. Najsilniejszym klubem w okręgu pomorskim był TG Sokół III Bydgoszcz. W 1938 było w Bydgoszczy 67 sklasyfikowanych zawodników (w tym 13 kobiet). Sukcesy ogólnopolskie odnosili m.in.: Gertruda Szumiłowska – mistrzyni Polski (1937), rekordzistka kraju i reprezentantka Polski oraz J. Brendelówna (7 rekordów Pomorza).
Bydgoszcz ze względu na warunki naturalne uchodziła za stolicę Polski w zakresie pływania na akwenach otwartych. Trzykrotnie (1927, 1931 i 1938) na torze regatowym w Brdyujściu rozgrywano mistrzostwa Polski w pływaniu długodystansowym. Do imprez masowych należały zawody „Wpław przez Bydgoszcz” organizowane przez Bydgoski Klub Pływacki, rozgrywane na śródmiejskim odcinku Brdy oraz Kanale Bydgoskim, kontynuowane także po II wojnie światowej (1945-1952). Plany budowy krytej pływalni i hali sportowej (związane z organizacją Pomorskiej Wystawy Przemysłu i Handlu w 1941) pokrzyżowała wojna.
W 1945 reaktywowano w Bydgoszczy Pomorski Okręgowy Związek Pływacki, który obejmował początkowo 7 klubów: 5 z Bydgoszczy, 1 z Torunia i 1 z Gdyni, a w 1947 – 14 klubów i 186 zawodników, w tym 53 kobiety. Dyscyplinę uprawiano m.in. w klubach: Brda, HKS (w 1949 włączona do Gwardii), Gwardia, Spójnia (1950-1956), BKS Polonia i Zawisza (1951–1956). W dorocznych wyścigach „Wpław przez Bydgoszcz” uczestniczyło 500-800 zawodników, oglądanych przez wielotysięczne rzesze publiczności. W latach 50. XX w. do najsilniejszych klubów pływackich w okręgu bydgoskim zaliczała się Brda Bydgoszcz, a jej zawodniczka Aleksandra Mróz była reprezentantką Polski m.in. na igrzyskach olimpijskich w Helsinkach (1952), natomiast Lech Stelmaszyk pobił rekord Polski w biegu na 400 m stylem zmiennym (1953). Klub w 1950 został mistrzem Pomorza w piłce wodnej i zakwalifikował się do rozgrywek o wejścia do ligi państwowej.
W 1955 oddano do użytku otwartą pływalnię przy ul. Nakielskiej, a w 1956 przy stadionie Brdy. Po oddaniu do użytku w 1962 hali Astorii z pierwszą w mieście krytą pływalnią, uprawianie dyscypliny skoncentrowano w Klubie Sportowym „Astoria”. W latach 60., 70. i 80. XX w. zawodnicy klubu odnosili sukcesy ogólnopolskie, m.in. w 1969 zostali sklasyfikowani na 2. miejscu w Polsce w kategorii młodzików, a w okresie 1967–1973 sekcja zaliczała się do najsilniejszych w Polsce. Na mistrzostwach Polski pływacy Astorii zdobyli 162 medale, w tym seniorzy 37 (4 , 18 , 15 ), juniorzy 65 medali (24 , 25 , 16 ), a młodzicy – 60 medali (25 , 20 , 15 ). Lata 70. XX w. to dalszy rozkwit pływania w Astorii. W 1970 14 członków sekcji pływackiej było objętych centralnym szkoleniem w ramach przygotowań do olimpiady w Monachium. W klubie wychowano wielu mistrzów i mistrzyń Polski różnych kategorii wiekowych. Do wyróżniających się zawodników należeli m.in.: Grażyna Rydelska (rekordzistka Polski seniorek), Jolanta Mudziejowska, Elżbieta Auksztulewicz, Mirosława Jakubowska, Adam Bet, Hanna Gwitt, M. Wieczorek, M. Lewandowska, Anna Michalak, L. Borowicz. Zbigniew Januszkiewicz był reprezentantem Polski na igrzyskach olimpijskich w Moskwie (1980).
Najwybitniejszą wychowanką Astorii była Alicja Pęczak, której kariera rozwinęła się w latach 90. XX w. po przeprowadzce do AZS AWF Gdańsk. Trzykrotnie reprezentowała Polskę na igrzyskach olimpijskich (Barcelona 1992, Atlanta 1996, Sydney 2000), zdobyła ponad 300 medali na zawodach krajowych i zagranicznych, 82 razy zdobyła mistrzostwo Polski seniorek (częściowo w barwach Astorii), a 14 razy – medale mistrzostw Europy.
Od lat 70. XX w. stopniowo wzbogacano infrastrukturę sportową Bydgoszczy o kryte baseny. W 1974 otwarto pływalnię w Pałacu Młodzieży, w latach 80. pływalnię Polonii, a po 1990 baseny osiedlowe, co umożliwiło szkolenie młodzieży we współpracy ze szkołami. W 2016 w skład Okręgowego ZP wchodziły bydgoskie kluby uczniowskie: MKS SP 63 Bydgoszcz (www), MUKS Piętnastka (www), UKS TYTAN-65 przy SP 65 (www), MUKS Rekin (www), UKS – ZS 27 „Osowa Góra” (www), MKS Astoria Bydgoszcz (www). Zawodnicy tych klubów osiągnęli szereg sukcesów ogólnopolskich, głównie w kategorii młodzików i juniorów, ale również seniorów. W 2016 Międzyszkolny Klub Sportowy SP 63 w kategorii 12 lat został sklasyfikowany na 1. miejscu w Polsce (na 192 kluby).

#### Płetwonurkowanie
W Polskim Związku Płetwonurkowania zrzeszony jest m.in. Uczniowski Klub Sportowy „TYTAN 65” (www) i Bydgoskie Centrum Nurkowe „Strażak”. Centrum Pływania i Nurkowania „Meduza” organizuje kursy nurkowania: rekreacyjnie, technicznie do 100 m, jaskiniowe, sidemount i instruktorskie oraz wyprawy krajowe i zagraniczne.

### Siatkówka

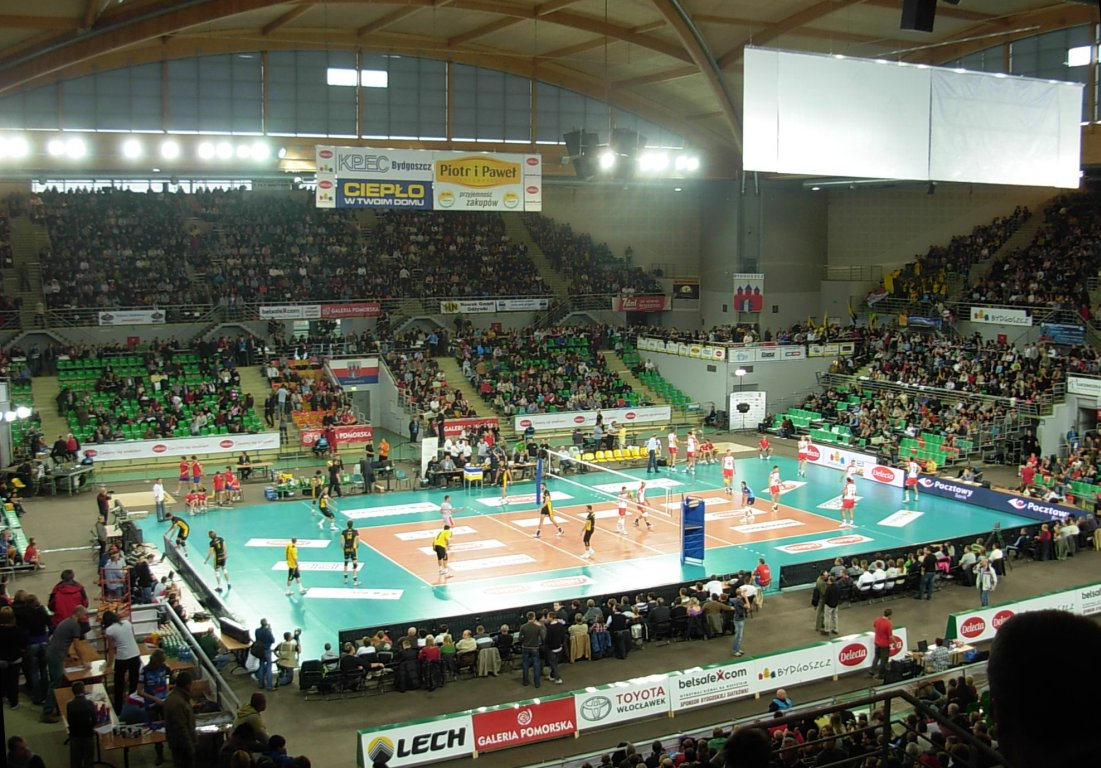
Mecz ligowy siatkówki mężczyzn Łuczniczka Bydgoszcz – Skra Bełchatów 28 listopada 2009

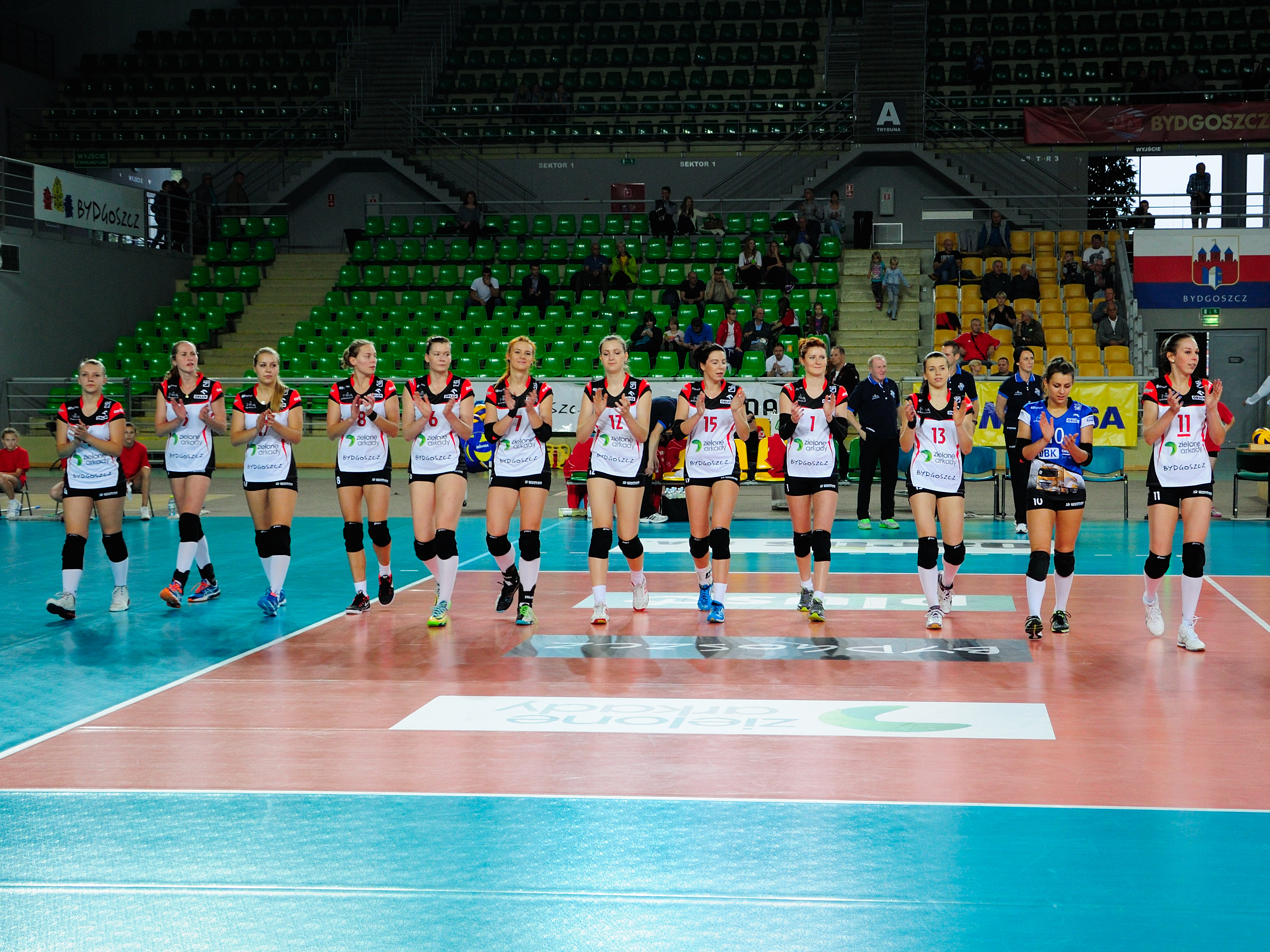
Drużyna KS Pałac Bydgoszcz w sezonie 2014/2015

Wizytówką bydgoskiej siatkówki są seniorskie drużyny: KS Pałac Bydgoszcz występująca w ekstraklasie siatkówki kobiet oraz Łuczniczka Bydgoszcz w ekstraklasie siatkówki mężczyzn.
Początki uprawiania siatkówki w Bydgoszczy sięgają lat 20. XX w. W 1933 najlepszą drużyną męską w mieście była CWT Lotnictwa, a żeńską BKS Polonia. W 1937 siatkówkę uprawiano w 8 klubach: KS KPW, Ciszewski Bydgoszcz, WKS „Lot”, KSM KS „Leo”, Polonia, WKS i Kabel Polski Bydgoszcz, a w 1945 m.in. w klubach: Zjednoczenie, Brda, MKS, Polonia, Drukarz, Harcerski Klub Sportowy. O mistrzostwo Pomorza w latach 1945–1950 bydgoskie „Zjednoczenie” konkurowało z toruńskim „Pomorzaninem”. W latach 50. w rozgrywkach okręgowych mężczyzn wyróżniały się „Kolejarz” i OWKS Zawisza. Zespoły z województwa bydgoskiego nie odnosiły jednak większych sukcesów w skali krajowej. W latach 1965–1972 drużyna żeńska Astorii występowała w rozgrywkach ligi międzywojewódzkiej, a w II lidze w 1960 roku występował siatkarski zespół Zawiszy, a w 1961−1963 Astorii. Po likwidacji sekcji w Astorii czołowi zawodnicy przeszli do innych klubów, w których zdobywali nawet miejsce w kadrze narodowej i olimpijskiej m.in. Romuald Paszkiewicz i Stanisław Zduńczyk. W 1975 reaktywowano sekcję siatkówki męskiej w klubie Chemik Bydgoszcz. W 1976 powołano w Bydgoszczy Okręgowy Związek Piłki Siatkowej, w którym zarejestrowano 16 sekcji siatkarskich oraz 635 zawodniczek i zawodników. Siatkówkę męską prowadziły m.in. kluby: Chemik Bydgoszcz, AZS-ATR, AZS-WSP, PZG Bydgoszcz, a żeńską – założony w 1976 MKS Pałac Bydgoszcz, którego bazą była hala sportowa w nowej placówce oświatowo-kulturalnej w Bydgoszczy – Pałacu Młodzieży. W latach 1979–1981 w II lidze rywalizowała drużyna męska Chemika Bydgoszcz, a w 1986 do II ligi awansowały: Chemik oraz KS Pałac Bydgoszcz. Obie drużyny w kolejnych latach rozwijały się sportowo.
Chemik Bydgoszcz grał w II i I lidze (1993, 1999–2005). Po awansie do najwyższej klasy ligowej w 2006 roku przekształcił się w spółkę akcyjną, przyjmując nazwę Łuczniczka Bydgoszcz S.A. W latach 2007–2016 klub osiągnął kilka sukcesów, m.in. w 2013 roku uzyskując 4. miejsce w ekstraklasie siatkówki mężczyzn, dwukrotnie dochodząc do półfinału Pucharu Polski (2010, 2013) oraz Pucharu Challenge siatkarzy (2013). W 2012 został mistrzem Polski Młodej Ligi. Wychowankiem i zawodnikiem Chemika był m.in. Michał Winiarski, długoletni zawodnik i kapitan reprezentacji Polski (212 spotkań), mistrz świata juniorów (2003) i seniorów (2014). W latach 2011–2013 w drużynie Łuczniczki grał późniejszy trener kadry Polski Stéphane Antiga.
Drużyna żeńska Pałacu Bydgoszcz w 1990 roku awansowała do I ligi, w 1992 wywalczyła Puchar Polski i awansowała do ekstraklasy siatkówki kobiet, a w 1993 osiągnęła mistrzostwo Polski (seniorek i juniorek). W kolejnych latach zespół był wielokrotnie medalistą mistrzostw Polski, zdobywcą Pucharu Polski (2001, 2005) i Superpucharu (2006). W klubie wychowano ponad 20 reprezentantek Polski w różnych kategoriach wiekowych. Zawodniczka klubu Dominika Leśniewicz w 2003 roku została mistrzynią Europy, Ewa Kowalkowska była kapitanem reprezentacji Polski, uczestniczką Mistrzostw Europy (1995, 1997, 1999) i Mistrzostw Świata (2002), Dominika Schulz i Monika Gorzewska zdobyły z reprezentacją Polski złoty medal Letniej Uniwersjady 2007, a Agnieszka Obremska-Malinowska rozegrała w reprezentacji Polski 158 spotkań, trzykrotnie wystąpiła w mistrzostwach Europy (1995, 1997, 1999).
W 2001 roku drużyna Pałacu II awansowała do II ligi zapewniając Bydgoszczy obecność dwóch zespołów żeńskich grających w ligach państwowych. Zawodniczki Pałacu Bydgoszcz uczestniczyły również w mistrzostwach Polski siatkówki plażowej uzyskując tytuły mistrzowskie (1998, 1999, Dominika Leśniewicz), srebrne (1999, 2000) oraz brązowe medale (1998). Dominikę Leśniewicz i Izabelę Rutkowską powołano do kadry Polski.
W 2016 w Bydgoszczy funkcjonowało kilka sekcji siatkówki mężczyzn: Łuczniczka Bydgoszcz (PlusLiga), BKS Chemik Bydgoszcz (III liga, juniorzy, kadeci, młodzicy), BKS Chemik II (juniorzy, kadeci, młodzicy) oraz kobiet: KS Pałac Bydgoszcz (Orlen Liga, juniorki, młodziczki), Pałac II WSG Bydgoszcz (II liga, juniorki, młodziczki). Mecze zespołów seniorskich Łuczniczki i Pałacu odbywają się w hali Łuczniczka. W Bydgoszczy znajduje się siedziba Kujawsko-Pomorskiego Związku Piłki Siatkowej.
W hali widowiskowo-sportowej „Łuczniczka” rozegrano od 2003 kilkanaście meczów reprezentacji Polski (Liga Światowa, Word Grand Prix), a także odbyły się mecze Mistrzostw Europy Kobiet w Siatkówce 2009 oraz drugiej fazy grupowej Mistrzostw Świata w Piłce Siatkowej Mężczyzn 2014.

### Koszykówka

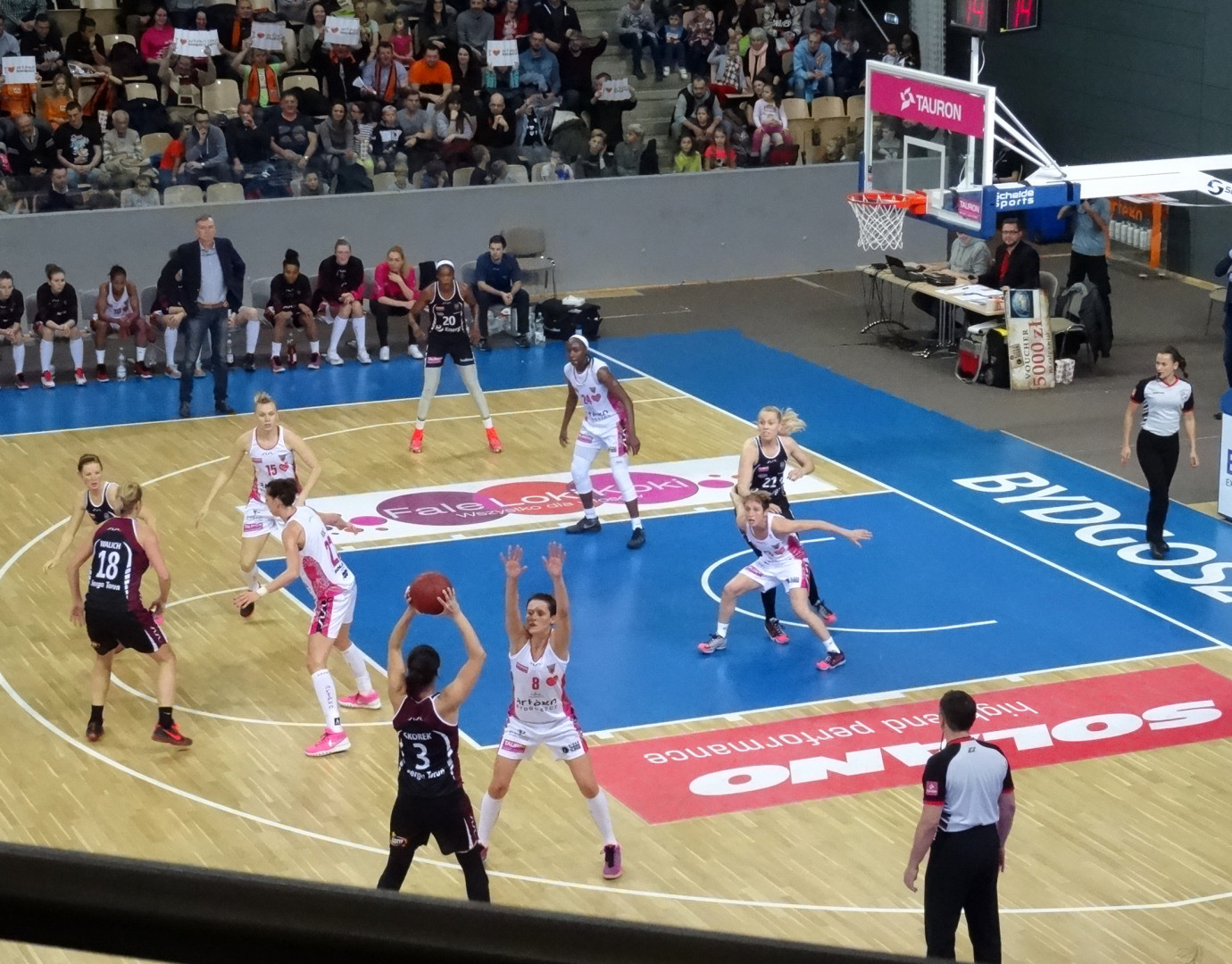
Zespół Artego Bydgoszcz rozgrywa mecz ekstraklasy koszykówki kobiet – 7 listopada 2015 w Artego Arenie

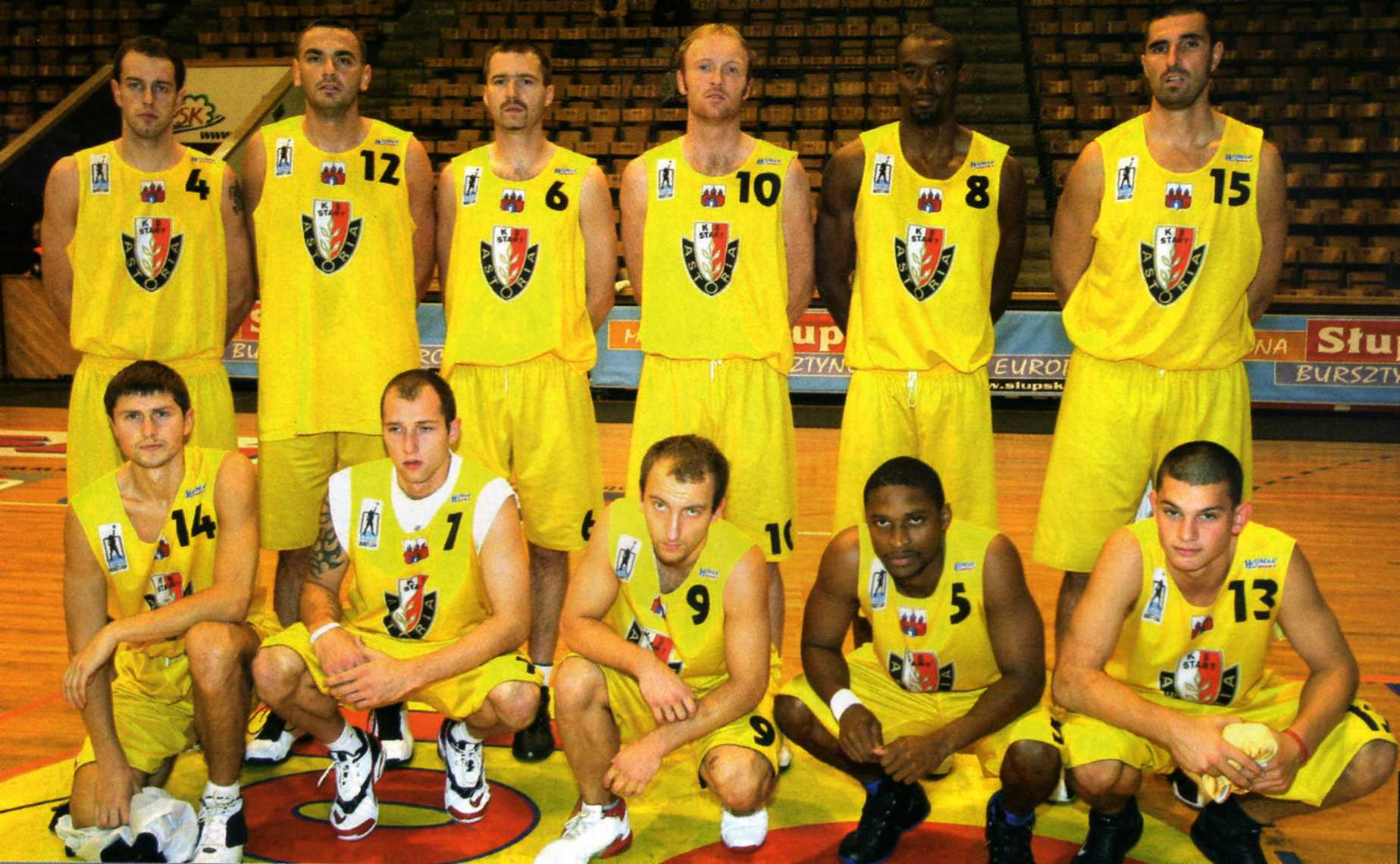
Zespół Astorii Bydgoszcz przed sezonem 2005/2006

Wizytówką bydgoskiej koszykówki są seniorskie drużyny: Artego Bydgoszcz występująca w ekstraklasie koszykówki kobiet oraz Astoria Bydgoszcz w ekstraklasie koszykówki mężczyzn.
Początki uprawiania koszykówki w Bydgoszczy sięgają lat 20. XX w. W 1924 założono sekcję koszykówki w klubie Astoria Bydgoszcz. W 1929 w turnieju o mistrzostwo miasta grało 11 drużyn: szkolnych, TG Sokół i BKS Polonia. W 1936 zorganizowano w Bydgoszczy podokręg Pomorskiego Okręgowego Związku Gier Sportowych. W 1945 w Bydgoszczy istniało już 8 sekcji koszykówki. W rozgrywkach pomorskiej klasy A pierwsze i drugie miejsce zajęły kluby bydgoskie: „Zjednoczenie” i „Brda”. W latach 50. XX w. w regionie kujawsko-pomorskim funkcjonowało 24 klubów, w tym kilka z Bydgoszczy, m.in.: MKS, Zawisza, Gwiazda, Brda, Astoria. W tym okresie najlepszą drużyną w województwie bydgoskim był AZS Toruń, w latach 1954–1969 występujący w ekstraklasie. Drużyny bydgoskie walczyły m.in. w II lidze i lidze regionalnej do 1963, kiedy do ekstraklasy (na jeden sezon) awansował zespół Zawiszy. W latach 60. sekcje koszykówki posiadały ponadto: KKS „Brda” (liga okręgowa), AZS Bydgoszcz (liga okręgowa), KS „Głuchoniemi” (A-klasa), Astoria (juniorki i juniorzy), Międzyszkolny Klub Sportowy (juniorki i juniorzy) oraz szkolne koła sportowe. W 1970 sekcję koszykarską w Zawiszy rozwiązano i przekazano bydgoskiej Astorii, gdzie od 1962 istniała nowo zbudowana hala sportowa z widownią na 2 tys. osób. Do 1986 Astoria Bydgoszcz grała przez osiem sezonów w II lidze, pozostałe spędzając w III lidze. W 1987 zawodnicy klubu zdobyli tytuł mistrzów Polski w kategorii juniorów. W tym roku koszykówkę w Bydgoszczy uprawiano w 4 klubach: Astorii, AZS, BKS oraz MKS-MDK nr 2. W sezonach 1989/1990, 1991/1992, 2003/2004, 2004/2005 i 2005/2006 Astoria grała w ekstraklasie koszykówki mężczyzn. Najwyższą lokatą było 6 miejsce uzyskane w sezonie 2004/2005.
Koszykówka kobieca początkowo nie odnosiła większych sukcesów w skali krajowej. Dopiero w 1987 żeński zespół BKS Bydgoszcz awansował do II ligi. W 1994 założono klub sportowy „Basket 25”, który później przekształcił się w Artego Bydgoszcz. Drużyna od sezonu 2008/2009 występuje w ekstraklasie koszykówki kobiet. W sezonach 2012/2013 i 2013/2014 uzyskała 3 lokaty, a w 2014/2015 i 2015/2016 – tytuły wicemistrza Polski. W 2018 Artego zdobyło Puchar Polski w koszykówce kobiet.
W 2016 w Bydgoszczy funkcjonowało kilka sekcji koszykówki mężczyzn: Astoria Bydgoszcz (I liga, juniorzy), Novum/Astoria Bydgoszcz (III liga, juniorzy), MKS Novum Bydgoszcz (juniorzy), UKS Basket Regnum Bydgoszcz (juniorzy U-12) oraz kobiet: Artego Bydgoszcz (Basket Liga Kobiet), KS Basket 25 Bydgoszcz (juniorki), MUKS Bydgoszcz (juniorki), UKS Błękitny Delfin / Basket 25 Bydgoszcz (juniorki), MKS Flesz 63 (juniorki U-12), MKS Basket 67. Mecze zespołów seniorskich Astorii i Artego odbywają się w Artego Arenie. W Bydgoszczy znajduje się siedziba Kujawsko-Pomorskiego Związku Koszykówki.
W hali widowiskowo-sportowej „Łuczniczka” rozegrano od 2003 kilka meczów reprezentacji Polski, a także odbyły się w niej mecze grupy E Mistrzostw Europy w Koszykówce Mężczyzn 2009.

### Piłka ręczna
Tradycje piłki ręcznej w Bydgoszczy sięgają dwudziestolecia międzywojennego. Propagatorami szczypiorniaka (piłki ręcznej mężczyzn) i hazeny (piłki ręcznej kobiet) były szkoły średnie, wojsko, Katolickie Stowarzyszenie Młodzieży, Polskie Towarzystwo Gimnastyczne „Sokół”. Rozgrywano turnieje o mistrzostwo miasta i regionu. W latach 1946–1949 istniała w Bydgoszczy silna sekcja piłki ręcznej przy Klubie Sportowym „Zjednoczenie” (później „Związkowiec”), która grała z powodzeniem w I lidze. W latach 50. XX w. utworzono sekcję piłki ręcznej przy Kolejowym Klubie Sportowym „Brda”, w 1958 przeniesioną do WKS Zawisza. Szczypiorniści uczestniczyli w rozgrywkach ligi międzywojewódzkiej (województwa: bydgoskie, gdańskie, koszalińskie, szczecińskie), a później II i I ligi. W 1964 sekcję w Zawiszy rozwiązano, a dyscyplinę uprawiano tylko w szkołach (III liga). Dopiero w 1984 zespół AZS Bydgoszcz, składający się ze studentów (WSP, ATR) oraz uczniów bydgoskich szkół awansował na jeden sezon do II ligi. W 1986 w Okręgowym Związku Piłki Ręcznej zarejestrowanych było 14 sekcji, a uprawnienia do gry posiadało około 500 zawodniczek i zawodników. W 2007 roku założono Klub Uczelniany AZS UKW Bydgoszcz, który w kilku sezonach występował w I lidze (2010/2011, 2013/2014).
W 2016 w Bydgoszczy funkcjonowało kilka sekcji piłki ręcznej: AZS UKW Bydgoszcz (II liga mężczyzn), BKS Bydgoszcz (II liga kobiet, liga juniorek), UKS „Iskra” (III liga, liga juniorów), BKS „Sokół”, UKS „Ułan” przy SP48. W hali widowiskowo-sportowej „Łuczniczka” rozegrano od 2008 kilka meczów reprezentacji Polski.

### Boks

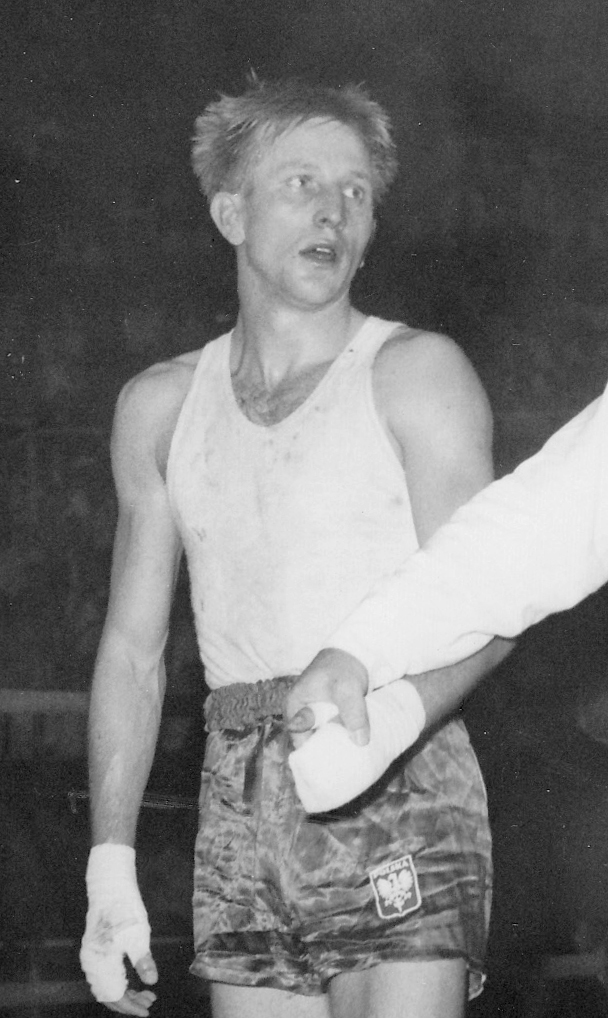
Jerzy Adamski – wychowanek Brdy Bydgoszcz, potem zawodnik Astorii oczekuje na werdykt sędziego podczas walki finałowej na Igrzyskach Olimpijskich w Rzymie (1960), gdzie zdobył srebrny medal

Boks to dyscyplina sportu, w której Bydgoszcz osiąga sukcesy w skali krajowej i międzynarodowej. Zawodnicy bydgoskich klubów zdobyli 2 medale olimpijskie ( i ), 5 medali mistrzostw Europy (2 , 1 , 2 ), ponad 20 złotych medali mistrzostw Polski seniorów. Trzy drużyny uczestniczyły w rozgrywkach ekstraklasy bokserskiej: Zjednoczeni, Zawisza i Astoria. Z Bydgoszczą związany był twórca największych sukcesów polskiego boksu Feliks Stamm.
W okresie międzywojennym boks w Bydgoszczy uprawiało ok. 300 zawodników w kilku sekcjach przy klubach sportowych: KS Heros (1921-1925), KS Amator, KS Siła, TG Sokół, BKS Polonia, KS Astoria, Związku Strzeleckim i Kolejowym Przysposobieniu Wojskowym. W 1927 Józef Pietryga został wicemistrzem Polski, a w 1936 Edward Rinke mistrzem Pomorza, obaj z BKS Polonia. Pierwsze mistrzostwa miasta zorganizowano w 1928 roku. W 1935 mistrzem drużynowym Pomorza została bydgoska Astoria, a rok później kilku zawodników klubu (Krzemiński, Wezner, Łukowski, Urbaniak) powołano do kadry narodowej Polski. Poziom boksu w Bydgoszczy rósł w latach 30. XX w., lecz czołowym ośrodkiem tej dyscypliny na Pomorzu pozostawał Grudziądz, gdzie w latach 1926–1934 mieścił się też Pomorski Okręgowy Związek Bokserski.
Po II wojnie światowej sekcje bokserskie założono przy KKS Brda oraz ZWM Zryw (przekształcony w KS Zjednoczeni), który w latach 1946–1948 uznawany był za jeden z silniejszych klubów pięściarskich w Polsce, a w 1949 awansował do I ligi bokserskiej. Po założeniu w 1945 w Bydgoszczy Pomorskiego Okręgowego Związku Bokserskiego, pracę w KS Zjednoczeni rozpoczął trener olimpijski Feliks Stamm (mieszkał i pracował w Bydgoszczy w latach 1945–1958).
Bokserzy z okręgowego POZB odnosili sukcesy na arenie ogólnopolskiej oraz reprezentowali Polskę w rozgrywkach międzynarodowych. W 1946 okręg bydgoski klasyfikowano na trzecim miejscu w Polsce za Łodzią i Śląskiem, a przed Poznaniem, Warszawą i Gdańskiem. W 1946 i 1948 zawodnicy Zjednoczonych Bydgoszcz, trenowani przez Feliksa Stamma zostali drużynowym mistrzem Pomorza oraz występowali w reprezentacji Polski (Józef Kruża, S. Łączkowski, Edmund Sowiński).
Po rozwiązaniu sekcji bokserskiej w KS Zjednoczeni, na początku lat 50. XX w. czołówka boksu bydgoskiego skupiła się w klubie Brda Bydgoszcz pod kierownictwem trenera Edwarda Rinke. Pięściarze Brdy należeli przez wiele lat do ścisłej krajowej czołówki. Wychowankami klubu byli późniejsi medaliści olimpijscy, mistrzostw Polski i Europy: Jerzy Adamski, Zygmunt Kunc, Franciszek Kujawa, Zbigniew Nowak, Jan Walczak, Henryk Niedźwiedzki. W latach 50. XX w. KKS Kolejarz (dawna Brda) występowała w II lidze, konkurując z pięściarzami OWKS (Zawisza), którzy w 1956 awansowali na jeden sezon do I ligi. Henryk Niedźwiedzki z „Kolejarza” był reprezentantem Polski w wadze piórkowej na Igrzyskach Olimpijskich w Helsinkach (1952), a Jerzy Planutis z tego samego klubu wywalczył w 1955 tytuł mistrza Polski w wadze średniej. W 1955 w kadrze narodowej znajdowało się 3 pięściarzy Zawiszy (Planutis, Kunc, Walczak). Zawodnicy bydgoscy zdobyli także szereg tytułów mistrzów Polski juniorów. W 1956 w okręgu bydgoskim było czynnych 20 sekcji bokserskich.
W latach 60. XX w. istniały trzy silne drużyny pięściarskie: Brda – występująca w II lidze bokserskiej (1951-1969), Zawisza – prowadzący rozgrywki na przemian w II i I lidze oraz Astoria – występująca w II lidze (1959-1965) oraz I lidze (1963/64). Do wyróżniających się zawodników na arenie międzynarodowej należeli: Jerzy Adamski (Astoria), który na Igrzyskach Olimpijskich w Rzymie (1960) zdobył srebrny medal, a na mistrzostwach Europy 2 medale (złoto, brąz), Brunon Bendig (Zawisza) – zdobywca brązowego medalu olimpijskiego w wadze koguciej (Rzym 1960) oraz Zygmunt Zawadzki i Hubert Skrzypczak – medaliści mistrzostw Europy (obaj z Zawiszy). W 1964 roku w Bydgoszczy zorganizowano Mistrzostwa Polski w Boksie. W latach 70., 80. i 90. XX w. silną drużynę bokserską utrzymywał Zawisza Bydgoszcz, którego zawodnicy wielokrotnie sięgali po tytuły mistrzów Polski. Pięściarze Zawiszy spędzili 7 sezonów w ekstraklasie (1955/1956, 1957/58, 1960/61, 1965–1967, 1981–1983).
W 1982 w Mistrzostwach Świata w Monachium uczestniczył wychowanek Zawiszy Mirosław Kuźma, a w 1983 w mistrzostwach Europy – dwóch bydgoszczan: Henryk Sakowski i Mirosław Piotrowski. Poza tym w mistrzostwach Europy wielokrotnie występowali juniorzy Zawiszy. W 1976 Krzysztof Kikowski, Krzysztof Kucharzewski i Mirosław Pabianek wywalczyli brązowe medale. W latach 90. XX w. zawodnicy Zawiszy osiągali tytuły mistrzów i wicemistrzów Polski, a w 2000 roku zespół awansował do ekstraklasy bokserskiej oraz zdobył Puchar Polski. W 2001 roku pięściarze Zawiszy zdobyli 11 medali mistrzostw kraju seniorów (2 złote, 2 srebrne i 7 brązowych).
W 1994 powołano Pomorsko-Kujawski Klub Seniora Boksu w Bydgoszczy. Od 1973 rozgrywany jest Międzynarodowy Turniej Bokserski o Puchar Prezydenta Bydgoszczy, a od 1999 Międzynarodowy Memoriał Bokserski im. Edwarda Rinke z udziałem zawodników z regionu, kraju i zagranicy. W 2007 powstało Bydgoskie Stowarzyszenie Boksu Astoria, które jest kontynuacją sekcji bokserskiej KS Astoria, założonej w 1924 roku. W latach 2011–2015 czterokrotnym mistrzem Polski w wadze papierowej został Dawid Jagodziński z Astorii.
Obecnie (2016) boks w Bydgoszczy można uprawiać m.in. w Astorii (Bydgoskie Stowarzyszenie Boksu Astoria), CWZS Zawisza (Stowarzyszenie Boksu i Sztuk Walki), UKS „Boks Fordon”.

### Sztuki walki
Wzrost popularności dalekowschodnich sztuk walki w Polsce datuje się na lata 60. XX w. Z czasem wyodrębniono dyscypliny posiadające własne międzynarodowe i ogólnopolskie centrale: judo, karate (tradycyjne, shōtōkan, fudōkan, kyokushin), taekwondo, aikido, kendo itd.

#### Judo

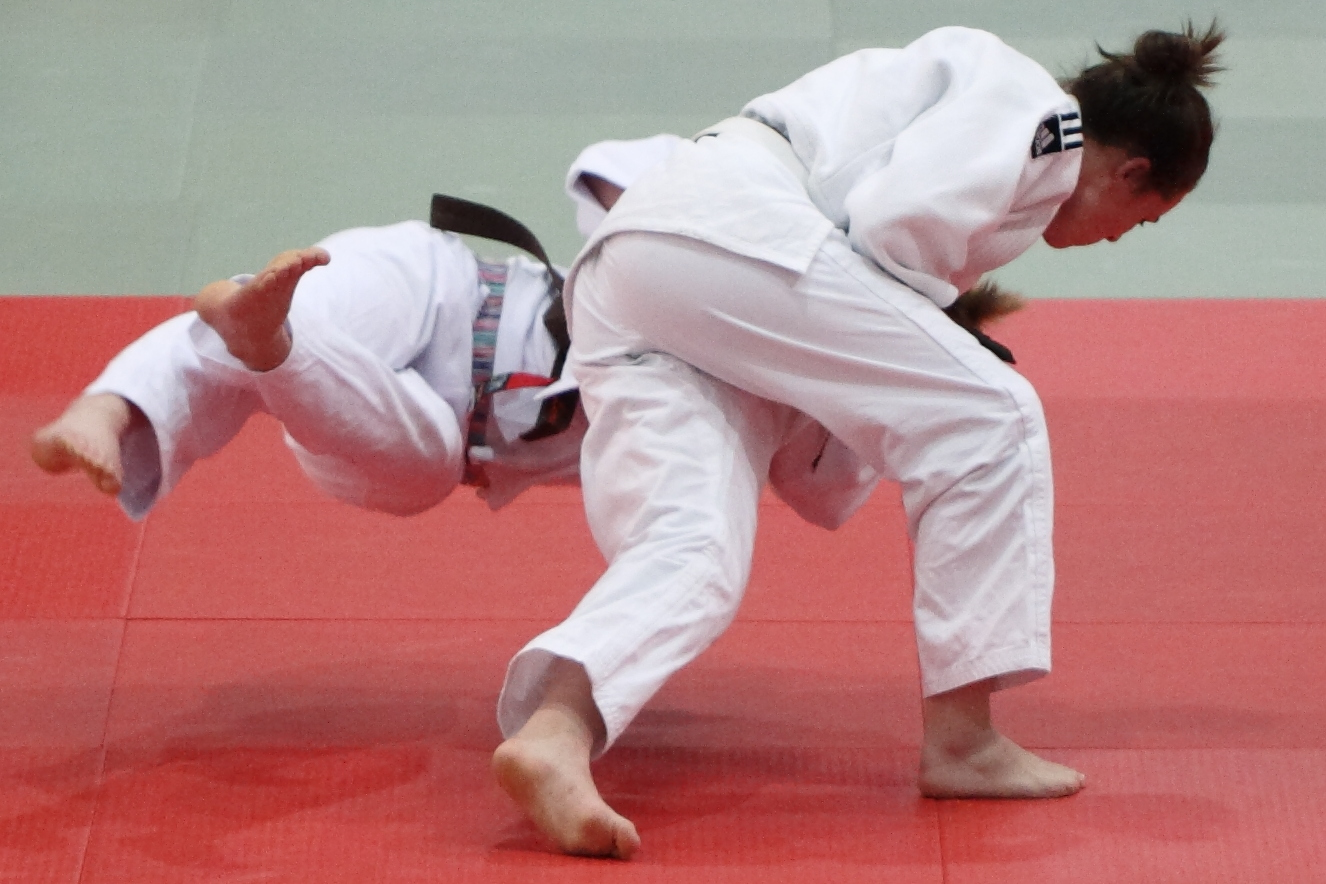
Rzut w judo

Judo to sport walki, który powstał w Japonii w II połowie XIX wieku. W 1964 stało się dyscypliną olimpijską dla mężczyzn, a w 1988 dla kobiet. Początki uprawiania judo w Bydgoszczy sięgają 1961 roku. W 1962 utworzono sekcję judo w klubie Polonia Bydgoszcz. W 1966 pierwszym reprezentantem kraju na Mistrzostwa Europy juniorów spoza Gdańska (judocy GKS Wybrzeże byli wówczas bezkonkurencyjni w kraju) był wychowanek Polonii Kazimierz Gwizdała. W 1971 powstał Bydgoski Okręgowy Związek Zapasów i Judo. Dwa lata później wydzielono z niego samodzielny Okręgowy Związek Judo w Bydgoszczy.
W latach 70. XX w. sekcja judo w Polonii klasyfikowana była w pierwszej dziesiątce w Polsce. Po powołaniu I ligi judo zakwalifikowano do niej Polonię Bydgoszcz, lecz od 1977 drużyna występowała w II lidze. Większe sukcesy odnieśli bydgoszczanie w turniejach indywidualnych. W latach 1967–1986 w mistrzostwach Polski seniorów zdobyli 45 medali, w tym 14 złotych. W mistrzostwach Europy bydgoszczanie zdobyli brązowe medale: Ryszard Pujszo (1982, seniorzy) i Andrzej Sądej (1976, juniorzy). Andrzej Sądej zdobył także brązowy medal w Akademickich Mistrzostwach Świata (1978).
W latach 90. XX w. sukcesy ogólnokrajowe odnosił Waldemar Banaszak, zdobywając m.in. 5 medali mistrzostw Polski seniorów (5 ) oraz 6 medali mistrzostw Polski juniorów (4 , 2 ). Po restrukturyzacji BKS Polonia w 2003 roku sekcję judo przekazano do Klubu Uczelnianego AZS UKW.
W 1977 i w 2003 roku odbywały się w Bydgoszczy Mistrzostwa Polski w judo.
W 2016 zajęcia judo prowadzą m.in.: AZS UKW Bydgoszcz, BKS Polonia, Policyjne Towarzystwo Sportowe Gwardia (www), UKS Shiro, UKS 10 Judo Bydgoszcz (www).

#### Karate

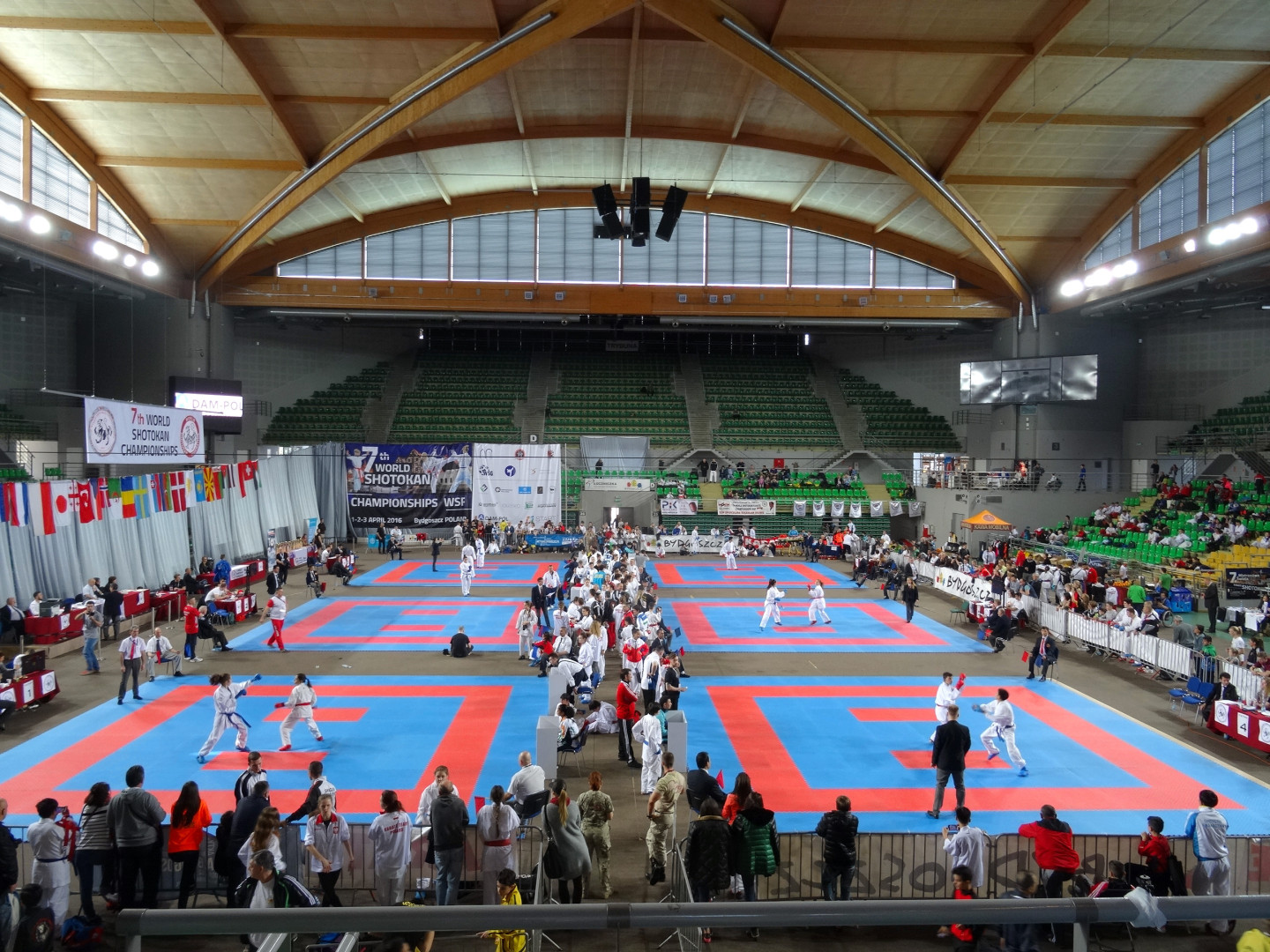
Mistrzostwa Świata w Karate Shōtōkan w 2016 roku w hali Łuczniczka w Bydgoszczy

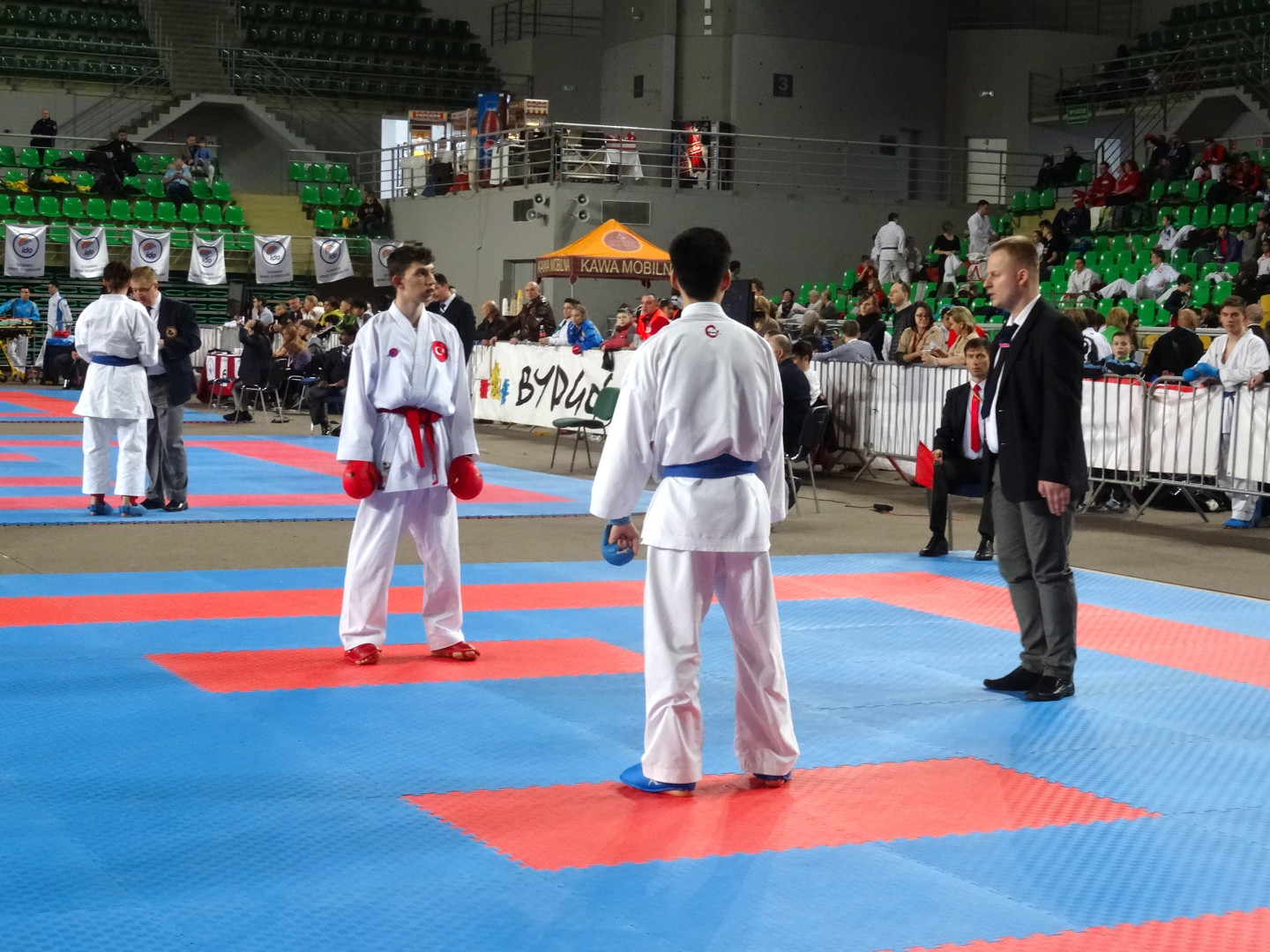
Zawodnicy przed walką w Karate Shōtōkan

Karate to sztuka walki przy użyciu broni oraz własnego ciała pochodząca z Okinawy w Japonii. Istnieje wiele odmian dyscypliny m.in. Shōtōkan, Kyokushin, Oyama Karate, Ashihara, Shidōkan i inne. W 1970 powstała Światowa Organizacja Karate, a w 1980 Polski Związek Karate, zrzeszający dalekowschodnie sztuki walki (poza judo). W Bydgoszczy najstarsze tradycje mają: Bydgoski Klub Karate Kyokushin (zał. 1978), Bydgoski Klub Karate Tsunami (zał. 1983) oraz Klub Karate Shotokan (zał. 1992). Zawodnicy pierwszego z nich startują w mistrzostwach Polski oraz zawodach międzynarodowych. Największe sukcesy sportowe odnieśli: Mirosław Głowacki (wicemistrz Europy, kilkukrotny medalista mistrzostw Polski wagi open) oraz Jacek Pałczyński (wicemistrz Polski). Wśród zawodników KK Shotokan znajdują się wielokrotne medalistki mistrzostw świata Michalina Łoboda i Anna Fajkowska oraz Albert Ciesielski, Tomasz Łataś i Leszek Grzenkowicz. Anna Fajkowska w 2007 zdobyła pierwszy w historii polskiego karate medal dla Polski na Mistrzostwach Europy Seniorów WKF, a podczas 42. Mistrzostw Europy w Tallinnie wywalczyła srebrny medal, co było największym sukcesem w startach Polaków w ramach WKF.
Zawodnicy Klubu Karate Shotokan w latach 1996–2014 zdobyli 4028 medali na imprezach ogólnopolskich i międzynarodowych, a w 2007 roku klub wywalczył drużynowo 1. miejsce w kraju.
Medale Klubu Karate Shotokan Bydgoszcz w latach 1998–2014:
| Lata                               |    |    |    |
| Mistrzostwa Świata Shōtōkan        | 4  | 2  | 2  |
| Mistrzostwa Europy Shōtōkan        | 6  | 10 | 8  |
| Mistrzostwa Polski Shōtōkan        | 18 | 6  | 14 |
| Puchar Polski Shōtōkan             | 3  | 1  | 3  |
| Mistrzostwa Europy WKF             |    |    | 2  |
| Akademickie Mistrzostwa Świata WKF |    | 1  | 1  |
| Akademickie Mistrzostwa Europy WKF |    | 2  | 2  |
| Puchar Świata WKF                  | 9  | 5  | 8  |
| Puchar Europy WKF                  | 4  | 2  | 7  |
| Mistrzostwa Polski WKF             | 26 | 19 | 29 |
| Puchar Polski WKF                  | 34 | 21 | 28 |
| Mistrzostwa Świata FSKA            | 42 | 31 | 18 |
| Mistrzostwa Europy FSKA            | 14 | 7  | 3  |

W 2016 w Bydgoszczy działało kilka klubów i sekcji karate: Bydgoski Klub Kyokushin Karate – największy klub sztuk walki w województwie kujawsko-pomorskim (300 zawodników), Bydgoska Szkoła Kyokushin Karate, Bydgoski Klub Karate Tsunami, Oyama Karate Bydgoszcz, Klub Karate Shotokan, Bydgoski Klub Sztuk Walki, Yamabushi Bydgoszcz, Międzyszkolny Uczniowski Klub Karate Shotokan „Sandan”, Stowarzyszenie Klub Sportowy „Bushi-Do”. Odmianę karate gōjū-ryū można uprawiać w Okinawan Goju-Ryu Karate-Do Polska. W Bydgoszczy znajduje się siedziba IOGKF POLSKA, który stanowi krajowy oddział Międzynarodowej Federacji IOGKF.
W 1998 zorganizowano w Bydgoszczy Mistrzostwa Polski Juniorów, a w 2009 Puchar Polski Seniorów w karate. W 2010 i 2013 odbyły się Mistrzostwa Polski Seniorów w karate WKF. Od 2012 roku odbywa się także coroczny turniej Bushi-do Cup. W Bydgoszczy odbyło się także szereg imprez międzynarodowych, m.in. Central Europe Open w Karate WKF (2006-2012), Mistrzostwa Europy Juniorów i Seniorów w Oyama Karate (2009), dwukrotnie Mistrzostwa Świata w Karate Shōtōkan (2007, 2016).

#### Taekwondo

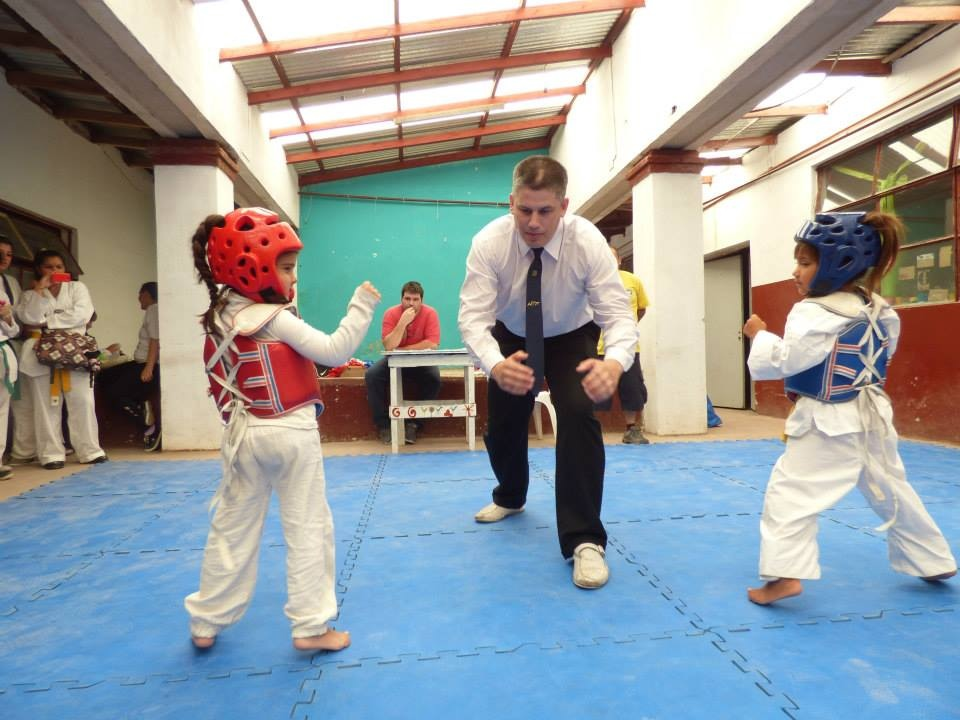
Taekwondo

Taekwondo to koreańska sztuka walki nawiązująca do karate. W Polsce uprawiana jest od lat 80. XX w. Polski Związek Taekwondo założono w 1992 roku, a w Bydgoszczy zlokalizowano Kujawsko-Pomorski Okręgowy Związek Taekwondo Olimpijskiego. Zawodnicy z bydgoskich sekcji taekwondo wywalczyli szereg medali mistrzostw Polski seniorów i juniorów. Np. w latach 2005–2011 zawodnicy MUKS „Piętnastki” zdobyli 6 medali (2 złote) na Mistrzostwach Polski seniorów oraz 34 medale na MP juniorów (w tym 12 złotych).
W 2016 taekwondo w Bydgoszczy można trenować m.in. w: AZS UKW Bydgoszcz, Bydgoskim Klubie Sportowym „Centrum”, Bydgoskim Klubie Taekwondo (www), MUKS „Piętnastka”, UKS 10 Bydgoszcz. Od 2007 roku odbywa się Międzynarodowy Turniej Bydgoszcz Cup pod patronatem Prezydenta Miasta Bydgoszczy, z udziałem kilkuset zawodników z kraju i zagranicy. Zawody mają status Pucharu Polski i są turniejem rankingowym Polskiego Związku Taekwondo Olimpijskiego.

#### Aikido
Aikido to japońska sztuka walki, nastawiona na działania obronne, polecana m.in. kobietom i dzieciom. Bydgoski ośrodek aikido powstał w 1991 roku, w 2001 przekształcony w Pomorskie Centrum Sztuk Walki w Bydgoszczy, które prowadzi m.in. zajęcia do dzieci i dorosłych.

#### Kendo
Kendo jako sport walki nawiązuje do szermierki bojowej kenjutsu praktykowanej przez japońskich samurajów, lecz przy użyciu mieczy bambusowych. Od 2012 istnieje Bydgoskie Stowarzyszenie Kendo, Iaidō i Jōdō, które posiada autoryzację Polskiego Związku Kendo na prowadzenie zajęć dla młodzieży i dorosłych. Dyscyplinę można także uprawiać w UKS „Kendo-Bydgoszcz”, Bydgoskim Klubie Kendo Shinku no ken (Zespół Szkół nr 4) lub Nokaut Fight Clubie. Do 2017 w Bydgoszczy 5-krotnie odbyły się Mistrzostwa Polski Dzieci, Juniorów i Młodzieży w Kendo.

#### Wushu
Wushu to chińska sztuka walki charakteryzująca się bogactwem technik walki bronią białą oraz za pomocą zadawania ciosów, kopnięć, dźwigni, rzutów i podcięć. Od 1991 rozgrywane są międzynarodowe mistrzostwa wushu sportowego. W Bydgoszczy działa Akademia Tradycyjnego Wing Chun Kung Fu.

#### Ju-jitsu
Ju-jitsu to tradycyjna japońska sztuka walki wręcz. W Bydgoszcz można ją uprawiać w KoKoDo Ju Jutsu.

#### Inne sztuki walki
Kick-boxing, Mua y Thai i inne sztuki walki można uprawiać m.in. w Szkole Golden Dragon. Natomiast XYZ Fight Academy oferuje treningi w dyscyplinach: Mieszane sztuki walki (MMA), Muay Tai (Thai Boxing) oraz Brazylijskie jiu-jitsu. Kluby prowadzące podobną działalność to m.in. Sztuki Walki MegaFit, Hunter Gym, sekcja sportów walki w KS Gwiazda Bydgoszcz, Bydgoski Klub Sztuk Walki, czy Espadon Bydgoszcz. Shōrinji Kenpō można uprawiać w Bydgoskim Klubie Dalekowschodnich Sztuk Walki.

### Podnoszenie ciężarów

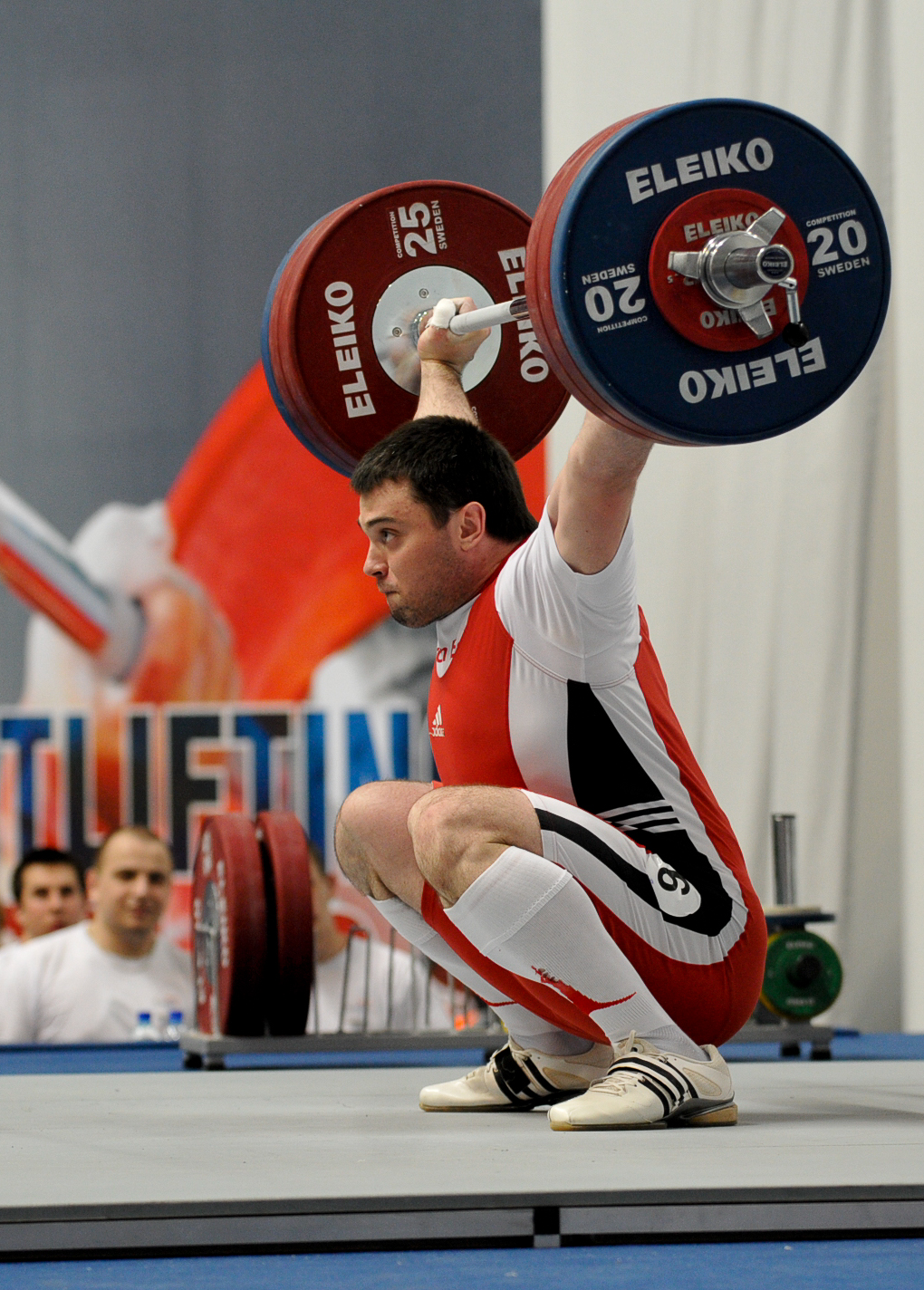
Podnoszenie ciężarów

Podnoszenie ciężarów to dyscyplina sportu, w której zawodnicy i zawodniczki z Bydgoszczy osiągają sukcesy w skali krajowej i międzynarodowej, m.in. zdobyli brązowy medal olimpijski (Sławomir Zawada – Seul 1988), 6 medali mistrzostw Świata (1 , 1 , 4 ), 10 medali mistrzostw Europy (1 , 2 , 7 ), 45 złotych medali mistrzostw Polski seniorów i ponad 60 tytułów mistrza Polski młodzieżowców i juniorów. Zawisza Bydgoszcz 50 lat (od 1967) nieprzerwanie występuje w ekstraklasie podnoszenia ciężarów.
Protoplastą dyscypliny w Bydgoszczy były sekcje ciężkoatletyczne w okresie międzywojennym. Od 1921 istniały dwa kluby atletyczne: KA „Siła”, KA „Ursus”, a od 1925 Robotniczy Klub Sportowy „Amator”. Już w 1925 mistrzem Polski w kategorii średniej został Władysław Rakocki z KS „Siła”, a jego kolega klubowy Franciszek Gęstwiński – wicemistrzem. W 1929 Jan Wesołowski z KA Siła pobił w wadze koguciej rekord Polski w dźwiganiu oburącz uzyskując wynik 200 funtów. W 1930 utworzono Pomorski Okręgowy Związek Atletyczny w Bydgoszczy. W latach 30. XX w. dobre wyniki w podnoszeniu ciężarów osiągali: Wesołowski i Urbański (KA „Ursus”) oraz Tykwiński (KA „Siła”). Jan Wesołowski w 1931 pobił trzy rekordy Polski w wadze piórkowej (rwanie, wyrzucanie, trójbój).
W 1945 sekcja ciężkiej atletyki istniała m.in. przy Bydgoskim Klubie Sportowym oraz ZWM „Zryw”. Reaktywowany w Bydgoszczy Pomorski Okręgowy Związek Ciężkoatletyczny zdobył kilkukrotnie drużynowe mistrzostwo Polski w dźwiganiu ciężarów (1946-1947). S. Sokołowski z BKS dwukrotnie został wicemistrzem Polski w wadze koguciej (1946-1947). Od 1952 sukcesy na arenie ogólnopolskiej zaczęli odnosić ciężarowcy Zawiszy Bydgoszcz, lecz w latach 1954–1962 sekcję zawieszono. W 1962 w Bydgoszczy zamieszkał i rozpoczął pracę jako trener sztangistów 6-krotny mistrz Polski, medalista mistrzostw Europy i dwukrotny olimpijczyk Krzysztof Beck. Wielu szkolonych przez niego zawodników zostało mistrzami, reprezentantami i rekordzistami Polski. W 1967 zespół ciężarowców Zawiszy awansował do I ligi i odtąd startował w niej nieprzerwanie. W pierwszym sezonie uzyskał trzecie miejsce w drużynowych MP, a w latach 1970–1972 – Drużynowe Mistrzostwo Polski. Jednym z nowych talentów był Jan Wojnowski, który 15-krotnie ustanawiał rekordy Polski w wadze piórkowej, był dwukrotnym olimpijczykiem (Meksyk 1968, Monachium 1972), mistrzem Europy (1971) i wicemistrzem i rekordzistą świata (1970). W latach 70. XX w. sukcesy odnosiło szereg ciężarowców Zawiszy. Reprezentantami Polski byli m.in. Józef Meder (29 występów), Henryk Stępak (26), Zenon Kruszyna (12), Kazimierz Jarczyński (12), Stefan Sochański (12), Henryk Wierzbowski (8) i Czesław Paterka (7), który w 1971 poprawił rezultatem 177 kg w wadze półciężkiej rekord świata i Europy. W latach 80. sukcesy odnosił zawodnik Zawiszy Sławomir Zawada, początkowo jako junior, a od 1986 także w mistrzostwach Europy (3 , 1 ), mistrzostwach Świata () i w Igrzyskach Olimpijskich w Seulu (1988, ). Do grona wyróżniających się zawodników należeli również m.in. Andrzej Zbroiński, Jacek Zawadzki, Dariusz Zawadzki, Dariusz Tobolski, Piotr Banaszak, Roman Mańkowski. W 10-osobowej drużynie polskiej udającej się mistrzostwa świata w 1984 znajdowało się aż 4 wychowanków Zawiszy. W latach 90. XX w. mistrzami Polski byli Piotr Banaszak i Ireneusz Chełmowski. Rozwój dyscypliny dotyczył także kobiet, które od 1994 zaczęły uczestniczyć w mistrzostwach Polski. Mistrzynią Polski została w 1996 Monika Fiszer, a kilkukrotną wicemistrzynią – Monika Kwas. Po 2000 roku sukcesy odnosiła kolejna grupa zawodników: Arkadiusz Ratajczak, Bartosz Pindel, Krzysztof Fąfara, Damian Wiśniewski, Dominik Kozłowski (wielokrotni medaliści i mistrzowie Polski), a wśród kobiet: Aneta Rosiak i Małgorzata Wiejak. W 2005 powstało Cywilno-Wojskowe Stowarzyszenie Podnoszenia Ciężarów i Sportów Siłowych Zawisza w oparciu o dotychczasową działalność sekcji. W 2010 zawodnikami Zawiszy zostali multimedaliści mistrzostw świata i Europy: Marcin Dołęga i Aleksandra Klejnowska-Krzywańska, którzy zdobywali kolejne tytuły w barwach bydgoskiego klubu.
Sekcja podnoszenia ciężarów w Zawiszy Bydgoszcz od 1967 nieprzerwanie uczestniczy w rozgrywkach ekstraklasy, uzyskując wysokie pozycje w klasyfikacji drużynowej zarówno seniorów, jak i juniorów. Zawodnicy klubu w latach 1959–2013 zdobyli 24-krotnie tytuły mistrzów Polski juniorów oraz 39-krotnie młodzieżowych mistrzów Polski do lat 23. Natomiast w latach 1996–2013 sztangistki Zawiszy osiągnęły 6-krotnie tytuł mistrzyni Polski juniorów. W 2016 roku sekcję podnoszenia ciężarów w Zawiszy Bydgoszcz sklasyfikowano na pierwszym miejscu w Polsce w klasyfikacji Współzawodnictwa Dzieci i Młodzieży.
W Bydgoszczy znajduje się siedziba Kujawsko-Pomorskiego Związku Podnoszenia Ciężarów. Zawodnicy z okręgowego PZPC są w czołówce krajowej (Bartłomiej Bonk – wychowanek MLKS Krajna Sępólno, bracia Zielińscy – Tarpan Mrocza). Kilkukrotnie w Bydgoszczy rozgrywano Mistrzostwa Polski w podnoszeniu ciężarów mężczyzn (1976, 1997, 1999, 2002) oraz kobiet (1999). Od 2000 organizowany jest w Bydgoszczy Memoriał im. Krzysztofa Becka, a od 2004 Turniej o Puchar Zawiszy Czarnego.

### Zapasy

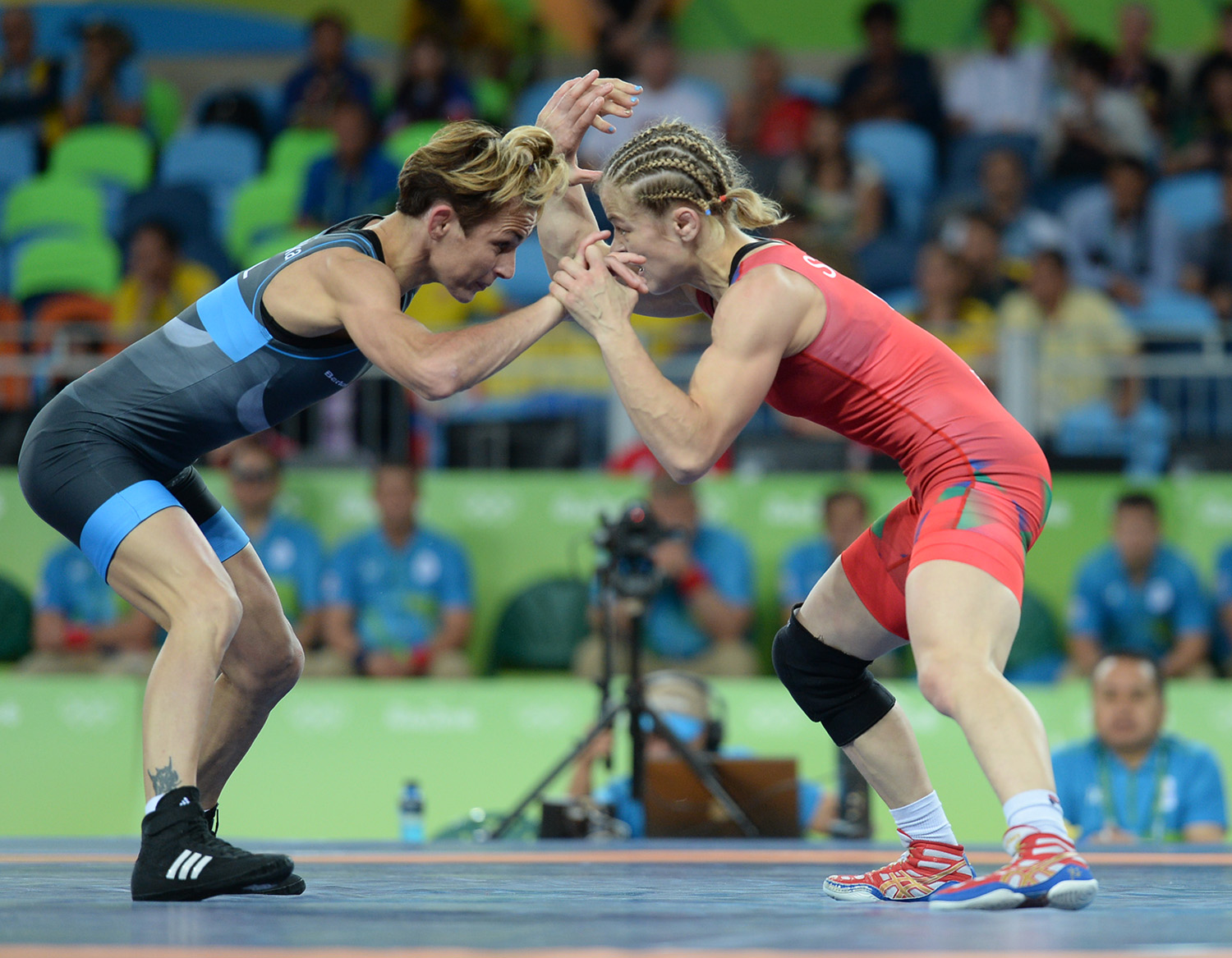
Zapasy

Zapasy to jedna z najstarszych dyscyplin sportowych, obecnych już na starożytnych igrzyskach olimpijskich. W 1904 wprowadzono podział na style: klasyczny (chwyty dozwolone tylko powyżej pasa) oraz wolny (powstały w Wielkiej Brytanii i USA). Od 1993 wprowadzono zapasy kobiet.
Protoplastą dyscypliny w Bydgoszczy były sekcje ciężkoatletyczne w okresie międzywojennym. Wśród trzech istniejących klubów atletycznych w walkach zapaśniczych w tzw. stylu francuskim specjalizował się początkowo KA „Ursus” nazywany „szkołą zapaśniczą”, a później Robotniczy Klub Sportowy „Amator”. Stanisław Sokołowski z RKS „Amator” był 10-krotnym mistrzem Pomorza w „walkach francuskich”. W 1930 utworzono Pomorski Okręgowy Związek Atletyczny w Bydgoszczy. W latach 30. XX w. dobre wyniki w zapasach osiągali Perski, Lewandowski, Grzonek i Chipke z RKS „Amator”. W 1933 Kazimierz Biskupski z Gwiazdy Bydgoszcz, a w 1937 Wierciński z RKS „Amator” zdobyli brązowe medale mistrzostw Polski. W 1937 mistrzostwa Polski w zapasach rozgrywano m.in. w Bydgoszczy, lecz czołowymi ośrodkami zapaśnictwa w Polsce były wówczas Śląsk, Warszawa, Łódź i Poznań.
W 1945 za najlepszy klub zapaśniczy w województwie pomorskim uchodził bydgoski ZWM „Zryw”. W 1948 Stanisław Sokołowski został mistrzem Polski w kategorii 52 kg. W 1949 kluby bydgoskie: „Gwardia” i „Stal” brały udział w rozgrywkach o wejście do państwowej ligi zapaśniczej. Do ligi weszła „Gwardia” Bydgoszcz, posiadająca czołowych atletów z okręgu pomorskiego: Biskupskiego, Szeląga, Wiercińskiego, Cichego, Pułkownika, Betańskiego, Chęcińskiego i Sokołowskiego. W latach 50. w zapasach na Pomorzu dominowali zawodnicy „Stali” Bydgoszcz, którzy uczestniczyli też w rozgrywkach II ligi zapaśniczej. Brązowe medale mistrzostw Polski osiągnęli Zygmunt Ładziński i Marian Buczkowski. W 1957 roku wyodrębnił się Polski Związek Zapaśniczy, z oddziałem okręgowym w Bydgoszczy. W latach 60. i 70. XX w. sekcje zapaśnicze posiadały kluby: Gwiazda i Budowlani Bydgoszcz, lecz nie osiągały one dużych sukcesów na arenie ogólnopolskiej (2 medale MP). Dopiero w latach 90. w bydgoskiej Gwieździe pojawiło się grono zawodników, medalistów mistrzostw Polski w zapasach w stylu wolnym. Ogółem w latach 1945–2012 zawodnicy z klubów bydgoskich zdobyli 6 medali mistrzostw Polski seniorów w stylu klasycznym (1 , 5 ), 10 medali w MP w stylu wolnym (1 , 4 , 5 ) oraz medal w MP kobiet w zapasach (). Medalistami byli m.in.: w stylu klasycznym: Stanisław Sokołowski, Ludwik Budzyński, Helmut Łoboda, Zygmunt Ładziński, Marian Buczkowski, a w stylu wolnym: Zdzisław Kępski, Kazimierz Polec, Krzysztof Dyka, Damian Świetlik, Bartłomiej Bartnicki, Adrian Mazan, Norbert Świerblewski, Agnieszka Butor. Wychowankiem bydgoskiej Gwiazdy (1999–2000) jest Bartłomiej Bartnicki – mistrz (2004) i wielokrotny wicemistrz Polski (2000–2006), olimpijczyk z Aten 2004 oraz Pekinu 2008.
Sekcję zapaśniczą (styl wolny) w Bydgoszczy od 1926 roku prowadzi nieprzerwanie klub sportowy Gwiazda (www), który szkoli również zawodników w sumo (od 2004 istnieje Polski Związek Sumo). Ośrodkiem zapaśniczym jest również podbydgoskie Osielsko, gdzie dyscyplinę można trenować w klubie zapaśniczym Victoria. W 2016 w rezultacie powołania w Bydgoszczy fundacji zapaśniczej, w rozgrywkach Krajowej Ligi Zapaśniczej uczestniczy zespół Lotto Zapasy Bydgoszcz. Drużyna składa się z przedstawicieli trzech stylów: klasycznego, wolnego i zapasów kobiet.
W 2009 w Bydgoszczy odbywały się Mistrzostwa Polski juniorek w zapasach w stylu wolnym. Z kolei w Osielsku w 2013 roku odbyły się Mistrzostwa Polski seniorów, a w 2016 – Młodzieżowe Mistrzostwa Polski w zapasach w stylu wolnym. Złoty medal zdobył wówczas Paweł Ziemba z Victorii Osielsko. Natomiast w 2014 roku w Solcu Kujawskim odbyły się Mistrzostwa Polski seniorów w zapasach w stylu wolnym i klasycznym (mężczyźni i kobiety). W Bydgoszczy znajduje się siedziba Kujawsko-Pomorskiego Związku Zapaśniczego.

### Kolarstwo

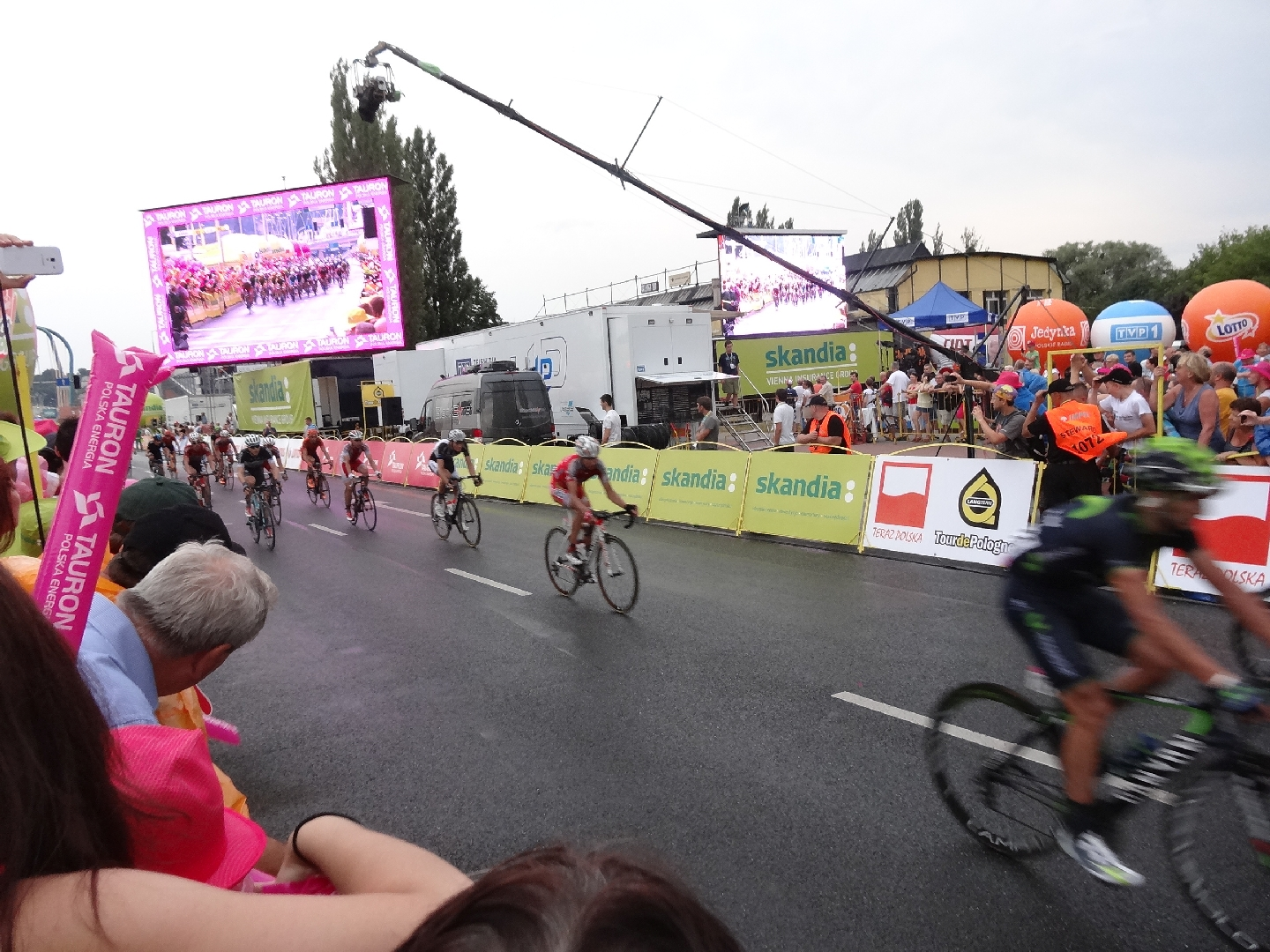
Kolarze finiszujący w I etapie Tour de Pologne 2014 Gdańsk-Bydgoszcz

Bydgoszcz posiada godne uwagi tradycje kolarskie. Miasto poczynając od okresu międzywojennego było kojarzone z przemysłem rowerowym. W 1938 wyprodukowano w 4 bydgoskich fabrykach 130 tys. rowerów, co stanowiło 60% całej ówczesnej produkcji krajowej. W latach 60., 70. i 80. XX w. w Zakładach Rowerowych „Romet” produkowano 1,2 mln rowerów rocznie w kilkudziesięciu gatunkach, w tym rowery wyścigowe używane przez kadrę narodową np. Romet Jaguar.
Pierwszy sportowy klub rowerowy: Bydgoskie Towarzystwo Cyklistów założono w 1922 roku. W 1925 założono Bydgoski Klub Kolarzy, w 1928 włączony do Polonii Bydgoszcz. W 1928 Feliks Więcek z klubu Polonia został historycznym zwycięzcą pierwszego Tour de Pologne. W 1930 zwyciężył w ogólnopolskim „Biegu do Morza Polskiego”, a w 1932 w wyścigu „Ilustrowanego Kuriera Codziennego” na trasie Kraków-Katowice-Kraków. Więcek jeździł na rowerze „Pafaro-Rekord”, który był wyrobem bydgoskich zakładów rowerowych. Innym kolarzem odnoszącym sukcesy był członek BTC Marian Ritter, który w 1935 został mistrzem województwa poznańskiego na szosie, a w 1936 mistrzem Pomorza oraz członkiem kardy narodowej na wyścig Berlin-Warszawa. W 1935 utworzono w Bydgoszczy Okręg Polskiego Związku Towarzystw Kolarskich. Należało do niego 6 klubów, w tym 4 bydgoskie: BTC, Kolejowe Przysposobienie Wojskowe, KS „Tornedo” i TG „Sokół”. W tym czasie na stadionie Polonii zbudowano tor wyścigowy (ziemny). W 1936 Pomorski Okręgowy Związek Kolarski zrzeszał 11 towarzystw kolarskich, urządził 20 wyścigów oraz 22 wycieczki rowerowe. W1938 Bydgoszcz była organizatorem przełajowych mistrzostw Polski w kolarstwie.
W 1946 reaktywowano w Bydgoszczy Pomorski Okręgowy Związek Kolarski, który organizował wyścigi na szosie, na torze oraz przełaje. Drużyna „Brdy” Bydgoszcz początkowo dominowała w rozgrywkach kolarskich województwa pomorskiego. Jako jedyna z terenu Polski północnej uczestniczyła w 1948 w Tour de Pologne. W latach 50. XX w. dominowały w Bydgoszczy trzy sekcje kolarskie: KKS Brda-Kolejarz, Zrzeszenie-Stal (klub fabryczny Zjednoczonych Zakładów Rowerowych) oraz OWKS Zawisza. W 1952 odbył się po raz pierwszy czteroetapowy wyścig kolarski „Dookoła Pomorza” (446 km), w którym 3 pierwsze miejsca zajęli członkowie klubów bydgoskich”. W 1956 Cierajewski z Brdy-Kolejarza i M. Woźniak z Zawiszy znaleźli się w kadrze narodowej. Zawodnicy bydgoscy dominowali na Pomorzu i odnosili także pierwsze sukcesy w skali kraju, np. w 1954 W. Drążkowski Z Zawiszy wygrał wyścig na 200 km w ramach II Ogólnopolskiej Spartakiady w Warszawie i był drugi w wyścigu „Dookoła Warmii i Mazur”.
Po 1958 klubem kolarskim, który odnosił sukcesy na arenie krajowej był Romet Bydgoszcz (Stal, od 1957 Pafaro, później Romet). W latach 70. XX w. klub zdobywał drużynowe mistrzostwo Polski (1977), a jego zawodnicy byli indywidualnymi mistrzami Polski (Tadeusz Kmieć, Roman Wilczyński – 1972, 1973). Sekcja młodzieżowa Rometu – MKS MDK nr 2 (samodzielny od 1983) zdobywał drużynowe mistrzostwo Polski juniorów młodszych (1977) i młodzików (1978). Henryk Santysiak z Rometu uczestniczył w Wyścig Pokoju (1982), gdzie wygrał klasyfikację górską. W latach 80. XX w. Romet Bydgoszcz plasował się w ścisłej czołówce ośrodków kolarskich w Polsce.
Wychowankami tego klubu byli m.in.: Marek Szerszyński, Zbigniew Ludwiniak, Andrzej Maćkowski oraz olimpijczycy: Marek Leśniewski (1988 Seul, Barcelona 1992) i Sylwester Szmyd (2004 Ateny). Największymi sukcesami Marka Leśniewskiego były: zwycięstwo w Tour de Pologne 1985, srebrny medal w jeździe drużynowej na czas na Igrzyskach Olimpijskich w Seulu (1988), srebrny medal w wyścigu drużynowym na 100 km w mistrzostwach świata (1989) oraz 15 medali mistrzostw Polski, w tym 4 złote. Wielokrotnym mistrzem Polski był również Zbigniew Ludwiniak (1984–1990), a wicemistrzem Andrzej Maćkowski (1988–1990), który również uczestniczył w Wyścigu Pokoju (1990), zajmując w nim piąte miejsce – najlepsze z Polaków.
W 2016 Bydgoszcz dysponowała dwoma klubami kolarskimi (Romet Bydgoszcz i MKS „Emdek” – szkolenie młodzieży).
Bydgoszcz na mapie wyścigów Tour de Pologne:
| Rok                  | Data        | Etap                                              | Zwycięzca            |
| Tour de Pologne 1929 | 5 sierpnia  | II Łódź – Bydgoszcz (224 km)                      | Józef Stefański      |
| Tour de Pologne 1929 | 6 sierpnia  | III Bydgoszcz – Poznań (136 km)                   | Eugeniusz Michalak   |
| Tour de Pologne 1949 | 27 sierpnia | V Gdynia – Bydgoszcz (162 km)                     | Marin Niculescu      |
| Tour de Pologne 1949 | 28 sierpnia | VI Bydgoszcz – Poznań (136 km)                    | Ulisse Spalazzi      |
| Tour de Pologne 1952 | 21 sierpnia | III Gdynia – Bydgoszcz (190 km)                   | Wacław Wrzesiński    |
| Tour de Pologne 1952 | 22 sierpnia | IV Bydgoszcz – Poznań (136 km)                    | Wacław Wrzesiński    |
| Tour de Pologne 1953 | 14 września | II Włocławek – Bydgoszcz (125 km)                 | Henryk Hadasik       |
| Tour de Pologne 1953 | 15 września | III Bydgoszcz – Gdańsk (203 km)                   | Wacław Wrzesiński    |
| Tour de Pologne 1954 | 9 września  | IX Poznań – Bydgoszcz (140 km)                    | Stanisław Bugalski   |
| Tour de Pologne 1954 | 10 września | X Bydgoszcz – Gdańsk (175 km)                     | Józef Woźniak        |
| Tour de Pologne 1955 | 21 września | I Gdynia – Bydgoszcz (189 km)                     | Stanisław Królak     |
| Tour de Pologne 1955 | 22 września | II Bydgoszcz – Poznań (135 km)                    | Wacław Wójcik        |
| Tour de Pologne 1956 | 14 września | VI Poznań – Bydgoszcz (137 km)                    | Stanisław Królak     |
| Tour de Pologne 1956 | 15 września | III Bydgoszcz – Toruń (39 km, jazda ind. na czas) | Stanisław Bedyński   |
| Tour de Pologne 1993 | 10 września | XI Gniezno – Bydgoszcz (106 km)                   | Cezary Zamana        |
| Tour de Pologne 1993 | 11 września | XII Bydgoszcz – Płock (165 km)                    | Ivanas Romanovas     |
| Tour de Pologne 2003 | 10 września | III Ostróda – Bydgoszcz (204 km)                  | Daniele Bennati      |
| Tour de Pologne 2004 | 8 września  | III Ostróda – Bydgoszcz (204 km)                  | Allan Davis          |
| Tour de Pologne 2005 | 14 września | III Ostróda – Bydgoszcz (212 km)                  | Jaan Kirsipuu        |
| Tour de Pologne 2006 | 7 września  | IV Bydgoszcz – Poznań (182 km)                    | Daniele Bennati      |
| Tour de Pologne 2014 | 3 sierpnia  | I Gdańsk – Bydgoszcz (226 km)                     | Jauhienij Hutarowicz |

### Hokej na lodzie

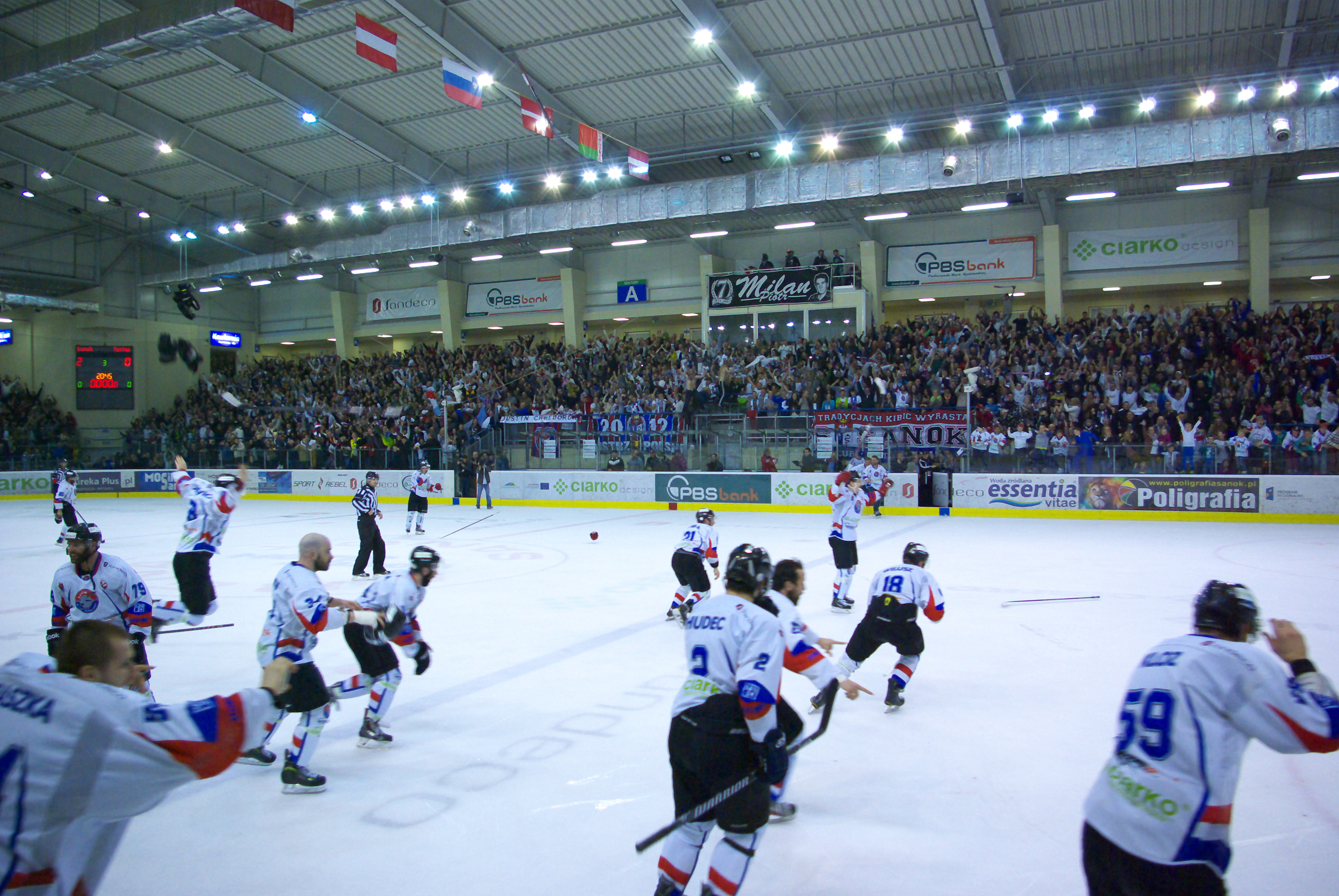
Mecz hokejowy

Początki uprawiania hokeja na lodzie w Bydgoszczy sięgają 1926 roku w sekcjach: BTW i BKS Polonia. Bazą do uprawniania hokeja było początkowo lodowisko BKS przy parku Jana Kochanowskiego (0,4 ha) oraz BTW w ogrodach Patzera (0,8 ha). W 1932 otwarto lodowisko BKS Polonia przy ul. Hetmańskiej z bufetem, oświetleniem i megafonami. W 1945 sekcję hokeja na lodzie zorganizował „Partyzant” (później „Gwardia”) oraz „Brda”. Obie bydgoskie drużyny rywalizowały z toruńskim „Pomorzaninem”. Od 1948 hokeiści „Gwardii” uczestniczyli w rozgrywkach I ligi. W 1953 w województwie bydgoskim trzy zespoły osiągnęły „miarę krajową”: Kolejarz Toruń, Gwardia Bydgoszcz i OWKS Zawisza Bydgoszcz. W 1954 i 1955 Gwardia uzyskała tytuł wicemistrza kraju (za OWKS Warszawa), a trzech zawodników zaliczono do kadry narodowej. W klasie wojewódzkiej grało wówczas 8 drużyn, a w klasie B i juniorów – 20. W I lidze, bądź okresowo w II lidze występowały dwie drużyny bydgoskie: Gwardia i CWKS Bydgoszcz (sekcja rozwiązana w 1957). W 1959 roku zbudowano w czynie społecznym czwarte w Polsce sztuczne lodowisko (po Katowicach, Warszawie i Łodzi) przy Bydgoskich Zakładach Mięsnych, które dostarczały mocy chłodniczej. W konkursie „Ilustrowanego Kuriera Polskiego” lodowisko otrzymało nazwę „Torbyd” i stało się bazą dla zawodników Polonii Bydgoszcz. W latach 1979–1980 w Bydgoszczy zbudowano drugą płytę hokejową (w latach 80. zadaszoną), zaś własna maszynownia pozwoliła na oddzielenie się od Zakładów Mięsnych. W latach 60. XX w. hokej w Bydgoszczy rozwijał się bujnie i stał na wysokim poziomie w skali całego kraju. Sekcje hokejowe utrzymywały: Polonia, Budowlani (do 1966), MKS, a w latach 1962–1967 ponownie Zawisza, który występował w II lidze. Zespół Polonii w 1960 awansował do ekstraklasy, gdzie dwa razy osiągnął 3. miejsce (1964 i 1965), a w 1963 także puchar Polskiego Związku Hokeja na Lodzie. W 1966 hokeiści Polonii uzyskali tytuł mistrza Polski juniorów, w latach 1967 i 1972 – tytuł wicemistrza kraju, a w 1963, 1973 i 1975 – 3. miejsca. Polonia występowała w ekstraklasie aż do 1978, kiedy po spadku do II ligi została przekazana do BKS „Budowlani”, który z kolei grał w ekstraklasie w latach 1980–1984. Sekcje hokejowe innych klubów z powodu malejącej popularności dyscypliny (m.in. z uwagi na koszty) uległy likwidacji. W 1984 bydgoski hokej wrócił do Polonii, która przejęła na własność od miasta lodowisko „Torbyd”. Drużyna Polonii mimo awansu, zrezygnowała z gry w ekstraklasie z powodów finansowych. W 1992 sekcja hokejowa usamodzielniła się i działała pod nazwą BTH Bydgoszcz, występując na zapleczu ekstraklasy. W 2003 z powodu zamknięcia lodowiska „Torbyd” sekcja uległa rozwiązaniu, a zawodnicy zasilili inne kluby hokejowe.
Wychowankami Polonii było wielu zawodników kadry Polski, m.in. Andrzej Tkacz – dwukrotny olimpijczyk (1972 Sapporo, 1976 Innsbruck), 8-krotny uczestnik mistrzostw świata, późniejszy trener kadry narodowej, Marian Feter – olimpijczyk z Sapporo 1972, uczestnik czterech mistrzostw świata. Poza tym 13 zawodników Polonii w latach 60., 70. i 80. występowało w reprezentacji Polski. W latach 90. wychowankowie BTH Bydgoszcz: Łukasz Sokół i Tomasz Proszkiewicz występowali w meczach kadry narodowej.
Reaktywacja dyscypliny w Bydgoszczy nastąpiła w 2016 roku, kiedy w rozgrywkach II ligi hokeja na lodzie (grupa północna) zainaugurowała drużyna seniorów BKS Bydgoszcz. Docelową bazą zespołu jest budowana od podstaw nowa hala lodowa w Bydgoszczy. BKS prowadzi także zespół juniorów (unihokej).

### Tenis ziemny

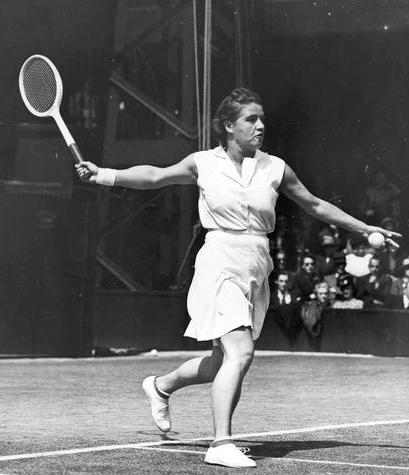
Gwiazda polskiego tenisa Jadwiga Jędrzejowska (na zdj. na kortach Wimbledonu w 1939) – organizatorka tenisa w Bydgoszczy po II wojnie światowej

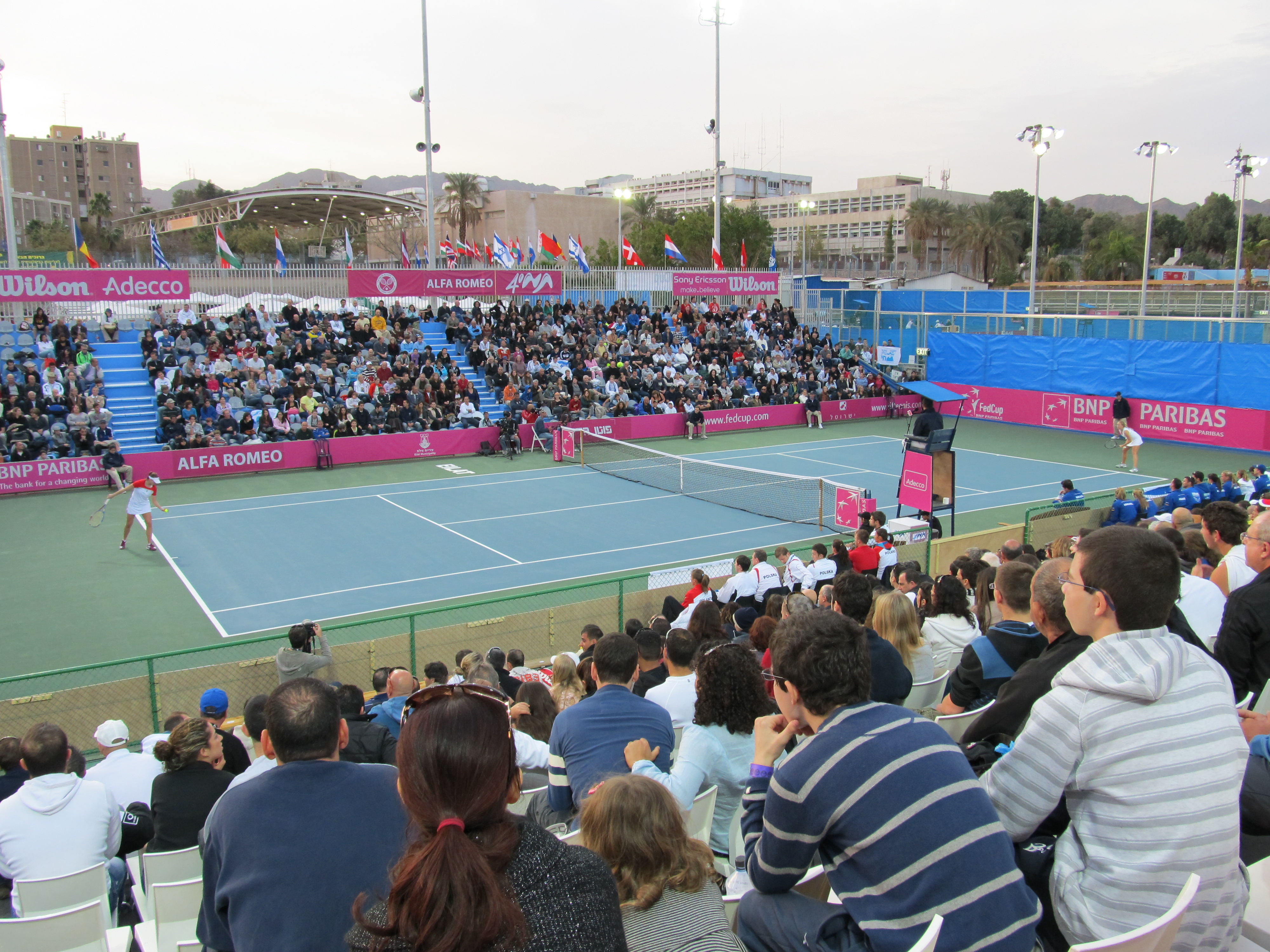
Mecz tenisowy

Początki uprawiania tenisa w Bydgoszczy sięgają okresu przed I wojną światową, kiedy dyscyplinę uprawiano w klubach niemieckich: Tennis-GmbH (Gesellschaft mit beschränkter Haftung), Tennisclub Blau-Weiß, Arbeiter Turn und Sport-Verein „Frei-Heil”. W czerwcu 1921 roku rozegrano pierwszy turniej polskich tenisistów o mistrzostwo Bydgoszczy na kortach przy V śluzie Kanału Bydgoskiego. Tenis ziemny był wówczas jedną z popularniejszych dyscyplin uprawianych na Kujawach i Pomorzu, modną w sferach inteligenckich, przemysłowych i kupieckich. W 1924 powstał Bydgoski Klub Sportowy z silną sekcją tenisową, w kolejnych latach: KS Sport – Tenis (1926), Harcerski Klub Sportowy, sekcja tenisa w BKS Polonia (1926), Bydgoski Klub Tenisowy (1929), Kabel Polski Bydgoszcz (1930), Kolejowy Klub Sportowy „Sparta”. Istniały też kluby niemieckie np. „Sportbruder” (zał. 1914), „Palestra”, czy Deutscher Tennis Club. Rozgrywano wówczas mistrzostwa Bydgoszczy oraz mecze towarzyskie z klubami z Wielkopolski i Pomorza. W 1929 w Bydgoszczy było 28 kortów tenisowych, a w 1937 – 32 (w tym 3 kryte i 6 niemieckich), zlokalizowane w parku nad Kanałem Bydgoskim (10), w parku Jana Kochanowskiego (6), przy ul. Zamojskiego (4), koszarach i szkole oficerskiej (3), ul. Gdańskiej (2), Stadionie Miejskim (2), gazowni miejskiej (1), Kablu Polskim (1), Wielkopolskiej Papierni (1). W tym czasie w Bydgoszczy znajdowało się 10% wszystkich kortów tenisowych zbudowanych w Polsce. Do wyróżniających się zawodników należeli m.in. Ignacy Tłoczyński, Rudowska, Cieśla, Petel, Weynerowski, Bram i Sioda. W 1930 Ignacy Tłoczyński uczestniczył w meczu Pucharu Davisa Polska-Rumunia, a w 1931 Rudowska w rankingu polskich tenisistek zajmowała 5. miejsce.
Od 1932 do Bydgoszczy zjeżdżali często czołowi zawodnicy polscy, by rozgrywać turnieje pokazowe, towarzyskie i międzynarodowe. Brali w nich udział m.in.: Jadwiga Jędrzejowska, Kazimierz Tarłowski i inni. W rozgrywkach drużynowych i indywidualnych o mistrzostwo Pomorza liczył się głównie Bydgoski Klub Sportowy, w którym grali reprezentanci Polski: Rudowska (1936–1937), Ksawery Tłoczyński i Ignacy Tłoczyński (do 1930), a także mistrz Polski Leon Sioda (1935). Wychowankami klubu były mistrzynie Polski juniorów: Zofia Siodówna i A. Głowacka. W 1935 BKS doszedł do półfinału rozgrywek o mistrzostwo Polski. W 1936 i 1937 roku Bydgoszcz była gospodarzem mistrzostw Polski w tenisie.
Po II wojnie światowej w Bydgoszczy zlokalizowano Zarząd Pomorskiego Okręgu Związku Tenisowego. Sekcje tenisa założono m.in. przy ZWM „Zryw”, MKS „Partyzant”, BKS „Polonia”, a później także przy KS „Ogniwo”, Budowlani Bydgoszcz. Kierownikiem sekcji w „Polonii” została Jadwiga Jędrzejowska – pierwsza gwiazda polskiego tenisa, w latach 30. XX w. finalistka Roland Garros, Wimbledonu oraz US Open, mistrzyni Londynu, Węgier, Austrii, Irlandii Pn., Anglii i Walii w grze pojedynczej, mieszkanka Bydgoszczy w latach 1945–1948. W 1947 „Partyzant” Bydgoszcz doszedł do ćwierćfinału w rozgrywkach o drużynowe mistrzostwo Polski. W 1948 bydgoska „Gwardia” (klub z połączenia „Polonii” i „Partyzanta”, WKS „Burza” i Harcerskiego Klubu Sportowego) awansował do ligi państwowej, a w kolejnych latach był wielokrotnie mistrzem okręgu bydgoskiego.
W 1957 sekcjami tenisowymi dysponowały kluby: Polonia, Zawisza, Brda, Budowlani, Gwiazda, Pafaro, Astoria. Pod koniec lat 50. zbudowano korty w kompleksie parku sportowego Zawiszy, a sekcja tenisa zakwalifikowała się do ćwierćfinałów drużynowych mistrzostw Polski. Nowe korty powstały też w kompleksie Polonii i Gwiazdy. W kolejnych latach uprawianie dyscypliny w Bydgoszczy skoncentrowano w GKS Polonia. W 1968 klub awansował do II ligi, a w 1972 do ekstraklasy, gdzie spędził 12 sezonów, zajmując miejsca 4÷8. Najlepszym tenisistą bydgoskim lat 70. i 80. XX w. był Henryk Drzymalski, 6-krotny mistrz Polski seniorów w grze pojedynczej, czterokrotny w hali, dwukrotny w deblu (z Wojciechem Fibakiem) i w grze mieszanej. W rozgrywkach międzynarodowych doszedł do półfinału Mistrzostw Europy, był wielokrotnym reprezentantem Polski, m.in. w Pucharze Davisa, gdzie rozegrał 22 mecze odnosząc 5 zwycięstw. Do wybitnych zawodników Polonii zaliczali się również: Czesław Szewczyk – reprezentant Polski, 2. na listach rankingowych (1965), uczestnik turniejów międzynarodowych w Europie i USA. Wśród tenisistek wyróżniały się Jolanta Rozala, Marzena Sieracka, Jadwiga Małyk, Regina Kozłowska-Sokołowska (wielokrotne mistrzynie okręgu). W 1995 tenisiści Polonii ponownie awansowali do ekstraklasy, a w od 1998 przez 5 sezonów z rzędu plasowali się w trójce najlepszych klubów tenisowych w Polsce. Po restrukturyzacji klubu w 2003 sekcja tenisa usamodzielniła się jako SKT Centrum Bydgoszcz, a korty przekazano AZS UKW Bydgoszcz.
Wybitną postacią bydgoskiego tenisa był Henryk Hoffman – w latach 50. zawodnik, później trener Polonii, od 1982 kapitan drużyny polskiej w Pucharze Davisa, wiceprezes Polskiego Związku Tenisowego, a w latach 90. XX w. – trener reprezentacji Polski mężczyzn i kobiet (w 1992 roku w Pucharze Federacji pod jego kierunkiem Polki awansowały do ćwierćfinału).
Polonia była wielokrotnie organizatorem imprez rangi mistrzowskiej, a także meczów i turniejów pokazowych z udziałem znanych osobistości m.in. Wojciecha Fibaka i Tomasza Stockingera. W 2010 w hali Łuczniczka rozegrano mecz Pucharu Federacji tenisistek Polska – Belgia z udziałem m.in. Agnieszki i Urszuli Radwańskich. Rozgrywano także m.in. Drużynowe Mistrzostwa Polski juniorów i kadetów (2016), Młodzieżowe Mistrzostwa Polski, Mistrzostwa Polski seniorów (1974, 2001, 2009, 2015), Halowe Mistrzostwa Polski seniorów (2010, 2015) i juniorów (1965, 2016) i inne. Od 2009 rozgrywany jest coroczny Międzynarodowy Turniej Tenisowy ITF Futures Bydgoszcz Centrum Cup, zaliczany do ITF Pro Circuit (pula nagród 25000 $).
W Bydgoszczy znajduje się siedziba Kujawsko-Pomorskiego Związku Tenisowego, który skupia m.in.: SKT Centrum, Bydgoski Klub Tenisowy, Bydgoską Akademię Tenisową, sekcję tenisa AZS UKW Bydgoszcz. Istnieją też liczne szkoły tenisa np. TenisPoint, Bydgoskie Towarzystwo Tenisowe (zał. 1991), Salwadore Tennis Club, Pro Team, Bajka-Tenis, Edukado Tenis, Szkoła Tenisa Go–Tenis, UKS Victoria 31 itp. Główne centrum tenisowe w Bydgoszczy stanowi SKT Centrum, gdzie do dyspozycji jest 10 kortów (w tym 4 w hali) oraz 2 korty centralne z widownią na 500 osób. Młodzi zawodnicy klubu odnieśli już szereg sukcesów na arenie ogólnopolskiej. W 2015 klub zdobył brązowy medal w DMP, a Adam Majchrowicz i Marcin Gawron zostali mistrzami Polski w grze podwójnej. Inne kompleksy kortów znajdują się m.in. przy BKS Polonia, w parku Centralnym (BTT), w parku nad Kanałem Bydgoskim (TKKF Świt), w parku Ludowym (TKKF Śródmieście), na Babiej Wsi (BKS), na Bartodziejach (TKKF Zjednoczeni), na Błoniu (TKKF Orzeł), w Fordonie (ZS nr 5). Korty, a od 2015 roku także hala tenisowa znajdują się także w kompleksie sportowym Zawisza Bydgoszcz. Od 2015 rozgrywany jest Turniej Charytatywny „Zawisza Cup”, a od 2016 Międzynarodowy Turniej „Zawiszaków”.
W 2013 roku Monika Biernat – wieloletnia zawodniczka Polonii, zwyciężczyni międzynarodowych turniejów ITF Seniors i Narodowych Mistrzostw Polski ATP, była autorką największego sukcesu amatorskiego tenisa polskiego – finału turnieju KIA Amateur Australian Open 2013. W 2015 Adam Majchrowicz jako jeden z 7 polskich zawodników jest notowany na listach ATP Double, a SKT Centrum Bydgoszcz był najwyżej sklasyfikowanym klubem tenisowym w województwie kujawsko-pomorskim.

### Tenis stołowy
W tenisa stołowego w Bydgoszczy grano już w dwudziestoleciu międzywojennym: w klubach sportowych (Polonia, BKW, Gwiazda i inne), harcerstwie, organizacjach młodzieżowych i stowarzyszeniach wychowania fizycznego i przysposobienia wojskowego. Organizowano wewnętrzne zawody, a od 1931 także turnieje o mistrzostwo miasta. W 1933 w mistrzostwach Bydgoszczy brało udział 100 zawodników, a na turnieju w Toruniu reprezentacja Bydgoszczy zajęła II miejsce za reprezentacją Warszawy. W 1935 zawodnicy bydgoscy zdobyli drużynowo 5. miejsce w mistrzostwach Polski. Po II wojnie światowej sekcje tenisa stołowego założono w wielu klubach sportowych (m.in. Zjednoczenie, Polonia, Budowlani, Ogniwo, Zawisza), przy stowarzyszeniach, zakładach pracy, harcerstwie, rozgrywano też indywidualne mistrzostwa miasta oraz województwa pomorskiego. Na przełomie lat 40. i 50. XX w. Pomorze obok Śląska uznawano za region o największej popularności tenisa stołowego. W 1949 w wojewódzkiej klasie A grało 10 drużyn, a w klasie B – 34 zespołów. W 1954 powołano ligę państwową, lecz nie występowały w niej zespoły z województwa bydgoskiego. W 1973 w ramach reformy administracyjnej powstało 49 Okręgowych Związków Tenisa Stołowego, m.in. w Bydgoszczy, a w 1976 rozpoczęto rozgrywki ligi kobiet. W latach 70. i 80. w polskim tenisie stołowym dominowali zawodnicy wywodzący się z klubów akademickich z Gdańska, Warszawy, Łodzi i Górnego Śląska. Zawodnicy Gwiazdy Bydgoszcz w latach 90. XX w. grali w II lidze tenisa stołowego mężczyzn. W 1999 powołano 16 Związków Tenisa Stołowego, m.in. Kujawsko-Pomorski Związek Tenisa Stołowego w Bydgoszczy, a w 2009 założono Polską Superligę Tenisa Stołowego. W tym okresie wysoki poziom sportowy osiągnęła sekcja tenisa stołowego w klubie Gwiazda Bydgoszcz. W ciągu 3 lat (2011–2014) tenisiści Gwiazdy awansowali z III ligi do ekstraklasy. W pierwszym sezonie w Superlidze (2014/2015) wywalczyli 8. miejsce, a w 2016/2017 – 3. miejsce i brązowy medal MP. W 2015 w Bydgoszczy odbył się turniej finałowy Drużynowego Pucharu Polski mężczyzn, w którym zwyciężyła drużyna Zooleszcz Gwiazdy.
W 2016 w Bydgoszczy funkcjonowały następujące sekcje tenisa stołowego: KS Gwiazda Bydgoszcz, MKS Emdek Bydgoszcz, UKS Tytan Bydgoszcz, UKS ZS 27 Osowa Góra. Gwiazda i Emdek posiadają szeroką kadrę młodzieżową, która uczestniczy w rozgrywkach od II do VI ligi. Drużyna Zooleszcz Gwiazda Bydgoszcz uczestniczy w rozgrywkach Superligi mężczyzn, a MKS Emdek-Eltech Bydgoszcz w rozgrywkach I ligi kobiet (grupa północna). Mecze ligowe zespołu Zooleszcz Gwiazda odbywają się w hali przy ul. Bronikowskiego 45 w Bydgoszczy.

### Strzelectwo sportowe

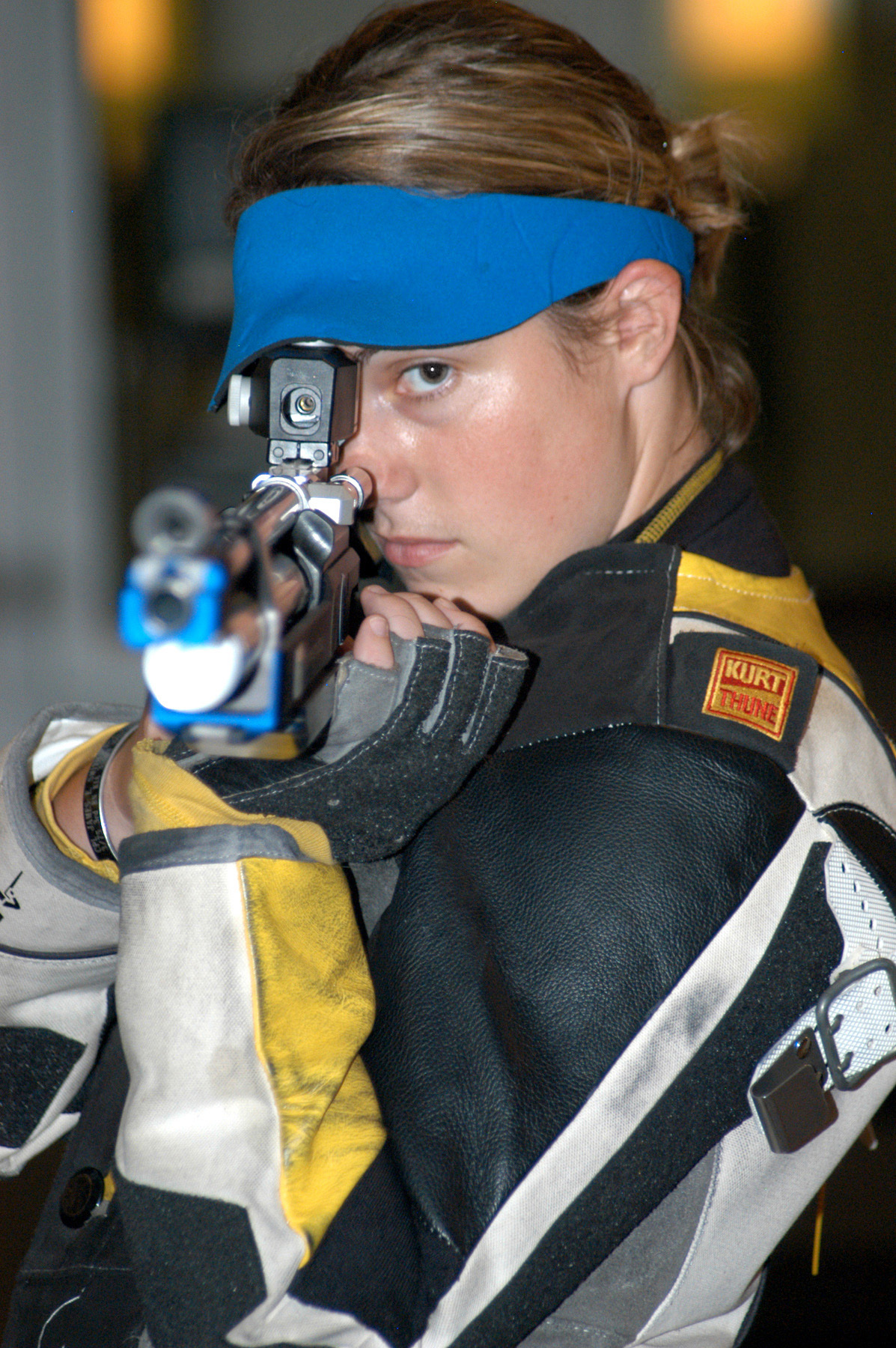
Strzelectwo sportowe

Strzelectwo sportowe to dyscyplina, w której klub Zawisza Bydgoszcz od lat 50. XX w. należy do najlepszych w Polsce. W latach 1950–2016 bydgoszczanie zdobyli 21 medali mistrzostw świata (11 , 2 , 8 ), 85 medali mistrzostw Europy (20 , 26 , 39 ) oraz kilkaset tytułów mistrza Polski. Od 1952 roku bydgoscy strzelcy reprezentują Polskę niemal we wszystkich Igrzyskach Olimpijskich, ocierając się o strefę medalową (4 miejsce w Monachium 1972, 5. miejsce w Tokio 1964 i Seulu 1988).
Strzelectwo sportowe w okresie międzywojennym było domeną Bractwa Kurkowego, które prowadziło w Bydgoszczy ożywioną działalność. Od 1925 odbywały się strzelania o mistrzostwo miasta z udziałem mężczyzn i kobiet – członkiń Organizacji Przysposobienia Kobiet do Obrony Kraju. W mieście istniało szereg strzelnic: na terenie KPW, gazowni Miejskiej, Stadionu Miejskiego, wojskowa na Jachcicach i na terenie 62 Pułku Piechoty, Bractwa Kurkowego oraz Towarzystwa Powstańców i Wojaków na Ludwikowie. W 1931 na IV Centralnych Kobiecych Zawodach Strzeleckich w Warszawie Rodzina Wojskowa z Bydgoszczy zajęła II miejsce w strzelaniu o nagrodę marszałka Piłsudskiego, II miejsce w konkurencji o nagrodę Prezydentowej oraz III miejsce w konkurencji o mistrzostwo Warszawy. Sukcesy wśród mężczyzn odnosili: Józef Pietrykowski oraz Feliks Fąferek – mistrz i reprezentant Polski.
Po II wojnie światowej propagatorami dyscypliny były kluby Ligi Obrony Kraju. Od 1950 w Bydgoszczy mieszkał i trenował przedwojenny mistrz świata i olimpijczyk Józef Kiszkurno. Jako zawodnik Kolejarza Bydgoszcz zajął 9. miejsce w Igrzyskach Olimpijskich w Helsinkach (1952). Powojenne sukcesy wiążą się z założoną w 1954 sekcją strzelecką Zawiszy Bydgoszcz. Do rodzimych pionierów dyscypliny zaliczyć można: Stefana Masztaka, Mieczysława Hrydzewicza oraz Tadeusza Pawlatę, który w 1956 pobił rekord świata w strzelaniu wkb-1 (karabin bojowy). Do pionierów wśród kobiet należały natomiast mistrzynie Polski z lat 1958–1960 Józefa Tylak i Józefa Gaina. W 1957 strzelcy Zawiszy wywalczyli siedem tytułów mistrzów kraju w konkurencjach klubowych. Serię sukcesów międzynarodowych rozpoczęły w 1958 roku wyczyny sportowe Stefana Masztaka, Tadeusza Pawlaty, Henryka Górskiego i Jerzego Nowickiego. W kolejnych latach zdobywano niezliczone tytuły, np. w okresie 1958-1968 bydgoszczanie zdobyli 73 indywidualne tytuły mistrzów Polski oraz ustanowili około 80 rekordów Polski. Sprzyjała temu nowoczesna infrastruktura sportowa. Pod koniec lat 50. na terenach dawnej strzelnicy garnizonowej na Jachcicach zbudowano nowoczesny obiekt do strzelań z broni dużego i małego kalibru z 25 stanowiskami, a w 1966 zbudowano kolejną strzelnicę w kompleksie sportowym Zawiszy.
Od 1952 roku jedenastu bydgoszczan reprezentowało Polskę na wszystkich niemal Igrzyskach Olimpijskich: Józef Kiszkurno (Helsinki 1952 – 9. miejsce), Stefan Masztak (Rzym 1960), Henryk Górski (Rzym 1960, Tokio 1964), Jerzy Nowicki (Tokio 1964 – 5. miejsce, Meksyk 1968), Rajmund Stachurski (Meksyk 1968, Monachium 1972 – 4. miejsce), Romuald Siemionow (Montreal 1976, Moskwa 1980), Maciej Orlik (Montreal 1976), Adam Kaczmarek (Seul 1988 – 5. miejsce, Barcelona 1992 – 7. miejsce), Tadeusz Czerwiński (Barcelona 1992, Atlanta 1996), Wojciech Knapik (Ateny 2004, Pekin 2008), Klaudia Breś (Rio de Janeiro 2016). W latach 1960–1986 zawodnicy Zawiszy zdobyli 10 medali mistrzostw świata (2 , 4 , 4 ) i 35 medali mistrzostw Europy (11 , 12 , 12 ). Trofea na imprezach międzynarodowych zdobywali (oprócz olimpijczyków): Tadeusz Pawlata, Elżbieta Kowalewska, Wanda Ryczko, Irena Mazurkiewicz, Tadeusz Dubaniewicz, Bogna Temlak, Bartosz Jasiecki, Jerzy Nowicki, Daniel Czerwiński, Joanna Nowakowska-Dzimińska i inni.
Strzelnica Zawiszy była wielokrotnie areną mistrzostw Polski różnych kategorii wiekowych oraz imprez międzynarodowych. We wrześniu 2016 w kompleksie Zawiszy odbyły się Akademickie Mistrzostwa Świata w strzelectwie sportowym z udziałem 316 zawodników z 30 krajów.
W Bydgoszczy znajduje się siedziba Kujawsko-Pomorskiego Związku Strzelectwa Sportowego, w którym oprócz Klubu Strzeleckiego CWKS Zawisza (www) zrzeszone są m.in.: Bydgoski Klub Strzelecki i Sportów Obronnych LOK oraz Bydgoski Klub Strzelecki „Tarcza”. Zawisza jest jednym z najlepszych klubów strzeleckich w Polsce pod względem osiąganych wyników oraz wyposażenia (strzelnica pneumatyczna 10m, 25m, 50m, tarcze elektroniczne). Ćwiczenia odbywają się w konkurencjach: pistolet sportowy, pistolet pneumatyczny, karabin pneumatyczny, karabin dowolny, strzelania do rzutków (skeet, trap).
W 2015 w mistrzostwach Polski juniorzy zdobyli 17, a seniorzy – 18 medali (7 , 9 , 2 ), pobijając rekordy Polski i drużynowo osiągając 1. miejsce w kraju. Natomiast w 2016 roku w mistrzostwach Polski juniorzy klubu wywalczyli 10 medali, młodzieżowcy – 8, a seniorzy 16 medali, w tym 7 indywidualnych i 9 drużynowych. W 2016 do kadry narodowej powołano 13 zawodników Zawiszy (w tym 2 juniorów) oraz 10 zawodniczek (w tym 7 juniorek). Na listach rankingowych czołowe miejsca wśród seniorów zajmują: Wojciech Knapik i Klaudia Breś (pistolet pneumatyczny), Bartosz Jasiecki i Aneta Stankiewicz (karabin dowolny leżąc), Jakub Werys (skeet). Zawodnicy klubu ustanowili dużą część aktualnych rekordów Polski.

### Łucznictwo

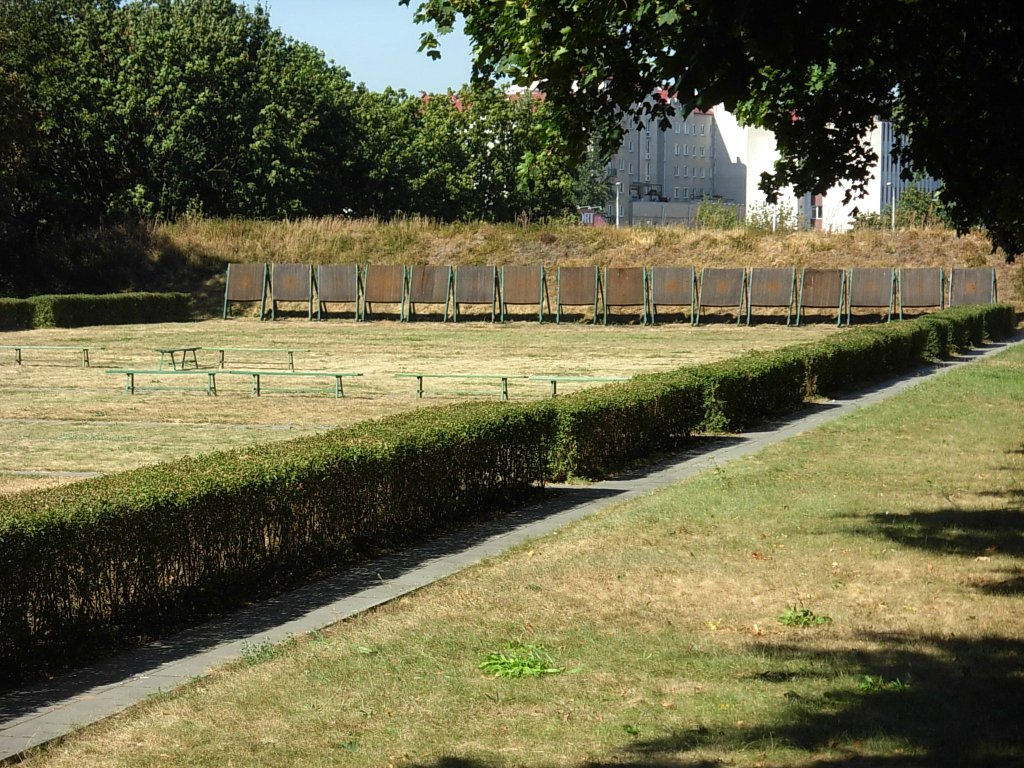
Tory łucznicze w Bydgoszczy w parku Centralnym (od 2014 na ich miejscu stoi Artego Arena)

Łucznictwo posiada w Bydgoszczy bogate tradycje z okresu międzywojennego oraz nawiązuje do symbolu miasta – bydgoskiej Łuczniczki.
Przed II wojną światową popularyzacją łucznictwa w Bydgoszczy zajmował się Pocztowy Klub Sportowy. Bydgoszcz w latach 30. XX w. zaliczała się do najsilniejszych ośrodków łucznictwa w kraju (340 zawodników), od 1935 była siedzibą Pomorskiego Okręgowego Związku Łuczniczego, gospodarzem mistrzostw Polski (1938). Na Stadionie Miejskim zbudowano nowoczesny tor łuczniczy, jeden z nielicznych w ówczesnej Polsce. W 1937 Feliks Majewski zdobył złote medale na mistrzostwach świata w Paryżu: w strzelaniu na odległości długie oraz łączne długie i krótkie (indywidualnie i drużynowo wraz z reprezentacją Polski). Pocztowy KS w 1938 został mistrzem Polski drużynowo, a Feliks Majewski także indywidualnie. W 1937 Feliks Majewski został pierwszym sportowcem Pomorza, a w 1938 zajął 5. miejsce w plebiscycie „Tygodnika Sportowego”. W 1938 na mistrzostwach świata w Londynie Majewski zdobył II miejsce indywidualnie i I miejsce drużynowo.
Po II wojnie światowej sekcję łuczniczą posiadał m.in. Pocztowy Klub Sportowy „Łączność”. W latach 70. XX w. medale mistrzostw Polski zdobywali: Elżbieta Kukla i Piotr Paluszewski. W latach 80. XX w. czołowym juniorem Polski oraz wieloletnim członkiem kadry narodowej był Tomasz Gruszczyński. W latach 90. XX w. medale dla Bydgoszczy i kadry Polski zdobywał Paweł Szymczak, olimpijczyk z Atlanty (1996), rekordzista świata juniorów (1995, 1996), zdobywca srebrnego medalu mistrzostw Europy (1998). W 2006 po rozwiązaniu KS „Łączność”, sekcję przeniesiono do Budowlanego Klubu Sportowego (zał. 1956) jako Klub Łuczniczy Bydgoszcz. Klub skupiał się na szkoleniu dzieci i młodzieży. Tory łucznicze istniejące kilkadziesiąt lat w parku Centralnym dwukrotnie przenoszono w związku z budową hal sportowych: Łuczniczka (2002) i Artego Arena (2012). W 2012 po likwidacji torów na Babiej Wsi, treningi odbywały się w hali przy ul. Szajnochy. W 2014 miasto przekazano klubowi teren przy ul. Inwalidów pod budowę nowych torów otwartych.
W mieście rozgrywany jest cykl zawodów Halowego Pucharu Bydgoszczy. W 2010 Monika Gruszczyńska z Kacprem Sierakowskim ustanowili rekord Europy w kategorii mikst. BKS Bydgoszcz osiągał sukcesy w Mistrzostwach Polski Seniorów, Juniorów i Młodzików. Monika Gruszczyńska zdobyła  (2010) i  (2012) medal MP juniorów. Jakub Banaszak z BKS zdobył  (2013, 2014) i  (2016) MP juniorów oraz  (2014) i  (2016) medal MP seniorów. Obaj znajdują się w kadrze narodowej.
W Bydgoszczy mieści się Kujawsko-Pomorski Okręgowy Związek Łuczniczy, w którym zarejestrowane są m.in. sekcje łucznicze BKS Bydgoszcz, LKS Łucznik Żołędowo, ULKS Mustang Osielsko i UKS Sokół Brzoza.

### Gimnastyka

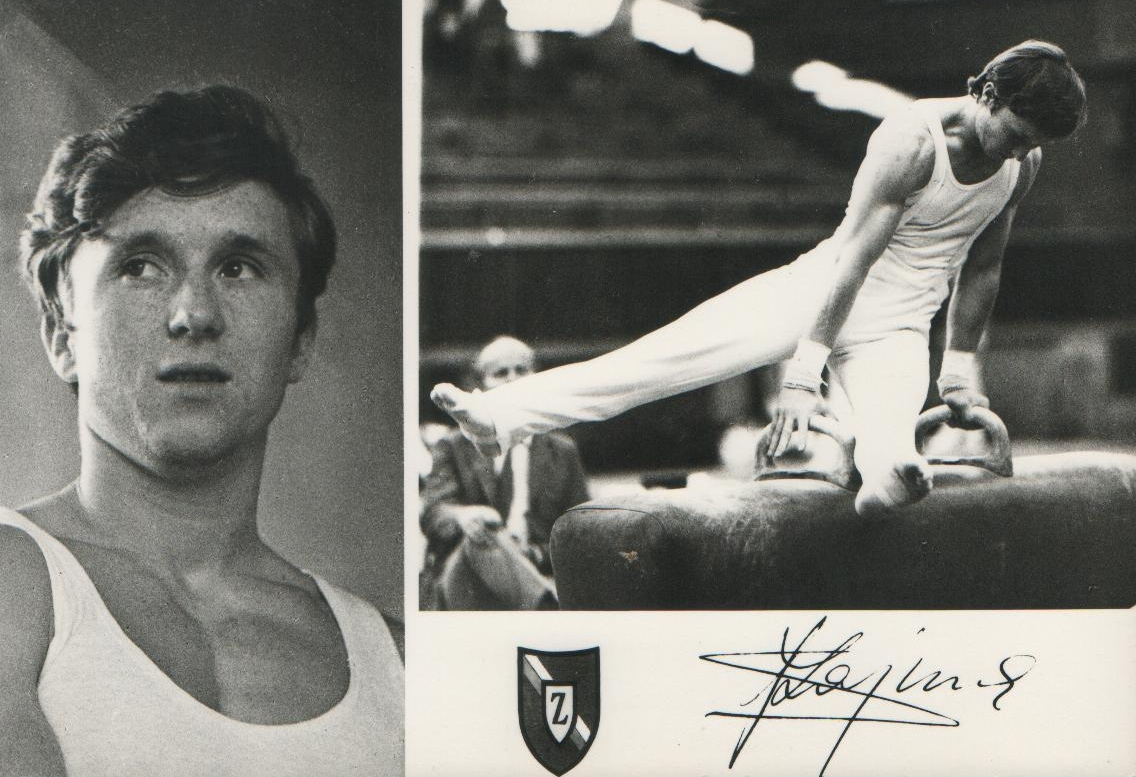
Andrzej Szajna – gimnastyk Zawiszy Bydgoszcz, trzykrotny olimpijczyk (Monachium 1972, Montreal 1976, Moskwa 1980), medalista mistrzostw świata (1974), mistrz Europy (1975), wielokrotny mistrz Polski

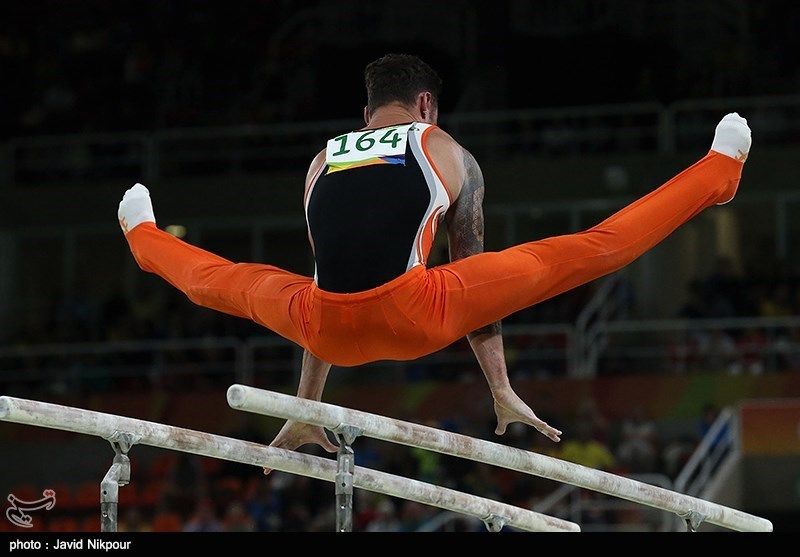
Gimnastyka sportowa

Gimnastyka to dyscyplina, w której za sprawą Zawiszy od lat 60. XX w. zawodnicy z Bydgoszczy należą do krajowej czołówki. W latach 1958–2016 bydgoszczanie zdobyli 8 medali mistrzostw świata i Europy w gimnastyce sportowej (1 , 3 , 4 ) oraz 363 medale mistrzostw Polski seniorów i juniorów (152 , 118 , 93 ). Gimnastycy Zawiszy kilkukrotnie reprezentowali Polskę na Igrzyskach Olimpijskich (Andrzej Szajna, Mariusz Zasada, Krzysztof Potaczek, Roman Rydzyński – trener polskiej kadry). Godne uwagi osiągnięcia (medale ME i MŚ) posiadają również bydgoskie sekcje gimnastyki akrobatycznej oraz fitness.
W Bydgoszczy znajduje się siedziba Kujawsko-Pomorskiego Związku Sportów Gimnastycznych, który zrzesza m.in. bydgoskie kluby: CWZS Zawisza Klub Gimnastyczny Bydgoszcz (gimnastyka sportowa mężczyzn i kobiet, akrobatyka sportowa, skoki na trampolinie, fitness) i KS Gwiazda Bydgoszcz (akrobatyka sportowa) oraz Polska Federacja Fitness Sportowego.

#### Gimnastyka sportowa
Początki uprawiania gimnastyki w Bydgoszczy sięgają 1818, kiedy założono boisko turnerskie na Bocianowie. Od 1886 dyscyplinę jako jedną z pierwszych uprawiano w Towarzystwie Gimnastycznym „Sokół”. Stefan Majtkowski z Sokoła I Bydgoszcz w 1922 na mistrzostwach Polski we Lwowie zdobył 1. miejsce w wieloboju składającym się z ćwiczeń gimnastycznych na przyrządach oraz konkurencji lekkoatletycznych. Pierwsze zawody w gimnastyce sportowej na terenie Pomorza zorganizowano w Bydgoszczy w 1935 roku, a w 1938 w bydgoskiej „Sokolni” rozegrano Mistrzostwa Polski w gimnastyce sportowej.
W latach 30. i 40. XX w. sukcesy na arenie ogólnopolskiej odnosił zawodnik Sokoła Bydgoszcz, mistrz, reprezentant Polski i późniejszy sędzia olimpijski Tadeusz Bettyna, który w latach 50. XX w. zajął się szkoleniem młodzieży w klubie „Związkowiec”. W latach 50. XX w. sekcjami gimnastycznymi dysponowały ponadto m.in.: Międzyszkolny Klub Sportowy, Zryw, Gwiazda, Brda, a od 1957 WKS Zawisza, gdzie sekcję organizował Józef Karniewicz. Lata 60. XX w. to pasmo sukcesów wychowanków Zawiszy Bydgoszcz: drużynowe wicemistrzostwo juniorów (1962, 1963), indywidualne tytuły mistrzów Polski (1964 – Bernard Pochylski, Romuald Rydzyński i Edmund Zabłotny), tytuł drużynowego mistrza Polski (1965). W 1968 siedmiu wychowanków Zawiszy powołano do kadry narodowej. Pod koniec dekady pojawili się nowi zawodnicy, którzy uzyskiwali szereg medali w rozgrywkach krajowych: Karol i Waldemar Ciżmowscy, Adam i Krzysztof Kamińscy, Mariusz Zasada, Wojciech Skowroński, Janusz Kokocha, Waldemar i Krzysztof Marek, Andrzej Zdunek oraz Andrzej Szajna – najlepszy polski gimnastyk lat 70. XX w. Zawodnik ten brał udział w trzech olimpiadach, ocierając się o strefę medalową (Monachium 1972 – 4. miejsce drużynowo, Montreal 1976 – 6. miejsce w wieloboju indywidualnym), zdobył medale MŚ (2 ) i ME (1 , 3 , 2 ) oraz około 80 medali w zawodach krajowych. Jako pierwszy i jedyny Polak został mistrzem Europy w gimnastyce sportowej (1975). Na olimpiadach w Montrealu (1976) i Moskwie (1980) reprezentantami Polski byli ponadto bydgoszczanie: Mariusz Zasada i Krzysztof Potaczek, a Roman Rydzyński występował w roli trenera polskiej kadry narodowej. W latach 70. XX w. sukcesy odnosiły także gimnastyczki Zawiszy: drużynowe wicemistrzostwo Polski juniorek (1973), medale indywidualnych MP juniorek i mistrzostw klubowych. Ogółem w latach 1958–1988 zawodnicy Zawiszy zdobyli 334 indywidualne medale mistrzostw Polski w różnych klasach oraz 53 medale w drużynowych mistrzostwach Polski.
W 1974 w kompleksie sportowym Zawiszy Bydgoszcz oddano do użytku salę gimnastyczną wyposażoną w specjalistyczny sprzęt sportowy o standardzie europejskim wraz z trybunami dla widzów. W tym czasie apogeum osiągnęła popularność dyscypliny w Bydgoszczy. Od lat 90. XX w. kolejne tytuły mistrzów oraz medale IMP seniorów i juniorów zdobywało nowe pokolenie gimnastyków Zawiszy, m.in. Paweł Adach, Łukasz Nurczyński, Michał Kasica, Jarosław Szmelc, Krzysztof Janasek, Oskar Baumgart, Tomasz Kunde, Adam Rzepa i Bartosz Bojar. W 2016 w skład kadry narodowej wchodziło 11 zawodników Zawiszy (senior i seniorka, 5 juniorów, juniorka, 3 juniorów młodszych). W latach: 1970, 1976–1979, 1981, 1984 i 1988 w Bydgoszczy rozgrywano mistrzostwa Polski w gimnastyce sportowej, a w 2016 – Drużynowe Mistrzostwa Polski i Puchar Polski w gimnastyce sportowej mężczyzn.

#### Akrobatyka sportowa

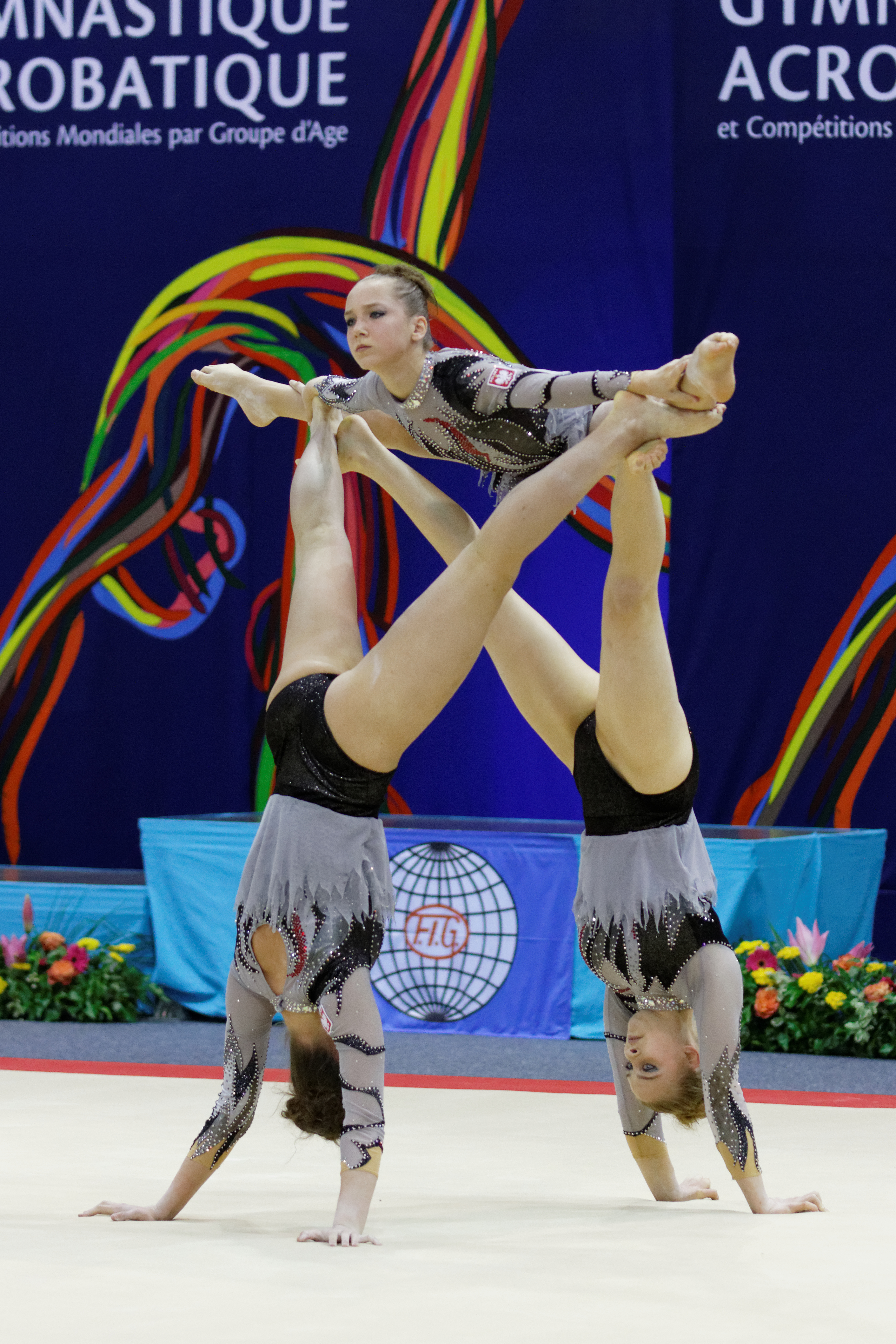
Gimnastyka akrobatyczna

Sekcja akrobatyki sportowej w Bydgoszczy powstała w 1988 w klubie WKS Zawisza, na podstawie porozumienia z likwidowanego KS Pionier Szczecin. W okresie swego istnienia (do 2008) zawodnicy sekcji zdobyli 22 medale mistrzostw świata i Europy juniorów i seniorów (1 , 4 , 17 ) oraz 206 medali mistrzostw Polski juniorów i seniorów (82 , 69 , 55 ). W punktacjach drużynowo-klubowych zdobyto 42 tytuły, w tym 12 tytułów drużynowego mistrza Polski. W 2000 zawodnicy wywalczyli wszystkie trofea seniorskie i juniorskie: 9 medali na indywidualnych Mistrzostwach Polski seniorów, tytuł DMP seniorów klasy mistrzowskiej, 5 medali na indywidualnych Mistrzostwach Polski juniorów oraz tytuł DMP juniorów klasy I. W latach 1988–2008 w hali akrobatycznej Zawiszy odbywało się szereg zawodów rangi międzynarodowej oraz ogólnopolskiej (IMP, DMP, Puchary Polski).

#### Fitness
Fitness jako dyscyplina sportowa uprawiana jest od lat 60. XX w. W latach 90. XX w. założono Światową Federację Fitness Sportowego. W 2007 z inicjatywy Kujawsko-Pomorskiego Związku Kulturystyki i Fitness powołano Polską Federację Fitness Sportowego z siedzibą w Bydgoszczy. W 2001 założono Uczniowski Klub Sportowy Fitness Bydgoszcz, którego zawodniczki w późniejszych latach zdobyły wiele medali w zawodach międzynarodowych, m.in. w 2007 roku wywalczyły 7 medali mistrzostw świata (4 , 1 , 2 ), 8 medali mistrzostw Europy (1 , 2 , 5 ) i 12 medali (5 , 5 , 2 ) na mistrzostwach Polski.
W 2003 powstała sekcja fitness sportowego przy CWKS Zawisza na bazie zawodników sekcji akrobatyki i gimnastyki sportowej. Zawodnicy Zawiszy m.in. Patrycja Knopik, Ewelina Barej, Marcin Łopucki, Marcin Barej startowali w reprezentacji Polski na mistrzostwach Świata i Europy seniorów i juniorów zdobywając łącznie 7 medali (4 , 2 , 1 ). W indywidualnych mistrzostwach Polski seniorów i juniorów zawodnicy Zawiszy do 2008 roku zdobyli 22 medali (15 , 6 , 1 ).
W 2008 w hali Łuczniczka w Bydgoszczy odbyły się Mistrzostwa Świata w Fitness Sportowym federacji WFF z udziałem 160 zawodniczek i zawodników z 29 państw. W 18-osobowej reprezentacji Polski wystąpiło 10 zawodniczek UKS Fitness Bydgoszcz oraz zawodniczka i zawodnik Triumfu-Start Bydgoszcz, w kategorii osób niepełnosprawnych. Medale zdobyły m.in. Natalia Bocian (złoto), Aleksandra Hys, Anita Bekus, Dominika Lipkowska, Agata Czerkawska oraz Sylwia Kaczmarek.
W 2016 w Bydgoszczy czynnych było kilkadziesiąt klubów fitness, m.in.: Fitness MegaFit, KS Centrum, Fit Max, StepONE Fitness, Fitness Fordon, Sportway, Maximus, Jatomi Fitness, Sport Factory, Fit-Max Klub Fitness, Bella Line Wellness Centrum (w hali Łuczniczka) i inne.

### Szermierka

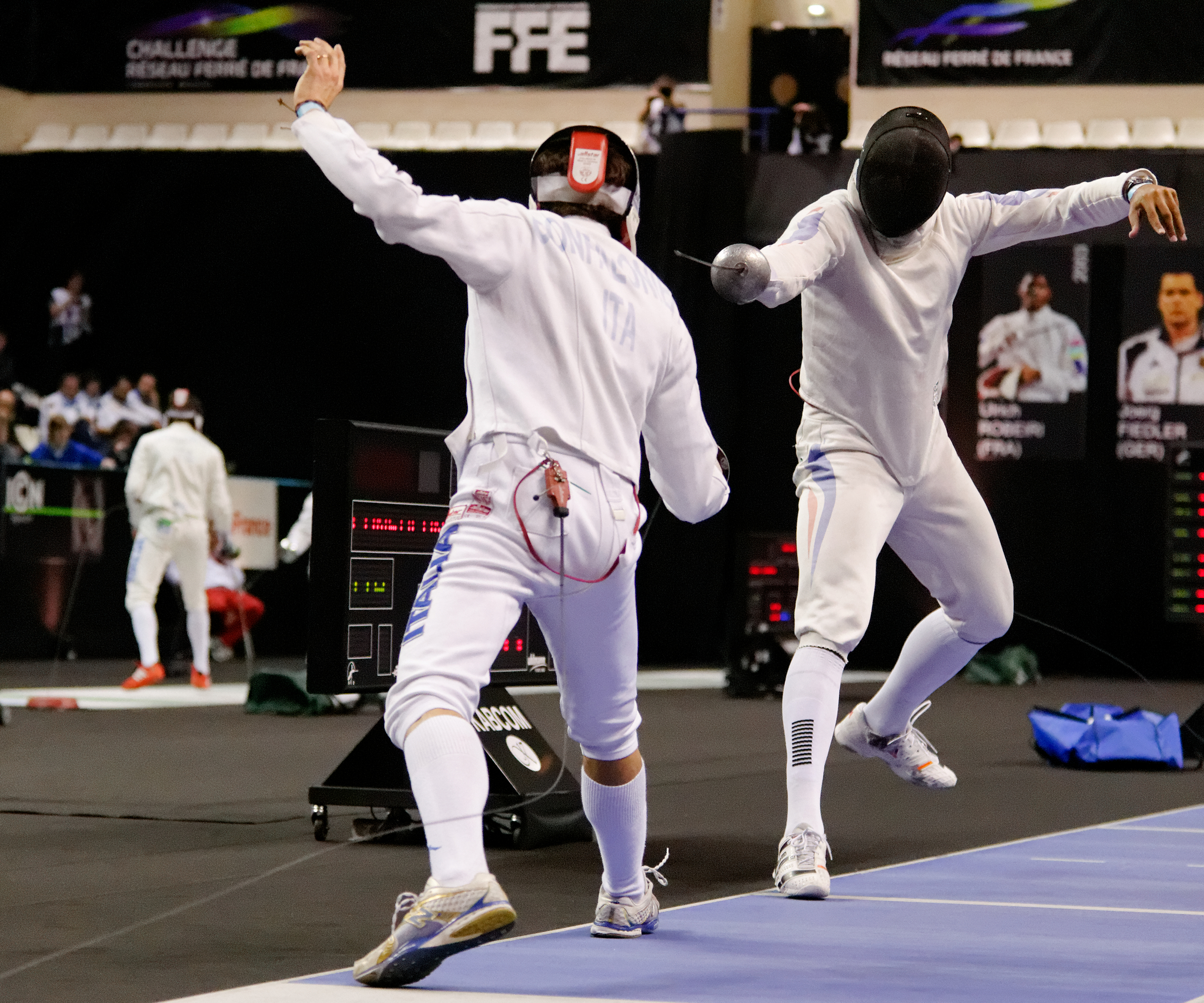
Szermierka

W okresie międzywojennym szermierkę propagowano w szkołach średnich i kilku bydgoskich klubach sportowych (Sokół III, Bydgoskie Towarzystwo Wioślarskie). Po II wojnie światowej dyscyplinę uprawiano m.in. w Gwardii i Zawiszy Bydgoszcz. Do wyróżniających się zawodników należeli: Krasnodębska (później czołowa florecistka Warszawy), Gdaniec (mistrz Wojska Polskiego) oraz Stanisław Małek (czołowy szpadzista kraju). W latach 50. najwyższym poziomem szermierzy dysponował klub sportowy „Związkowiec”, a w latach 60. i 70. XX w. KS „Gwiazda”. Z uwagi na niedużą popularność dyscypliny w województwie bydgoskim, kluby należały do szczecińskiego okręgu Polskiego Związku Szermierczego. W 1968 w Bydgoszczy zamieszkał i szkolił młodzież w „Gwieździe” Adam Papée – jeden z najsłynniejszych szermierzy i działaczy tego sportu (czterokrotny olimpijczyk 1924-1936, dwukrotny brązowy medalista IO). Największym sukcesem zawodników z Bydgoszczy było zdobycie przez wychowankę „Gwiazdy” Grażynę Staszak wicemistrzostwa świata juniorek w 1972. W 1974 była pierwszą w historii polskiego floretu zawodniczką, która zakwalifikowała się do ścisłego finału Pucharu Świata, a w 1976 reprezentowała Polskę na Igrzyskach Olimpijskich w Montrealu, gdzie zdobyła drużynowo 6. miejsce. Do innych wyróżniających się zawodników należeli m.in. florecista Marian Sypniewski – wielokrotny mistrz Polski, trzykrotny olimpijczyk (Moskwa 1980, Seul 1988, Barcelona 1992) i zdobywca 2 brązowych medali IO, mistrz świata (1978), Wiesław Głon (szabla) oraz szpadzista Adam Siudziński – czwarty na mistrzostwach świata w Paryżu (1964). Wszyscy wyróżniający się zawodnicy kontynuowali swoje kariery poza Bydgoszczą, osiedlając się w innych ośrodkach, przede wszystkim na Śląsku i w Warszawie. Po likwidacji sekcji w „Gwieździe” w 1981 roku nie było w Bydgoszczy liczącej się sekcji szermierczej, co uległo zmianie dopiero pod koniec lat 90. XX w.
W Bydgoszczy znajduje się siedziba Kujawsko-Pomorskiego Związku Szermierczego, w którym zarejestrowane są m.in. sekcje szermiercze w: AZS UKW Bydgoszcz, UKS MDK-5 (Fordon), UKS Szabla Brzoza. Od 2001 rozgrywane są coroczne Otwarte Mistrzostwa Bydgoszczy we florecie dziewcząt i chłopców, w których bierze udział kilkuset zawodników z kraju i zagranicy. W 2016 dwóch juniorów i dwie juniorki z bydgoskich klubów zaliczono do kadry narodowej.

### Jeździectwo

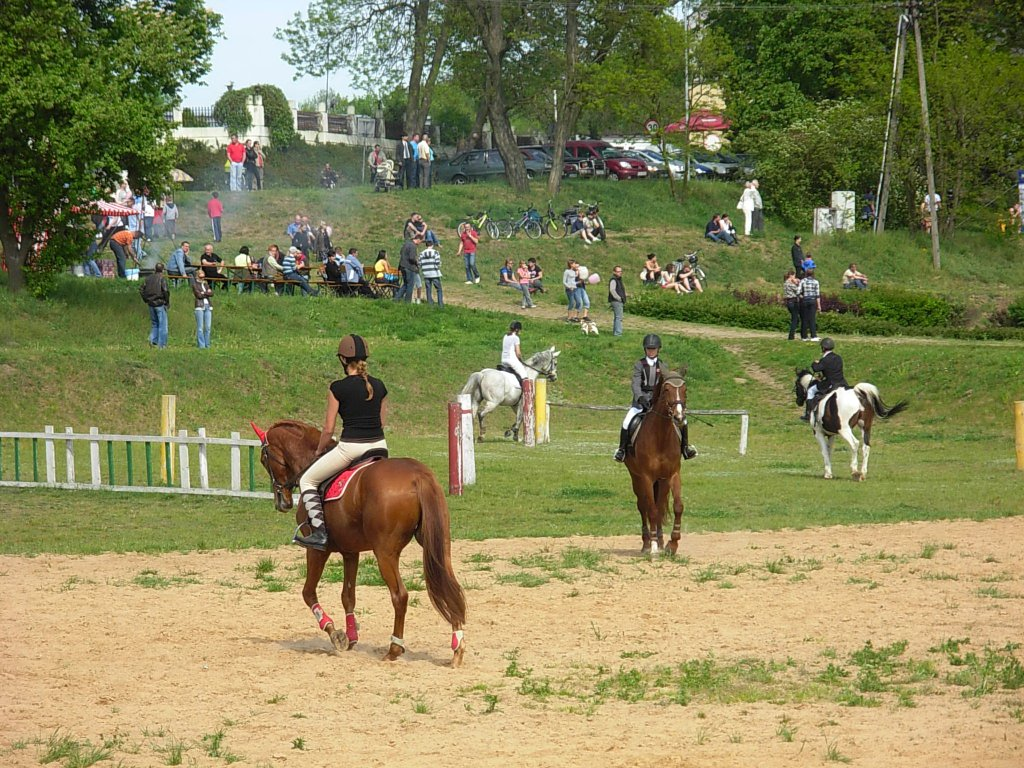
Zawody jeździeckie w bydgoskim Myślęcinku

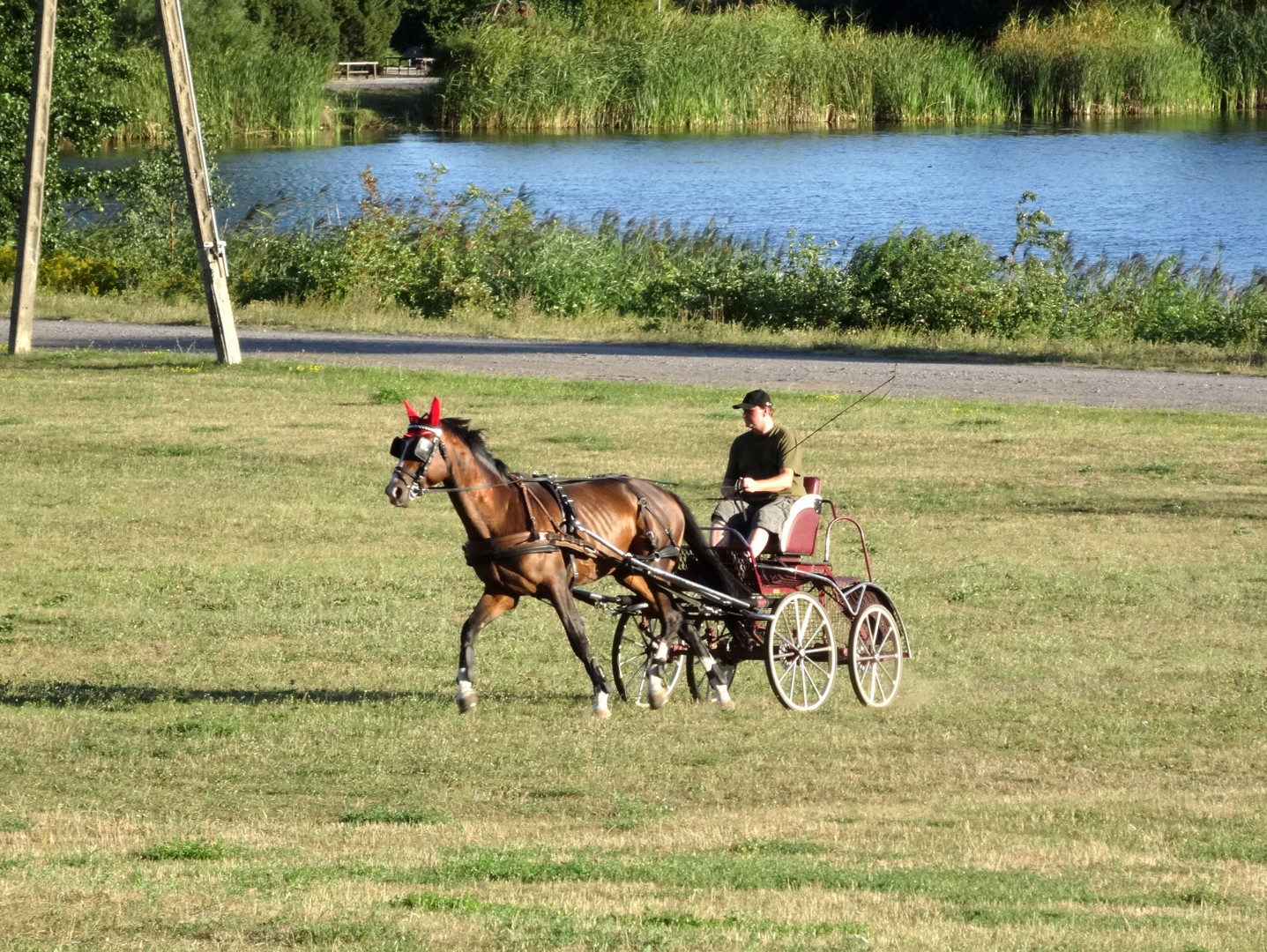
Powożenie zaprzęgami w Myślęcinku

Początki wyścigów konnych w Bydgoszczy sięgają lat 80. XIX wieku. Niemieckie Towarzystwo Wyścigowe przebudowało wówczas dawny plac ćwiczeń kawalerii pruskiej na Kapuściskach Małych na hipodrom z trybunami dla widzów. Popularność jeździectwa utrzymała się w okresie międzywojennym. Uprawiali je przede wszystkim żołnierze stacjonujących w Bydgoszczy jednostek wojskowych, m.in. 16 Pułku Ułanów Wielkopolskich, 11 Dywizjonu Artylerii Konnej, 15 Wielkopolskiego Pułku Artylerii Lekkiej oraz bydgoskiej Szkoły Podchorążych dla Podoficerów. Klub Jazdy Konnej 16 Pułku Ułanów organizował już od 1921 roku zawody i konkursy hippiczne na własnym torze. W latach 1926–1932 Wielkopolskie Towarzystwo Wyścigów Konnych organizowało na bydgoskim torze wyścigów konnych zawody sportowe z udziałem elity krajowej. W wyścigach uczestniczyły konie ze znanych w Polsce stajni np. barona Leona Kronenberga, hr. Ignacego Mielżyńskiego, płk. Iwana Karatiejewa, hr. von Donnosmarcka, hr. Wielopolskiego oraz słynni polscy jeźdźcy, olimpijczycy z Paryża (1924) i Amsterdamu (1928), jak Karol Rómmel, Adam Królikiewicz i Henryk Dobrzański („Hubal”). Zawody corocznie oglądały tłumy widzów, którzy obstawiali konie, wygrywając czasem duże sumy pieniężne. 29 lipca 1928 na trybunach zasiadł prezydent II RP Ignacy Mościcki. W latach 1929–1931 organizowano również specjalne gonitwy z nagrodami m.in. Wielką Bydgoską i Wielką Kujawską. Organizatorem imprez konnych było również Pomorskie Towarzystwo Zachęty do Hodowli Koni, którego prezesem był gen. Stanisław Grzmot-Skotnicki.
Bydgoszcz była zasobna w urządzenia jeździeckie: ujeżdżalnie, pola ćwiczeń na Błoniu (tzw. pole ułańskie) i przy ul. Królowej Jadwigi, tory przeszkód itp. Hippikę uprawiano w wojsku, policji, TG Sokół i klubach jazdy konnej. W październiku 1938 i w lipcu 1939 odbyły się w Bydgoszczy mistrzostwa Polski w jeździectwie, w których rozgrywano m.in. konkurencje Wszechstronnego Konkursu Konia Wierzchowego. Sukcesy w skali krajowej osiągali Kazimierz Paszotta-Panieński i Jan Reczyński, jeźdźcy 16 Pułku Ulanów.
Po II wojnie światowej m.in. z uwagi na rozwój motoryzacji, popularność jeździectwa spadła, a jej uprawianie miało głównie charakter rekreacyjny. W 1982 roku utworzono Ośrodek Rekreacji Konnej (www) w Leśnym Parku Kultury i Wypoczynku, korzystając ze stajni dawnego majątku Myślęcinek. Na terenie LKPiW zbudowano hipodrom, który w kolejnych latach był areną wielu zawodów rangi ogólnopolskiej i międzynarodowej zarówno w ujeżdżeniu, skokach przez przeszkody, jak i powożeniu zaprzęgami (mistrzostwa Polski 2006, 2011).
Po 1990 roku rozwinęło się kilka prywatnych ośrodków hippicznych, które oferują jazdy rekreacyjne, sportowe i terapeutyczne: Stajnia Brzegowa – Kujawsko-Pomorski Klub Jeździecki, Klub Jeździecki Stajnia Jarużyn – ośrodek certyfikowany, Ośrodek Rekreacji Konnej w Fordonie i inne. W Myślęcinku znajduje się jedyny w województwie kujawsko-pomorskim tor terenowych przeszkód crossowych, który pozwala na rozgrywanie zawodów w dyscyplinie Wszechstronnego Konkursu Konia Wierzchowego. Natomiast w podmiejskich lasach wytyczono szlaki do turystyki konnej. Bydgoszcz jest siedzibą Kujawsko-Pomorskiego Związku Hodowców Koni (www).

### Gry sportowe

#### Szachy
Szachy to dyscyplina sportu, w której zawodnicy z Bydgoszczy odnieśli szereg sukcesów na arenie krajowej i międzynarodowej. Mają na koncie medale olimpiady szachowej, mistrzostw świata i Europy juniorów, a drużyny bydgoskie w latach 1949–2016 zdobyły 6 medali drużynowych mistrzostw Polski (1 , 1 , 4 ) i 16 medali DMP w szachach błyskawicznych (4 , 5 , 7 ). Do tego trzeba doliczyć około 20 indywidualnych tytułów mistrzowskich seniorów i juniorów.

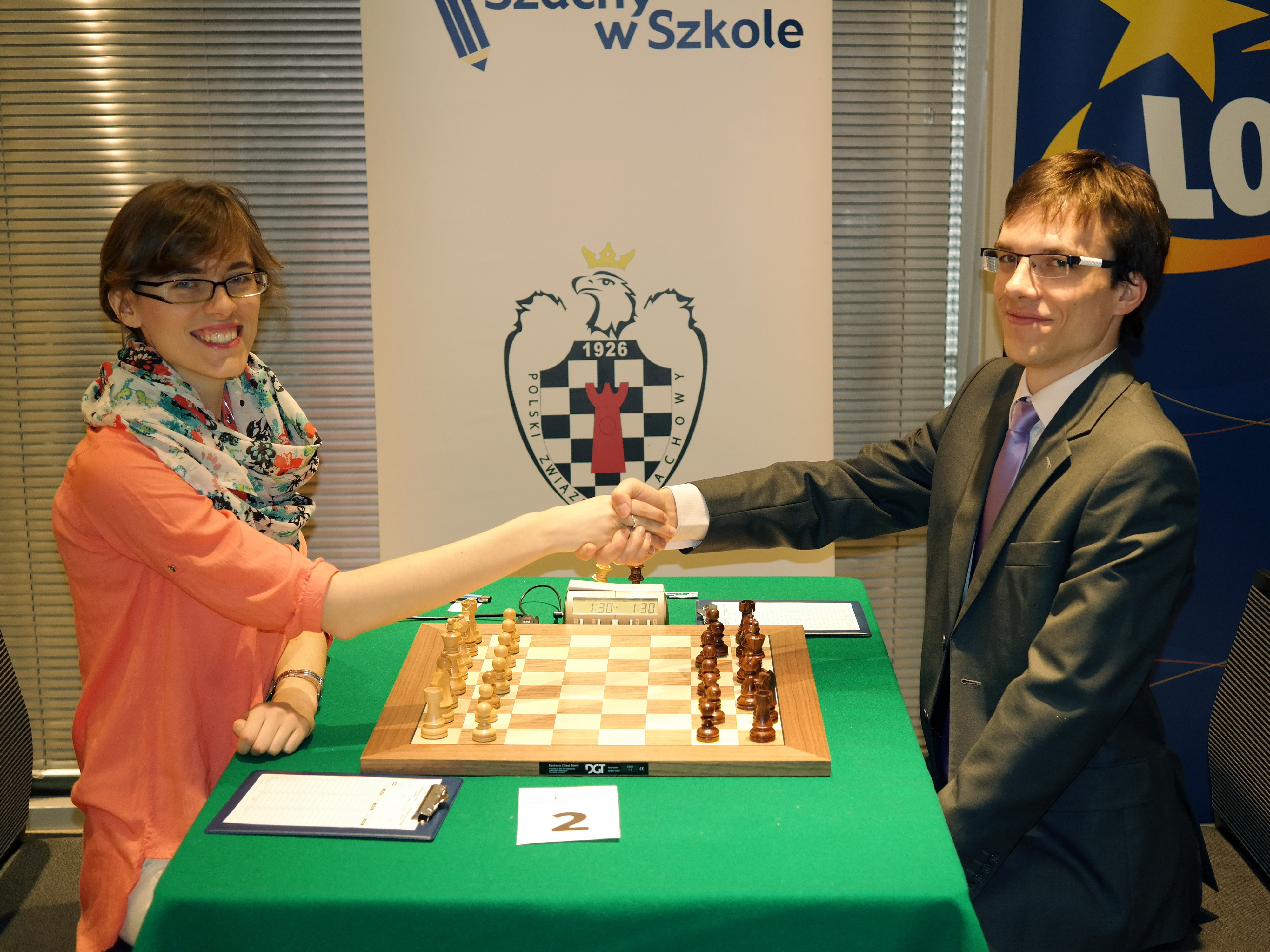
Królewska gra

W 1886 roku założono Bydgoskie Towarzystwo Szachowe, do którego należał m.in. budowniczy Śródmieścia Bydgoszczy Józef Święcicki. W 1923 powstał Polski Związek Towarzystw Szachowych, w którego skład wchodził pierwszy na Pomorzu Bydgoski Klub Szachistów. W okresie międzywojennym w Bydgoszczy działało 18 sekcji szachowych. Do wyróżniających się należały m.in. sekcje KS Gwiazda i PPW. W 1925 wydano w Bydgoszczy jedyny numer centralnego czasopisma „Szachista Polski”.
Po II wojnie światowej działało wiele sekcji szachowych przy klubach sportowych i przedsiębiorstwach (Formet). Najlepszym szachistą bydgoskim w latach 1945–1955 był Henryk Szapiel – medalista MP i reprezentant Polski. Wśród klubów wyróżniały się początkowo: KS Gwiazda (1945-1955) i KS Budowlani (1957-1959). W klubie Oficerskim Klubie Sportowym Caissa karierę rozpoczynał czołowy polski junior lat 60. Jerzy Lewi. W 1957 założono Okręgowy Związek Szachowy w Bydgoszczy. W 1975 z inicjatywy Ryszarda Wiese i Ulricha Jahra powstała międzyszkolna liga szachowa (prawdopodobnie jedyna w Polsce) oraz odbywały się (w latach 1977–1984) „Szachowe Dni Bydgoszczy”. Bydgoszcz była w końcu lat 70. XX w. przodującym ośrodkiem szachowym, tuż za Warszawą. W 1982 w 12-zespołowej ekstraklasie równocześnie występowały dwie drużyny bydgoskie (Łączność, Chemik), a w czołówce polskiego rankingu szachowego znajdowało się kilku zawodników obu klubów.
Ogółem w I lidze w latach 1949–2016 startowało 5 drużyn bydgoskich. Rekordzistą pod względem ilości startów był Chemik Bydgoszcz, który znajdował się w szeregach najlepszych zespołów w Polsce 13 sezonów (1982–1991, 1993–1994, 1996), następnie Łączność Bydgoszcz – 11 sezonów (1972–1982), Budowlani – 3 sezony, Caissa Bydgoszcz – 2 sezony i Spójnia – 1 sezon. Drużyny bydgoskie zdobyły łącznie 6 medali w DMP, w tym 1 złoty (1978, Łączność), 1 srebrny (1984, Chemik) i 4 brązowe (1952 – Spójnia, 1974 – Łączność, 1982–1983 – Chemik). Szachiści klubów bydgoskich przez całą II połowę XX wieku dominowali wyraźnie w regionie kujawsko-pomorskim. Z bydgoskich klubów wywodzili się wielokrotni reprezentanci Polski: Małgorzata Wiese-Jóźwiak (pięciokrotna uczestniczka olimpiad szachowych, brązowa medalistka w drużynie z 1980) i Jerzy Pokojowczyk (dwukrotny uczestnik olimpiad szachowych). Medale mistrzostw Polski (seniorów i juniorów) zdobywali także: Andrzej Maciejewski, Lidia Fenzel, Joanna Jagodzińska, Waldemar Hanasz, Jolanta Rojek, Ewa Kaczmarek, Robert Ciemniak, Krzysztof Żołnierowicz i inni.
W przekroju historycznym w Bydgoszczy 17-krotnie rozgrywano mistrzostwa Polski w szachach, z tego 9 razy w szachach błyskawicznych (1971,1975,1981,1984,1987,2009,2012–2014), 4 razy MP juniorów (1968,1972,1977,1988), 2 razy MP w szachach szybkich (1988,1994), 2 razy drużynowe MP (1973,1990) i raz MP seniorów mężczyzn (1976). Pierwszym szachowym turniejem międzynarodowym w Bydgoszczy były mistrzostwa Pomorza, które odbyły się w 7–15 listopada 1964 roku. Natomiast najbardziej prestiżowym był rozegrany w 1980 turniej strefowy eliminacji mistrzostw świata kobiet.
W 2016 w Bydgoszczy funkcjonowały następujące sekcje szachowe: BKS Chemik, MKS Emdek, PKS Leśny, PKS Wiatrak, KSN Łuczniczka, SSz Pocztowiec, UKS MDK Nr 1 – Hetman i UKS MDK Nr 5.

#### Brydż sportowy

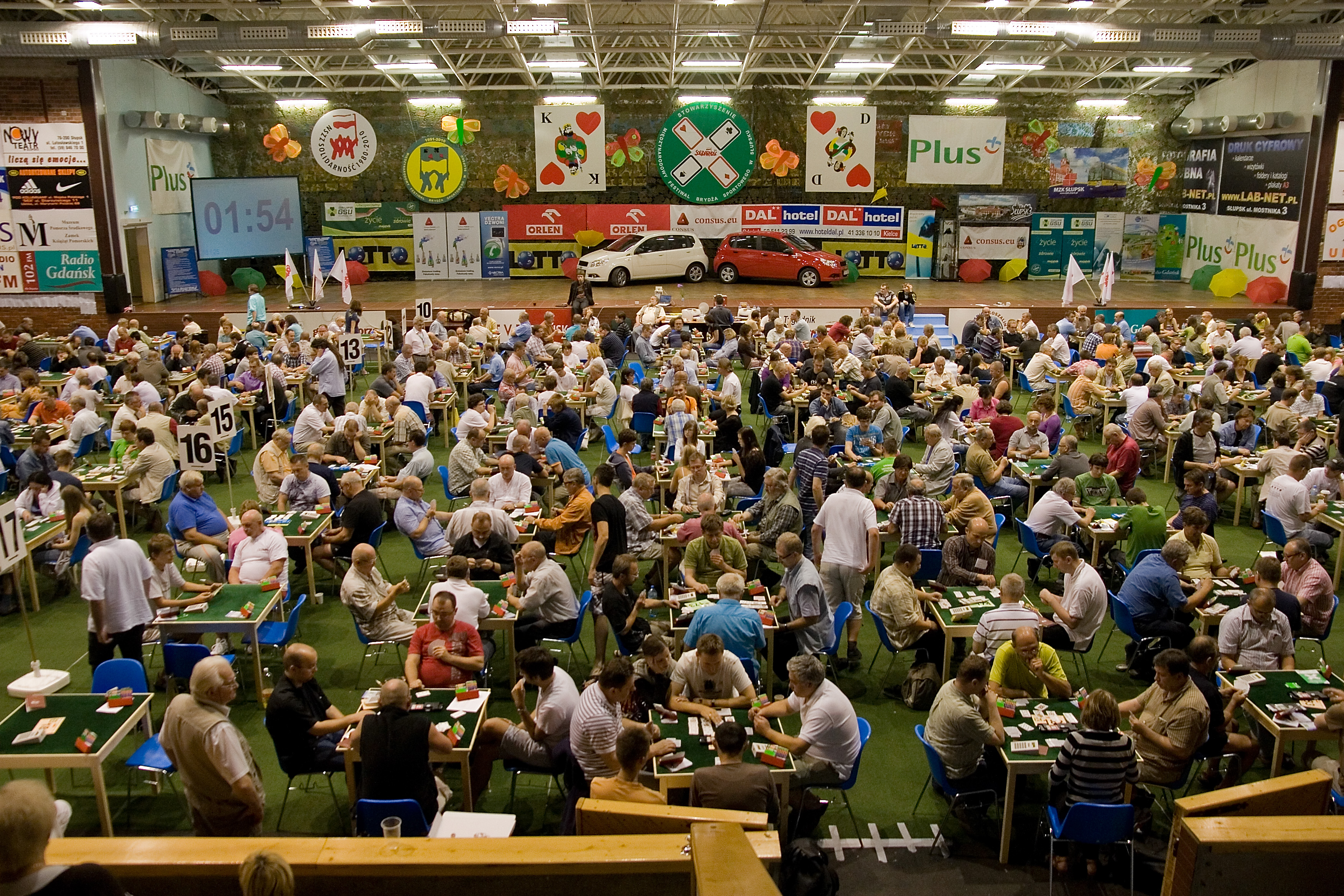
Festiwal brydża sportowego (2010)

W 1957 zorganizowano Okręgowy Związek Brydża Sportowego w Bydgoszczy, którego pierwszymi członkami byli m.in. BKS Chemik, Garnizonowy Klub Oficerski, Orbis Bydgoszcz. W latach 60. XX w. popularność dyscypliny szybko rosła. W 1969 w okręgu bydgoskim zarejestrowanych było 31 sekcji i 391 zawodników, co dawało 5. miejsce w kraju. Organizowano indywidualne mistrzostwa Pomorza i Kujaw, mistrzowskie turnieje par, par mikstowych, otwarte mistrzostwa Bydgoszczy, a od 1963 Ogólnopolski Turniej o puchar „Łuczniczki”. W 1976 uczestniczyło w nim 169 par, pomieszczonych w Domu Kultury „Belmy”. W tym roku w okręgu bydgoskim 6 zawodników posiadało tytuł mistrza krajowego, 37 – tytuł mistrza rejonowego, 62 – mistrza okręgowego i 37 – mistrza klubowego. Największą popularność brydż sportowy osiągnął w latach 80. XX w. W wielu prestiżowych, ogólnopolskich imprezach bydgoscy zawodnicy plasowali się na czołowych lokatach. W 1986 roku w bydgoskim OZBS zarejestrowane były 53 sekcje, 62 drużyny i 487 członków. W Bydgoszczy rozgrywano mistrzostwa Polski par mikstów (2010/2011) oraz MP juniorów (1978). Najlepszą drużyną brydżową w Bydgoszczy jest Chemik, który w niektórych sezonach występował w ekstraklasie (1984–1985, 2006/2007, 2010/2011), a w pozostałych na zapleczu ekstraklasy.
W 2016 w Bydgoszczy znajdowały się: siedziba Kujawsko-Pomorskiego Związku Brydża Sportowego (www), dwie licencjonowane sekcje brydżowe: przy KS Chemik (I liga), KS Gwiazda oraz m.in. Bydgoski Klub Brydżowy, PAAK Bydgoszcz (II liga), BTG Bydgoszcz, Pol-Gra, Dol-By, Kaziki, Pastel, KJ Plast, Max Team Expert, Famor, ZS 26 Bydgoszcz. Rozgrywki prowadzone są m.in. w HSW „Łuczniczka”, klubie „Lotnik”, DK „Bartosz”.

#### Go
Go to starochińska gra planszowa, uprawiana na całym świecie, a w Polsce popularyzowana przez Polskie Stowarzyszenie Go. Istnieje Bydgoski Klub Go (www), który prowadzi miejskie turnieje, prowadzi całoroczną klasyfikację oraz nagradza zwycięzców.

### Sporty motocyklowe (poza żużlem)
20 kwietnia 1925 założono Klub Motocyklistów w Bydgoszczy, skupiający około 100 zawodników, którzy uprawiali wyścigi na szosie, ulicach i na trawie. W latach 30. XX w. na Stadionie Miejskim organizowano zawody motocyklowe o zasięgu ogólnopolskim i międzynarodowym. Elitę zawodników stanowili: Alfons Ziółkowski, Buda, Ludolf von Alvensleben, Sikorski i Beitsch. Alvensleben trzykrotnie (1930, 1932, 1933) wygrał Grand Prix Polski i reprezentował kraj w mistrzostwach Europy w Barcelonie, gdzie zajął IV miejsce. W 1932 w Poznaniu zawodnicy Bydgoskiego Klubu Motocyklowego wygrali bieg główny oraz „Złoty Kask”. W ciągu 10 lat (1925-1935) w Bydgoszczy odbyło się 37 imprez motocyklowych i wyścigów szosowych oraz zjazd gwiaździsty.

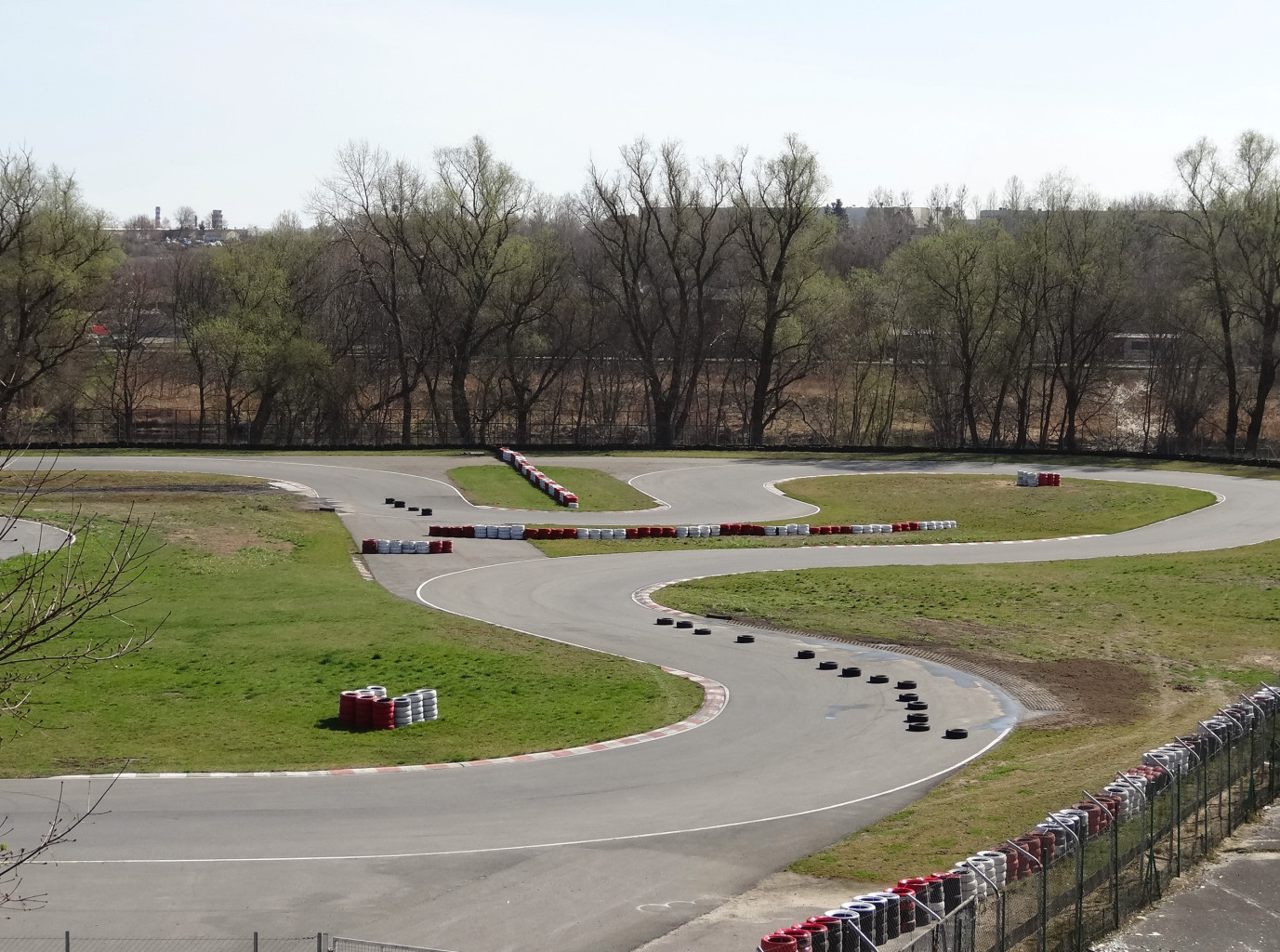
Kartodrom Bydgoszcz

Po II wojnie światowej amatorzy motocyklowych wyścigów ulicznych należeli do Automobilklubu Pomorskiego, OWKS (Zawiszy), KKS Brdy, Unii oraz Polonii-Gwardii. Powstało także kilka sekcji przyzakładowych dla uprawiania turystyki motocyklowej. Od 1949 odbywały się coroczne uliczne wyścigi motocyklowe o „Srebrny Kask m. Bydgoszczy”. W latach 60. XX w. upowszechniły się sekcje motocrossowe przy WKS Zawisza, KS Unia, KS Pafaro/Romet i KS Sygnał. Tor crossowy znajdował się na Skarpie na Kapuściskach, a po jego likwidacji na początku lat 60. urządzono nowe crossowisko na Zboczu Fordońskim. W 1974 kierownictwo MON zlikwidowało sekcje motocrossowe przy klubach wojskowych m.in. Zawiszy. W latach 60. i 70. tytuły mistrzów i wicemistrzów Polski w zawodach ulicznych i motocrossowych osiągali m.in.: Andrzej Szmańda, Zdzisław Lewandowski, Zbigniew Kucharski, Kazimierz Kminikowski, Lech Kordon. W 1963 założono wyczynową sekcję motocyklową LKT „Wyczół” Gościeradz, która odnosiła sukcesy na arenie ogólnopolskiej w latach 70. i 80. XX w. W 1986 roku w województwie bydgoskim działało około 20 klubów z sekcjami motorowymi, m.in. Automobilklub Bydgoski, Bydgoski Klub Motorowy, Polonia Bydgoszcz, TKKF „Pomorze” Bydgoszcz, Klub Motorowy „Azymut” PTTK Pomorskiego Okręgu Wojskowego, Sekcja Motorowa PKP Bydgoszcz.
W Bydgoszczy od 1950 roku znajduje się Zarząd Okręgowy Polskiego Związku Motorowego (zasięg województwo kujawsko-pomorskie), w którym zrzeszone są m.in. automobilkluby: Bydgoski i Kujawsko-Pomorski, Bydgoskie Towarzystwo Motorowe, Stowarzyszenie OPONEO Motosport i inne. Jednostki te są organizatorami imprez sportowych, rajdów, wyścigów, kryteriów, jak również szkoleń kierowców i zlotów pojazdów zabytkowych.

### Sporty samochodowe
W 1924 powstała w Bydgoszczy filia Automobilklubu Wielkopolskiego, która usamodzielniła się w 1928 roku tworząc Automobilklub Pomorski. Należało do niego ok. 70 kierowców: Polaków i Niemców. Organizowano m.in. rajdy, zloty i wyścigi samochodowe. Po II wojnie światowej Automobilklub połączono z Polskim Związkiem Motocyklowym. Po odwilży październikowej 1956 roku reaktywowano Automobilklub Bydgoski, który skupił się na działalności sportowej i szkoleniowej, podczas gdy zadania statutowe realizował Polski Związek Motorowy. Początkowo organizowano rajdy oraz rozwijano turystykę samochodową. W latach 1964–1970 w parku Ludowym zbudowano ośrodek szkoleniowy Automobilklubu Bydgoskiego. W połowie lat 70. zaczęto rozwijać w Bydgoszczy karting, czyli wyścigi małych samochodów o pojemności do 125 cm³. W 1976 z inicjatywy Polskiego Związku Motorowego zbudowano na Bartodziejach tor kartingowy z trybunami dla 5 tys. widzów. W latach 70. i 80. uznawano go za najlepszy w Polsce i jeden z nowocześniejszych w Europie. Na kartodromie w 1977 i 1979 roku odbyły się mistrzostwa Europy, w 1994 roku Mistrzostwa Świata Formuły C, a także szereg zawodów o obsadzie krajowej i międzynarodowej. Automobilklub Bydgoski w latach 70. i 80. XX w. był kilkakrotnie mistrzem drużynowym Polski w kartingu

### Sporty lotnicze

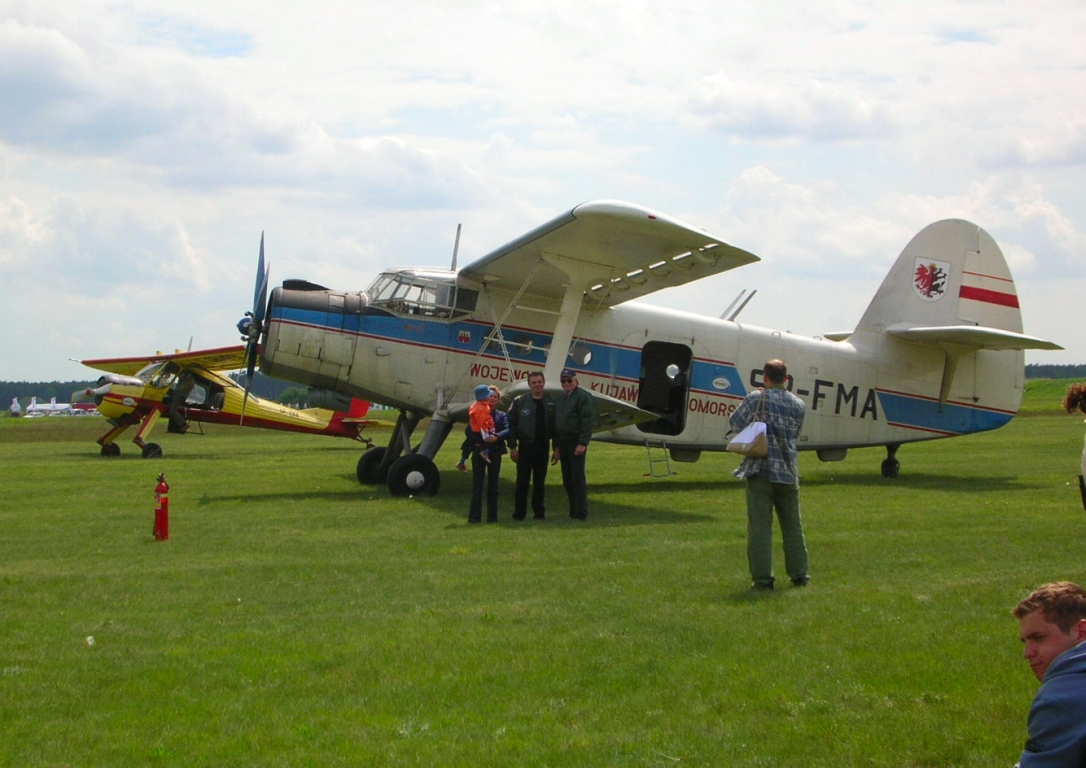
Pole wzlotów Aeroklubu Bydgoskiego

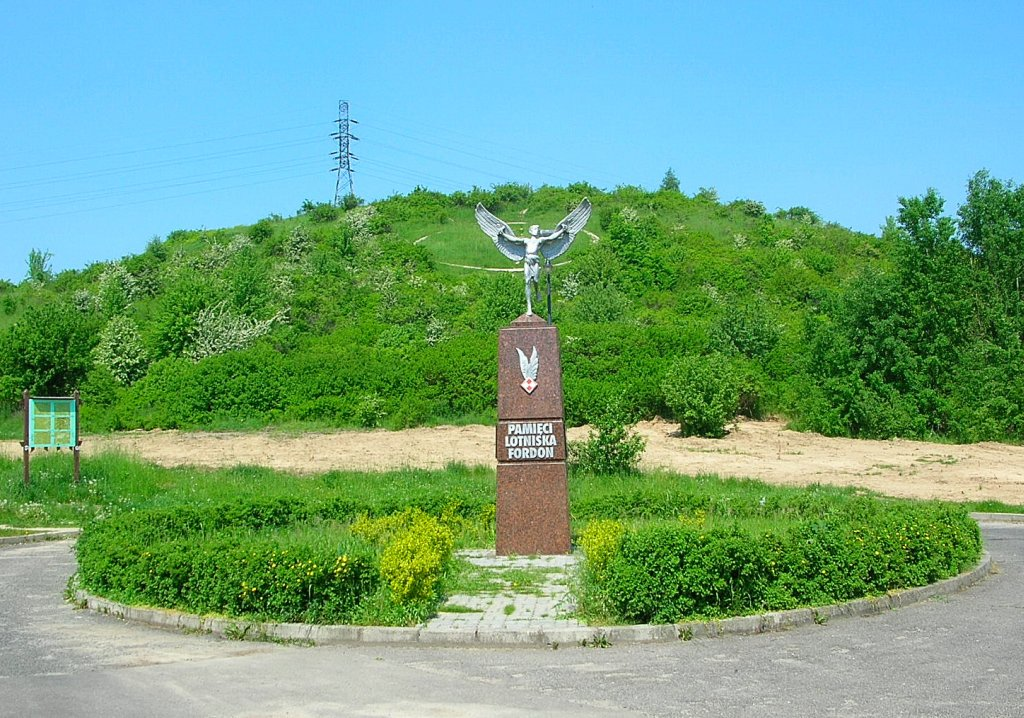
Góra Szybowników w tle pomnika Ikara, ustawionego w 2002 z inicjatywy Bydgoskiego Klubu Seniorów Lotnictwa

Tradycje sportów lotniczych w Bydgoszczy sięgają okresu międzywojennego. Prowadzono tu szeroko zakrojoną działalność szkoleniową w zakresie pilotażu samolotów, szybownictwa i spadochroniarstwa. Znakiem tej działalności jest m.in. Góra Szybowników w bydgoskiej dzielnicy Fordon. W 1935 założono Aeroklub Pomorski w Toruniu z filią w Bydgoszczy, w której działały sekcje: motorowa, szybowcowa, balonowa, spadochronowa i modelarstwa lotniczego. Po II wojnie światowej powstał w Bydgoszczy aktywny Oddział Lotnictwa Cywilnego, a 28 lutego 1946 – Aeroklub Bydgoski, który w 1947 roku liczył 495 członków, w tym 20 pilotów samolotowych, 187 szybowcowych, 15 skoczków spadochronowych i 25 modelarzy oraz dysponował samolotami Po-2 oraz szybowcami.
W latach 1958–1964 zbudowano siedzibę Aeroklubu Bydgoskiego na Biedaszkowie z hangarami i urządzeniami nawigacyjnymi. Działalność sportowa była prowadzona w sekcjach: szybowcowej, samolotowej, spadochronowej, modelarstwa lotniczego i lotniarskiej. W latach 60. i 70. duże sukcesy krajowe i międzynarodowe osiągali szybownicy, spadochroniarze i modelarze Aeroklubu Bydgoskiego, a od 1976 także spadochroniarze Zawiszy Bydgoszcz. W latach 70. XX w. przy Aeroklubie Bydgoskim działali pionierzy polskiego lotniarstwa, motolotniarstwa i paralotniarstwa.

#### Sport samolotowy
W okresie międzywojennym Bydgoszcz była jednym z większych w Polsce centrów szkolenia pilotów i mechaników lotniczych. W latach 1920–1939 funkcjonowały tu m.in. Bydgoska Szkoła Pilotów (zał. 1920) i Centralna Szkoła Mechaników Lotniczych w Bydgoszczy (zał. 1922), połączone później w Centrum Wyszkolenia Podoficerów Lotnictwa i przekształcone w 1934 w Centrum Wyszkolenia Lotnictwa nr 2 oraz Cywilna Szkoła Mechaników Lotniczych w Bydgoszczy. Do znanych absolwentów i instruktorów lotniczych w Bydgoszczy należeli m.in.: por. pil. Franciszek Żwirko, który w 1930 odbył ze Stanisławem Wigurą słynny lot dookoła Europy oraz zwyciężył w zawodach Challenge 1932 w Berlinie, Stanisław Skarżyński, który w 1931 odbył lot dookoła Afryki, w 1933 przeleciał Ocean Atlantycki na samolocie RWD-5, a w 1939 został prezesem Aeroklubu Rzeczypospolitej Polskiej, Bolesław Orliński – w 1926 odbył lot Warszawa-Tokio-Warszawa, a w czasie II wojny światowej był dowódcą polskiego dywizjonu bombowego nr 305 w Wielkiej Brytanii, Jerzy Bajan – zwycięzca Challenge 1934 w Warszawie, Karol Pniak, Stanisław Płonczyński i inni. W Bydgoszczy dyplom pilota wojskowego uzyskali także znani polscy konstruktorzy lotniczy, m.in. Stanisław Rogalski – twórca rodziny samolotów RWD oraz Zygmunt Puławski – wynalazca tzw. mewiego płata, zastosowanego w polskich myśliwcach typu PZL P.1.
Po II wojnie światowej piloci Aeroklubu Bydgoskiego uprawiali sport samolotowy, zdobywając m.in. wicemistrzostwo Polski (1968, Ludwik Merło) oraz wysokie lokaty w międzynarodowych rajdach lotniczych. W latach 70. i 80. XX w. do kadry Polski powołano kilkunastu pilotów Aeroklubu. W latach 1957–1986 na bydgoskim lotnisku wyszkolono ok. 430 pilotów.

#### Szybownictwo

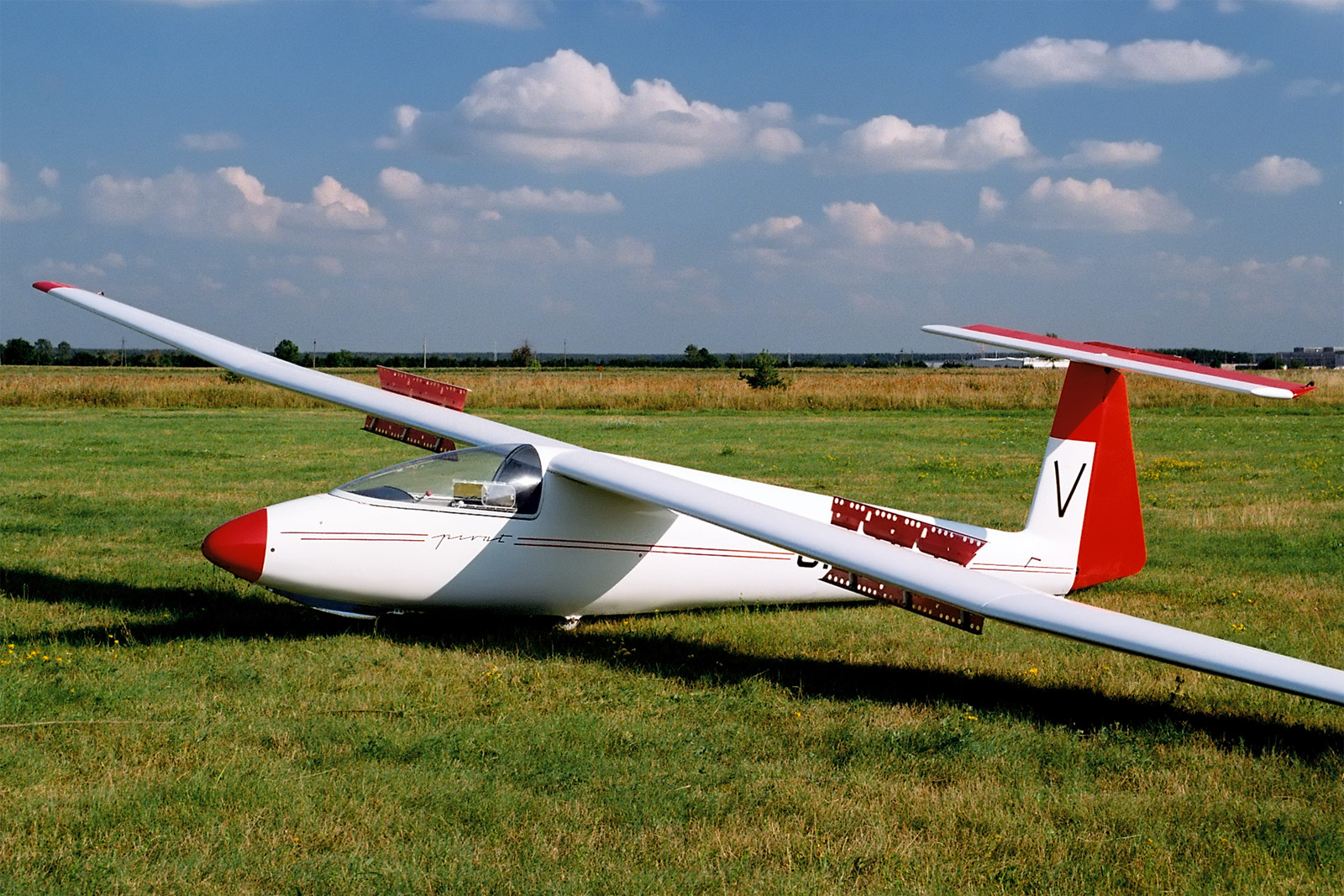
Szybownictwo

Dwa pierwsze doświadczalne szybowce w Polsce skonstruowano w 1921 roku w Bydgoskiej Szkole Pilotów według projektów mjr inż. Stefana Malinowskiego („Dziaba”) i kpt. Franciszka Jacha („Żabuś”). Modele testowano na Czarnej Górze koło Nowego Targu podczas I Polskiego Konkursu Szybowcowego. W 1925 w II Wszechpolskim Konkursie Szybowców w Oksywiu koło Gdyni brało udział 15 szybowców, w tym 3 skonstruowane w Bydgoszczy („Bydgoszczanka”, „Bimbuś” i „Żabuś” II, który otrzymał I nagrodę za najdłuższy lot – 560 m).
W 1933 Zarząd koła LOPP przy Warsztatach Kolejowych w Bydgoszczy zorganizował szkołę szybowcową, której bazą było Zbocze Fordońskie, umożliwiające loty ślizgowe z wysokości 40 m. Do dyspozycji były szybowce częściowo budowane samodzielnie oraz samoloty przekazywane przez wojsko. Na szybowisku szkoły fordońskiej odbyły się w 1934 pierwsze ogólnopolskie zawody szybowcowe, których zwycięzcą został Kazimierz Mindak – późniejszy długoletni prezes Aeroklubu Bydgoskiego, a w 1938 – ogólnopolskie zawody modeli szybowcowych z udziałem 60 zawodników. Instruktor Michał Offierski pobił rekord Polski na szybowcu „Lwów” przelatując 210 km w linii prostej. Do swoistych rekordów należał lot instruktora Kalinowskiego, który przy starcie z lin gumowych z Góry Szybowników wykonał lot żaglowy w czasie 1 h i 36 min. W latach 1933–1939 w szkole szybowcowej w Fordonie wyszkolono 1400, tj, 10% pilotów szybowcowych w Polsce. W Bydgoszczy istniały ponadto sekcje szybowcowe: przy Szkole Podchorążych (zał. 1934), Związku Strzeleckim, 1. Bydgoskiej Drużynie Harcerskiej, Szkole Przemysłowej, Liceum Handlowym, Kablu Polskim oraz sekcja członków niestowarzyszonych.
Po II wojnie światowej szkoła szybowcowa w Fordonie zajmowała we współzawodnictwie krajowym czołowe miejsca, będąc także w latach 1950–1958 bazą sekcji szybowcowej Aeroklubu Bydgoskiego. W 1953 Aeroklub zajął w szkoleniu szybowcowym II miejsce w Polsce, a w 1954 – I miejsce. Dysponowano w tym czasie m.in. szybowcami szkolnymi SG 38 i wyczynowymi typu IS-C Żuraw, Grunau Baby, SZD-10 Czapla, IS-2 Mucha. Do czasu likwidacji szkoły w 1963 (związanej m.in. z planami budowy dzielnicy mieszkaniowej Nowy Fordon), wyszkoliła 5811 pilotów szybowcowych, w tym 4211 w latach powojennych.
Od 1963 centrum szybownictwa w Bydgoszczy stało się lotnisko aeroklubowe na Biedaszkowie. Bydgoscy szybownicy zaczęli osiągać sukcesy na arenie ogólnopolskiej i międzynarodowej. Jan Wróblewski został dwukrotnie mistrzem świata (1965, 1972). Medalistami mistrzów Polski byli obok Wróblewskiego m.in.: Alfred Bzyl, Tadeusz Gołata, Marian Torz i inni. W 1963 Jan Wróblewski pobił rekord świata w przelocie docelowo-powrotnym pokonując trasę 680 km, a Alfred Bzyl ustanowił rekord Polski w przelocie po trójkącie długości 500 km w kategorii szybowców dwumiejscowych.
W latach 60., 70. i 80. XX w. bydgoscy piloci szybowcowi zdobyli 15 złotych odznak szybowcowych z 3 diamentami (najwyższe trofeum szybownika), 117 diamentów, 57 odznak złotych i 229 srebrnych. Jan Wróblewski jako jeden z nielicznych w świecie otrzymał od Międzynarodowej Federacji Lotniczej Medal Lilienthala (1972).

#### Spadochroniarstwo

Skok spadochronowy na celność lądowania

Początki sportu spadochronowego datują się na 1936 rok. Na Wilczaku wzniesiono wieżę spadochronową (20 m), a w 1939 uruchomiono Wojskowy Ośrodek Spadochronowy w Bydgoszczy. Po II wojnie światowej dyscyplinę uprawiano na lotnisku Aeroklubu Bydgoskiego, a jego zawodnicy w latach 70. XX w. uzyskiwali tytuły mistrzów i wicemistrzów Polski. W 1973 Aeroklub Bydgoski zdobył drużynowo tytuł mistrza Polski, a wicemistrza w 1975 roku. Odznaki spadochronowe z trzema diamentami zdobyli m.in.: Czesław Robak, Bohdan Porębski, Andrzej Kowalski, Jerzy Leński, Janusz Świtała, Wiesław Szafrański, Stanisław Barwik i Włodzimierz Kowalaszek.
W 1969 wyczynowa sekcja spadochronowa zawiązała się także przy Pomorskim Okręgu Wojskowym, a w 1976 zainaugurowano działalność sekcji przy WKS Zawisza, która wkrótce stała się jedną z najlepszych w Polsce. W okresie istnienia sekcji (1976-2007) spadochroniarze Zawiszy wywalczyli setki medali Mistrzostw Polski i Mistrzostw Wojska Polskiego. Odnosili również sukcesy na arenie międzynarodowej, zdobywając medale Mistrzostw Europy, Mistrzostw Świata, Pucharu Świata i Olimpiady Armii Świata. W latach 80. w rywalizacji spadochroniarzy wprowadzono konkurencje wieloboju: (celność lądowania w dzień i w nocy, 20 strzałów z kbks z 50 m, pływanie 100 m oraz bieg przełajowy na 3 km z różnicą wzniesień 150 m) i dwuboju (celność lądowania, akrobacja indywidualna).
Od 1991 przy Aeroklubie Bydgoskim działa Oddział XI Związku Polskich Spadochroniarzy, a w latach 1998–2002 także Grupa Spadochronowa „Daymos” – pierwsza w Polsce prywatna szkoła spadochronowa. W 1980 zorganizowano po raz pierwszy Międzynarodowe Zawody Spadochronowe o Puchar Bydgoszczy, a od lat 90. odbywają się Zawody Strzeleckie o Puchar Prezesa Oddziału ZPS w Bydgoszczy.

#### Modelarstwo lotnicze
Modelarstwo lotnicze jako dyscyplinę sportu zaczęto uprawiać w Aeroklubie Bydgoskim w 1957 roku, a w latach 70. była bardzo popularna w Bydgoszczy (43 warsztatów modelarskich dla młodzieży). Do 1976 w mistrzostwach Polski (seniorów i juniorów) uzyskano 16 medali (7 , 3 , 6 ). Czołową postacią modelarstwa lotniczego lat 70. XX w. w Bydgoszczy był Tadeusz Kokoczewski – mistrz świata w drużynie (1974), siedmiokrotny mistrz Polski.

#### Lotniarstwo
W 1974 przy Aeroklubie Bydgoskim powstała pierwsza w Europie oficjalna sekcja lotniarska. Bydgoscy zawodnicy (m.in. Krzysztof Kosior, Ryszard Łączkowski, Bogdan Kantorski, Andrzej Glaziński, Andrzej Kowalski) należeli do polskich pionierów tej dyscypliny. Treningi podjęto na Górze Szybowników pod Fordonem. W 1975 w Bydgoszczy odbył się I Ogólnopolski Zlot Lotniarzy, a rok później w Międzybrodziu Żywieckim bydgoska sekcja lotniarska zajęła I miejsce w Polsce. W latach 80. XX w. dyscyplina ewoluowała w stronę motolotniarstwa. Zawodnicy Aeroklubu Bydgoskiego w latach 70., 80. i 90. XX w. należeli do czołówki krajowej, zdobywając wiele trofeów ogólnopolskich, indywidualnie i drużynowo. Karol Kubit jako członek reprezentacji narodowej zdobył w 1994 drużynowe mistrzostwo świata.
W latach 90. XX w. popularne stało się paralotniarstwo, a sekcja przekształciła się w mikrolotową, zrzeszając motolotniarzy oraz pilotów samolotów ultralekkich. Od 1995 firma Dudek Paragliders z Osielska jest jednym z głównych polskich producentów sprzętu związanego z paralotniarstwem, a od 2003 jest dostawcą paralotni dla polskiej kadry narodowej.

### Inne dyscypliny

#### Alpinizm
Do Polskiego Związku Alpinizmu należy Klub Wysokogórski w Bydgoszczy (www). Jego historia sięga 1950 roku, kiedy powstało Koło Poznańsko-Pomorskie Klubu Wysokogórskiego Polskiego Towarzystwa Tatrzańskiego. Pod koniec lat 50. utworzono Koło Pomorskie KW w Bydgoszczy, które w 1976 w wyniku ogólnokrajowych zmian administracyjnych stało się Klubem Wysokogórskim, zrzeszonym w Polskim Związku Alpinizmu. Do sukcesów sportowych klubu należały m.in.: wyprawa w góry Atlas (1967), zdobycie szczytów Kaukazu (1971), przejście północno-wschodnim filarem Les Droites (1985), zdobycie 6-tysięcznych szczytów i wytyczenie nowych dróg w Andach (1986), trudne przejścia w Alpach (1987, Janusz Ryszewski, Zbigniew Parucki, Andrzej Garbowski, Łukasz Derengowski). W 1983 zginął w Himalajach Andrzej Bieluń po zimowym zdobyciu Api (7132 m) z Tadeuszem Piotrowskim i Zbigniewem Terlikowskim. W 2002 Jacek Górecki, Dariusz Bebyn i Zbigniew Kapella zdobyli najwyższy szczyt obu Ameryk Aconcagua (6962 m). Z kolei w 2008 członkowie KW Bydgoszcz: Łukasz Karpiński i Dariusz Suchomski zdobyli Szczyt Lenina (7134 m), a w 2011 uczestniczyli w wyprawie na Gaszerbrum II (8035 m). Jacek Ostrowski od 2009 zdobywał corocznie Elbrus (5642 m), za każdym razem inną drogą, a w 2011 trawersował Mont Blanc. Członkowie bydgoskiego klubu dokonali także pierwszych przejść zimowych w Tatrach, m.in. w Kazalnicy Mięguszowieckiej, na ścianie czołowej Mięguszowieckiego Szczytu Wielkiego, na Lodospadzie w Dolinie Białej Wody (1987–1991, Krzysztof Wesołek, Grzegorz Cieślak, Andrzej Szczepański, Waldemar Żmurko, Janusz Ryszewski, Tomasz Urbański).
Klub Wysokogórski w Bydgoszczy organizuje wyjazdy treningowe w skały polskie, Dolomity oraz wycieczki w góry wysokie: Alpy, Pireneje, Apeniny, Kaukaz, Andy, Himalaje, Kilimandżaro itd. Dostępne są również szkoły wspinania np. .

#### Paintball

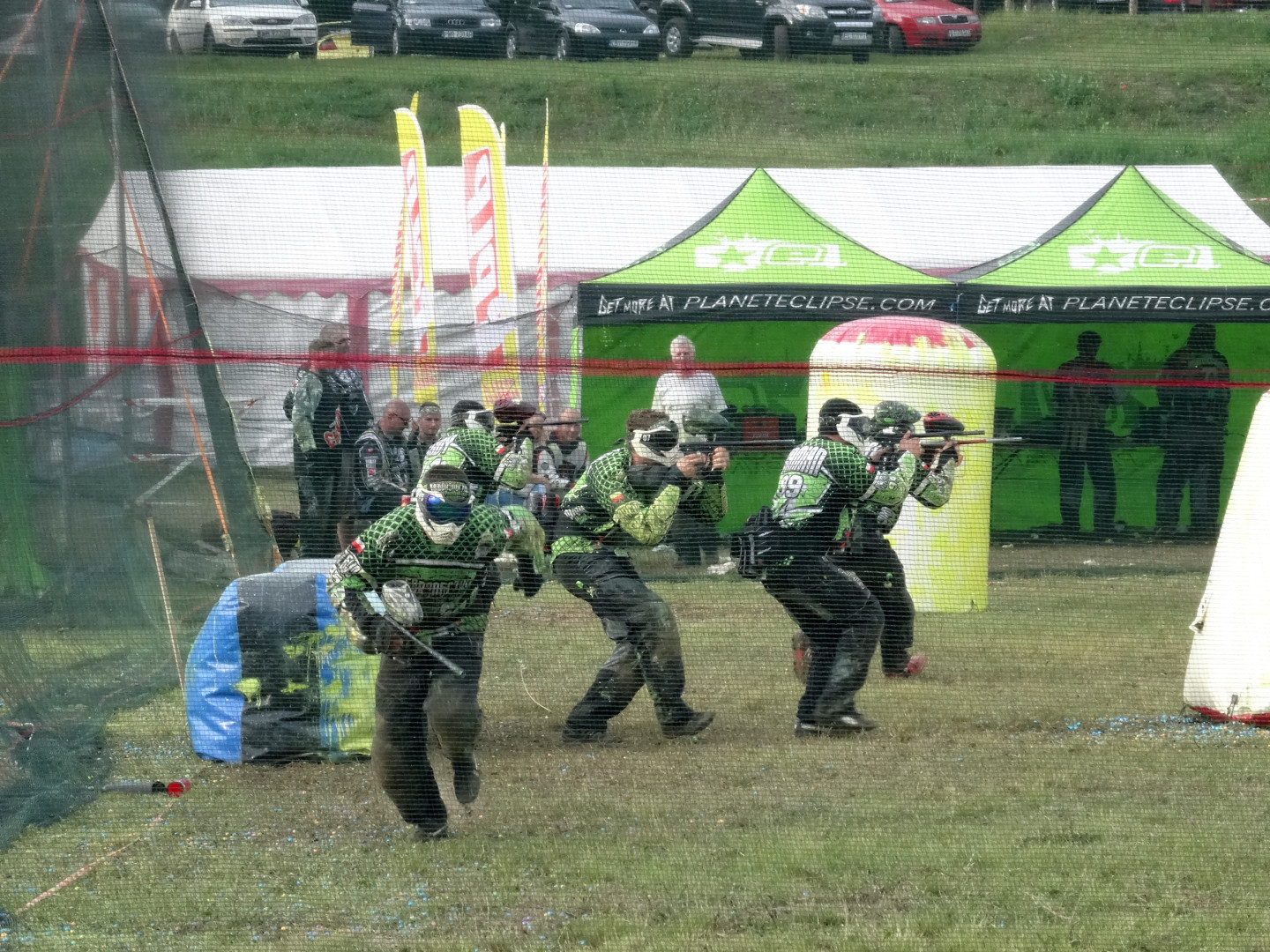
Rozgrywki paintballowe w bydgoskim Myślęcinku

Paintball to gra zespołowa obecna w Polsce od lat 90. XX w., prowadząca rozgrywki ligowe (Polska Liga Paintbalowa). Od 2013 w III lidze gra zespół HighFive Bydgoszcz. W 2014 zorganizowano w Bydgoszczy jeden z czterech turniejów Mistrzostw Polski w paintballu sportowym, a także założono Bydgoskie Stowarzyszenie Paintballowe „Paintballers” (siedziba w klubie Gwiazda Bydgoszcz). W mieście bogata jest infrastruktura dla miłośników tej dyscypliny. Pola paintballowe zorganizowano na terenie 4 ha po byłej bazie wojskowej koło Osowej Góry, na górnym tarasie Fordonu (Alpen-Paintbal), w Myślęcinku. Przy ul. Dworcowej 100 działa również arena Laser Fight, w której przy oświetleniu ultrafioletowym zamiast kulek do paintballu wykorzystuje się pistolety laserowe. W 2014 w Prądkach powstało Centrum Rozrywek Extremalnych, gdzie oferowany jest m.in. paintball i inne rozrywki sportowe.

#### Badminton
Zorganizowane drużynowe rozgrywki badmintona w Polsce sięgają lat 60. XX w. W dekadzie lat 70. w ekstraklasie badmintona występowały kluby bydgoskie: Orzeł (1973–1975), Merkury (1975–1977), Wicher (1977/1978), Budowlani (1978–1981). W latach 90. działalność skoncentrowano w podbydgoskim klubie Zremb Solec Kujawski, który w sezonach 1990/1991 i 1995–1999 występował w ekstraklasie (ob. MLKS Solec Kujawski). W mieście tym zlokalizowany jest również Kujawsko-Pomorski Okręgowy Związek Badmintona. W Bydgoszczy dyscyplinę można uprawiać w klubie SquashPoint. Organizowane są w nim turnieje okolicznościowe oraz Amatorska Liga Badmintona.

#### Baseball
Bydgoski baseball reprezentuje UBKS Baza Bydgoszcz, założony w 1994 przy Szkole Podstawowej nr 35 przez Beatę Kruszczyńską-Henke. Klub może pochwalić się wieloma sukcesami i osiągnięciami, a w latach 2006–2012 startował w polskiej lidze baseballa. Drużyną reprezentującą okolice Bydgoszczy jest UKS Dęby Osielsko, występującą w ekstralidze baseballowej. Drużyna ma na koncie drużynowe mistrzostwo Polski (2004), 7-krotnie tytuł wicemistrza (2003,2005–2007,2010,2012–2013), Puchar Polski seniorów (2016), tytuł mistrza Polski i Puchar Polski juniorów (2015), wicemistrza U-21 (2015) oraz mistrza Polski kadetów (1998,1999,2001,2012).

#### Bilard
Oficjalne rozgrywki bilardowe w strukturach Polskiego Związku Bilardowego zainaugurowano w 1993. Przed 2009 rokiem w lidze bilardowej grał zespół Ikar Bydgoszcz, w sezonie 2010 – zespół XL Bowling, a od 2011 – Maximus Bydgoszcz. W 2003 Bartłomiej Wiatrowski (Ikar Bydgoszcz) zdobył srebrny medal mistrzostw Europy juniorów. W 2016 jedynymi drużynami reprezentującymi region kujawsko-pomorski w lidze bilardowej są: Maximus Bydgoszcz I i II (II liga) w ramach Klubu Sportowego „Bilard-Sport-Bydgoszcz”. Rozgrywki odbywają się w klubie Maximus (ul. Warszawska 25), gdzie do dyspozycji jest profesjonalny sprzęt. Prowadzone są tu również szkolenia w ramach Akademii Bilardowej, turnieje Amator Cup oraz cykl turniejów eliminacyjnych do Mistrzostw Polski Amatorów o puli nagród 10 tys. zł. Bilard amatorski można uprawiać także w innych klubach w Bydgoszczy.

#### Boccia
Boccia to sportowa dyscyplina paraolimpijska, polegająca na grze kolorowymi bilami na boisku 6 × 12,5 m. Uprawiana jest w Stowarzyszeniu Sportu i Rehabilitacji Osób Niepełnosprawnych „Start Bydgoszcz” oraz przez członków Zrzeszenia Studentów Niepełnosprawnych WSG.

#### Futbol amerykański
Futbol amerykański w regionie bydgoskim reprezentuje drużyna Bydgoszcz Archers (początkowo Bydgoszcz Raiders, www) w strukturach Polskiego Związku Futbolu Amerykańskiego. Drużyna założona w 2008 roku była pierwszą w województwie kujawsko-pomorskim. Zespół seniorski początkowo grał w lidze zespołów 8-osobowych, od 2013 występował w II lidze, a w 2016 awansował do I ligi. Oprócz tego zespoły juniorskie grają w ligach PLFA J-8 i PLFA J-11. W 2019 roku powstała drużyna Herosi Bydgoszcz, grająca w Lidze Futbolu Amerykańskiego.

#### Futbol australijski
Pierwszą drużyną w Polsce uprawiającą futbol australijski jest założona w 2015 Bydgoszcz Wildcats (Żbiki)

#### Golf

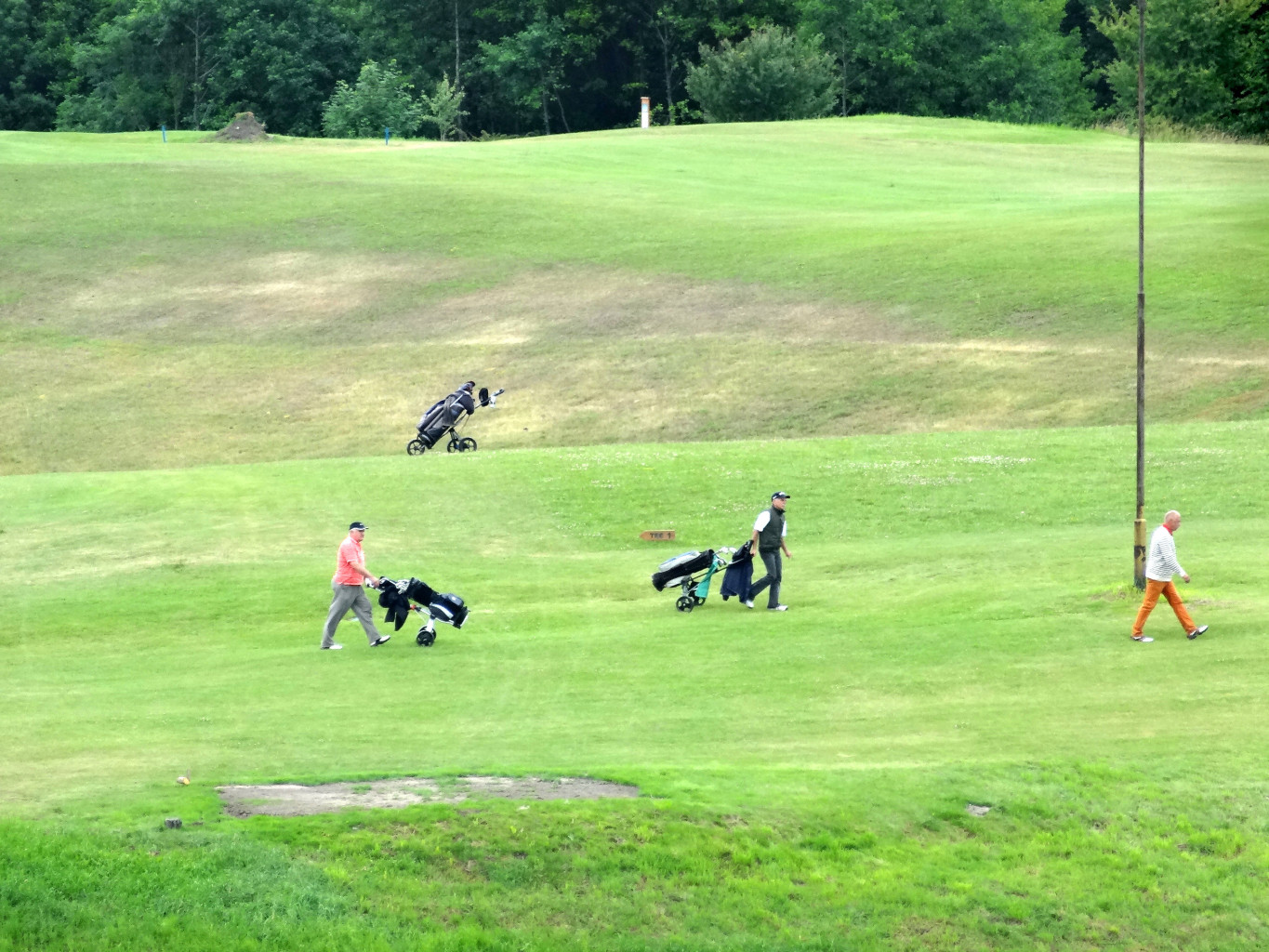
Golfiści w bydgoskim Myślęcinku

Rozwój golfa w Polsce datuje się na lata 90. XX w. Jego miłośnicy z Bydgoszczy korzystali z najstarszego w województwie kujawsko-pomorskim 9-dołkowego pola w Olszewce koło Nakła. Od 2003 funkcjonuje Bydgoski Klub Golfowy, do którego należy ponad 50 zawodników, włączony w struktury Polskiego Związku Golfa. W 2005 w Leśnym Parku Kultury i Wypoczynku otwarto Akademię Golfa z driving range (platformą strzelniczą) oraz 18-dołkowym polem do gry w minigolfa. W 2006 na wzgórzach i dolinach Zbocza Fordońskiego w Myślęcinku urządzono na powierzchni 6 ha 9-dołkowe profesjonalne pole golfowe z fairwayami i green’ami, które zaopatrzono w 5 km sieci nawadniającej. Obok wzniesiono domek klubowy, gdzie można wypożyczyć sprzęt. Przemierzając pole można podziwiać panoramę Bydgoszczy oraz Leśnego Parku Kultury i Wypoczynku – z tego powodu golfiści uważają je z jedno z najpiękniej położonych w Polsce. Na polu organizowane są imprezy i turnieje mające na celu popularyzację golfa. W sezonie odbywa się cykl turniejów BKG Cup oraz Olszewka Cup, otwarte mistrzostwa Bydgoszczy oraz drużynowe turnieje Bydgoszcz-Toruń.
Na wyspie na Zimnych Wodach okresowo funkcjonuje również pole do ćwiczeń dla golfistów, a przy ul. Powstańców Wlkp. 33 Golf Factory, gdzie można grać w golfa przez cały rok na symulatorach lub ćwicząc na 9-dołkowym polu pod dachem.

#### Kręgle

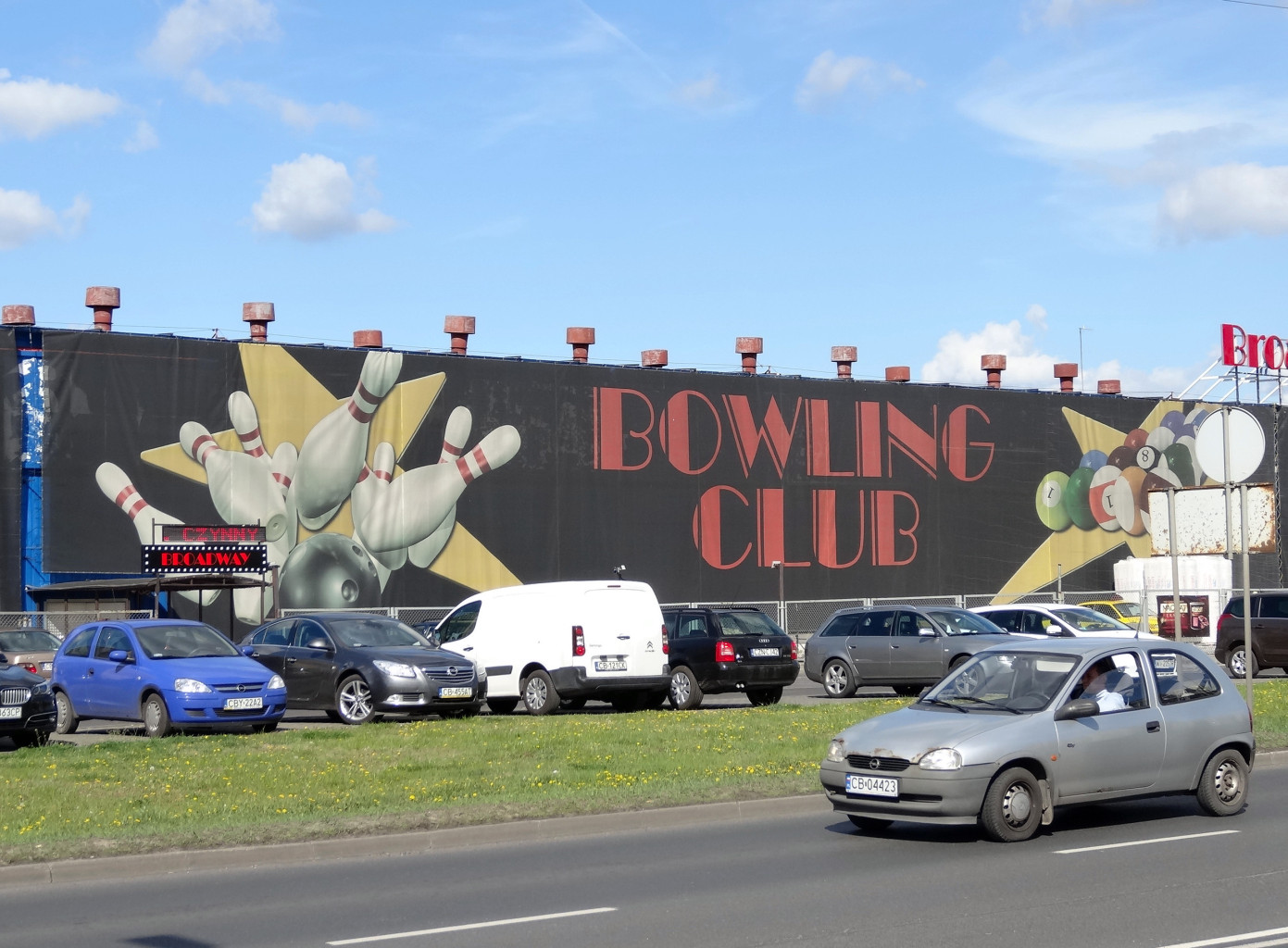
Kręgielnia przy ul. Kamiennej

Gra w kręgle popularna była w Wielkopolsce i na Pomorzu, generalnie w zaborze pruskim. W 1925 powstał Pomorski Związek Kręglarzy w Bydgoszczy na bazie czterech klubów niemieckich oraz pierwszego polskiego klubu „Zgoda”, a w 1929 Pomorski Związek Klubów Kręglarskich w Bydgoszczy, w którego skład wchodziło kilkanaście sekcji polskich i niemieckich (w tym 15 bydgoskich). W mieście istniało kilkanaście kręgielni m.in. w Resursie Kupieckiej i Strzelnicy. W 1935 w Bydgoszczy odbyły się Kręglarskie Mistrzostwa Polski w, a rok później bydgoszczanie wystawili polską ekipę do udziału w Światowym Turnieju Kręglarskim w 1936 w Berlinie. W 1947 otwarto pierwszą powojenną kręgielnię w Bydgoszczy w pawilonie po Pomorskiej Wystawie Przemysłu, Rzemiosła i Handlu, a miasto zaliczało się do kręglarskich „potęg”. W 1949 stalinizm i ówczesna propaganda doprowadziły jednak do likwidacji kręglarstwa jako sportu „obcego klasowo”. Odrodzenie dyscypliny w Polsce nastąpiło dopiero w latach 70., a w Bydgoszczy w latach 90. XX w. W 2016 funkcjonowało kilkanaście kręgielni m.in. w Broadway Bowling & Club (www), Olimpic Bowling Center (www).

#### Korfball
Korfball to dyscyplina sportu, wywodząca się z koszykówki. W 1994 powołano Polską Federację Korfballu, której klubem członkowskim w lidze juniorów (U16) jest UKS Meta Bydgoszcz (przy IV LO, od 2016 roku – UKS Czwórka Bydgoszcz).

#### Radioorientacja sportowa
Radioorientacja sportowa jest sportem łączącym umiejętności biegu na orientację oraz korzystania z mapy, radia i kompasu, uprawianym w Polsce od 1990 roku. W 1996 w Bydgoszczy i okolicznych lasach odbyły się VI Mistrzostwa Polski w Radioorientacji Sportowej „Bydgoszcz 650”, a w 2007 Mistrzostwa Europy z udziałem 297 zawodników z 25 krajów. Organizatorem imprez Polskiego Związku Radioorientacji Sportowej jest m.in. Zarząd Wojewódzki Ligi Obrony Kraju w Bydgoszczy. Ze sportem tym powiązane są: foxoring, radiolokacja sportowa oraz sporty obronne np. dwubój obronny (marszobieg + strzelectwo), których ogólnopolskie zawody w latach 2013–2016 rozgrywano w Bydgoszczy.

#### Sporty wodne (poza pływaniem, wioślarstwem, kajakarstwem i żeglarstwem)

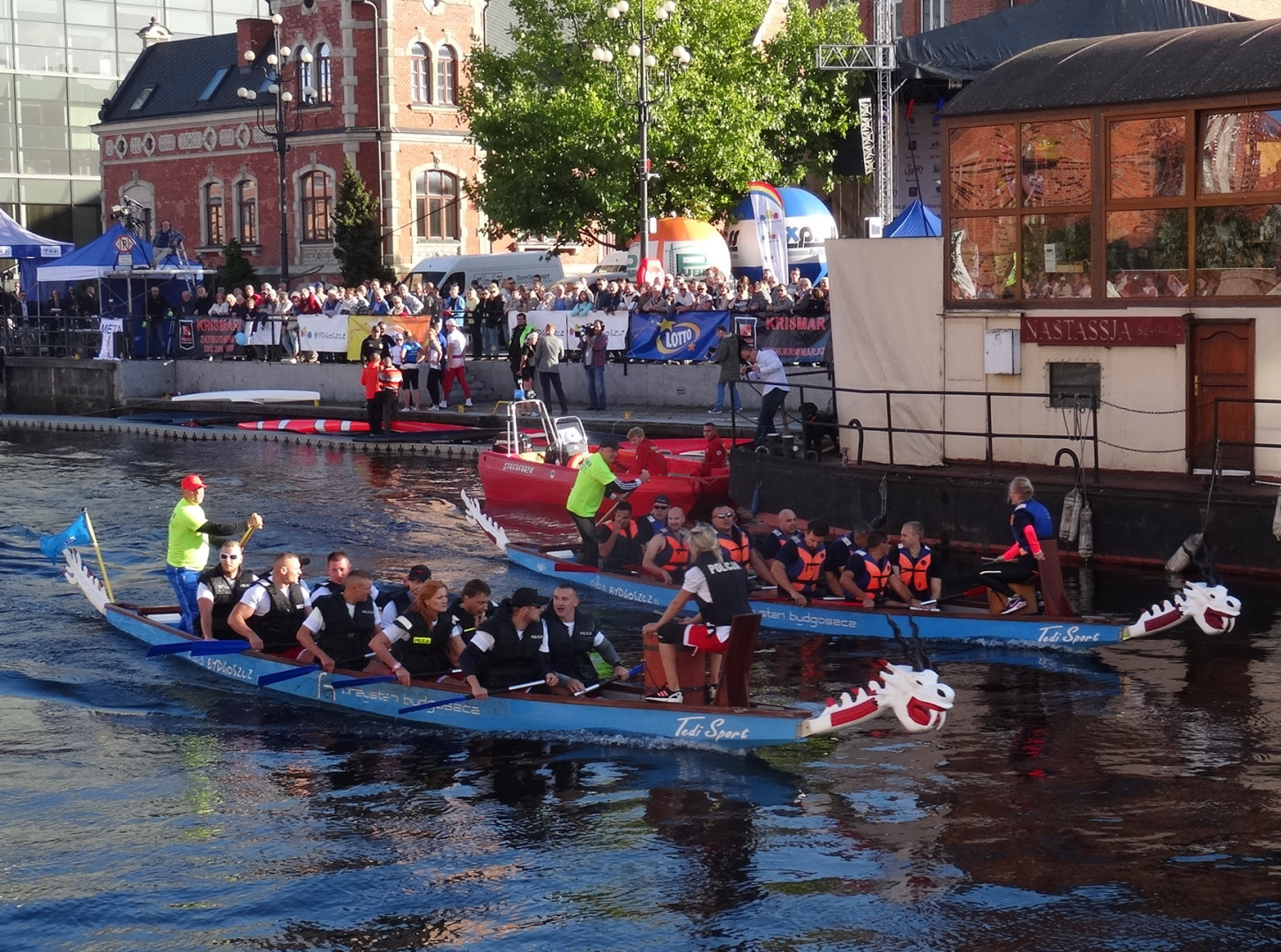
Wyścigi smoczych łodzi podczas Wielkiej Wioślarskiej o Puchar Brdy 2016

W rozgrywkach drużynowych kajak-polo uczestniczą drużyny Astorii (4 tytuły mistrza kraju) oraz UKS Kormorana Bydgoszcz (mistrz Polski kobiet, wicemistrz świata w 2002). W 2005 roku w Brdyujściu rozgrywano mistrzostwa Polski w tej dyscyplinie. W Bydgoszczy można uprawiać wakeboarding w Kokubo Wakeboard Club, który dysponuje wakeparkiem w Leśnym Parku Kultury i Wypoczynku. W 2005 datuje się początek sportu smoczych łodzi w Bydgoszczy. W 2006 na Brdzie zorganizowano I Długodystansowe Mistrzostwa Polski, w których brały udział drużyny szkół średnich i gimnazjów. Od 2013 rozgrywane są w Bydgoszczy Mistrzostwa Polski Seniorów i Juniorów, a od 2016 także Mistrzostwa Polski na smoczych łodziach 10 osobowych. Dyscyplinę można uprawiać m.in. w Astorii Bydgoszcz. Na Brdzie oraz torze regatowym w Bydgoszczy odbywają się zawody skuterów wodnych (w tym eliminacje Motorowodnych Mistrzostw Polski), pokazy flyboardu oraz kursy motorowodne. Od 2012 w przystani Bydgoszcz w centrum miasta można wypożyczać i pływać na Brdzie na łodziach, kajakach, pirogach, canoe, smoczych łodziach i motorówkach turystycznych, a na torze regatowym na rowerach wodnych. W Jet-Clubie przy ul. Babia Wieś można wypożyczać skutery wodne i łodzie motorowe.

#### Rugby
Początki rozgrywek o mistrzostwo Polski w rugby sięgają 1957 roku. W 2003 założono UKS Alfa Bydgoszcz „Bydgoskie Byki”, który uczestniczył w rozgrywkach ekstraligi rugby siedmioosobowego (2008−2012), a od 2012 gra także w I lub II lidze rugby klasycznego. Struktury bydgoskie należą do Pomorskiego Okręgowego Związku Rugby w Gdańsku.

#### Sporty zimowe (poza hokejem na lodzie)
Sporty zimowe z uwagi na lokalizację Bydgoszczy poza obszarem podgórskim z trwałą pokrywą śnieżną, mają charakter rekreacyjny. Bazą dla uprawiania narciarstwa zjazdowego, biegowego, snowboardingu oraz saneczkarstwa jest Leśny Park Kultury i Wypoczynku, gdzie od lat 80. XX w. na Górze Myślęcińskiej istnieje „Stefanowy Stok” im. Stefana Kulmatyckiego. Stok o różnicy poziomów ok. 45 m dysponuje trzema sztucznie naśnieżanymi trasami zjazdowymi o długościach 170–250 m, z wyciągami orczykowymi. Obok znajduje się snowpark (skocznie i przeszkody dla ekstremalnej jazdy na desce snowboardowej), tor saneczkowy oraz do zjazdów na pontonach. W Fordonie w sezonie zimowym działa sztuczne lodowisko, a w 2018 w parku Centralnym otwarto halę sztucznego lodowiska Torbyd do uprawiania dyscyplin zimowych (hokej, łyżwiarstwo). W Leśnym Parku Kultury i Wypoczynku organizowane są kuligi, a zamarznięte stawy stanowią atrakcyjną bazę dla łyżwiarzy.

#### Squash
Squash to dyscyplina sportu nawiązująca do tenisa. W Bydgoszczy można ją uprawiać w klubie SquashPoint. Organizowane są w nim mistrzostwa województwa kujawsko-pomorskiego, turnieje SquashPoint oraz Bydgoska Liga Squasha.

#### Triathlon
Bydgoszcz jest ważnym miejscem na mapie imprez triathlonowych w Polsce. Otwarte mistrzostwa Bydgoszczy w tej dyscyplinie zapoczątkowano w 1997 roku. W latach 2015–2016 w cyklu 9 imprez organizowanych przez Enea Tri Tour znajdowały się dwie imprezy bydgoskie: Bydgoszcz Triatlon (www) oraz Triathlon Polska Borówno-Bydgoszcz. Pierwsza z imprez dwukrotnie otrzymała prestiżowy tytuł „Impreza Roku” w ramach plebiscytu Akademii Triatlonu. Brało w niej udział 1,5 tys. zawodników z Polski, Europy i świata. Pływanie (950 m) odbywało się w Brdzie, jazda rowerem (44 km) ulicami Bydgoszczy, a bieg (10,8 km) bulwarami nad Brdą. Na co dzień dyscyplinę można trenować w klubie MUKS Piętnastka, zarejestrowanym w Polskim Związku Triatlonu.

#### Wędkarstwo

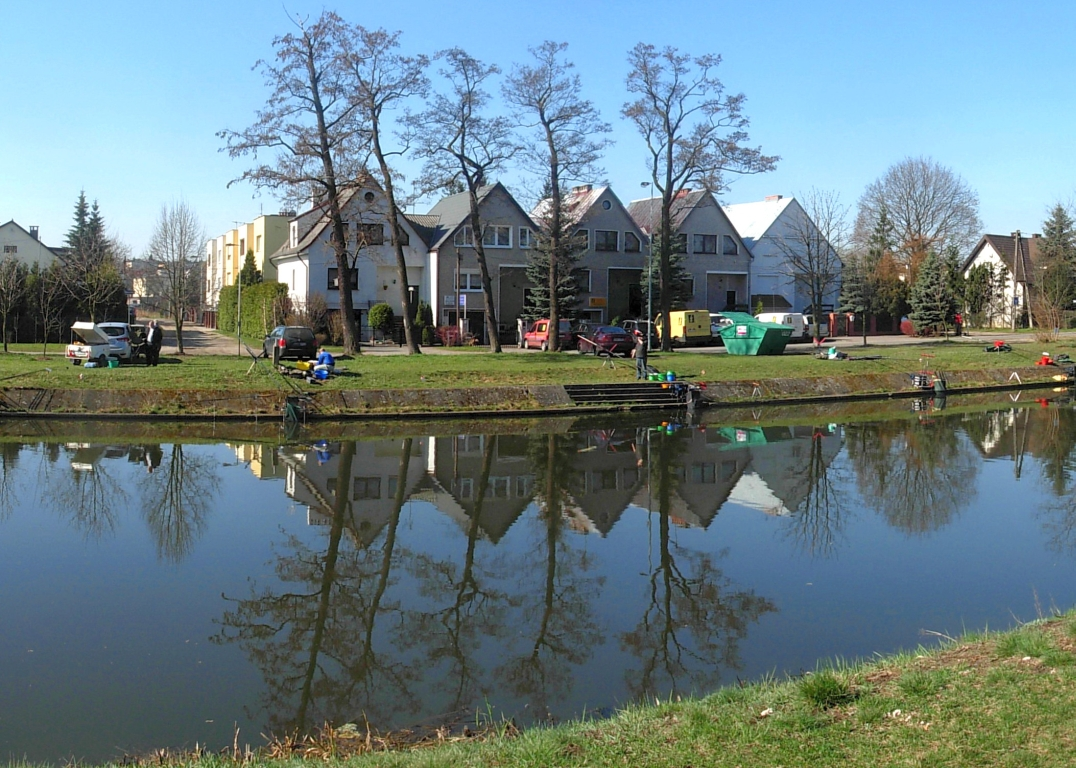
Zawody wędkarskie nad Kanałem Bydgoskim

Okręg Bydgoski Polskiego Związku Wędkarskiego (zał. 1950) obejmuje terytorium dawnego województwa bydgoskiego (1975–1998). Zajmuje się m.in. gospodarką rybacko-wędkarską,
ochroną wód, edukacją. W zakresie działalności sportowej organizuje liczne zawody okręgowe (spławikowe, spinningowe, muchowe, morskie, towarzyskie). Co roku na Kanale Bydgoskim odbywają się Ogólnopolskie Zawody Spławikowe o Puchar Łuczniczki Grand Prix Polski. 7 września 1975 na Kanale Bydgoskim w dzielnicy Miedzyń-Prądy odbyły się XXII Wędkarskie Mistrzostwa Świata z udziałem 80 zawodników z 16 krajów. Natomiast w lipcu 2012 odbyły się Mistrzostwa Polski w wędkarstwie spławikowym seniorów i U-23. Do popularnych, przydatnych dla wędkarstwa rzek w okolicy Bydgoszczy należą: Brda, Wisła, Noteć, Kanał Bydgoski, Notecki i Górnonotecki, a akweny to: Balaton, stawy w Myślęcinku, Fordonie i Plątnowie, jeziora: Jezuickie, Jezuickie Małe i Olek, jez. Borówno i Dobrcz, zalew Smukalski, Tryszczyński i Koronowski, jez. Smerzyn i liczne jeziora rynny byszewskiej. Do wód typu górskiego, gdzie łowić można pstrągi i lipienie zaliczają się odcinki rzeki Brdy oraz Bożenkowska Struga.

#### Taniec
Taniec towarzyski i sportowy to widowiskowe dyscypliny olimpijskie obecne na zawodach organizowanych m.in. przez Polskie Towarzystwo Taneczne. W Bydgoszczy uprawiane są m.in. w Klubie Sportowym „Polski Taniec” (ul. Grunwaldzka 227), gdzie dostępne są także kursy tańca: towarzyskiego, współczesnego, jazzowego, latina, hip-hopowego, baletu, zumby itp. Trenerzy klubu: Marek Kosaty i Paulina Glazik są trzykrotnymi mistrzami świata, mistrzami Europy i wielokrotnymi mistrzami Polski w klasie standard. W marcu 2015 odbyły się w Bydgoszczy Mistrzostwa Polski Zawodowców w Tańcu Towarzyskim oraz rozgrywane po raz pierwszy Mistrzostwa Kobiet Latin Open Freestyle, a kilka miesięcy później Otwarte Mistrzostwa Polski Kobiet i Mężczyzn Pole Sport. W Bydgoszczy istnieją liczne szkoły tańca towarzyskiego i sportowego np. Bailamos (www), Fabryka Tańca (www), Centrum Tańca Siwka, Strudio Kreacji Tańca, Szkoła Tańca Joanny Ossowskiej, Szkoła Tańca GP. Tańcem folklorystycznym zajmuje się istniejący od 1958 Zespół Pieśni i Tańca Ziemi Bydgoskiej.

#### Ultimate
Ultimate to szybka gra zespołowa łącząca w sobie elementy koszykówki, piłki nożnej, piłki ręcznej i rugby. Od 2010 istnieje zespół Astro Disco Bydgoszcz (www), który gra w II lidze Halowych Mistrzostw Polski.

#### Wrotkarstwo

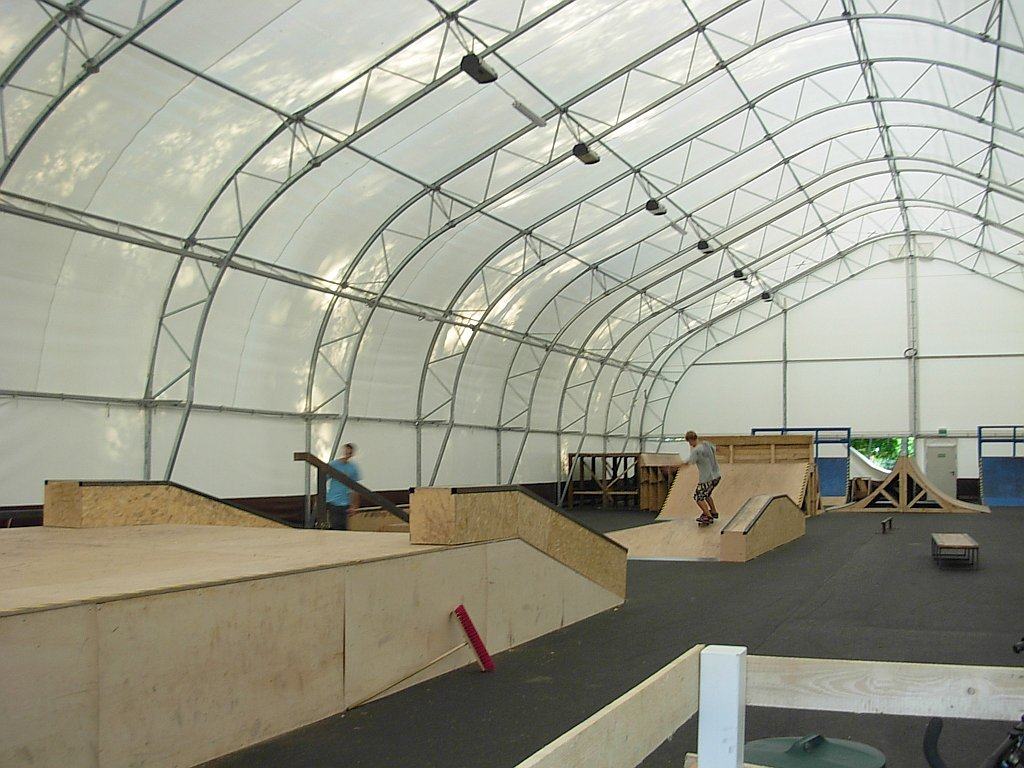
Wnętrze skateparku w Myślęcinku

Wrotkarstwo uprawiano w Bydgoszczy od lat 60. XX w. W 1992 założono Polski Związek Sportów Wrotkarskich, który popularyzuje wiele dyscyplin np. jazdę szybką, figurową, agresywną, freestyle, hokej na rolkach, skateboarding. W Bydgoszczy sporty te uprawiane są rekreacyjnie przez szerokie rzesze społeczeństwa. Głównymi bazami do ich uprawiania są Leśny Park Kultury i Wypoczynku, gdzie znajdują się trasy dla łyżworolek oraz otwarty i kryty skatepark, a od 2010 także ścieżki w Bydgoskim Parku Przemysłowo-Technologicznym. Od 2013 odbywa się Bydgoski Wrotkarski Wyścig Dzieci i Młodzieży, od 2014 Zawody Wrotkarskie Roll-Park w BPPT (na dystansach: 300, 500, 1000 m oraz 10 km), od 2016 Roll&Run Bydgoszcz. Biegi na rolkach odbywają się również w ramach Bydgoskiego Festiwalu Biegowego. Dostępne są również szkoły jazdy na rolkach.

#### Wyścigi psich zaprzęgów
W latach 2006–2015 na terenie Bydgoszczy istniał Klub Miłośników Psich Zaprzęgów „Śnieżne Psy”, który należał do Polskiego Związku Sportu Psich Zaprzęgów. Jego członkowie zdobyli wiele nagród, a także wielokrotnie organizowali ogólnopolskie zawody w Myślęcinku (2003-2008). Działalność kontynuowana jest m.in. w Stowarzyszeniu Miłośników Psów Zaprzęgowych „Sfora Nakielska” z siedzibą w Turze.

## Imprezy sportowe w Bydgoszczy
W Bydgoszczy rozgrywane są co roku imprezy międzynarodowe, głównie w lekkiej atletyce, sporcie żużlowym, wioślarstwie, kajakarstwie, piłce nożnej oraz sportach halowych: koszykówce, siatkówce, piłce ręcznej.

### Lekkoatletyka

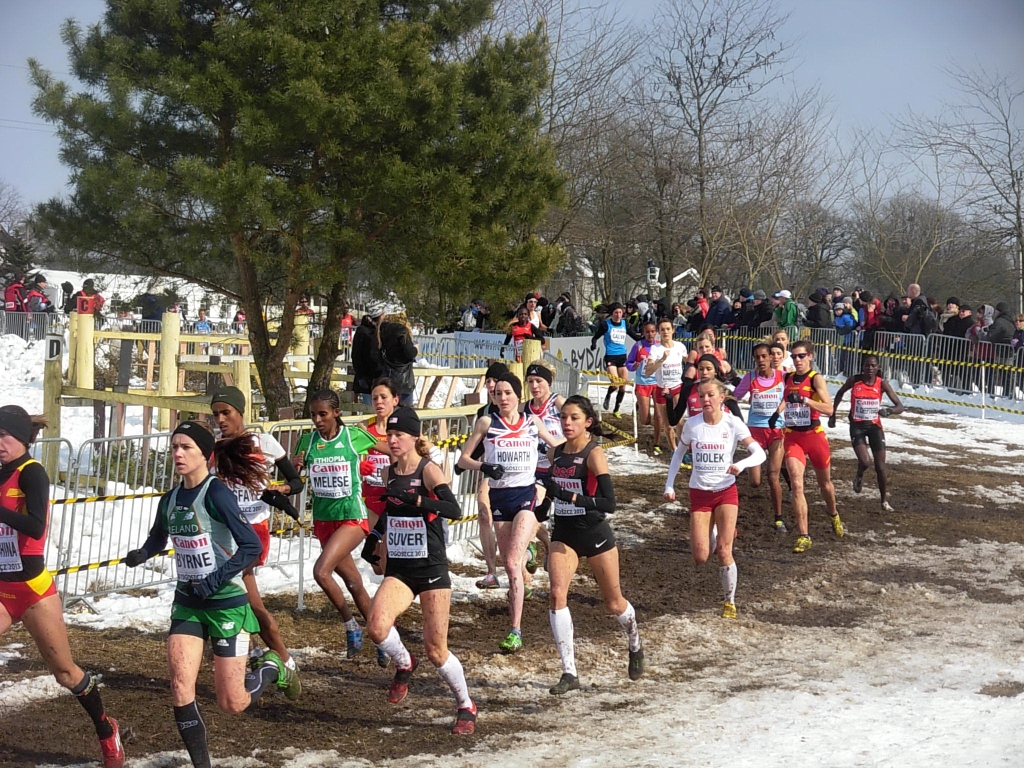
Mistrzostwa Świata w Biegach Przełajowych 2013 w bydgoskim Myślęcinku

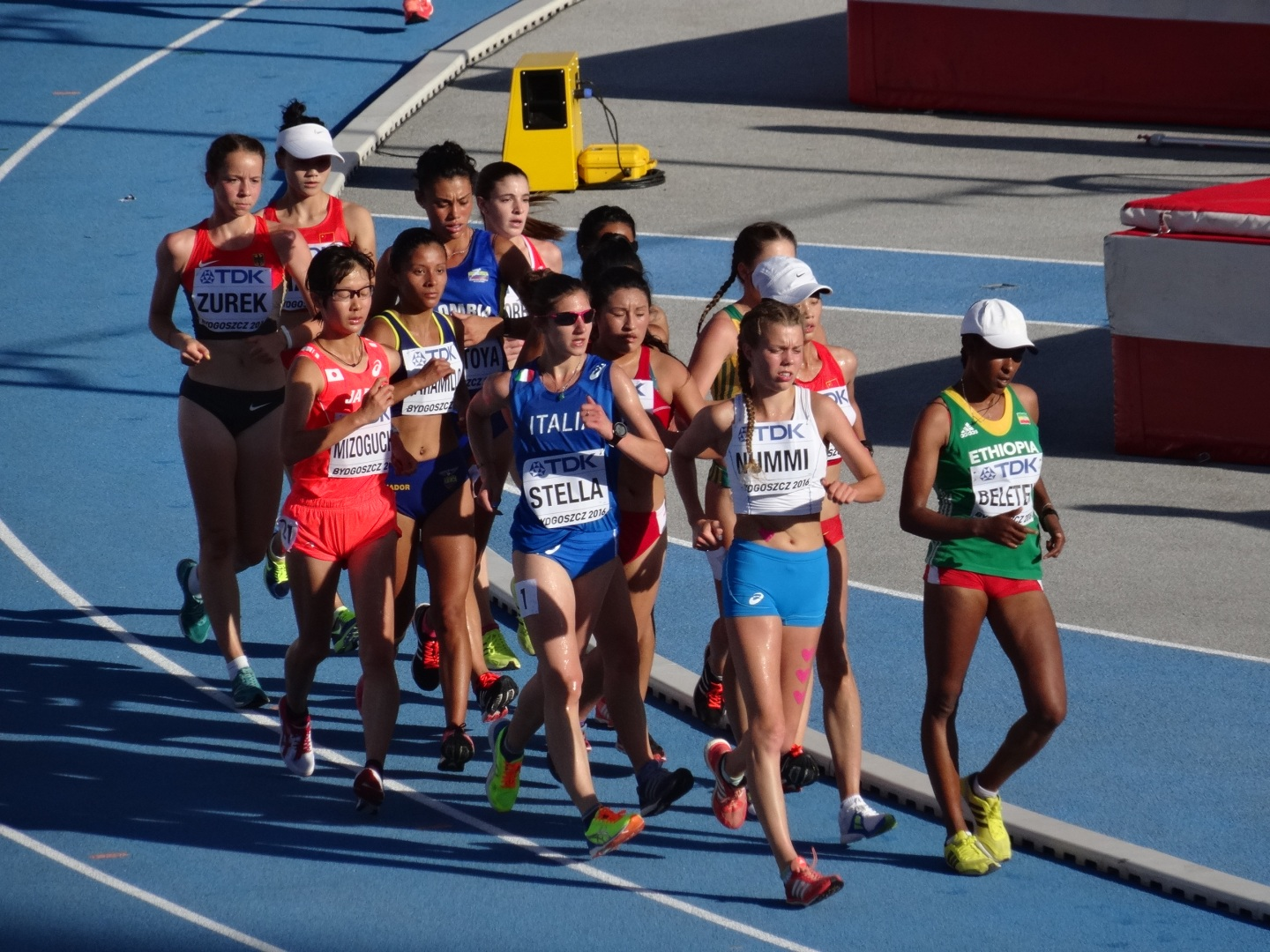
Chód na 10 kilometrów kobiet podczas Mistrzostw Świata Juniorów w Lekkoatletyce 2016 w Bydgoszczy

W latach 2005–2011 Stadion im. Zdzisława Krzyszkowiaka jako jedyny w Polsce spełniał normy IAAF, z tego też powodu Bydgoszcz stała się nieoficjalną stolicą lekkiej atletyki w Polsce. Miasto gościło następujące imprezy rangi międzynarodowej:
- Puchar Europy w Wielobojach 1975
- Grand Prix Brdy (1975–1978)
- Memoriał Janusza Kusocińskiego 1976
- Mistrzostwa Europy Juniorów w Lekkoatletyce 1979 – 1000 uczestników z 27 krajów[188]
- Mistrzostwa Świata Juniorów Młodszych w Lekkoatletyce 1999 – 1374 zawodników ze 134 państw[180]
- Halowy mityng Pedro’s Cup (2005–2014)
- Młodzieżowe Mistrzostwa Europy w Lekkoatletyce 2003
- Europejski Festiwal Lekkoatletyczny (2001-2016)
- Superliga pucharu Europy (2004)
- Mistrzostwa Świata Juniorów w Lekkoatletyce 2008 – 1500 zawodników ze 167 państw[189]
- Mistrzostwa Świata w Biegach Przełajowych 2010 – 500 zawodników z 58 krajów[190]
- Mecz lekkoatletyczny młodzieżowców Polska – Niemcy 2010
- Mistrzostwa Świata w Biegach Przełajowych 2013 – 800 zawodników i działaczy z 47 krajów
- Maraton Metropolii
- Mistrzostwa Świata Juniorów w Lekkoatletyce 2016 – ponad 3000 zawodników, trenerów i członków obsługi z 141 reprezentacji narodowych
- Młodzieżowe mistrzostwa Europy w lekkoatletyce 2017 – Rada European Athletics przyznała je Bydgoszczy w czerwcu 2015[191]

### Żużel
- Indywidualne Mistrzostwa Polski na Żużlu (1935, 1972, 1993, 1998, 1999, 2001, 2003)
- Criterium Asów (1951–1960)
- Memoriał Zbigniewa Raniszewskiego (1957-1975, 1984)
- Kryterium Asów Polskich Lig Żużlowych (co roku od 1982) – tradycyjnie otwiera żużlowy sezon na polskich torach
- Mistrzostwa Świata Par na Żużlu 1973 (półfinał)
- Mistrzostwa Świata Par na Żużlu 1993 (półfinał)
- Drużynowe Mistrzostwa Świata na Żużlu (24 września 1995)[180]
- Drużynowy Puchar Świata na Żużlu (2014)
- Grand Prix Polski na żużlu (1998, 1999, 2001–2010, 2013) – impreza z cyklu Grand Prix IMŚ na żużlu wyłania Indywidualnego mistrza świata na Żużlu

### Piłka nożna
- 11 międzypaństwowych meczów męskiej reprezentacji A, w tym jeden o punkty eliminacji ME2008 z Finlandią oraz 1 mecz żeńskiej reprezentacji Polski. 7 meczów rozegrano w latach 2001–2009
- W dniach 17–23 czerwca 2017 Bydgoszcz gościła zespoły grupy B Mistrzostw Europy U-21 w Piłce Nożnej 2017 (obok Gdyni, Kielc, Krakowa, Lublina i Tychów)[192]. Na stadionie im. Zdzisława Krzyszkowiaka rozegrano mecze: Portugalia U-21  –  Serbia U-21 (2:0); Serbia U-21  –  Macedonia Północna U-21 (2:2) i Serbia U-21  –  Hiszpania U-21 (1:0)

### Siatkówka

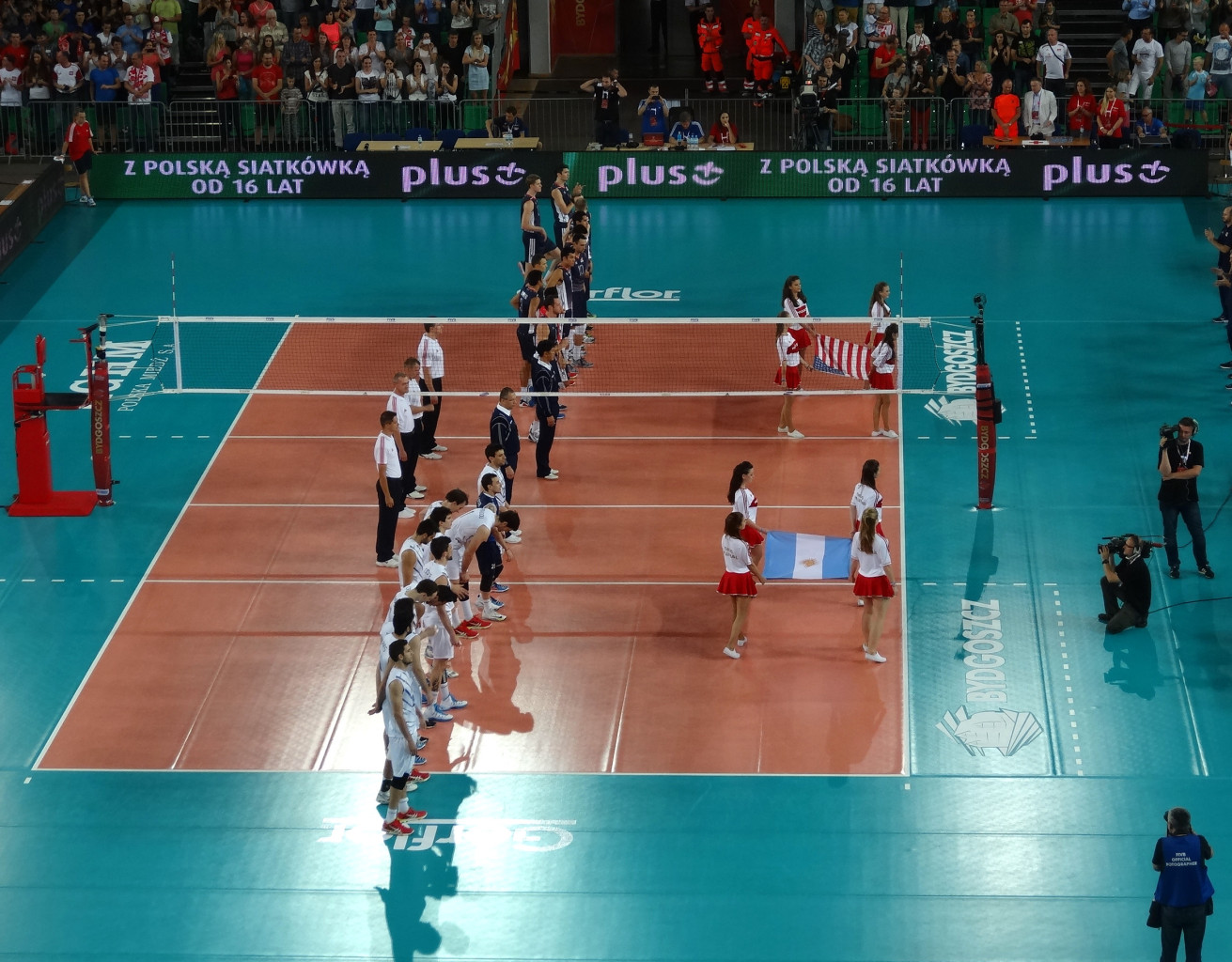
Mecz Argentyna-USA podczas Mistrzostw Świata w Piłce Siatkowej Mężczyzn 2014 w hali Łuczniczka

Od 2003 r. w Bydgoszczy rozegrano w hali widowiskowo-sportowej „Łuczniczka” kilkanaście spotkań reprezentacji Polski w siatkówce:
- męskiej – eliminacje Ligi Światowej (2003, 2004, 2005, 2007, 2008)
- żeńskiej – Polska vs. Słowacja
- żeńskiej – Turniej World Grand Prix 2006 z udziałem reprezentacji USA, Włoch, Dominikany i Polski.
- żeńskiej – w 2009 r. rozegrano w Bydgoszczy 6 meczów, pomiędzy zespołami grupy C Mistrzostw Europy Kobiet w Siatkówce: Rosji, Bułgarii, Belgii i Białorusi.
- męskiej – w 2014 r. rozegrano w Bydgoszczy 6 meczów drugiej fazy grupowej Mistrzostw Świata w Siatkówce Mężczyzn

### Koszykówka
Od 2003 w Bydgoszczy rozegrano w hali widowiskowo-sportowej „Łuczniczka” kilka spotkań reprezentacji Polski, m.in. mecz reprezentacji żeńskiej Polska – Białoruś 31 maja 2009 r.
W 2009 rozegrano w Bydgoszczy 9 meczów, pomiędzy zespołami grupy E Mistrzostw Europy w Koszykówce Mężczyzn: Rosji, Francji, Grecji, Niemiec, Chorwacji i Macedonii.
W 2011 rozegrano mecze grup A, B i E Mistrzostw Europy w Koszykówce Kobiet w hali Łuczniczka z udziałem zespołów: Litwy, Rosji, Turcji, Słowacji, Czech, Białorusi, Wielkiej Brytanii i Izraela

### Piłka ręczna
W Bydgoszczy rozegrano w hali widowiskowo-sportowej „Łuczniczka” kilka spotkań reprezentacji Polski, m.in.:
- mecz reprezentacji męskiej Polska – Czarnogóra 29 października 2008 r. (eliminacje mistrzostw Europy),
- mecz reprezentacji męskiej Polska – Słowacja 29 października 2009 r. (Turniej Reprezentacji Narodowych w piłce ręcznej mężczyzn 2009),

### Karate

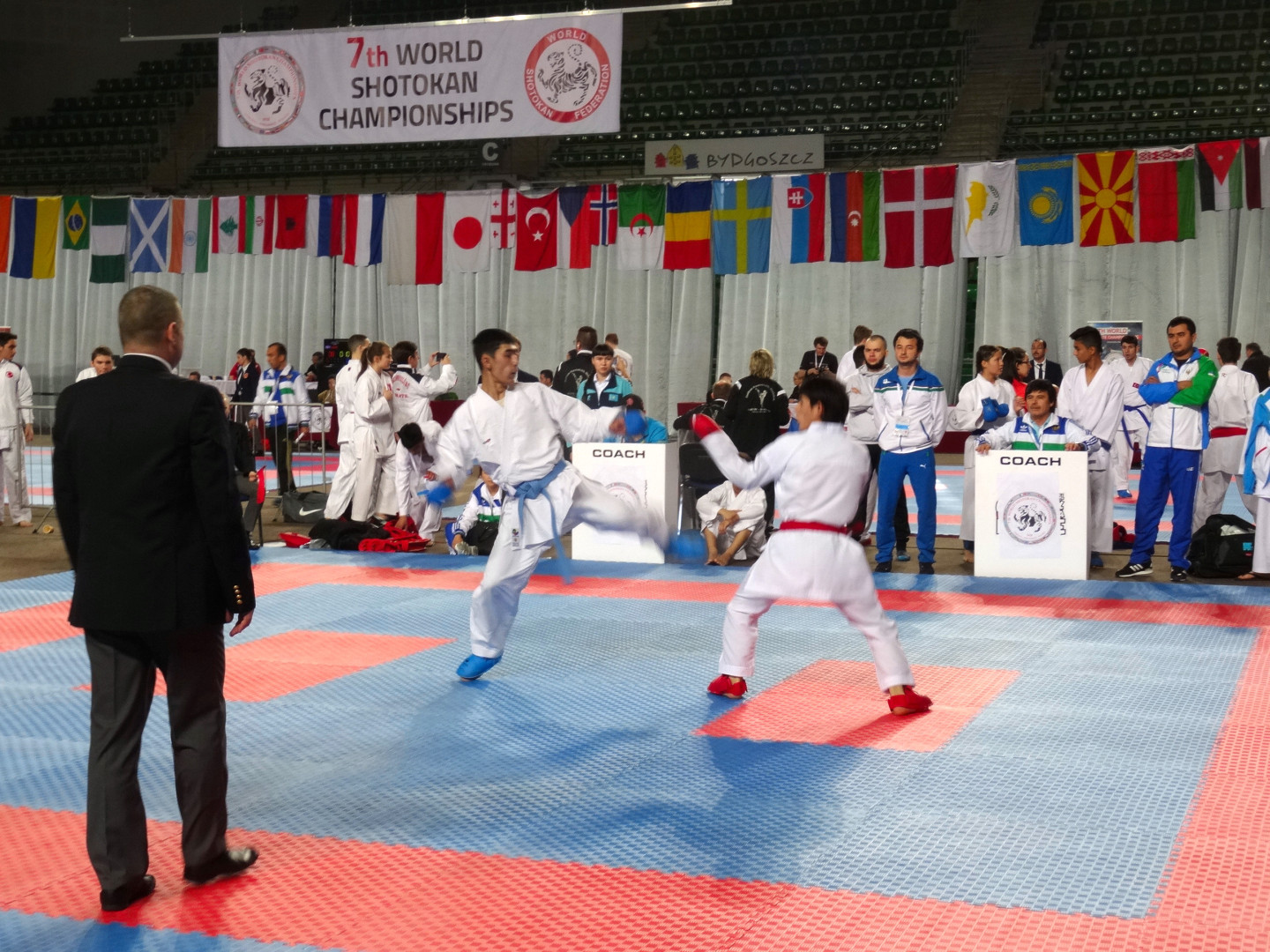
Mistrzostwa Świata Karate Shōtōkan, 1–3 kwietnia 2016 w hali Łuczniczka

- 2009 – Mistrzostwa Europy Juniorów i Seniorów w Oyama Karate
- 23 września 2007 – Mistrzostwa Świata w Karate Shōtōkan
- 1–3 kwietnia 2016 – Mistrzostwa Świata w Karate Shōtōkan

### Karting
- Kartingowe Mistrzostwa Europy 1977 (klasa 125 cm³ C)[180]
- Kartingowe Mistrzostwa Europy 1979 (klasa 125 cm³ C-1 i C-2)[180]
- Kartingowe Mistrzostwa Świata 1994 Formuły C[180]

### Strzelectwo
- 14–18 września 2016 – Akademickie Mistrzostwa Świata w Strzelectwie Sportowym[193]

### Sporty wodne
- Długodystansowe Regaty Żeglarskie Toruń-Bydgoszcz
- Wielka Wioślarska o Puchar Brdy z obsadą międzynarodową, w tym osady uniwersytetów z Wielkiej Brytanii: Cambridge, Oxford. W 2004 i 2005 osada Oxford rywalizowała z osadą Uniwersytetu Kazimierza Wielkiego w Bydgoszczy. Od 2006 na zakończenie regat odbywa się wyścig osad Oxford i Cambridge na dystansie 2 km. W 2016 stan rywalizacji wynosił 6:4 dla Uniwersytetu Oxford.

### Inne
- XXII Mistrzostwa Świata w Wędkarstwie na Kanale Bydgoskim – 7 września 1975; z udziałem 80 zawodników z 16 krajów[180],
- Mistrzostwa Świata w Fitness Sportowym federacji WFF – 2008; z udziałem 160 zawodniczek i zawodników z 29 państw,
- I Mistrzostwa Świata w Zapasach U-23[194] – 21–26 listopada 2017; uczestniczyło w nich 850 zawodników i zawodniczek z 54 państw, w tym 24 reprezentantów Polski[195].

### Sportowe imprezy masowe

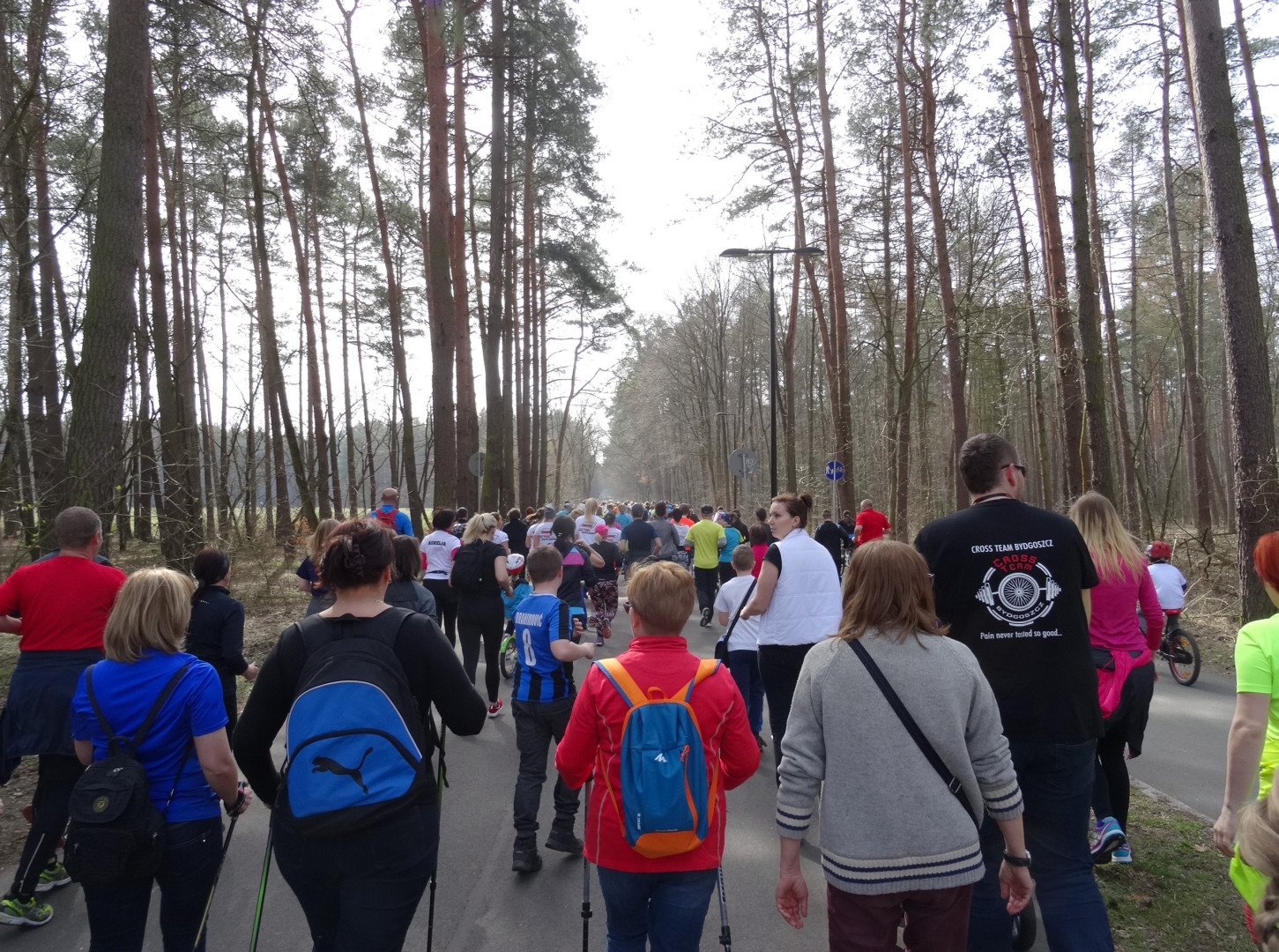
Bieg Bez Ograniczeń 2016 w Myślęcinku

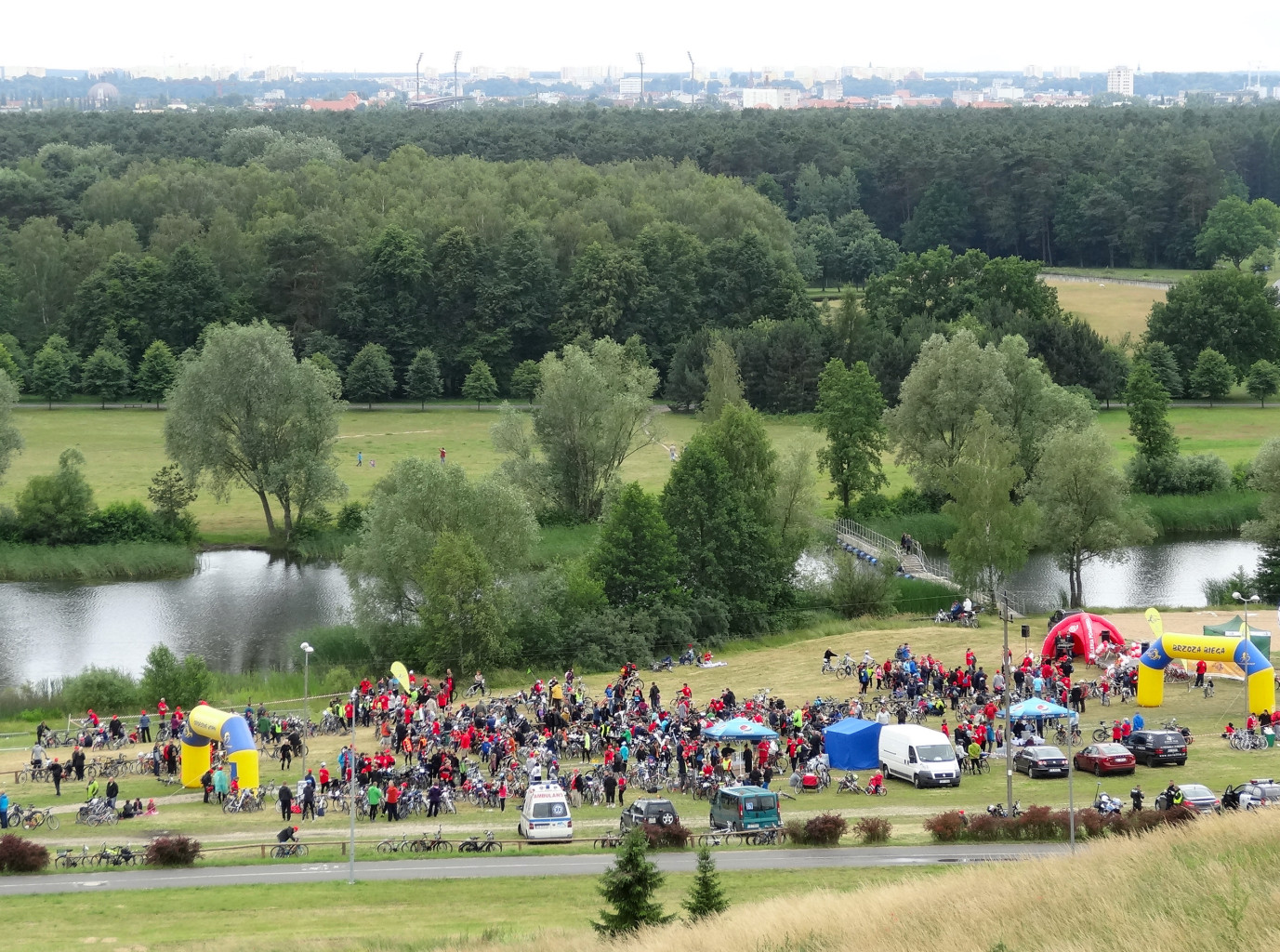
Uczestnicy rajdu rowerowego w Myślęcinku

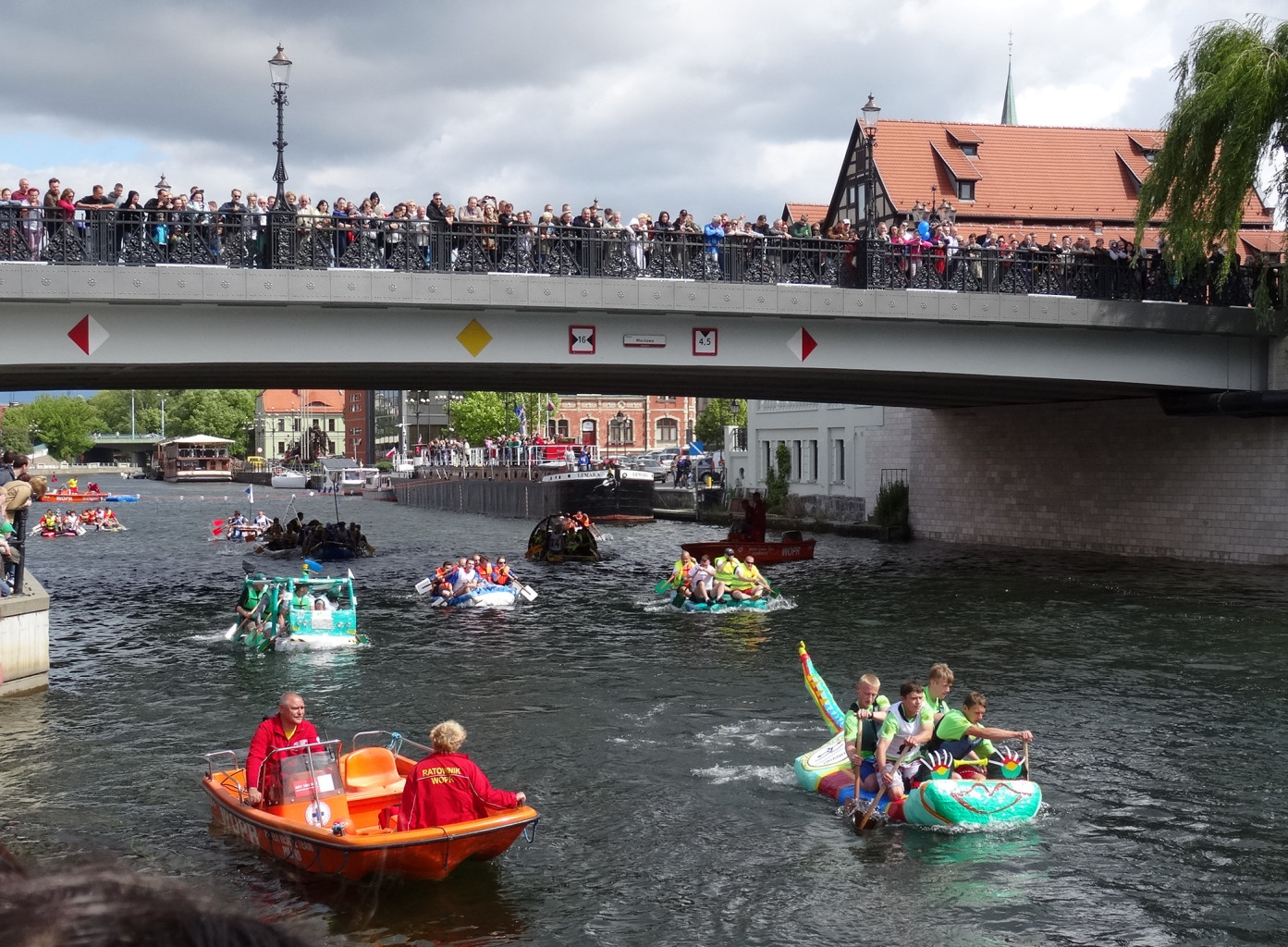
Wyścigi na łodziach z plastikowych butelek na Brdzie – 2015 rok

Jedną z marek Bydgoszczy są masowe imprezy sportowe: maratony, biegi uliczne, przełajowe, nordic walking, rajdy rowerowe, zawody pływackie itp. Imprezy te mają dogodną bazę w postaci największego parku w Polsce: LKPiW Myślęcinek, rozległych, otaczających miasto lasów, czy czystej rzeki w środku miasta, która umożliwia pływanie i sporty wodne. Z danych GUS wynika, że Bydgoszcz i województwo kujawsko-pomorskie znajduje się w ścisłej czołówce jeśli chodzi o organizację masowych imprez sportowych. W 2015 odbyło się ich 552 (2. miejsce wśród województw, 16% w skali kraju). Około 80% tych imprez dotyczyło bezpośrednio aktywności sportowej (najwyższy odsetek w kraju). Aktywność sportowo-rekreacyjna społeczeństwa Bydgoszczy wyraża się także popularnością całorocznych centrów rekreacji (np. Sport Faktory) oraz Bydgoskiego Roweru Aglomeracyjnego. W 2015 każdy rower wypożyczono 8 razy dziennie, co było najlepszym wynikiem w kraju i 3. w Europie.
W 2015 utworzono markę Aktywna Bydgoszcz, w której wyróżnia się cykliczne imprezy sportowo-rekreacyjne o charakterze międzynarodowym, a jednocześnie otwarte dla amatorów. Certyfikaty w 2016 otrzymały:
- PKO Bydgoski Festiwal Biegowy (maj) – bieg na dystansie 10 km, biegi towarzyszące, rolkarskie, półmaraton, festyn dla dzieci, 2,5 tys. uczestników
- Bieg Instalatora (maj) – cykliczny bieg masowy w LPKiW Myślęcinek
- Terenowa Masakra (czerwiec, wrzesień) – ekstremalny bieg z przeszkodami na trasie 5 i 10 km, 2,8 tys. uczestników z Polski i zagranicy
- Bydgoszcz Triathlon (lipiec) – 3 tys. uczestników z Polski, Europy i świata
- Triathlon Polska (sierpień)– 3,5 km pływania, 180 km jazdy na rowerze i 42-kilometrowy bieg
- Półmaraton Bydgoski (październik) – uczestniczy w nim ok. 2,5 tys. biegaczy z 9 państw

Do pozostałych rozgrywanych w Bydgoszczy masowych imprez biegowych w latach 2014–2016 należały:
- Bydgoski Bieg Urodzinowy – organizowany w kwietniu z okazji rocznicy nadania praw miejskich Bydgoszczy, 5 km trasa, ok. 1,5 tys. uczestników
- Bydgoski Bieg Niepodległości – organizowany 11 listopada bieg o dystansie 5 km z placu Wolności bulwarami nad Brdą, 1,5 tys. uczestników
- Biegowe Cztery Pory Roku – odbywa się 4 razy w roku: Wiosenne Przebudzenie (5 km), Sen Nocy Letniej (10 km), ZaDyszka Bydgoska (10 km), Zimowa Zadymka (5 km)
- Bydgoszcz na start  – kwiecień, trasa 10 km
- City Trail onTour Bydgoszcz – cykl 6 biegów (5 km) od października do marca, na terenie LKPiW,
- Parkrun Bydgoszcz – 5 km, co tydzień w parku nad Kanałem Bydgoskim
- Dwumaraton Bydgoski – cykliczny
- Run Budlex for Woman – bieg dla kobiet (5 km), w kwietniu nad Kanałem Bydgoskim
- Maraton Wielkanocny – kwiecień
- Bieg po Zdrowie o Puchar Prezydenta Miasta Bydgoszczy – 5 km, maj
- Bieg z różą  – 10 km, maj
- Bieg Mostami Bydgoszczy  – 8 lub 16 km, w czerwcu
- Bydgoszcz Fan Maraton
- Nocny Maraton Kanału Bydgoskiego – 21 lub 42 km, w czerwcu
- Kamienna Piątka – 5 km, czerwiec
- Półmaraton Rock’n’Run Bydgoszcz – 21 km, wrzesień
- Bieg na Szwederowie – 10 km, wrzesień
- Cross Bydgoski – 10 km, wrzesień
- Bieg Tropem Wilczym
- Bieg z Łapką

Do masowych imprez rowerowych należały:
- Bydgoska Masa Krytyczna – cykliczne masowe rajdy i przejazdy przez miasto i okolice
- Cross Duathlon Bydgoszcz – biegi i rajdy po LKPiW (październik)
- Bydgoszcz Cycling Challenge – kryterium uliczne po Trasie Uniwersyteckiej, indywidualna jazda na czas (10 km), promowana przez Sylwestra Szmyda (maj)
- Kujawia XC – zawody MTB w Myślęcinku na Zboczu Fordońskim
- Rajd rowerowy Galerii Pomorskiej – ok. 1000 uczestników (czerwiec)
- Bydgoski Rajd Niepodległości  – ok. 400 uczestników (111 km, listopad)
- Metropolia Bydgoszcz Maraton MTB – ok. 600 uczestników
- rajdy sezonowe np. Przywitanie Wiosny (kwiecień), Światowy Dzień Serca (wrzesień), Święto pieczonego ziemniaka (październik, do Chrośnej w Puszczy Bydgoskiej), Rajd Pamięci Narodowej (11 listopad), Święto Cykliczne w Bydgoszczy (8 czerwca). W organizację rajdów włączają się dwa bydgoskie stowarzyszenia rowerowe: Bydgoska Masa Krytyczna (zał. 2004) i Bydgoszcz Rowerowa (zał. 2010). Od 2015 od marca do października działa Bydgoski Rower Aglomeracyjny, który obejmuje ponad 350 rowerów, dostępnych do wypożyczania w 37 stacjach.

Jedną z oryginalnych imprez masowych jest Woda Bydgoska – zawody pływackie na Brdzie w centrum Bydgoszczy na dystansach 650, 1600 i 2800 m, z udziałem ok. 500 zawodników (sierpień). Natomiast podczas Bydgoskiego Festiwalu Wodnego Ster na Bydgoszcz odbywają się wyścigi łodzi zbudowanych z plastikowych butelek oraz tzw. Bydgoska Kajakowa Masa Wodna. Od 2016 działa Bydgoski Rower Wodny – wypożyczalnia rowerów wodnych na torze regatowym w Brdyujściu. Niezależnie od tego można pływać na Brdzie w centrum miasta na łodziach, kajakach i motorówkach wypożyczonych w przystani Bydgoszcz.

## Obiekty sportowe i rekreacyjne

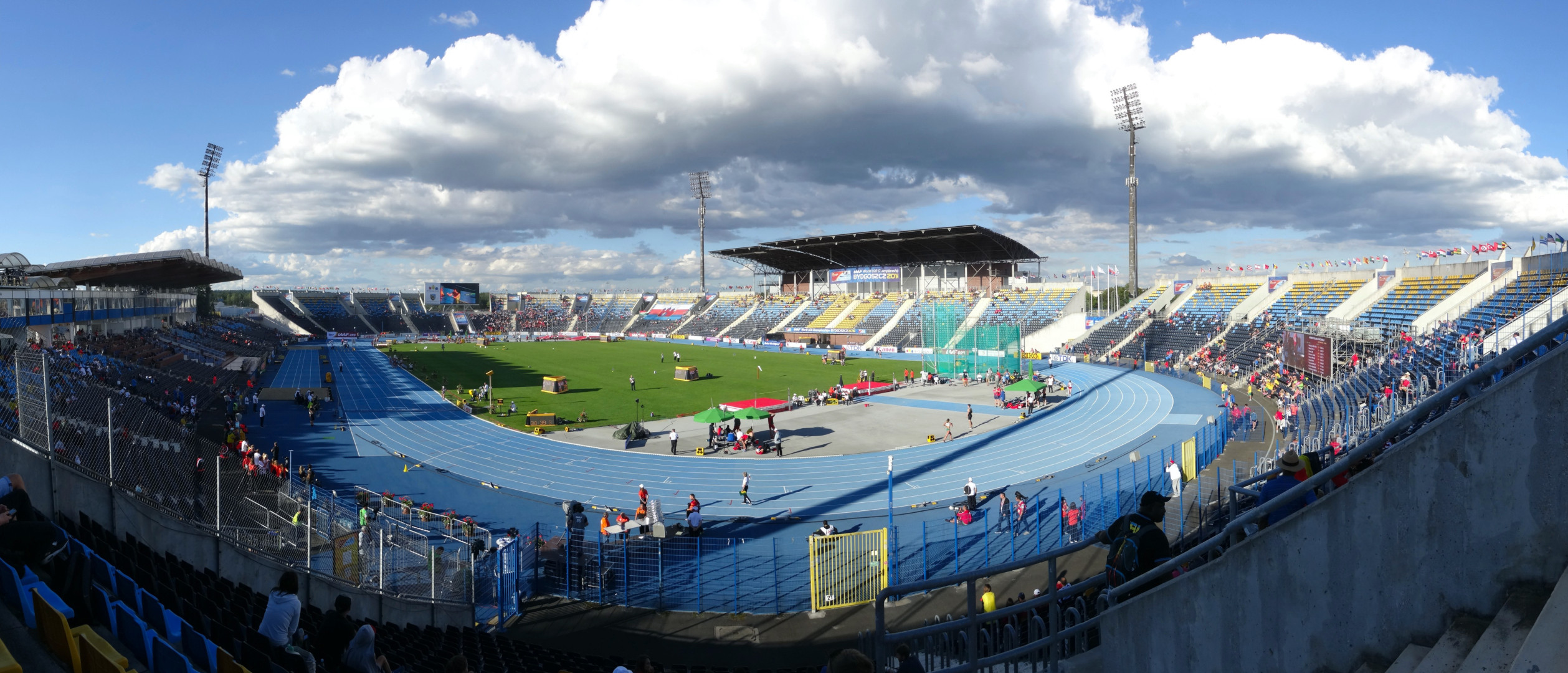
Stadion im. Zdzisława Krzyszkowiaka

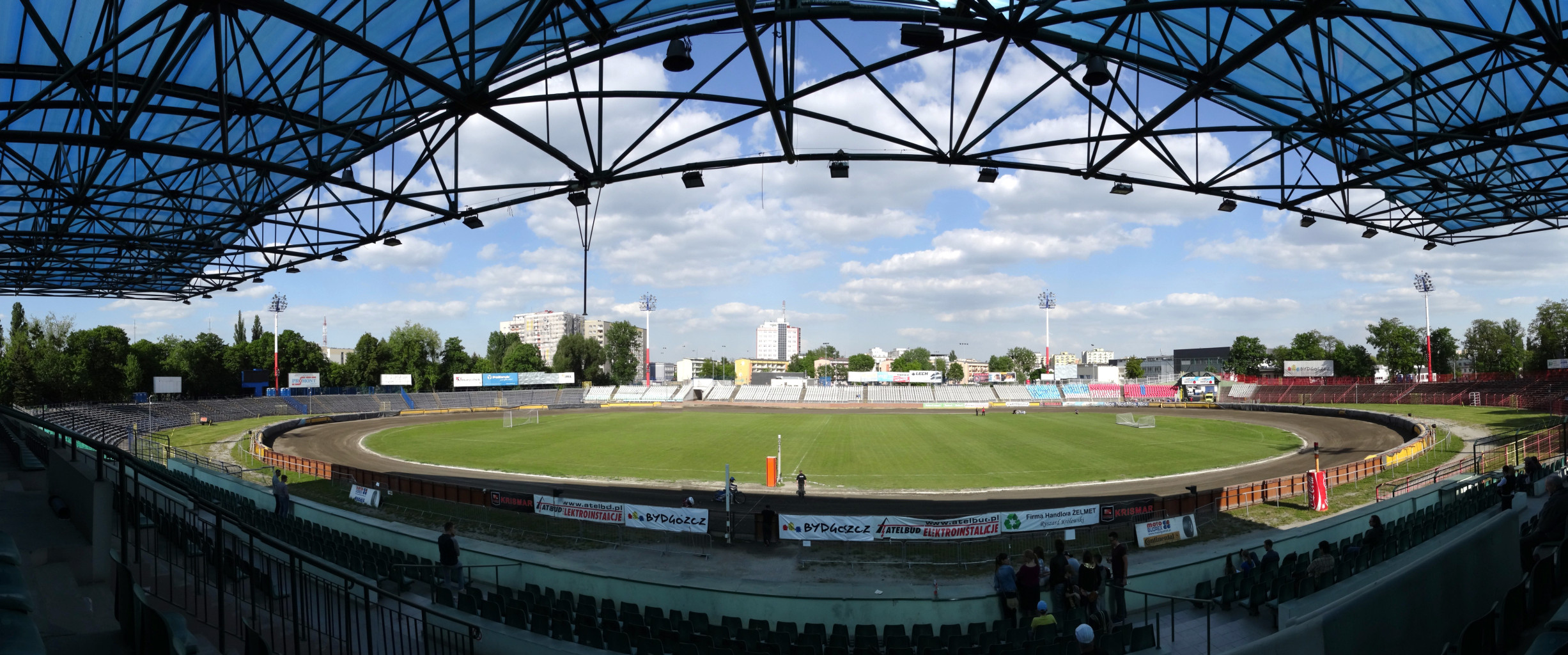
Stadion Miejski im. Marszałka Józefa Piłsudskiego

Według opracowań Miejskiej Pracowni Urbanistycznej w 2012 na terenie Bydgoszczy znajdowało się 111 obiektów sportowych (nie uwzględniając sal gimnastycznych przy placówkach oświatowych), z czego 97 obiektów jest publicznie dostępnych. Niektóre z nich dostępne są dla mieszkańców tylko częściowo, na ogół po godzinach zarezerwowanych dla uczniów, placówek oświaty, bądź członków klubów sportowych.

### Stadiony
- Stadion im. Zdzisława Krzyszkowiaka (ul. Gdańska 163) – zbudowany w 1957 w kompleksie Zawiszy Bydgoszcz o powierzchni 25 ha, rozbudowany w 2008, posiada pojemność 20,5 tys. widzów; spełnia wymogi techniczno-organizacyjne PZPN, UEFA, FIFA i IAAF; posiada boisko piłkarskie o wymiarach 105 × 63 m z podgrzewaną murawą i sztucznym oświetleniem, otoczone infrastrukturą lekkoatletyczną (m.in. 9-torową bieżnią i miejscami do uprawiania wszelkich lekkoatletycznych konkurencji technicznych); dysponuje dwoma zadaszonymi trybunami na 7 tys. widzów oraz ośrodkiem odnowy biologicznej; odbyło się tu wiele imprez międzynarodowych, w tym mecze międzypaństwowe w piłce nożnej oraz Mistrzostwa Świata w Lekkoatletyce; do 2016 używany był na co dzień przez piłkarzy Zawiszy Bydgoszcz
- Stadion Miejski im. Marszałka Józefa Piłsudskiego (ul. Sportowa 2) – zbudowany w 1924 w kompleksie Polonii Bydgoszcz, wielokrotnie przebudowywany, posiada pojemność 14 tys. widzów; boisko piłkarskie otoczone jest torem żużlowym o długości 348 m o nawierzchni granitowej; dysponuje sztucznym oświetleniem oraz zadaszoną trybuną z 1999 roku; na co dzień używany przez żużlowców i piłkarzy Polonii Bydgoszcz
- Stadion im. Czesława Kobusa[204] (ul. Glinki 79) – zbudowany w 1977 w kompleksie Chemika Bydgoszcz; posiada boisko piłkarskie otoczone bieżnią lekkoatletyczną i trybunami, a obok boiska treningowe z nawierzchnią sztuczną i naturalną; rozgrywają tu mecze m.in. piłkarze Chemika i Ramiela Bydgoszcz
- Stadion Miejski TKKF im. Eugeniusza Połtyna (ul. Słowiańska 7) – zbudowany na przełomie lat 50. i 60. XX w., początkowo w gestii BKS Bydgoszcz, od 1990 TKKF; posiada boisko piłkarskie otoczone bieżnią lekkoatletyczną i trybuną; dysponuje sztucznym oświetleniem i budynkiem klubowym; od 2014 zarządcą obiektu jest KKP Bydgoszcz
- Stadion Gwiazdy Bydgoszcz (ul. Nakielska 34) – zbudowany w 1928, dostosowany jest do piłki nożnej, piłki plażowej i sportów lekkoatletycznych; używany na co dzień przez piłkarzy Gwiazdy Bydgoszcz
- Stadion Fordon (ul. Sielska 12)[205] – zbudowany w 1967 dla Wisły Fordon, od 1991 w gestii CWKS Zawisza, posiada pojemność 800 miejsc siedzących, zmodernizowany w 2015[206], dysponuje m.in. trybuną, czterotorową tartanową bieżnią lekkoatletyczną, pawilonem oraz bocznym boiskiem ze sztuczną murawą i sztucznym oświetleniem; rozgrywają tu mecze m.in. piłkarze BKS Bydgoszcz
- Stadion ZS nr 5 Mistrzostwa Sportowego (ul. Piwnika Ponurego 10) – wzniesiony w latach 80. XX w. u podnóża Zbocza Fordońskiego; dysponuje trybuną; rozgrywają tu mecze piłkarze Wisły Fordon oraz juniorzy m.in. Orła Bydgoszcz

### Hale sportowe
- Hala sportowo-widowiskowa Łuczniczka (ul. Toruńska 56) – wzniesiona w 2002, posiada pojemność 6,1 tys. widzów (8 tys. przy wykorzystaniu powierzchni areny); dysponuje m.in. boiskiem o wymiarach 53 × 33 m, kręgielnią, restauracją i klubem fitness; odbywało się w niej wiele imprez międzynarodowych, m.in. Mistrzostwa Świata i Europy w siatkówce, koszykówce, karate, mityngi lekkoatletyczne; na co dzień z hali korzystają bydgoskie drużyny siatkarskie – Łuczniczka Bydgoszcz i KS Pałac Bydgoszcz.
- Artego Arena (ul. Toruńska 58) – wzniesiona w 2014, posiada pojemność 1,5 tys. widzów; dysponuje m.in. boiskiem o wymiarach 44,5 × 24,1 m; na co dzień z hali korzystają bydgoskie drużyny koszykarskie – Artego Bydgoszcz i Astoria Bydgoszcz
- Hala AZS UKW Bydgoszcz (ul. Sportowa 2) – wzniesiona w 2013 w kompleksie Centrum Edukacji Kultury Fizycznej i Sportu Uniwersytetu Kazimierza Wielkiego, posiada pojemność 1,5 tys. widzów

- Hala Astoria (ul. Królowej Jadwigi 23) – oddana do użytku w 1962; do 2002 była głównym obiektem pełniącym funkcje sportowe, wystawowe i koncertowe w Bydgoszczy; posiada pojemność 780 widzów (1000 przy wykorzystaniu powierzchni areny)
- Hala Chemika Bydgoszcz (ul. Glinki 79) – wzniesiona w 1984, posiada 475 stałych miejsc siedzących
- Hala Pałacu Młodzieży (ul. Jagiellońska 27) – wzniesiona w 1974, posiada 200 stałych miejsc siedzących
- Hala ZS nr 7 (ul. Waryńskiego 1) – o pojemności 700 widzów
- Hala ZS nr 28 (ul. Kromera 11) – o pojemności 638 widzów
- Hala ZS nr 15 (ul. Czerkaska 8) – o pojemności 250 widzów
- Hala ZS nr 16 (ul. Koronowska 74) – o pojemności 200 widzów
- Hala ZS Mechanicznych nr 1 (ul. Świętej Trójcy 37)
- Hala gimnastyczna CWZS Zawisza (ul. Gdańska 163) – gimnastyka sportowa, akrobatyka sportowa, fitness, tenis ziemny
- Hala bokserska CWZS Zawisza (ul. Gdańska 163) – boks, boks tajski
- Hala podnoszenia ciężarów CWZS Zawisza (ul. Gdańska 163) – sporty siłowe, podnoszenie ciężarów

### Obiekty sportów wodnych

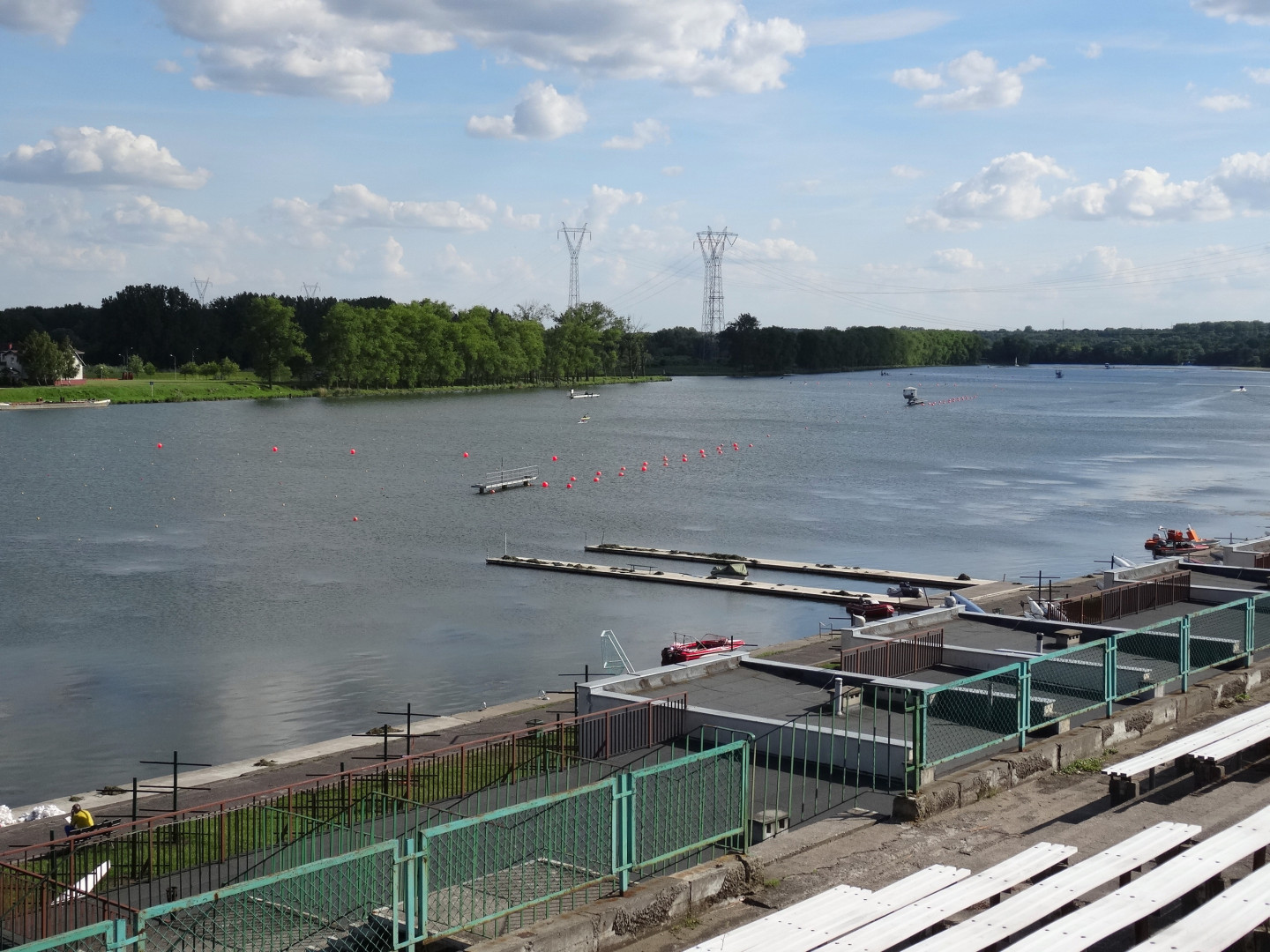
Tor regatowy w Bydgoszczy

- Tor regatowy w Bydgoszczy – najstarszy tor regatowy w Polsce o długości 2 km w pobliżu ujścia Brdy do Wisły; w okresie międzywojennym jako jedyny spełniał wymogi Międzynarodowej Federacji Wioślarskiej i w związku z tym był główną bazą sportów wodnych w Polsce; odbywają się tu zawody krajowe i międzynarodowe w wioślarstwie, kajakarstwie, kajak-polo i żeglarstwie.
- Przystanie wioślarskie – 3 obiekty usytuowane są w tzw. „dzielnicy wioślarzy”: RTW Bydgostia, Bydgoskie Towarzystwo Wioślarskie i Bydgoski Klub Wioślarek, jeden na torze regatowym w Brdyujściu, a przystań Bydgoszcz na Wyspie Młyńskiej w gestii CWKS Zawisza.
- Przystanie kajakarskie – w „dzielnicy wioślarzy” zlokalizowane są przystanie UKS Kopernik i Pałacu Młodzieży, na Wyspie Młyńskiej przystań Bydgoszcz w gestii CWKS Zawisza oraz przystań na torze regatowym, Astorii na Brdzie i otwarta do użytku publicznego przystań TKKF „Orzeł” przy ul. Nadrzecznej 2.
- Przystanie żeglarskie (5) – znajdują się przy torze regatowym w Brdyujściu (Yacht Klub Polski), na Brdzie (przystań Bydgoszcz), Kanale Bydgoskim (marina Gwiazda) i na akwenie Balaton (KS Zjednoczeni).
- Tor kajakarstwa górskiego – jedyny w Polsce usytuowany centrum miasta.
- Wakepark – od 2012 w ofercie LKPiW, umożliwia uprawianie wakeboardingu.

### Obiekty sportów zimowych

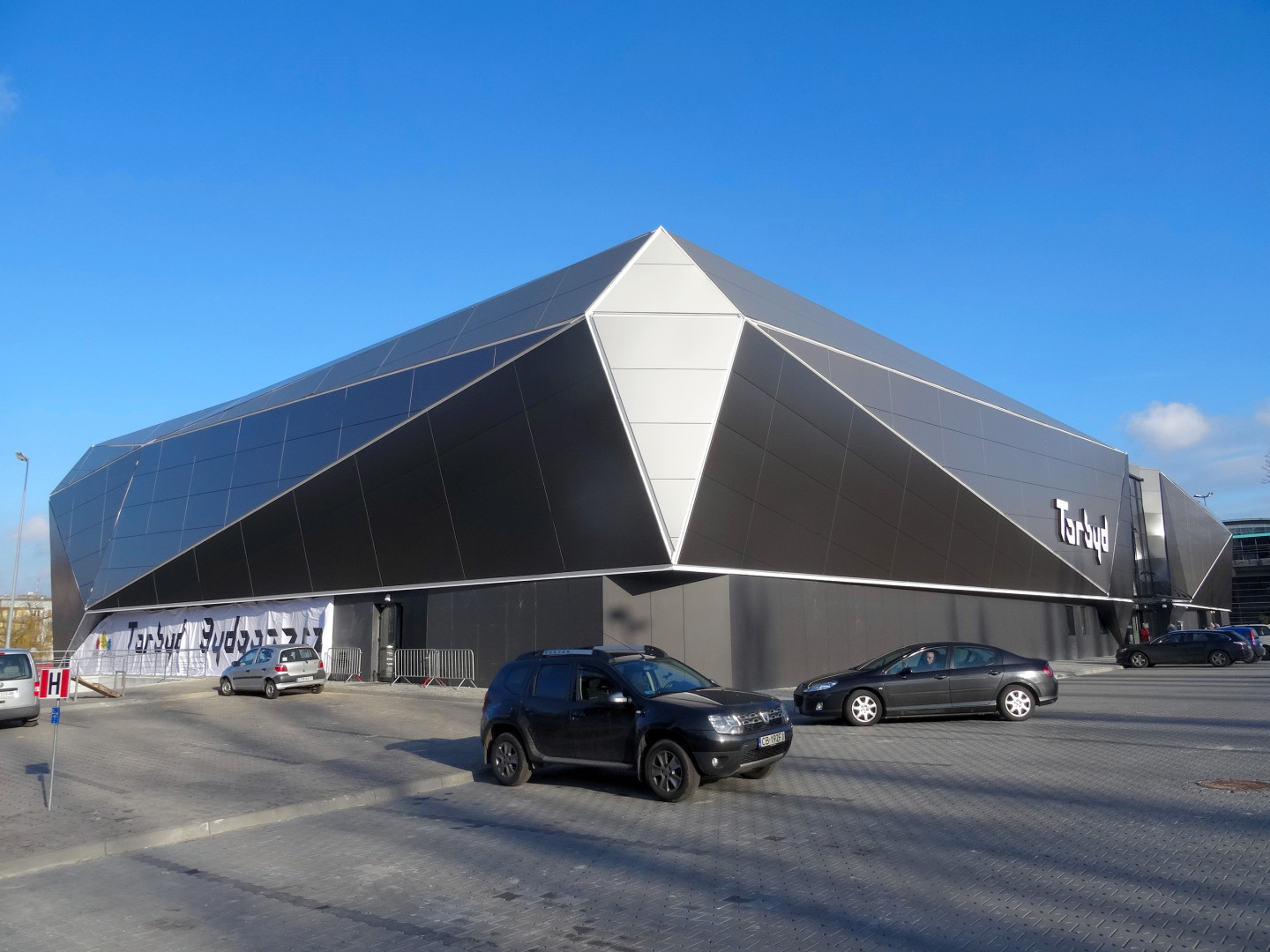
Torbyd

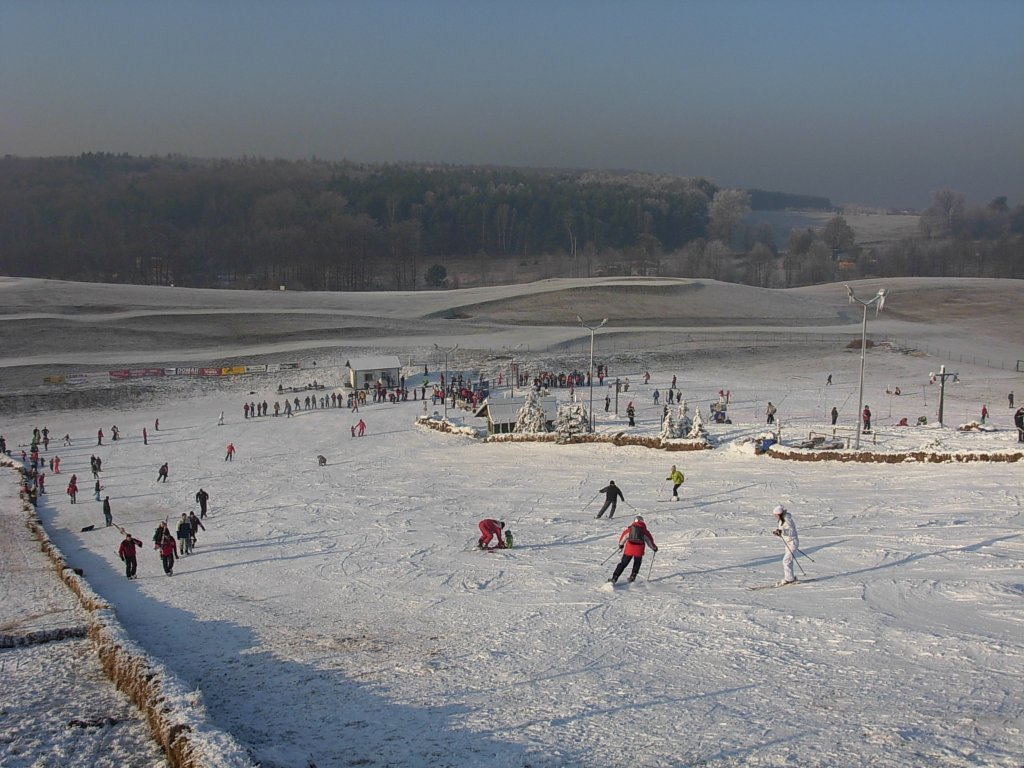
Stok narciarski w Myślęcinku

- Torbyd – otwarta w styczniu 2018 roku w sąsiedztwie hali Łuczniczka hala do uprawiania łyżwiarstwa oraz hokeja na lodzie;
- Stefanowy Stok im. Stefana Kulmatyckiego – istniejący od lat 80. XX w. sztucznie naśnieżany w sezonie stok narciarski na Górze Myślęcińskiej; podniesiony i zmodernizowany w 2005 roku, z trzema trasami zjazdowymi, saneczkowymi, snowparkiem i 2 wyciągami orczykowymi
- Kryte lodowisko – funkcjonuje w porze zimowej w Fordonie

### Korty tenisowe
- AZS UKW Bydgoszcz (ul. Sportowa 2) – 10 kortów
- CWKS Zawisza (ul. Gdańska 163) – 5 kortów
- BKS Bydgoszcz (ul. Żupy 2) – 2 korty
- Klub Tenisowy Centrum (ul. Nowotoruńska 8) – 4 korty kryte i 4 odkryte
- Klub Tenisowy Partner (ul. Sportowa 2) – 2 korty kryte
- Bydgoskie Towarzystwo Tenisowe (ul. Toruńska 61a) – 4 korty
- TKKF Śródmieście (ul. Markwarta 10a) – 4 korty w parku Ludowym
- TKKF Zjednoczeni (ul. C. Skłodowskiej 33 b) – 5 kortów
- TKKF Świt (ul. Nakielska 70) – 4 korty w parku nad Kanałem Bydgoskim
- TKKF Orzeł (ul. Abrahama 2a) – 4 korty
- ZS nr 5 (ul. Konfederatów Barskich) – 4 korty kryte
- Towarzystwo Gimnastyczne Sokół 2 (osiedle Bajka w Fordonie), ZS nr 27 (ul. Sardynkowa 7), SP nr 26 (ul. Zacisze 16)

### Baseny
W Bydgoszczy znajduje się 12 basenów, w tym 9 przy szkołach. W 2017 nowy basen powstaje na Kapuściskach, a planowany jest również na Miedzyniu.
- Basen Astorii (ul. Królowej Jadwigi 23) – najstarszy w mieście (1962), mieści pływalnię krytą i odkrytą, przeznaczony do pływania i uprawiania dyscypliny kajak-polo
- Basen Pałacu Młodzieży (ul. Jagiellońska 27)
- Basen AZS UKW Bydgoszcz (ul. Sportowa 2)
- Basen ZS Medycznych (ul. Swarzewska 10) – na Bartodziejach
- Basen ZS nr 5 (ul. Generała Augusta Fieldorfa „Nila” 13)
- Bryza (Goszczyńskiego 3) – przy SP 63 na Szwederowie
- Laguna (ul. Glinki 117) – przy ZS 26 na Wyżynach
- Sardynka (Sardynkowa 7) – przy ZS 27 na Osowej Górze
- Ikar (ul. Golloba 7) – przy SP 65 w Fordonie
- Perła (Grzymały – Siedleckiego 11) – przy ZS 15 na Wyżynach
- Czwórka (ul. Stawowa 39) – przy IV LO na Błoniu
- Bajka (ul. Szczęśliwa 7) – w Fordonie

### Boiska Orlik

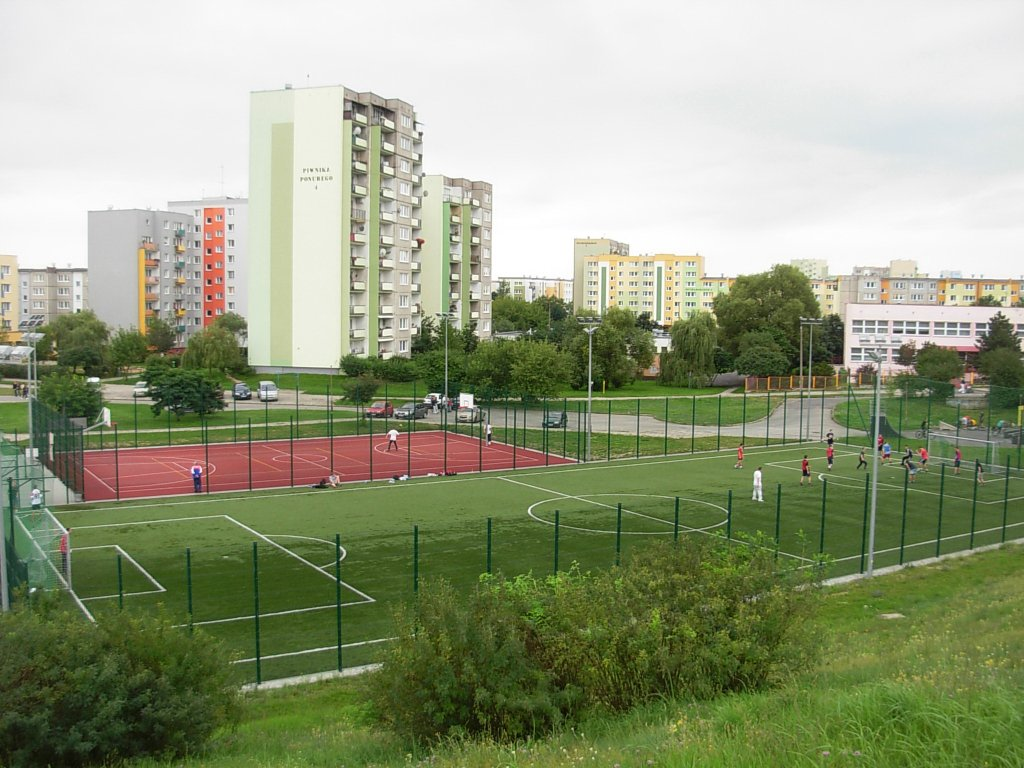
Boisko Orlik 2012 w Fordonie

W Bydgoszczy zlokalizowanych jest 23 kompleksów Orlik 2012 przystosowanych do uprawiania piłki nożnej, koszykówki i siatkówki:
- na dolnym tarasie miasta: SP 37 (ul. Gdańska 122 i ul. Kościuszki 37a /dawne Gim24/), SP 10 (ul. Śląska 7), ZS 15 (ul. Czerkaska 3), ZSH (ul. Gajowa 94), SP 20 (ul. Grabowa 4), III LO (ul. Nowogrodzka 3), VI LO (ul. Staszica 4)
- na górnym tarasie miasta: SP 28 (ul. Baczyńskiego 1), SP 63 (ul. Goszczyńskiego), ZS 1 (ul. Stawowa 53), ZS 14 (ul. Kcyńska 49), ZS 19 (ul. Siedleckiego 11), SP 33 (ul. Węgierska 11), ZS 18 (ul. Hutnicza 39)
- w dzielnicy zachodniej: ZS 27 (ul. Sardynkowa 7), ZS 8 (ul. Pijarów 4), ZS 16 (ul. Koronowska 74), ZS 22 (ul. Opławiec 157)
- w Fordonie: ZS 5 (ul. Piwnika Ponurego 10), ZS 28 (ul. Kromera 11), SP 65 (ul. Golloba 7), SP 36 (ul. Generała Augusta Fieldorfa „Nila” 3)

### Ośrodki jazdy konnej
- Ośrodek Rekreacji Konnej Myślęcinek
- Ośrodek Rekreacji Konnej Fordon (ul. Bora-Komorowskiego 85a)
- Stajnia Brzegowa Kujawsko-Pomorskie Klub Jeździecki (ul. Brzegowa 6)
- Stajnia Victoria (ul. Szamarzewskiego 54)
- Stajnia Jarużyn

### Inne obiekty sportowe

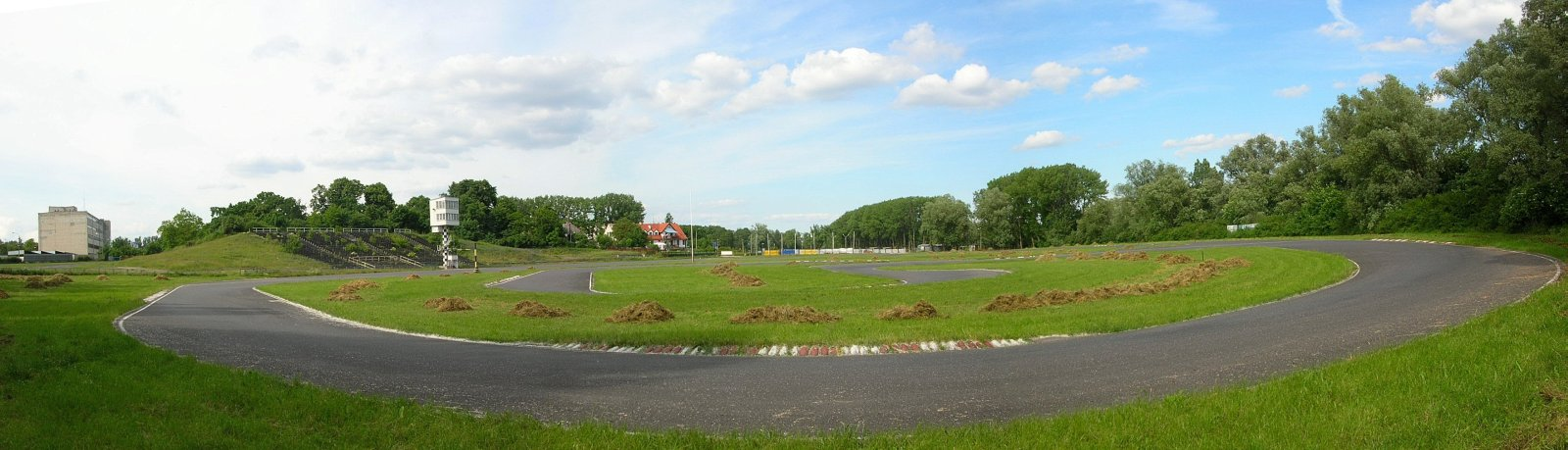
Kartodrom Bydgoszcz w 2005 przed przebudową

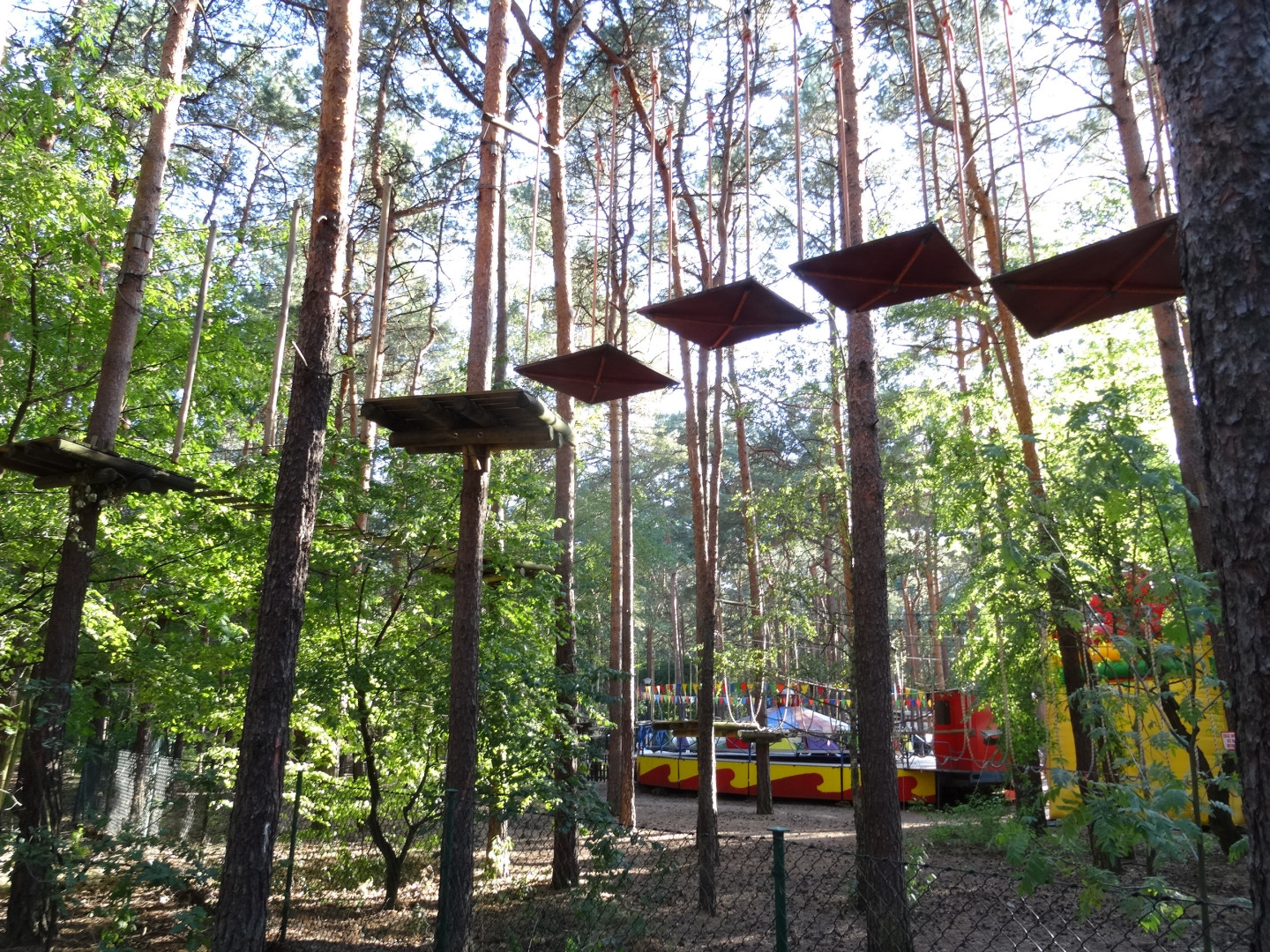
Park linowy w Myślęcinku

- Tor kartingowy (ul. Fordońska 150). Obiekt zarządzany jest przez Polski Związek Motorowy i udostępnia częściowo swoją infrastrukturę do użytku publicznego. Po przebudowie w 2012 mierzy 1017 metrów.
- Boiska wielofunkcyjne. Dwa boiska zarządzane są przez rady osiedli i udostępnione w pełni do użytku publicznego: przy ul. Swobodnej i Bora Komorowskiego, przystosowane do siatkówki koszykówki, piłki ręcznej i tenisa. Reszta, funkcjonująca przy placówkach oświaty i klubach UKS, udostępnia swoją infrastrukturę częściowo. Są to boiska: przy ZS 15 (ul. Czerkaska 3), ZS 20 (ul. Sielska 34), ZS Budowlanych (ul. Pestalozziego 13), UKS „Alfa” (ul. Sielska 12, dostosowane do rugby), ZS 17 (ul. Kapliczna 7), SP 4 (ul. Wyzwolenia 4), VII LO (ul. 11 Listopada 4).
- Boiska do siatkówki plażowej (2): KS „Gwiazda” (ul. Nakielska 84), przy hali Łuczniczka (ul. Toruńska 59).
- Strzelnice (4). Na terenie miasta znajdują się strzelnice kulowe i pneumatyczne. Strzelnica CWZS Zawisza (ul. Gdańska 163) i strzelnica Bydgoskiego Towarzystwa Strzeleckiego „Kaliber” (ul. Śniadeckich 32) nie są powszechnie dostępne dla mieszkańców. Natomiast obiekty należące do Zarządu Wojewódzkiego Ligi Obrony Kraju przy ul. Toruńskiej 30 i do ZS Medycznych przy ul. Swarzewskiej 10 są dostępne częściowo.
- Siłownie i kluby fitness: Indigo Studio Pilates & Fitness (ul. Gajowa 85), Studio Treningu Personalnego CB163 Fitness (ul. Gdańska 163, obiekty Zawiszy), Sportway (ul. Połczyńska 3), Maximus (ul. Chabrowa 9), Power Zone (ul. Rupniewskiego 8), Fit-Max (ul. Skłodowskiej-Curie 29), MegaFit (ul. Skłodowskiej Curie 16-18), Alfa Fitness (ul. Lubostrońska 7), Galaxy Gym (ul. Konopnickiej 2), Sport Factory (ul. Fordońska 160), Jatomi Fitness (Jagiellońska 1) i inne.
- Pola golfowe: w Leśnym Parku Kultury i Wypoczynku znajdują się dwa pola golfowe: większe 9-dołkowe (w tym 2 dołki specjalne) oraz 18-dołkowe pole do minigolfa.
- Kręgielnie: Broadway Bowling & Club (ul. Pułaskiego 45), w HSW „Łuczniczka” (ul. Toruńska 59).
- Skateparki: w Fordonie (ul. Piwnika Ponurego 10) i kryty w LPKiW.
- Tor speedrowerowy (ul. Wiszniewskiego 2). Odpowiada wymogom Międzynarodowej Federacji Cycle Speedway. Dostępny jest dla członków BTS „Speedrower”.
- Park linowy na terenie Parku Rozrywki LPKiW.
- Paintball: w Myślęcinku (Paintball Planet) i górnym tarasie Fordonu (2ha, Alpen Paintball).
- Laser Fight (laserowy paintball, ul. Dworcowa 100).
- Miasteczka rowerowe na Wyżynach (ul. Ogrody) oraz w Myślęcinku.
- Tor mini-kartingowy w hali pod hipermarketem Tesco (ul. Toruńska 101).
- Ścianki wspinaczkowe: Centrum Wspinaczkowe Spider (ul. Świecka 8), Boulder A5 (ul. Jagiellońska 12), Ściana Wspinaczkowa Ostry (Fordońska 246), Ścianka Wspinaczkowa w Myślęcinku.
- Nurkowanie (pływalnia Astorii przy ul. Królowej Jadwigi 23).
- Park trampolin (ul. Zygmunta Augusta 2).
- Centrum Zabaw Rodzinnych Family Park.

### Wypożyczalnie sprzętu sportowego

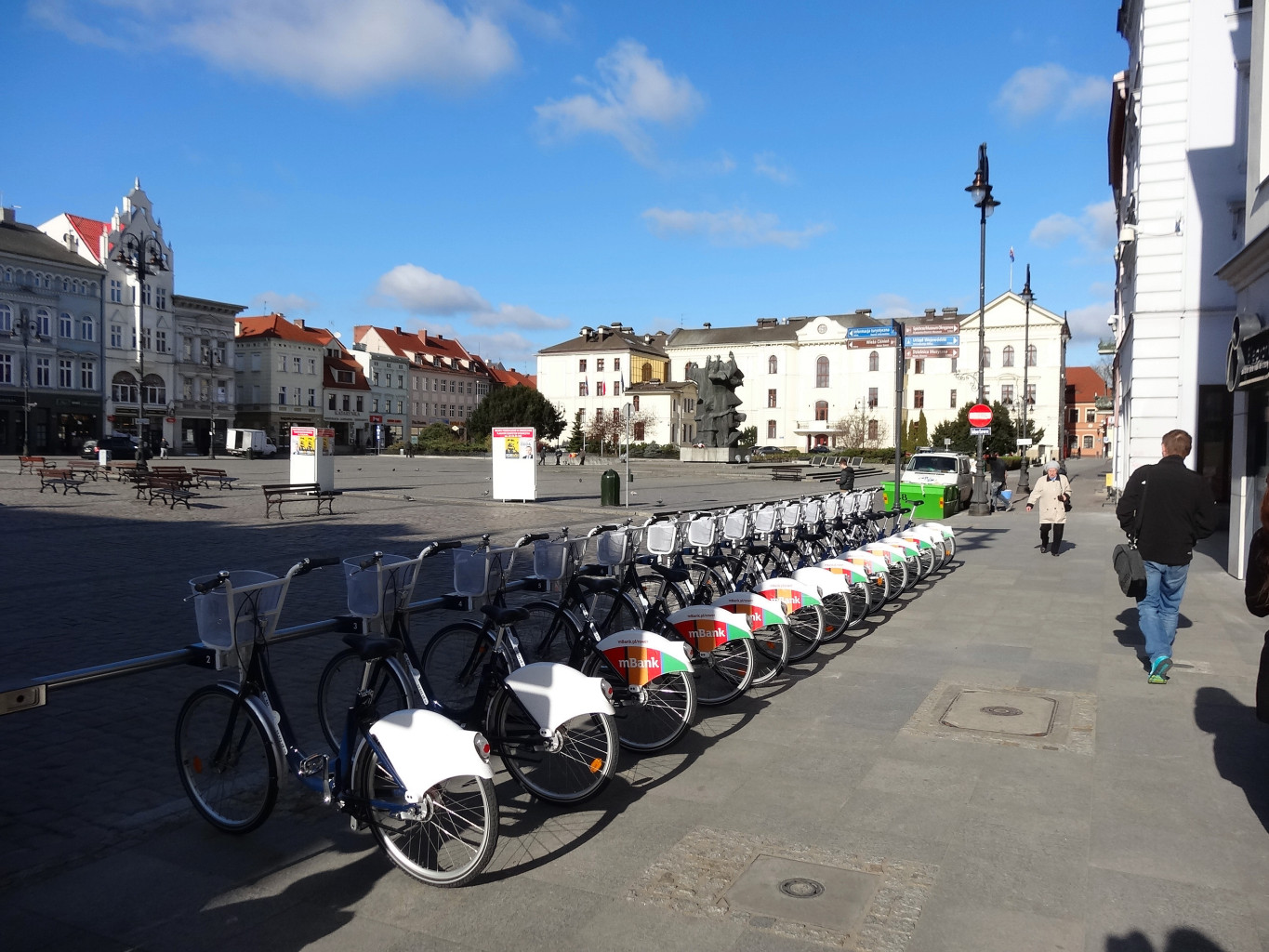
Bydgoski Rower Aglomeracyjny

- Bydgoski Rower Aglomeracyjny – w 2016 roku 350 rowerów na 37 stacjach.
- Bydgoski Rower Wodny – wypożyczalnia rowerów wodnych na torze regatowym.
- Wypożyczalnia sprzętu wodnego w przystani Bydgoszcz – łodzie, kajaki, pirogi, canoe, smocze łodzie, motorówki turystyczne.
- Wypożyczalnia sprzętu wodnego w przystani Yacht Klub Polski na torze regatowym (ul. Witebska 14-16).
- Wypożyczalnia rowerów i gokartów w Myślęcinku.
- City Rent a Bike (ul. 3 Maja 6) – wypożyczalnia rowerów w hotelu City.
- Wypożyczalnia nart i snowboardu „Olimpia” – przy stoku narciarskim w Myślęcinku oraz w sklepie ul. Gdańska 27.
- Wypożyczalnia łyżew – przy lodowisku SP65 w Fordonie.
- Wypożyczalnia pojazdów elektrycznych (ul. Goszczyńskiego 4) – elektryczne deskorolki, miniskutery.

### Kempingi i pola biwakowe
Infrastrukturę rekreacyjną uzupełnia baza kempingów i pól biwakowych na terenie miasta:
- Kemping i pole biwakowe (ul. Biwakowa 8) – znajduje się w gestii Regionalnego Oddziału PTTK „Szlak Brdy”. Jest to obiekt sezonowy, położony w obszarze leśnym nad rzeką Brdą. Dysponuje wypożyczalnią sprzętu wodnego oraz 323 miejscami noclegowymi w domkach i 716 miejscami noclegowymi na polu campingowym
- Kamper Park (ul. Żeglarska 79) – miejsce dla postoju kamperów nad Brdą z wypożyczalnią kajaków i rowerów

## Bydgoscy sportowcy

### Bydgoszczanie w Plebiscytach Przeglądu Sportowego na Najlepszego Sportowca Polski
| Rok  | Zawodnik | Klub                                                                       | Dyscyplina                                                 | Miejsce       |
| 1928 | Feliks Więcek | Polonia Bydgoszcz                                                          | kolarstwo                                                  | 3             |
| 1931 | Franciszek Mikrut | Sokół I Bydgoszcz                                                          | lekkoatletyka                                              | 5             |
| 1949 | Teodor Kocerka | Bydgoskie Towarzystwo Wioślarskie                                          | wioślarstwo                                                | 6             |
| 1951 | Teodor Kocerka | AZS Warszawa, wychowanek BTW                                               | wioślarstwo                                                | 2             |
| 1952 | Teodor Kocerka | AZS Warszawa, wychowanek BTW                                               | wioślarstwo                                                | 3             |
| 1953 | Teodor Kocerka | AZS Bydgoszcz                                                              | wioślarstwo                                                | 8             |
| 1954 | Teodor Kocerka | AZS Bydgoszcz                                                              | wioślarstwo                                                | 6             |
| 1955 | Teodor Kocerka | AZS Bydgoszcz                                                              | wioślarstwo                                                | 2             |
| 1956 | Teodor Kocerka Zdzisław Krzyszkowiak | Bydgoskie Towarzystwo Wioślarskie Zawisza Bydgoszcz                        | wioślarstwo lekkoatletyka                                  | 6 7           |
| 1958 | Zdzisław Krzyszkowiak Stefan Kapłaniak | Zawisza Bydgoszcz                                                          | lekkoatletyka kajakarstwo                                  | 1 7           |
| 1959 | Kazimierz Zimny | Zawisza Bydgoszcz                                                          | lekkoatletyka                                              | 6             |
| 1960 | Zdzisław Krzyszkowiak | Zawisza Bydgoszcz                                                          | lekkoatletyka                                              | 2             |
| 1961 | Zdzisław Krzyszkowiak Teresa Ciepły | Zawisza Bydgoszcz                                                          | lekkoatletyka                                              | 2 10          |
| 1962 | Teresa Ciepły | Zawisza Bydgoszcz                                                          | lekkoatletyka                                              | 1             |
| 1964 | Teresa Ciepły | Zawisza Bydgoszcz                                                          | lekkoatletyka                                              | 7             |
| 1965 | Jan Wróblewski | Aeroklub Bydgoski                                                          | szybownictwo                                               | 8             |
| 1970 | Henryk Szordykowski | Zawisza Bydgoszcz                                                          | lekkoatletyka                                              | 8             |
| 1972 | Jan Wróblewski | Aeroklub Bydgoski                                                          | szybownictwo                                               | 8             |
| 1975 | Andrzej Szajna | Zawisza Bydgoszcz                                                          | gimnastyka                                                 | 10            |
| 1982 | Zbigniew Boniek | Juventus F.C., wychowanek Zawiszy                                          | piłka nożna                                                | 1             |
| 1985 | Zbigniew Boniek | AS Roma, wychowanek Zawiszy                                                | piłka nożna,                                               | 6             |
| 1986 | Adam Kaczmarek | Zawisza Bydgoszcz                                                          | strzelectwo                                                | 6             |
| 1990 | Maciej Freimut Piotr Piekarski | Zawisza Bydgoszcz                                                          | kajakarstwo lekkoatletyka                                  | 9 10          |
| 1993 | Tomasz Gollob | Polonia Bydgoszcz                                                          | sport żużlowy                                              | 8             |
| 1994 | Tomasz Gollob | Polonia Bydgoszcz                                                          | sport żużlowy                                              | 7             |
| 1997 | Tomasz Gollob Robert Sycz | Polonia Bydgoszcz Zawisza Bydgoszcz                                        | sport żużlowy wioślarstwo                                  | 6 9           |
| 1998 | Tomasz Gollob Alicja Pęczak Robert Sycz | Polonia Bydgoszcz GKS Gedania Gdańsk, wychowanka Astorii Zawisza Bydgoszcz | sport żużlowy pływanie wioślarstwo                         | 3 8 10        |
| 1999 | Tomasz Gollob Sebastian Chmara | Polonia Bydgoszcz Zawisza Bydgoszcz                                        | sport żużlowy lekkoatletyka                                | 1 10          |
| 2000 | Robert Sycz Jerzy Broniec | Bydgostia Bydgoszcz                                                        | wioślarstwo                                                | 5 trener roku |
| 2001 | Tomasz Gollob | Polonia Bydgoszcz                                                          | sport żużlowy                                              | 7             |
| 2003 | Robert Sycz | Bydgostia Bydgoszcz                                                        | wioślarstwo                                                | 12            |
| 2004 | Robert Sycz | Bydgostia Bydgoszcz                                                        | wioślarstwo                                                | 3             |
| 2005 | Robert Sycz | Bydgostia Bydgoszcz                                                        | wioślarstwo                                                | 19            |
| 2009 | Piotr Gruszka | Łuczniczka Bydgoszcz                                                       | piłka siatkowa                                             | 3             |
| 2010 | Marcin Dołęga Marcin Lewandowski Magdalena Fularczyk-Kozłowska Piotr Siemionowski                                                                         | Zawisza Bydgoszcz Bydgostia Bydgoszcz Zawisza Bydgoszcz                    | podnoszenie ciężarów lekkoatletyka wioślarstwo kajakarstwo | 11 13 19 23   |
| 2011 | Paweł Wojciechowski Piotr Siemionowski | Zawisza Bydgoszcz                                                          | lekkoatletyka kajakarstwo                                  | 6 15          |
| 2012 | Magdalena Fularczyk-Kozłowska Beata Mikołajczyk | Bydgostia Bydgoszcz UKS Kopernik Bydgoszcz                                 | wioślarstwo kajakarstwo                                    | 10 16         |
| 2013 | Beata Mikołajczyk | UKS Kopernik Bydgoszcz                                                     | kajakarstwo                                                | 20            |
| 2014 | Magdalena Fularczyk-Kozłowska i Natalia Madaj | Bydgostia Bydgoszcz                                                        | wioślarstwo                                                | 24            |
| 2015 | Magdalena Fularczyk-Kozłowska i Natalia Madaj | Bydgostia Bydgoszcz                                                        | wioślarstwo                                                | 20            |
| 2016 | Magdalena Fularczyk-Kozłowska i Natalia Madaj | Bydgostia Bydgoszcz                                                        | wioślarstwo                                                | 5             |
| 2019 | Iga Baumgart-Witan (wraz z Małgorzatą Hołub-Kowalik, Justyną Święty-Ersetic i Patrycją Wyciszkiewicz) Marcin Lewandowski Mikołaj Burda, Michał Szpakowski | BKS Bydgoszcz Zawisza Bydgoszcz Bydgostia Bydgoszcz, Zawisza Bydgoszcz     | lekkoatletyka wioślarstwo                                  | 4 9 11        |

### Bydgoscy medaliści Igrzysk Olimpijskich
29 bydgoszczan zdobyło łącznie 33 medali, w tym 7 złotych, 9 srebrnych i 17 brązowych. Stanowi to 10% wszystkich medali zdobytych na letnich olimpiadach przez Polaków. Lekkoatletka Teresa Ciepły zdobyła 3 medale (złoto, srebro i brąz), podobnie jak kajakarka Beata Mikołajczyk (srebro, dwukrotnie brąz) oraz szóstka bydgoszczan po dwa: wioślarze: Robert Sycz (dwukrotnie złoto), Iga Baumgart-Witan (złoto i srebro), Jerzy Braun (srebrny i brązowy), Magdalena Fularczyk-Kozłowska (złoto i brąz), Teodor Kocerka (dwukrotnie brąz), Dariusz Białkowski (dwukrotnie brąz). Pierwszy złoty medal bydgoszczanina Marten von Barnekow w skokach przez przeszkody drużynowo dla Niemiec w 1936.
| Medal  | Medalista                                                                                          | Dyscyplina             | Olimpiada           |
| ------ | -------------------------------------------------------------------------------------------------- | ---------------------- | ------------------- |
|        | Iga Baumgart-Witan                                                                                 | lekkoatletyka          | Tokio 2020          |
| złoto  | Magdalena Fularczyk-Kozłowska Natalia Madaj                                                        | wioślarstwo            | Rio de Janeiro 2016 |
| złoto  | Robert Sycz                                                                                        | wioślarstwo            | Ateny 2004          |
| złoto  | Robert Sycz                                                                                        | wioślarstwo            | Sydney 2000         |
| złoto  | Teresa Ciepły                                                                                      | lekkoatletyka          | Tokio 1964          |
| złoto  | Zdzisław Krzyszkowiak                                                                              | lekkoatletyka          | Rzym 1960           |
| złoto  | Marten von Barnekow                                                                                | skoki przez przeszkody | Berlin 1936         |
|        | Iga Baumgart-Witan                                                                                 | lekkoatletyka          | Tokio 2020          |
| srebro | Beata Mikołajczyk                                                                                  | kajakarstwo            | Pekin 2008          |
| srebro | Miłosz Bernatajtys Bartłomiej Pawełczak                                                            | wioślarstwo            | Pekin 2008          |
| srebro | Ivan Klementiev                                                                                    | kajakarstwo            | Atlanta 1996        |
| srebro | Maciej Freimut                                                                                     | kajakarstwo            | Barcelona 1992      |
| srebro | Marek Leśniewski                                                                                   | kolarstwo              | Seul 1988           |
| srebro | Teresa Ciepły                                                                                      | lekkoatletyka          | Tokio 1964          |
| srebro | Jerzy Adamski                                                                                      | boks                   | Rzym 1960           |
| srebro | Jerzy Braun                                                                                        | wioślarstwo            | Los Angeles 1932    |
|        | Helena Wiśniewska                                                                                  | kajakarstwo            | Tokio 2020          |
| brąz   | Beata Mikołajczyk                                                                                  | kajakarstwo            | Rio de Janeiro 2016 |
| brąz   | Monika Ciaciuch                                                                                    | wioślarstwo            | Rio de Janeiro 2016 |
| brąz   | Beata Mikołajczyk                                                                                  | kajakarstwo            | Londyn 2012         |
| brąz   | Magdalena Fularczyk                                                                                | wioślarstwo            | Londyn 2012         |
| brąz   | Dariusz Białkowski                                                                                 | kajakarstwo            | Sydney 2000         |
| brąz   | Jacek Streich                                                                                      | wioślarstwo            | Barcelona 1992      |
| brąz   | Dariusz Białkowski                                                                                 | kajakarstwo            | Barcelona 1992      |
| brąz   | Sławomir Zawada                                                                                    | podnoszenie ciężarów   | Seul 1988           |
| brąz   | Ryszard Kubiak                                                                                     | wioślarstwo            | Moskwa 1980         |
| brąz   | Brunon Bendig                                                                                      | boks                   | Rzym 1960           |
| brąz   | Teresa Ciepły                                                                                      | lekkoatletyka          | Rzym 1960           |
| brąz   | Teodor Kocerka                                                                                     | wioślarstwo            | Rzym 1960           |
| brąz   | Daniela Walkowiakówna-Pilecka                                                                      | kajakarstwo            | Rzym 1960           |
| brąz   | Teodor Kocerka                                                                                     | wioślarstwo            | Helsinki 1952       |
| brąz   | Jerzy Braun                                                                                        | wioślarstwo            | Los Angeles 1932    |
| brąz   | Leon Birkholz Franciszek Bronikowski Edmund Jankowski Bernard Ormanowski Bolesław Drewek (sternik) | wioślarstwo            | Amsterdam 1928      |

#### Historia występów bydgoszczan na Igrzyskach Olimpijskich
- Amsterdam 1928
  - Franciszek Bronikowski, Leon Birkholz, Edmund Jankowski, Bernard Ormanowski i sternik Bolesław Drewek (Bydgoskie Towarzystwo Wioślarskie) – wioślarstwo, czwórka ze sternikiem, brązowy medal (pierwszy medal olimpijski w historii polskiego wioślarstwa)[a]
  - Klemens Biniakowski (Polonia Bydgoszcz) – lekkoatletyka, bieg na 400 m, odpadł w eliminacjach; sztafeta 4 × 400 m, odpadł w eliminacjach
- Los Angeles 1932
  - Jerzy Braun – wioślarstwo, członek dwójki ze sternikiem, srebrny medal; członek czwórki ze sternikiem, brązowy medal (wychowanek i członek BTW w latach 1928–1931 i 1934–1935, na olimpiadzie w barwach WTW)
- Berlin 1936
  - Jerzy Braun – wioślarstwo, członek dwójki ze sternikiem, odpadł w repasażach (wychowanek i członek BTW w latach 1928–1931 i 1934–1935, na olimpiadzie w barwach WTW)
  - Marten von Barnekow, Jeździectwo na Letnich Igrzyskach Olimpijskich 1936 – skoki przez przeszkody drużynowo
- Londyn 1948
  - Na olimpiadę zakwalifikowana została czwórka Bydgoskiego Towarzystwa Wioślarskiego, w tym Teodor Kocerka, ale władze polityczne nie zgodziły się na wyjazd wioślarzy
- Helsinki 1952
  - Jan Świątkowski (Bydgoskie Towarzystwo Wioślarskie) i Stanisław Wieśniak (Zawisza Bydgoszcz) – wioślarstwo, dwójka bez sternika, odpadli w repasażach
  - Henryk Niedźwiedzki (Brda Bydgoszcz) – boks waga kogucia, przegrał 2. walkę w eliminacjach
  - Aleksandra Mróz (Brda Bydgoszcz) – pływanie, 200 m stylem klasycznym, odpadła w eliminacjach
  - Eulalia Szwajkowska (Polonia Bydgoszcz) – lekkoatletyka, bieg na 200 m, odpadła w półfinale; sztafeta 4 × 100 m, odpadła w eliminacjach
  - Zygmunt Buhl (Polonia Bydgoszcz) – lekkoatletyka, sztafeta 4 × 100 m, odpadł w półfinale
  - Zygfryd Weinberg (Polonia Bydgoszcz) – lekkoatletyka, trójskok, 10 m.
  - Wychowankowie bydgoskich klubów:
    - Teodor Kocerka – wioślarstwo, jedynka (K-1), brązowy medal (wychowanek i członek BTW w latach 1945–1950 i 1956–1959, na olimpiadzie w barwach AZS Warszawa)
- Cortina D’ Amprezzo 1956
  - Mieczysław Chmura (Zawisza Bydgoszcz) – hokej na lodzie, 8 miejsce z drużyną
- Melbourne 1956
  - Teodor Kocerka (AZS Bydgoszcz) – wioślarstwo, jedynka (K-1), 4. m.
  - Stefan Kapłaniak (Zawisza Bydgoszcz) – kajakarstwo, K-2 1000 m, 4 m., K-2 na 10 km, 10 m.
  - Zdzisław Krzyszkowiak (Zawisza Bydgoszcz) – lekkoatletyka, 10 000 m, 4 m.; 3000 z przeszkodami, nie wystąpił w finale
  - Krzysztof Beck (Zawisza Bydgoszcz) – boks, waga średnia, 6 m.
  - Alfons Niklas (Zawisza Bydgoszcz) – lekkoatletyka, rzut młotem, 10 m.
  - Kazimierz Zimny (Zawisza Bydgoszcz) – lekkoatletyka, bieg na 5000 m, odpadł w eliminacjach
  - Wychowankowie bydgoskich klubów:
    - Henryk Niedźwiedzki – boks waga piórkowa, brązowy medal (wychowanek Brdy Bydgoszcz, na olimpiadzie w barwach Legii Warszawa)
    - Daniela Walkowiak – kajakarstwo K-1, 500 m, 6 m. (wychowanka Gwiazdy Bydgoszcz, na olimpiadzie w barwach Ogniwa Warszawa)
- Rzym 1960
  - Zdzisław Krzyszkowiak (Zawisza Bydgoszcz) – lekkoatletyka, bieg na 3000 m z przeszkodami, złoty medal; bieg na 10 000 m, 7 m.
  - Jerzy Adamski (Astoria Bydgoszcz) – boks waga piórkowa, srebrny medal
  - Brunon Bendig (Zawisza Bydgoszcz) – boks waga kogucia, brązowy medal[b]
  - Ryszard Marchlik (Zawisza Bydgoszcz) – kajakarstwo, K-1 4 × 500 m, 4 m.
  - Krzysztof Beck (Zawisza Bydgoszcz) – podnoszenie ciężarów waga średnia, 5 m.
  - Jerzy Nowicki (Zawisza Bydgoszcz) – strzelectwo, karabin małokalibrowy, 5 m.
  - Beata Żbikowska (BKS Bydgoszcz) – lekkoatletyka, bieg na 800 m, 8 m.
  - Stefan Masztak (Zawisza Bydgoszcz) – strzelectwo, 13 m.
  - Henryk Górski (Zawisza Bydgoszcz) – strzelectwo, 13, 17 i 19 m.
  - Jerzy Kowalski (Zawisza Bydgoszcz) – lekkoatletyka, bieg na 400 m, odpadł w ćwierćfinale; sztafeta 4 × 400 m, odpadła w półfinale
  - Jan Jaskólski (Zawisza Bydgoszcz) – lekkoatletyka, trójskok, odpadł w eliminacjach
  - Marian Jochman (Zawisza Bydgoszcz) – lekkoatletyka, bieg na 5000 m, odpadł w eliminacjach
  - Zdzisław Kumiszcze (Zawisza Bydgoszcz) – lekkoatletyka, bieg na 400 m przez płotki, odpadł w eliminacjach
  - Eugeniusz Kwiatkowski (Zawisza Bydgoszcz) – lekkoatletyka, pchnięcie kulą, odpadł w eliminacjach
  - Benedykt Augustyniak, Bogdan Poniatowski, Kazimierz Neumann, Antoni Rosołowicz (Bydgoskie Towarzystwo Wioślarskie) – wioślarstwo, czwórka bez sternika, odpadli w repasażach
  - Marian Norkowski (Polonia Bydgoszcz) – piłka nożna, rezerwowy polskiej drużyny; zagrał także w 6 meczach reprezentacji Polski, zdobywając gola w towarzyskim meczu z Francją (2-2)
  - Wychowankowie bydgoskich klubów:
    - Teodor Kocerka – wioślarstwo, jedynka (K-1, brązowy medal (wychowanek i członek BTW w latach 1945–1950 i 1956–1959, na olimpiadzie w barwach AZS Szczecin)
    - Daniela Walkowiak – kajakarstwo K-1, 500 m, brązowy medal (wychowanka Gwiazdy Bydgoszcz, na olimpiadzie w barwach Sparty Warszawa)
- Tokio 1964
  - Teresa Ciepły (Zawisza Bydgoszcz) – lekkoatletyka, sztafeta 4 × 100 m, złoty medal; 80 m przez płotki, srebrny medal
  - Jerzy Nowicki (Zawisza Bydgoszcz) – strzelectwo, 5 m.
  - Witold Baran (Zawisza Bydgoszcz) – lekkoatletyka, bieg na 1500 m, 6 m.
  - Zenon Begier (Zawisza Bydgoszcz) – lekkoatletyka, rzut dyskiem, 6 m.
  - Daniela Pilecka (Zawisza Bydgoszcz) – kajakarstwo K-1 500 m, 7. m.; K-2 500 m, 8. m.
  - Olgierd Ciepły (Zawisza Bydgoszcz) – lekkoatletyka, rzut młotem, 8 m.
  - Czesław Nawrot i Alfons Ślusarski (Zawisza Bydgoszcz) – wioślarstwo dwójka bez sternika, 8 m.
  - Robert Ruszkowski – K-4 1000 m, odpadł w półfinale
  - Jan Jaskólski (Zawisza Bydgoszcz) – lekkoatletyka, trójskok, 12 m.
  - Henryk Górski (Zawisza Bydgoszcz) – strzelectwo, 15 i 18 m.
  - Zbigniew Syka (Zawisza Bydgoszcz) – lekkoatletyka, bieg na 100 m, odpadł w eliminacjach
- Meksyk 1968
  - Jan Wojnowski (Zawisza Bydgoszcz) – podnoszenie ciężarów waga piórkowa, 4 m.
  - Jerzy Broniec, Alfons Ślusarski (KKW Bydgoszcz) – wioślarstwo dwójka bez sternika, 8 m.
  - Jerzy Nowicki (Zawisza Bydgoszcz) – strzelectwo, 21 i 24 m.
  - Rajmund Stachurski (Zawisza Bydgoszcz) – strzelectwo, 28 m.
  - Jan Jaskólski (Zawisza Bydgoszcz) – lekkoatletyka, odpadł w eliminacjach
  - Edmund Borowski (Zawisza Bydgoszcz) – lekkoatletyka, rezerwowy polskiej sztafety 4 × 400 m
- Sapporo 1972
  - Marian Feter (Polonia Bydgoszcz) – hokej na lodzie, obrońca polskiej drużyny; zagrał we wszystkich 6 spotkaniach z RFN, CSRS, Finlandią, Szwecją, ZSRR i USA.
- Monachium 1972
  - Rajmund Stachurski (Zawisza Bydgoszcz) – strzelectwo, 4 m.
  - Andrzej Szajna (Zawisza Bydgoszcz) – gimnastyka sportowa, 4 m. drużynowo, 15 m. w wieloboju indywidualnym, 10–44 m. w różnych konkurencjach indywidualnych
  - Jerzy Broniec, Alfons Ślusarski (KKW Bydgoszcz) – wioślarstwo, dwójka bez sternika, 5 m.
  - Marian Drażdżewski KKW Bydgoszcz) – wioślarstwo, członek ósemki ze sternikiem, 6 m.
  - Ryszard Giło, Grzegorz Stellak, Ryszard Kubiak, Jerzy Ulczyński, Sławomir Maciejowski, Jan Młodzikowski (Zawisza Bydgoszcz) – wioślarstwo, członkowie ósemki ze sternikiem, 6 m.
  - Michał Joachimowski (BKS Bydgoszcz) – lekkoatletyka, trójskok, 7. m.
  - Tadeusz Janczenko (Zawisza Bydgoszcz) – lekkoatletyka, dziesięciobój, 8 m.
  - Jerzy Dziadkowiec (Zawisza Bydgoszcz) – kajakarstwo, K-4 1000 m, odpadł w półfinale
  - Roman Kowalewski, Kazimierz Lewandowski (Zawisza Bydgoszcz) – wioślarstwo, dwójka podwójna, 12 m.
  - Jan Wojnowski (Zawisza Bydgoszcz) – podnoszenie ciężarów waga piórkowa, DNF
  - Henryk Walczukiewicz (Zawisza Bydgoszcz) – wioślarstwo, rezerwowy ósemki
  - Ryszard Oborski (Zawisza Bydgoszcz) – kajakarstwo, K-4 na 1000 m, rezerwowy
  - Waldemar Korycki (Zawisza Bydgoszcz) – lekkoatletyka, rezerwowy sztafety 4 × 400 m
- Montreal 1976
  - Andrzej Szajna (Zawisza Bydgoszcz) – gimnastyka sportowa, 6 m. w wieloboju indywidualnym, 11 m. drużynowo, 6–27 m. w różnych konkurencjach indywidualnych
  - Grzegorz Stellak i Ryszard Kubiak (Zawisza Bydgoszcz) – wioślarstwo, członkowie dwójki ze sternikiem, 6 m.
  - Katarzyna Kulczak (Zawisza Bydgoszcz) – kajakarstwo, K-2 500 m, 6 m.
  - Jerzy Ulczyński i Adam Tomasiak (Zawisza Bydgoszcz) – wioślarstwo, członkowie czwórki ze sternikiem, 8 m.
  - Marian Gęsicki (Zawisza Bydgoszcz) – lekkoatletyka, bieg na 800 m, 10 m.
  - Jerzy Broniec, Alfons Ślusarski (KKW Bydgoszcz) – wioślarstwo, dwójka bez sternika, 11 m.
  - Mariusz Zasada (Zawisza Bydgoszcz) – gimnastyka sportowa, 11 m. drużynowo, 31–88 m. w różnych konkurencjach indywidualnych
  - Stanisław Wołodko (Zawisza Bydgoszcz) – lekkoatletyka, rzut dyskiem, 18 m.
  - Romuald Siemionow (Zawisza Bydgoszcz) – strzelectwo, 24 m.
  - Maciej Orlik (Zawisza Bydgoszcz) – strzelectwo, 27 m.
  - Daniel Wełna (Zawisza Bydgoszcz) – kajakarstwo, K-2 1000 m, odpadł w półfinale
  - Ryszard Tylewski (Zawisza Bydgoszcz) – kajakarstwo, K-2 1000 m, odpadł w półfinale
  - Ryszard Kosiński (Zawisza Bydgoszcz) – kajakarstwo, C-1 500 m, odpadł w półfinale
  - Mirosław Jarzembowski (Zawisza Bydgoszcz) – wioślarstwo, rezerwowy czwórki ze sternikiem
  - Leszek Stolpman (Zawisza Bydgoszcz) – kajakarstwo, rezerwowy w K-2 na 500 m i K-2 na 1000 m
  - Wychowankowie bydgoskich klubów:
    - Grażyna Staszak – szermierka, floret, 13–18 m. (wychowanka Gwiazdy Bydgoszcz, na olimpiadzie w barwach GKS Katowice)
- Moskwa 1980
  - Ryszard Kubiak (Zawisza Bydgoszcz) – wioślarstwo, członek czwórki ze sternikiem, brązowy medal
  - Daniel Wełna (Zawisza Bydgoszcz) – kajakarstwo, K-4 1000 m, 4 m.
  - Mariusz Klimczyk (Zawisza Bydgoszcz) – lekkoatletyka, skok o tyczce, 6 m.
  - Zbigniew Andruszkiewicz (Zawisza Bydgoszcz) – wioślarstwo, członek czwórki podwójnej, 7 m.
  - Zdzisław Szubski (Astoria Bydgoszcz) – kajakarstwo, K-2 500 m, 7 m.
  - Waldemar Merk (Zawisza Bydgoszcz) – kajakarstwo, K-2 500 m, 7 m.
  - Romuald Siemionow (Zawisza Bydgoszcz) – strzelectwo, 11 m.
  - Andrzej Szajna (Zawisza Bydgoszcz) – gimnastyka sportowa, 17–58 m. w różnych konkurencjach indywidualnych
  - Krzysztof Potaczek (Zawisza Bydgoszcz) – gimnastyka sportowa, 37–65 m. w różnych konkurencjach indywidualnych
  - Zbigniew Januszkiewicz (Astoria Bydgoszcz – pływanie, 200 m stylem grzbietowym, odpadł w eliminacjach
  - Ryszard Marczak (Zawisza Bydgoszcz) – lekkoatletyka, maraton, nie ukończył
  - Wychowankowie bydgoskich klubów:
    - Marian Sypniewski – szermierka, floret, brązowy medal; szabla, 4 m. (wychowanek Gwiazdy Bydgoszcz, na olimpiadzie w barwach Legii Warszawa)
    - Janusz Szczerkowski – lekkoatletyka, dziesięciobój 10 m. (wychowanek BKS Bydgoszcz, na olimpiadzie w barwach Bałtyku Gdynia)
- Seul 1988
  - Marek Leśniewski (Romet Bydgoszcz) – kolarstwo, wyścig drużynowy na czas, srebrny medal
  - Sławomir Zawada (Zawisza Bydgoszcz) – podnoszenie ciężarów, waga lekkociężka, brązowy medal
  - Adam Kaczmarek (Zawisza Bydgoszcz) – strzelectwo, 5 m.
  - Mirosław Chmara (Zawisza Bydgoszcz) – lekkoatletyka, skok o tyczce, 14–15 m.
  - Wychowankowie bydgoskich klubów:
    - Marian Sypniewski – szermierka, floret, 27 m. (wychowanek Gwiazdy Bydgoszcz, na olimpiadzie w barwach Legii Warszawa)
- Barcelona 1992
  - Maciej Freimut (Zawisza Bydgoszcz) – kajakarstwo, K-2 500 m, srebrny medal; K-4 1000 m, 6 m.
  - Arkadiusz Onyszko (Zawisza Bydgoszcz) – piłka nożna, srebrny medal (rezerwowy bramkarz)
  - Jacek Streich (Zawisza Bydgoszcz) – wioślarstwo, członek czwórki ze sternikiem, brązowy medal
  - Dariusz Białkowski (Astoria Bydgoszcz) – kajakarstwo, K-2 1000 m, brązowy medal
  - Marek Leśniewski (MDK Bydgoszcz) – kolarstwo, wyścig drużynowy na czas, 6 m
  - Adam Kaczmarek (Zawisza Bydgoszcz) – strzelectwo, 7 m.
  - Tadeusz Czerwiński (Zawisza Bydgoszcz) – strzelectwo, 14 i 18 m.
  - Wiesław Perszke (Zawisza Bydgoszcz) – lekkoatletyka, maraton, 21 m.
  - Piotr Piekarski (Zawisza Bydgoszcz) – lekkoatletyka, bieg na 800 m, odpadł w półfinale
  - Piotr Banaszak (Zawisza Bydgoszcz) – podnoszenie ciężarów waga ciężka, DNF
  - Wychowankowie bydgoskich klubów:
    - Marian Sypniewski – szermierka, floret, 6 m. (wychowanek Gwiazdy Bydgoszcz, na olimpiadzie w barwach Legii Warszawa)
    - Alicja Pęczak – pływanie, 100 m stylem klasycznym, 11 m; 200 m stylem klasycznym, 8 m.; 200 m stylem zmiennym, 11 m. (wychowanka Astorii Bydgoszcz, na olimpiadzie w barwach Gedanii Gdańsk)
- Atlanta 1996
  - Ivans Klementjevs (Zawisza Bydgoszcz) – kajakarstwo, C-1 1000 m, srebrny medal (dla Łotwy )
  - Dariusz Białkowski (Astoria Bydgoszcz) – kajakarstwo, K-2 1000 m, 4 m.
  - Maciej Freimut (Zawisza Bydgoszcz) – kajakarstwo, K-4 500 m, 5 m.
  - Robert Sycz (Zawisza Bydgoszcz) – wioślarstwo, członek dwójki podwójnej wagi lekkiej, 7 m.
  - Jarosław Nowicki (Zawisza Bydgoszcz) – wioślarstwo, członek czwórki podwójnej, 9 miejsce
  - Jacek Streich (Zawisza Bydgoszcz) – wioślarstwo, członek czwórki bez sternika, 12 m.
  - Sebastian Chmara (Zawisza Bydgoszcz) – lekkoatletyka, dziesięciobój, 15 m.
  - Tadeusz Czerwiński (Zawisza Bydgoszcz) – strzelectwo, 20 i 32 m.
  - Wychowankowie bydgoskich klubów:
    - Alicja Pęczak – pływanie, 100 m stylem klasycznym, 14 m.; 200 m stylem klasycznym, 13 m.; 200 m stylem zmiennym, 15 m. (wychowanka Astorii Bydgoszcz, na olimpiadzie w barwach Gedanii Gdańsk)
- Sydney 2000
  - Robert Sycz (Bydgostia Bydgoszcz) – wioślarstwo, członek dwójki podwójnej wagi lekkiej, złoty medal
  - Dariusz Białkowski (Astoria Bydgoszcz) – kajakarstwo, K-4 1000 m, brązowy medal
  - Agnieszka Tomczak (Bydgostia Bydgoszcz) – wioślarstwo, jedynka, 8 m.
  - Arkadiusz Sobkowiak (Bydgostia Bydgoszcz) – wioślarstwo, członek czwórki bez sternika, odpadł w repasażach
  - Wychowankowie bydgoskich klubów:
    - Alicja Pęczak – pływanie, 100 m stylem klasycznym, odpadła w eliminacjach; 200 m stylem klasycznym, odpadła w półfinale (wychowanka Astorii Bydgoszcz, na olimpiadzie w barwach Gedanii Gdańsk)
- Ateny 2004
  - Robert Sycz (Bydgostia Bydgoszcz) – wioślarstwo, członek dwójki podwójnej wagi lekkiej, złoty medal
  - Magdalena Kemnitz (Bydgostia Bydgoszcz) – wioślarstwo, dwójka podwójna, 6 m.
  - Mariusz Daniszewski (Bydgostia Bydgoszcz) – wioślarstwo, członek czwórki bez sternika, 6 m.
  - Wojciech Gutorski, Mikołaj Burda, Sebastian Kosiorek (Bydgostia Bydgoszcz) oraz Rafał Hejmej i Daniel Trojanowski (Zawisza Bydgoszcz) – wioślarstwo, członkowie ósemki ze sternikiem, 8 m.
  - Dariusz Białkowski (Astoria Bydgoszcz) – kajakarstwo, K4 1000m, 8 m.
  - Wojciech Knapik (Zawisza Bydgoszcz) – strzelectwo, 11 i 39 m.
  - Paweł Baumann (Zawisza Bydgoszcz) – kajakarstwo, K-1 500 m, odpadł w półfinale
  - Wychowankowie bydgoskich klubów:
    - Michał Stawowski – członek ósemki ze sternikiem, 8. m. (wychowanek BTW, na olimpiadzie w barwach AZS Toruń)
    - Aleksy Kuziemski – boks waga półciężka, odpadł w 1/8 finału (wychowanek Astorii Bydgoszcz)
    - Bartłomiej Bartnicki – zapasy styl wolny, 11 m. (wychowanek Gwiazdy Bydgoszcz)
- Pekin 2008
  - Beata Mikołajczyk (UKS Kopernik Bydgoszcz) – kajakarstwo, K-2 500 m, srebrny medal (wraz z Anetą Konieczną), K-4 500 m, 4. m.
  - Bartłomiej Pawełczak, Miłosz Bernatajtys (Bydgostia Bydgoszcz) – wioślarstwo, członkowie czwórki bez sternika wagi lekkiej, srebrny medal
  - Mariusz Kujawski (Zawisza Bydgoszcz) – kajakarstwo, K-2 1000 m, 4 m.
  - Wojciech Gutorski, Mikołaj Burda, Michał Stawowski (Bydgostia Bydgoszcz) oraz Rafał Hejmej i Daniel Trojanowski (Zawisza Bydgoszcz) – wioślarstwo, członkowie ósemki ze sternikiem, 5 m.
  - Paweł Baumann (Zawisza Bydgoszcz) – kajakarstwo, K-4 1000 m, 6 m.
  - Wojciech Knapik (Zawisza Bydgoszcz) – strzelectwo, 23 i 38 m.
  - Wychowankowie bydgoskich klubów:
    - Michał Stawowski – członek ósemki ze sternikiem, 5. m. (wychowanek BTW, na olimpiadzie w barwach AZS Toruń)
    - Piotr Hojka – członek dwójki podwójnej, 14. m. (wychowanek BTW, na olimpiadzie w barwach AZS-AWF Gorzów Wielkopolski)
    - Bartłomiej Bartnicki – zapasy styl wolny, 12 m. (wychowanek Gwiazdy Bydgoszcz)
    - Michał Winiarski – piłka siatkowa, z drużyną doszedł do ćwierćfinału (wychowanek Chemika Bydgoszcz, na olimpiadzie w barwach Itas Diatec Trentino Volley)
- Londyn 2012
  - Magdalena Fularczyk (Bydgostia Bydgoszcz) – wioślarstwo, dwójka podwójna (wraz z Julią Michalską), brązowy medal
  - Beata Mikołajczyk (UKS Kopernik Bydgoszcz) – kajakarstwo, K-2 500 m, brązowy medal (wraz z Karoliną Naja), K-4 500 m, 4 m.
  - Mateusz Polaczyk (Zawisza Bydgoszcz) – kajakarstwo, K-1, 4 m.
  - Mikołaj Burda, Piotr Hojka (Bydgostia Bydgoszcz) oraz Rafał Hejmej, Daniel Trojanowski, Krystian Aranowski, Piotr Juszczak, Michał Szpakowski (Zawisza Bydgoszcz) – wioślarstwo, członkowie ósemki ze sternikiem, 7 m.
  - Aleksandra Klejnowska (Zawisza Bydgoszcz) – podnoszenie ciężarów, kat. do 53 kg, 7 m.
  - Piotr Kuleta (Zawisza Bydgoszcz) – kajakarstwo, C-1 1000m, 9 m.
  - Dariusz Kuć (Zawisza Bydgoszcz) – lekkoatletyka, sztafeta 4x100 m, 9 miejsce; bieg na 100 m, udział
  - Wojciech Gutorski (Bydgostia Bydgoszcz) – wioślarstwo, członek dwójki bez sternika, 10 m.
  - Łukasz Michalski (Zawisza Bydgoszcz) – lekkoatletyka, skok o tyczce, 11 m.
  - Iga Baumgart (BKS Bydgoszcz) – lekkoatletyka, sztafeta 4 × 400 m, 12 m.
  - Piotr Siemionowski (Zawisza Bydgoszcz) – kajakarstwo, K-1 200 m, 14 m.
  - Marcin Lewandowski (Zawisza Bydgoszcz) – lekkoatletyka, 800 m, odpadł w półfinale
  - Miłosz Bernatajtys, Łukasz Siemion (Bydgostia Bydgoszcz) – wioślarstwo, członkowie czwórki bez sternika, odpadli w eliminacjach
  - Marika Popowicz-Drapała (Zawisza Bydgoszcz) – lekkoatletyka, sztafeta 4 × 100 m, odpadła w eliminacjach
  - Paweł Wojciechowski (Zawisza Bydgoszcz) – lekkoatletyka, skok o tyczce, DNF
  - Marcin Dołęga (Zawisza Bydgoszcz) – podnoszenie ciężarów, kat. 105 kg, DNF
  - Wychowankowie bydgoskich klubów:
    - Michał Winiarski – piłka siatkowa, z drużyną doszedł do ćwierćfinału (wychowanek Chemika Bydgoszcz, na olimpiadzie w barwach Skry Bełchatów)
- Rio de Janeiro 2016
  - Magdalena Fularczyk-Kozłowska, Natalia Madaj (Bydgostia Bydgoszcz) – wioślarstwo, dwójka podwójna, złoty medal
  - Monika Ciaciuch (Bydgostia Bydgoszcz) – wioślarstwo, czwórka podwójna (wraz z Marią Springwald, Joanną Leszczyńską i Agnieszką Kobus), brązowy medal
  - Beata Mikołajczyk (UKS Kopernik Bydgoszcz) – kajakarstwo, K-2 500 m (wraz z Karoliną Naja), brązowy medal, K-4 500 m, 9. m.
  - Mindaugas Griškonis, Saulius Ritter (Bydgostia Bydgoszcz) – wioślarstwo, dwójka podwójna, srebrny medal (dla Litwy )
  - Donata Vištartaitė, Milda Valčiukaitė (Bydgostia Bydgoszcz) – wioślarstwo, dwójka podwójna, brązowy medal (dla Litwy )
  - Dariusz Radosz (Bydgostia Bydgoszcz) – wioślarstwo, członek czwórki podwójnej, 4 m.
  - Mikołaj Burda (Bydgostia Bydgoszcz) oraz Daniel Trojanowski, Krystian Aranowski, Piotr Juszczak, Michał Szpakowski (Zawisza Bydgoszcz) – wioślarstwo, członkowie ósemki ze sternikiem, 5 m.
  - Marcin Lewandowski (Zawisza Bydgoszcz) – lekkoatletyka, bieg na 800 m, 6 m.
  - Martyna Mikołajczak (Bydgostia Bydgoszcz) – wioślarstwo, dwójka podwójna wagi lekkiej, 7 m.
  - Iga Baumgart (BKS Bydgoszcz) – lekkoatletyka, sztafeta 4 × 400 m, 7 m.
  - Anna Wierzbowska, Maria Wierzbowska (Bydgostia Bydgoszcz) – wioślarstwo, dwójka bez sternika, 10 m.
  - Marika Popowicz-Drapała (Zawisza Bydgoszcz) – lekkoatletyka, sztafeta 4 × 100 m, 13 m., bieg na 100 m, 52 m.
  - Klaudia Breś (Zawisza Bydgoszcz) – strzelectwo, 15 i 23 m.
  - Paweł Wojciechowski (Zawisza Bydgoszcz) – lekkoatletyka, skok o tyczce, 16 m.
  - Wychowankowie bydgoskich klubów:
    - Dawid Konarski – piłka siatkowa, z drużyną doszedł do ćwierćfinału (wychowanek Chemika Bydgoszcz, na olimpiadzie w barwach Zaksy Kędzierzyn Koźle)
- Tokio 2020
  - Iga Baumgart-Witan (BKS Bydgoszcz) – lekkoatletyka, sztafeta mieszana 4x400 m (wraz z Karolem Zalewskim, Natalią Kaczmarek, Justyną Święty-Ersetic, Kajetanem Duszyńskim, Dariuszem Kowalukiem i Małgorzatą Hołub-Kowalik), złoty medal
  - Iga Baumgart-Witan (BKS Bydgoszcz) – lekkoatletyka, sztafeta żeńska 4x400 m (wraz z Natalią Kaczmarek, Justyną Święty-Ersetic, Małgorzatą Hołub-Kowalik i Anną Kiełbasińską, Kinga Gacka (BKS Bydgoszcz) – rezerwowa), srebrny medal
  - Helena Wiśniewska (Zawisza Bydgoszcz) – kajakarstwo, K-4 500 m (wraz z Karoliną Naja, Anną Puławską, Justyną Iskrzycką), brązowy medal
  - Joanna Dittmann, Monika Chabel, Maria Wierzbowska (Bydgostia Bydgoszcz) (wraz z Olgą Michałkiewicz) – wioślarstwo, czwórka bez sternika, 6 m.
  - Mateusz Biskup (Bydgostia Bydgoszcz) (wraz z Mirosławem Ziętarskim) – wioślarstwo, dwójka podwójna, 6 m.
  - Mikołaj Burda (Bydgostia Bydgoszcz), Michał Szpakowski (Zawisza Bydgoszcz) (wraz z Mateuszem Wilangowskim i Marcinem Brzezińskim) – wioślarstwo, czwórka bez sternika, 7 m.
  - Bartłomiej Adamus (Zawisza Bydgoszcz) – podnoszenie ciężarów, 7 m[207].
  - Marika Popowicz-Drapała (Zawisza Bydgoszcz) – lekkoatletyka, sztafeta 4 × 100 m, 10 m.
  - Paweł Wojciechowski (Zawisza Bydgoszcz) – lekkoatletyka, skok o tyczce, 14 m.
  - Aneta Stankiewicz (Zawisza Bydgoszcz) – strzelectwo, 15 i 16 m.
  - Adrianna Sułek (Zawisza Bydgoszcz) – siedmiobój lekkoatletyczny, 16 m[208].
  - Klaudia Breś (Zawisza Bydgoszcz) – strzelectwo, 21 i 24 m.
  - Gabriela Janik-Sasnal (Zawisza Bydgoszcz) – gimnastyka sportowa, 54 m[209].
  - Wychowankowie bydgoskich klubów:
    - Marcin Lewandowski – lekkoatletyka, bieg na 1500 m, 15 m. (długoletni zawodnik Zawiszy Bydgoszcz, na olimpiadzie w barwach AZS UMCS Lublin)

### Bydgoscy mistrzowie świata
- fitness
  - Patrycja Knopik (Zawisza) – mistrzyni świata juniorów (2003)
  - Ewelina Barej (Zawisza) – mistrzyni świata juniorów (2006), wicemistrzyni (2005)
  - Natalia Bocian (UKS Fitness) – trzykrotna mistrzyni świata juniorek (2006, 2007, 2008), mistrzyni świata w fitness sportowym (2008)
  - Agata Czerkawska (UKS Fitness) – mistrzyni świata (2007)
  - Agnieszka Witkowicz (UKS Fitness) – wicemistrzyni świata (2007)
- gimnastyka sportowa
  - Andrzej Szajna – dwukrotnie brązowy medalista Mistrzostw Świata (1974)
- kajakarstwo
  - Daniel Wełna – mistrzostwo 1977 (K-4 500 i 1000 m), srebro 1979 (K-4 1000 m), srebro 1981 (K-2 500 m)[12].
  - Arkadiusz Byliński – złoto 1989 (K-4 500 m)
  - Maciej Freimut – złoto 1994 (K-2 200 m), srebro 1989 (K-4 10 km), srebro 1990 (K-2 500 m), srebro 1993 (K-2 500 i K-4 10 km),
  - Ivans Klementjevs – 7-krotny mistrz świata (1983–1995), z tego w 1994 roku jako zawodnik Zawiszy Bydgoszcz (C1 1000 m)
  - Marcin Kobierski – 2-krotnie złoto (2001, 2002)
  - Piotr Siemionowski – 2-krotnie złoto (2011 – K-1 200 m, 2013 – K-1 4x200 m)
  - Sebastian Szypuła – złoto 2013 (K-1 4x200 m)
  - Beata Mikołajczyk – w barwach UKS Kopernik Bydgoszcz złoto (2009); srebro (2013, 2014) oraz brąz (2011, 2013, 2014)
- kolarstwo:
  - Marek Leśniewski – srebrny medalista Mistrzostw Świata w Chambéry w 1989 roku (partnerami w drużynie byli: Dariusz Baranowski, Grzegorz Piwowarski i Andrzej Sypytkowski)
- lekkoatletyka:
  - Alojzy Graj – Akademicki Mistrz Świata w biegu na 5000 m (1954)
  - Sebastian Chmara – halowy mistrz świata w siedmioboju (1999, 6386 pkt.)
  - Paweł Wojciechowski – mistrz świata w skoku o tyczce (2011, 5,90 m), brąz (2015), wicemistrz świata juniorów (2008)
  - Robert Szpak – mistrz świata juniorów w rzucie oszczepem (2008)
  - Jarosław Kaniecki (1986, BKS) i Jarosław Kotewicz (1988, Zawisza) – brązowe medale MŚ Juniorów
- łucznictwo
  - Feliks Majewski (KS Pocztowego Przysposobienia Wojskowego) – w 1937 mistrz świata w strzelaniu na odległości długie oraz łączne długie i krótkie (indywidualnie i drużynowo wraz z reprezentacją Polski), w 1938 mistrz świata drużynowo i wicemistrz indywidualnie
- modelarstwo lotnicze
  - Tadeusz Kokoczewski (Aeroklub Bydgoski) – mistrz świata w drużynie w kategorii makiet rakietowych (1974)
- motolotniarstwo
  - Karol Kubit (Aeroklub Bydgoski) – mistrzostwo świata z drużyną (1994)
- podnoszenie ciężarów
  - Jan Wojnowski – srebro w wadze piórkowej (1970), 3-krotnie brąz (1969, 1973, 1974)
  - Sławomir Zawada – brąz (1987) w kategorii lekkociężkiej
  - Marcin Dołęga – mistrz świata (2010) w barwach Zawiszy Bydgoszcz, multimedalista mistrzostw Świata i Europy
- siatkówka
  - Michał Winiarski – mistrz świata juniorów (2003)
- speedrower
  - Łukasz Nowacki – drużynowy mistrz świata (2007), mistrz świata par (2005)
  - Robert Bedra – drużynowy mistrz świata (2007)
  - Karol Szymański – drużynowy mistrz świata juniorów (1999), mistrz świata par (2005)
  - Rafał Duliński – mistrz świata par (2007)
- strzelectwo
  - Jerzy Nowicki – dwukrotny wicemistrz świata (1966), brąz (1966)
  - Henryk Górski – mistrz świata w drużynie (1974), dwukrotnie brąz (1966)
  - Elżbieta Kowalewska – wicemistrzyni świata druż. (1974)
  - Adam Kaczmarek – mistrz świata indywidualnie (1986) i drużynowo (1994)
  - Joanna Nowakowska-Dzimińska – wicemistrzyni świata (2010)
  - zdobywcy brązowych medali MŚ: Rajmund Stachurski – 2x (1966, 1970), Romuald Siemionow (1974), Tadeusz Czerwiński (1990)
  - mistrzowie świata juniorów: Gabriela Nowakowska (złoto 1989 i brąz druż.), Paweł Borowicki (złoto 1998 druż.), Wojciech Knapik (złoto 1998 druż.), Daniel Czerwiński (złoto 2010 druż.), Bartosz Jasiecki (złoto 2010 druż.), Klaudia Breś (złoto druż.)
- szachy
  - Małgorzata Wiese-Jóźwiak – brąz w drużynie na olimpiadzie szachowej 1980
  - Jolanta Rojek – wicemistrzyni świata juniorek 1981
  - Joanna Sadkiewicz – brąz MŚ juniorek (1983)
- szybownictwo
  - Jan Wróblewski (Aeroklub Bydgoski) – mistrz świata w klasie otwartej (1965) i klasie standard (1972), wicemistrz w klasie standard (1970)
- szermierka
  - Grażyna Staszak (Gwiazda) – w barwach bydgoskiego klubu wicemistrzyni świata juniorek (1972)
  - Marian Sypniewski – wychowanek Gwiazdy Bydgoszcz, mistrz świata druż, (1978), srebro druż. (1990), brąz ind. (1983)
- wioślarstwo
  - Robert Sycz – dwukrotnie złoto (w barwach WKS Zawisza Bydgoszcz, 1997 i 1998), trzykrotnie srebro (w barwach Bydgostii Bydgoszcz, 2001, 2002, 2003) oraz 1 brąz (2005)
  - Daniel Trojanowski – złoto (2007, dwójka ze sternikiem), brąz 2014, w barwach Zawiszy
  - Magdalena Fularczyk-Kozłowska – złoto (2009), w barwach Bydgostii Bydgoszcz srebro (2014) i brąz (2013)
  - Magdalena Kemnitz – złoto (2012) w barwach Bydgostii Bydgoszcz
  - mistrzowie świata U-23: Andrzej Jasiński, Roman Czapara i Sławomir Deka (1977, Zawisza), Agnieszka Tomczak-Mełnicka, Aneta Bełka (1996), Wojciech Gutorski (1999), Miłosz Bernatajtys, Bartłomiej Pawełczak (2004), Ryszard Ablewski, Miłosław Kędzierski (2009), wszyscy z klubu Bydgostia, Rafał Wielgosz i Piotr Juszczak (2009, Zawisza)
  - akademiccy mistrzowie świata: Teodor Kocerka (czterokrotnie), Agnieszka Tomczak-Mełnicka, Arkadiusz Sobkowiak (1998), Mariusz Daniszewski (dwukrotnie), Aneta Bełka, Magdalena Kemnitz, Martyna Mikołajczak (2014)
- żeglarstwo bojerowe
  - Romuald Knasiecki – mistrz świata w klasie bojerów DN (1976)
- żużel
  - Mieczysław Połukard – drużynowy mistrz świata (1961), brąz (1962)
  - Henryk Glücklich – drużynowy mistrz świata (1969), brąz (1968, 1970, 1971, 1972)
  - Tomasz Gollob – indywidualny mistrz świata (2010), wicemistrz (1999), brąz (1997, 1998, 2001), drużynowy mistrz świata (1996, 2005), wicemistrz (1994, 1997, 2001), zdobywca Indywidualnego Pucharu Mistrzów na Żużlu (1993)
  - Piotr Protasiewicz – Drużynowy Mistrz Świata na żużlu (2005), wicemistrz (1997, 2001)
  - Krystian Klecha – Drużynowy Mistrz Świata Juniorów na żużlu (2005)
  - Krzysztof Buczkowski – dwukrotny Drużynowy Mistrz Świata Juniorów na żużlu (2006, 2007)

### Bydgoscy mistrzowie Europy
- boks
  - Jerzy Adamski (Astoria) – mistrz Europy w wadze piórkowej (1959), brąz (1963)
  - Ryszard Petek (wychowanek Brdy) – mistrz Europy w wadze piórkowej (1967)
  - medaliści ME: Hubert Skrzypczak (Zawisza) – srebro w wadze muszej (1965), Zygmunt Zawadzki (Zawisza) – brąz (1959)
- fitness
  - Ewelina Barej (Zawisza) – mistrzyni Europy juniorów (2005), wicemistrzyni (2003), brąz (2008 seniorki)
  - Marcin Łopucki (Zawisza) – mistrz Europy seniorów (2007), wicemistrz (2005, 2009)
  - Natalia Bocian (UKS Fitness) – mistrzyni Europy juniorek (2008) i seniorek (2009), brąz (2011)
- gimnastyka akrobatyczna
  - Janusz Zienkiewicz (Zawisza) – mistrz Europy juniorów (1990)
  - Dorota Szyperska (Zawisza) – wicemistrzyni Europy juniorów (1994)
  - Joanna Bernacka, Marta Pacholska, Rafał Kaszubowski, Mirela Golińska, Paweł Biskup (Zawisza) – wicemistrzowie Europy juniorów (1998)
  - Tomasz Kapuściński (Zawisza) – wicemistrz Europy seniorów (2003)
- gimnastyka sportowa
  - Andrzej Szajna – mistrz Europy (1975), trzykrotny wicemistrz (1971, 1973, 1975), 2x brąz (1971, 1975)
- kajakarstwo
  - Daniel Wełna
  - Beata Mikołajczyk – w barwach UKS Kopernik Bydgoszcz wielokrotnie złoto (2005, 2012, 2013, 2015); srebro (2004, 2006, 2008, 2011, 2014, 2015) oraz brąz (2005, 2010, 2012)
- lekkoatletyka:
  - Zdzisław Krzyszkowiak – 2-krotnie złoto (1958) – bieg na 5000 m i 10000 m
  - Teresa Ciepły – bieg na 80 metrów przez płotki (1962), sztafeta 4 × 100 metrów (1962), brąz w biegu na 100 m (1962)
  - Edmund Borowski – złoto w sztafecie 4x 400 m (1966), srebro w sztafecie 4x2 okrążenia (1967), srebro w sztafecie 2+3+4+5 (1970 – hala)
  - Waldemar Korycki – złoto w sztafecie 4x400 m (1971, 1972 hala), złoto w sztafecie 4x2 okrążenia (1968 – hala, 1971 – hala, 1972 – hala), srebro w sztafecie 4x400 m (1971), srebro w sztafecie 1+2+3+4 (1968 – hala)
  - Michał Joachimowski – mistrz w trójskoku (1974 – hala) i wicemistrz (1973, 1975, hala)
  - Tadeusz Janczenko – Puchar Europy w dziesięcioboju (1973), srebro (1975)
  - Piotr Piekarski – wicemistrz Europy juniorów w biegu na 800 m (1983), brąz w mistrzostwach Europy (1990)
  - Sebastian Chmara – halowy mistrz Europy w siedmioboju (1998)
  - Marika Popowicz – mistrzyni Europy juniorów (2005), 2-krotnie brąz w mistrzostwach Europy (2010, 2012)
  - Marcin Lewandowski jako zawodnik Zawiszy w biegu na 800 m – 3-krotnie złoto (2010, 2015-hala, 2017-hala), 2-krotnie srebro (2011, 2016),
  - Paweł Wojciechowski – młodzieżowy mistrz Europy w skoku o tyczce (2011), wicemistrz Europy seniorów (2014), brąz (2017-hala)
  - Iga Baumgart – złoty medal w sztafecie 4x400 m (2017-hala)
  - zdobywcy srebrnych medali: Jerzy Juskowiak – bieg na 100 m (1962), sztafeta 4x 100m (1962), Zbigniew Syka – sztafeta 4x 100m (1962), Kazimierz Wardak – sztafeta 2+3+4+5 (1970 – hala), sztafeta 4x4 okrążenia (1971 – hala), Stanisław Waśkiewicz i Eryk Żelazny – sztafeta 2+3+4+5 (1970 – hala), Zenon Szordykowski – sztafeta 4x4 okrążenia (1971 – hala)
  - zdobywcy brązowych medali: Czesław Jursza – sztafeta 4x4 okrążenia (1973 – hala), Marian Gęsicki – 400 m (1977 – hala), Mariusz Klimczyk – skok o tyczce (1977 – hala), Mirosław Chmara – skok o tyczce (1989 – hala), Artur Kohutek – 110 m ppł (2002), a w mistrzostwach Europy juniorów: Jarosław Kotewicz (1987), Romuald Murawski (1970), Roman Zwierzchowski (1977), Ryszard Idziak (1979), Bogdan Patelka (1985), Paweł Iwicki, Danuta Gąska
- łucznictwo
  - Paweł Szymczak (BKS Bydgoszcz) – srebrny medal Mistrzostw Europy (1998, drużynowo – razem z Arkadiuszem Ponikowskim i Grzegorzem Targońskim)
- podnoszenie ciężarów
  - Jan Wojnowski – mistrz w wadze piórkowej (1971), wicemistrz (1970)
  - Sławomir Zawada – czterokrotny wicemistrz (1990–1993) w kategorii lekkociężkiej
  - Piotr Banaszak – wicemistrz (1991) w kategorii ciężkiej, brąz (1992)
  - Damian Wiśniewski – młodzieżowy mistrz Europy do lat 23 (2009)
  - Tomasz Zieliński – mistrz Europy (2016) w barwach Zawiszy Bydgoszcz
  - Aleksandra Klejnowska – multimedalistka mistrzostw Świata i Europy; w barwach Zawiszy Bydgoszcz dwukrotnie brąz (2011, 2015)
- piłka nożna: Marcin Thiede
- siatkówka:
  - Dominika Leśniewicz – mistrzyni Europy (2003, KS Pałac Bydgoszcz)
- speedrower
  - Karol Szymański – mistrz Europy (2002), drużynowy mistrz Europy (2000, 2004)
  - Damian Zaręba – mistrz Europy (2004)
  - Robert Bedra – drużynowy mistrz Europy (2000, 2004)
  - Leszek Ilak – mistrz Europy juniorów (2000), drużynowy mistrz Europy juniorów (2000)
- strzelectwo
  - Stefan Masztak – mistrz Europy (1965), wicemistrz druż. (1965)
  - Tadeusz Pawlata – wicemistrz Europy druż. (1965)
  - Rajmund Stachurski – mistrz Europy druż. (1971), trzykrotny wicemistrz ind. i druż. (1973, 1974, 1976), 4-krotnie brąz druż. (1965, 1973, 1975)
  - Elżbieta Kowalewska – mistrzyni Europy indywidualnie (1972, 1973) i drużynowo (2x 1972, 1975), wicemistrzyni indywidualnie (1969, 1971, 1974) i drużynowo (1974, 2x 1975), brąz (1973, 1974, 1977)
  - Irena Mazurkiewicz – wicemistrzyni Europy druż. (1972), 3-krotnie brąz (1974, 1977)
  - Romuald Siemionow – trzykrotny mistrz Europy ind. i druż. (2x 1974, 1977), wicemistrz druż. (1973), 4-krotnie brąz (1974, 1976, 1981)
  - Józef Sadurski – wicemistrz Europy w drużynie, 3x brąz ind. i 1x brąz w drużynie
  - Adam Kaczmarek – mistrz Europy drużynowo (1991), wicemistrz druż. (1989), 3-krotnie brąz (1985, 1987, 1991)
  - Tadeusz Czerwiński – mistrz Europy druż. (1993), brąz (1991)
  - Klaudia Breś – wicemistrzyni Europy (druż.), 1x brąz
  - zdobywcy brązowych medali: Jerzy Nowicki (1965), Wojciech Knapik (druż.), Paweł Borowicki
  - mistrzowie Europy juniorów: Wanda Ryczko (srebro druż. 1970, 3x brąz), Tadeusz Dubaniewicz (srebro druż. 1976, brąz 1977), Bogna Temlak (złoto 1977 druż.), Gabriela Nowakowska (srebro druż.), Wojciech Knapik (złoto, 3x srebro, 2x brąz), Paweł Borowicki (4x złoto, 1x srebro, 1x brąz), Joanna Nowakowska-Dzimińska (złoto 2009, srebro druż.), Agnieszka Przyjemska (złoto i srebro druż.), Klaudia Breś (złoto 2013, 3x brąz), Jakub Trzebiński (srebro druż.), Joanna Włodarczyk (brąz druż.), Oskar Miliwek (brąz 2016)
- szachy
  - Małgorzata Wiese-Jóźwiak – srebrny i brązowy medal ME juniorek (1979,1981)
  - Łukasz Licznerski – mistrz Europy juniorów z drużyną (2013)
- wioślarstwo
  - Leon Birkholz i Franciszek Bronikowski – dwukrotni brązowi medaliści mistrzostw Europy (Lucerna 1926, czwórka ze sternikiem oraz Bydgoszcz 1929, czwórce bez sternika)
  - Teodor Kocerka – mistrz Europy (1955), wicemistrz (1952, 1954), brązowy medalista (1956, 1959), w barwach BTW
  - Michał Szpakowski – 3-krotnie złoto (2009, 2011, 2012, ósemka ze sternikiem), 2x srebro (2010, 2013), brąz mistrzostw świata (2014) w barwach Zawiszy Bydgoszcz
  - Daniel Trojanowski – 3-krotnie złoto (2009, 2011, 2012, ósemka ze sternikiem), 3x srebro (2007, 2010, 2013) oraz brąz (2008) w barwach Zawiszy Bydgoszcz
  - Mikołaj Burda – w barwach Bydgostii Bydgoszcz: złoto (2009, 2011, 2012)
  - Wojciech Gutorski – w barwach Bydgostii Bydgoszcz złoto (2009, ósemka), 2x srebro (2007, 2013), 1x brąz (2008)
  - Piotr Hojka – w barwach Bydgostii Bydgoszcz 3x złoto (2009, 2011, 2012), 3x srebro (2007, 2010, 2013)
  - Dariusz Radosz – w barwach Bydgostii Bydgoszcz: złoto (2011)
  - Piotr Juszczak – złoto 2011, srebro 2013 (ósemka ze sternikiem), w barwach Zawiszy Bydgoszcz
  - Magdalena Fularczyk-Kozłowska – w barwach Bydgostii Bydgoszcz: złoto (2014, 2015) oraz srebro (2013)
  - Natalia Madaj – w barwach Bydgostii Bydgoszcz: złoto (2014, 2015) oraz srebro (2013)
- żużel
  - Polonia Bydgoszcz – trzykrotny zdobywca Klubowego Pucharu Europy (1998, 1999, 2001)

### Bydgoscy drużynowi mistrzowie Polski
- boks
  - Zawisza Bydgoszcz – zdobywca Pucharu Polski w boksie (2000)
- gimnastyka akrobatyczna
  - Zawisza Bydgoszcz – 12 tytułów drużynowego mistrza Polski w latach 1988–2008 (seniorzy i juniorzy)
- gimnastyka sportowa
  - Zawisza Bydgoszcz – 19 tytułów drużynowego mistrza Polski w różnych kategoriach oraz 23 tytuły wicemistrzowskie, w 1973 – DMP w klasie mistrzowskiej
- hokej na lodzie
  - Polonia Bydgoszcz – złoty medal mistrzostw Polski juniorów (1966), 2x srebro mistrzostw Polski (1954, 1955), 2x brąz (1964, 1965)
- kajakarstwo
  - Zawisza Bydgoszcz – drużynowy mistrz Polski w latach 1961, 1963–1967, w latach 1957–1986 kajakarze klubu wywalczyli 91 złotych medali w mistrzostwach Polski seniorów
- karting
  - Automobilklub Bydgoski – mistrz w kat. wyścigowej (1982, 1984), wicemistrz (1980, 1983, 1985)
- kolarstwo
  - Romet Bydgoszcz – drużynowy mistrz Polski w kolarstwie szosowym (1977), srebro (1975), brąz (1971), mistrzostwo Polski juniorów (1981, Marek Leśniewski, Zbigniew Ludwiniak, Kucharski, Marek Szerszyński), drużynowy mistrz Polski juniorów młodszych (1977, sekcja MDK nr 2) i młodzików (1978, sekcja MDK nr 2)
- koszykówka
  - Artego Bydgoszcz – wicemistrz Polski w sezonach 2014/2015 i 2015/2016, Puchar Polski w koszykówce kobiet w 2018
  - Astoria Bydgoszcz – mistrz Polski juniorów w 1987
- lekkoatletyka
  - Harcerski Klub Sportowy – mistrz Polski (1947)
  - Gwardia Bydgoszcz – wicemistrz Polski (1949)
  - Zawisza Bydgoszcz – mistrz (1981, 1982, 1983, 1985), mistrz ligi lekkoatletycznej (1957, 1958, 1963, 1964, 1983, 1985, 1989), wicemistrz (1959–1962, 1965–1970, 1984, 1987, 1994, 1995), brąz (1974, 1977, 1986, 2010)
- łucznictwo
  - KS Pocztowego Przysposobienia Wojskowego – mistrz Polski (1938)
- motocross
  - Zawisza Bydgoszcz – mistrz Polski (1973)
- piłka nożna
  - Zawisza Bydgoszcz – Puchar i Superpuchar Polski w piłce nożnej (2014), 4. miejsce w ekstraklasie (1990), Mistrzostwo Polski Juniorów (1981)
  - Polonia Bydgoszcz – Mistrzostwo Polski Juniorów (1980), 5. miejsce w ekstraklasie (1960), Marian Norkowski królem strzelców Ligi Polskiej (1960)
- podnoszenie ciężarów
  - Zawisza Bydgoszcz – mistrz Polski (1970, 1971, 1972)
- siatkówka
  - KS Pałac Bydgoszcz – mistrz Polski (1993), wicemistrz (2001, 2005), 3 miejsce (1998, 2002), zdobywca Pucharu Polski (1992, 2001, 2005), zdobywca Superpucharu Polski (2006), mistrzostwo Polski Juniorek (1993), 3. miejsce w Puchar Top Teams siatkarek (2002)
  - Łuczniczka Bydgoszcz – 4. miejsce w ekstraklasie siatkówki mężczyzn (2013), półfinał Pucharu Polski (2010, 2013), półfinał Pucharu Challenge siatkarzy (2013), mistrz Polski Młodej Ligi (2012)
- spadochroniarstwo
  - Aeroklub Bydgoski – mistrz Polski (1973), wicemistrz (1975)
  - Zawisza Bydgoszcz – mistrz Polski seniorów (1976, 1978, 1980–1986), mistrz wielobojów spadochronowych (1995–2001, 2003), mistrz w celności lądowania (1997, 1999)
  - Związek Polskich Spadochroniarzy oddział Bydgoszcz – mistrz (1994)
  - Ośrodek Szkolenia Służby Wysokościowo-Ratowniczej Bydgoszcz – mistrz (2006)
- speedrower
  - BTS „Speedrower” Bydgoszcz – mistrz Polski (2004), wicemistrz (2002, 2003, 2006), 3. miejsce (1999, 2000, 2005), mistrz Polski juniorów (2000), mistrz Polski Par Klubowych juniorów (2004)
- szachy
  - Łączność Bydgoszcz – mistrz Polski seniorów (1978), brąz (1974), wicemistrz Polski juniorów (1975,1979), mistrz Polski w szachach błyskawicznych (1974,1982), wicemistrz (1979,1981)
  - Chemik Bydgoszcz – wicemistrz Polski seniorów (1984), dwukrotnie brąz (1982, 1983, 2013), mistrz Polski juniorów (1983,1984), wicemistrz (1982, 1985), mistrz i wicemistrz Polski w szachach błyskawicznych (1983,1984,2014)
  - Pocztowiec Bydgoszcz – wicemistrz Polski w szachach błyskawicznych (2012)
- tenis
  - Polonia Bydgoszcz – trzykrotny wicemistrz Polski (1999–2001)
- tenis stołowy
  - Zooleszcz Gwiazda Bydgoszcz – Akademickie Mistrzostwo Polski (2014), Drużynowy Puchar Polski (2015), 3. miejsce w Pucharze Polski (2014)
- wioślarstwo
  - Bydgoskie Towarzystwo Wioślarskie – mistrzowie Polski w latach 1921, 1922, 1926, 1927, 1934, 1935, 1936 (czwórki ze sternikiem), 1929, 1932 (czwórki bez sternika), 1933-1935 i 1937 (ósemki)
  - Bydgoski Klub Wioślarek – mistrzowie Polski w latach 1932, 1936, 1938, 1939 (czwórka ze sternikiem), w latach 1946–1996 wioślarki BKW zdobyły 92 medale w regatach krajowych i międzynarodowych rangi mistrzostw świata oraz mistrzostw Polski: seniorów i juniorów
  - Zawisza Bydgoszcz – wielokrotny drużynowy mistrz Polski w latach 60. i 70. XX w.
  - Bydgostia Bydgoszcz jako Kolejowy Klub Wioślarski mistrzostwo Polski w 1938 (czwórka i ósemka ze sternikiem) oraz w latach 1966, 1967, 1970, jako Bydgostia dwadzieścia cztery lata z rzędu 1993-2016; w latach 1928–2016 członkowie klubu zdobyli na mistrzostwach Polski 1743 medale (715 złotych, 537 srebrnych, 491 brązowych)
- wyścigi motocyklowe
  - Automobilklub Bydgoski – mistrz Polski (1966, 1967, 1969), wicemistrz (1968)
  - Pafaro-Romet – mistrz Polski (1968), wicemistrz (1969)
  - Wyczół Gościeradz – mistrz Polski (1973, 1974), wicemistrz (1972, 1975, 1976, 1978, 1983)
- żużel
  - Polonia Bydgoszcz – 7-krotny drużynowy mistrz Polski (1955, 1971, 1992, 1997, 1998, 2000, 2002), dwukrotny młodzieżowy drużynowy mistrz Polski (1989, 2011), 11-krotny zwycięzca Mistrzostw Polski par klubowych na żużlu (1974, 1990, 1991, 1993, 1994, 1995, 1996, 1997, 1999, 2000, 2002)

### Bydgoscy indywidualni mistrzowie Polski
- boks
  - zawodnicy Brdy Bydgoszcz:
    - Jerzy Planutis – mistrz Polski w wadze średniej (1955)
    - Zygmunt Kunc – mistrz Polski (1957), wicemistrz (1956)
    - Jan Walczak – mistrz Polski (1959), wicemistrz (1956)
    - Ryszard Petek – mistrz Polski w wadze lekkiej (1964)
    - Antoni Okoń – mistrz Polski juniorów (1966)
    - Mieczysław Kozłowski – mistrz Polski juniorów (1967)
    - Wiesław Jaroszewski – mistrz Polski juniorów (1968)
    - Marian Wyszomirski – mistrz Polski juniorów (1970)
    - Jerzy Tadych – mistrz Polski juniorów (1971)
    - Andrzej Kolasiński (Brda) – mistrz Polski juniorów (1972)

  - zawodnicy Zawiszy Bydgoszcz:
    - Józef Kankowski – mistrz Polski (1957)
    - Ryszard Rybski – mistrz Polski w wadze lekkopółśredniej (1966), wicemistrz (1963,1968)
    - Jan Rinke – mistrz Polski juniorów (1969)
    - Piotr Orszt – mistrz Polski w wadze papierowej (1971)
    - Romuald Keister – mistrz Polski juniorów (1972, 1973)
    - Krzysztof Kikowski – mistrz Polski juniorów (1974), młodzieżowy mistrz Polski (1976)
    - Czesław Kapałka – mistrz Polski juniorów (1975)
    - Krzysztof Kucharzewski – mistrz Polski juniorów (1976, 1977)
    - Mirosław Pabianek – mistrz Polski juniorów (1976)
    - Mirosław Kuźma – mistrz Polski juniorów (1977), mistrz Polski w wadze lekkośredniej (1981)
    - Henryk Sakowski – mistrz Polski w wadze papierowej (1983)
    - Piotr Kuźma – mistrz Polski juniorów (1985)
    - Krzysztof Wróblewski – mistrz Polski w wadze koguciej (2000), wicemistrz (2001)
    - Adam Roguszka – dwukrotny mistrz Polski w wadze ciężkiej (2001–2002)

  - zawodnicy Astorii Bydgoszcz:
    - Jerzy Adamski – sześciokrotny mistrz Polski w wadze piórkowej (1956, 1959–1962, 1964)
    - Jan Pilewski – mistrz Polski juniorów (1958)
    - Mariusz Kujawa – mistrz Polski juniorów (1984), młodzieżowy mistrz Polski (1985)
    - Dawid Jagodziński – czterokrotny mistrz Polski w wadze papierowej (2011, 2013–2015), wicemistrz (2012)

  - wicemistrzowie Polski seniorów: Zygmunt Zawadzki (1960), Józef Kiedrowski (1960), Henryk Mielczewski (1964–1965), Hubert Skrzypczak (1965), Henryk Szymkowiak (1965), Tadeusz Zaborowski (1969), Krzysztof Kikowski (1980), Mirosław Piotrowski (1982, 1985), Piotr Doliński (1990), Piotr Dreas (1992), Paweł Matuszewski (1992–1994), Marek Rogowski (1995), Krystian Borucki (1999), Maciej Jankowski (2000) – wszyscy z Zawiszy oraz Henryk Niedźwiedzki (Kolejarz, 1953), Henryk Uczyński (Astoria, 1964), Franciszek Kujawa (Brda, 1967).
- fitness
  - Patrycja Knopik, Ewelina Barej, Mirela Golińska, Katarzyna Barszczewska, Justyna Lutrzykowska, Marcin Łopucki, Marcin Barej i inni zawodnicy Zawiszy Bydgoszcz – 15 tytułów mistrza Polski seniorów i juniorów, 6 tytułów wicemistrza
  - Natalia Bocian, Agata Czerkawska, Marta Noska, Agnieszka Witkowicz, Anita Bekus, Dominika Lipkowska, Aleksandra Hys i inne zawodniczki UKS Fitness Bydgoszcz – wielokrotne mistrzynie Polski
- gimnastyka akrobatyczna
  - Krzysztof Pociecha, Joanna Lenczkiewicz, Tomasz Bołądż, Janusz Zienkiewicz, Marek Zienkiewicz, Dorota Szyperska, Ewa Bielik, Joanna Bernacka, Marta Pacholska, Mirela Golińska, Rafał Kaszubowski, Paweł Biskup, Marek Witkowski, Magdalena Milert, Katarzyna Czyżewska, Magdalena Krawczyńska, Tomasz Kapuściński, Anna Malewska, Anna Godek, Magdalena Poczekaj, Emilia Rudnicka, Agnieszka Brzozowska, Roksana Radłowska, Marta Szumacher, Bruno Wałaszewski i inni zawodnicy Zawiszy Bydgoszcz – zdobywcy 96 medali mistrzostw Polski seniorów (38-32-26) oraz 109 medali Mistrzostw Polski juniorów (44-36-29)
- gimnastyka sportowa
  - Andrzej Szajna, Bernard Pochylski, Karol i Waldemar Ciżmowscy, Adam i Krzysztof Kamińscy, Wojciech Skowroński, Janusz Kokocha, Waldemar i Krzysztof Marek, Andrzej Zdunek, Mariusz Zasada, Krzysztof Potaczek, Krzysztof Kamiński, Ryszard Świerc, Edward Cholewa, Waldemar Borowski, bracia Kosieniakowie, Jacek Stalmirski, Robert Pilewski, Mirosław Budziszewski, Leszek Lewandowski, Leszek Górski, Sławomir Różański, Sławomir Bojar, Marek Kuzdra, Miłosz Glaser, bracia Zienkiewiczowie i inni zawodnicy Zawiszy Bydgoszcz – zdobywcy 118 indywidualnych tytułów mistrza Polski seniorów, 82 tytułów wicemistrzowskich oraz 34 indywidualne tytuły mistrza Polski juniorów
- kajakarstwo
  - zawodnicy Astorii Bydgoszcz: P. Tomala, A. Kozicz. P. Rogowski, A. Wiśniewski, Zdzisław Szubski, w latach 1980–1986 zdobyli 3 tytuły mistrza Polski[12]
  - zawodnicy KS „Łączność” J. Pituła. L. Stolpman zdobyli 3 tytuły mistrza kraju (1975)[12]
  - zawodnicy Zawiszy Bydgoszcz w latach 1960–1986 zdobyli 91 tytułów mistrza kraju[12]: Władysław Szuszkiewicz, A. Horoś, Ryszard Marchlik, K. Wolny, Daniela Walkowiak, M. Chądzyński, E. Ewald, K. Horyń, S. Jankowiak, E. Jarosz, Robert Ruszkowski, E. Serwatka, A. Richter, J. Buchholz, K. Lica, W. Laskowska, L. Napierała, J. Styp-Rekowski, L. Kowalska, C. Weinrauder, M. Chałupka, J. Opara, A. Kielan, S. Sendor, R. Stołek, G. Ganc, M. Skokowski, K. Szala, Michał Brzuchalski, Wasikowski, H. Kortas, A. Zaremba, Jerzy Dziadkowiec, Ryszard Oborski, W. Keister, Wójcik, Słowiński, A. Figurski, J. Pituła, K. Sienkiewicz, Z. Mikklas, R. Puchowski, Wardziński, Katarzyna Kulczak, Ryszard Tylewski, Daniel Wełna, M. Kujawski, Ryszard Kosiński, L. Stolpman, A. Koczan, Z. Torzecki, R. Epting, K. Kulczak, L. Jamroziński, J. Wegner, Waldemar Merk, Kazimierz Krzyżański, W. Marcinkowski, K. Mrozik-Szczepańska, A. Pasińska, G. Krawców, M. Szymankiewicz, W. Terechowicz, R. Kozłowski, I. Ciurzyński, K. Woźniak, K. Pannellier, W. Florczak, Terechowicz, Andrzej Walkowiak, J. Kujawski, M. Rutkowski, J. Zając, W. Florczak, K. Szczepański, H. Polcyn, A. Świtalski, A. Gajewski, W. Hrynkiewicz, K. Łasa, A. Gajewski i inni[12].
  - Stefan Kapłaniak – 30-krotny mistrz Polski (1953-1968), z czego 6 tytułów w barwach Zawiszy Bydgoszcz
  - Maciej Freimut – 16-krotny mistrz Polski (1986−1997, Zawisza)
  - Andrzej Gryczko – 7-krotny mistrz Polski (1988–1994, Zawisza)
  - Tomasz Goliasz – 8-krotny mistrz Polski (1989–1991, Zawisza)
  - Grzegorz Kaleta – 13-krotny mistrz Polski (1990–2000), z czego 8 tytułów w barwach Zawiszy Bydgoszcz
  - Piotr Olszewski – 5-krotny mistrz Polski (1996–2001, Zawisza)
  - Mateusz Polaczyk – 9-krotny mistrz Polski (1995–2012), z czego złoto w K-1 (2012) w barwach Zawiszy Bydgoszcz
  - Marcin Kobierski – trzykrotny mistrz Polski (1999–2001, Zawisza)
  - Paweł Baumann – 16-krotny mistrz Polski (2002-2011, Zawisza)
  - Mariusz Kujawski – 17-krotny mistrz Polski (2006–2015, Zawisza)
  - Paweł Szandrach – 13-krotny mistrz Polski (2011–2015, Zawisza)
  - Sebastian Szypuła – 11-krotny mistrz Polski (2011–2015, Zawisza)
  - Beata Mikołajczyk – od 1998 do 2015 roku: 56 medali mistrzostw Polski (36 złotych, 13 srebrnych, 7 brązowych)
- karting
  - Mirosław Jażdżewski – mistrz Polski w kat. wyścigowej (1982), mistrz (1978) i wicemistrz (1979) w kat. popularnej, wicemistrz w kat. wyścigowej (1980, 1984)
  - Mariusz Rybiański – wicemistrz w kat. wyścigowej (1983)
  - Mirosław Nowak – mistrz w kat. szkolno-młodzieżowej (1977, 1978, 1979)
- kolarstwo
  - Feliks Więcek – zwycięzca pierwszego Tour de Pologne 1928, zawodnik Polonii Bydgoszcz
  - Marek Leśniewski – 2-krotnie mistrzostwo Polski w wyścigu ze startu wspólnego (1991 i 1993), mistrzostwo Polski w jeździe indywidualnej na czas (1991), mistrzostwo Polski w wyścigu parami na czas (1991, z Piotrem Koczwarą); zwycięzca Tour de Pologne 1985, drugie miejsce w Tour de Pologne 1987 i Tour de Pologne 1993; zdobył 15 medali mistrzostw Polski, w tym w barwach klubów: Romet Bydgoszcz i Emdek – 10 medali (4 złote, 2 srebrne i 6 brązowych);
  - Zbigniew Ludwiniak – 5-krotny mistrz Polski w szosowym wyścigu drużynowym (1984–1986, 1988 i 1990), dwukrotny wicemistrz Polski w wyścigu parami (1983 i 1986 – w obu występach z Markiem Leśniewskim), 2. miejsce w Tour de Pologne 1986, zawodnik Rometu Bydgoszcz.
  - Tadeusz Kmieć – mistrzostwo Polski w wyścigu indywidualnym ze startu wspólnego (1972), górskie mistrzostwo Polski (1973), wicemistrz Polski w jeździe parami (1972, z Romanem Wilczyńskim)
  - Piotr Koczwara (Romet Bydgoszcz) i Jarosław Palacz (Emdek) – mistrzowie Polski w parach (1995)
- lekkoatletyka
  - mistrzowie z okresu międzywojennego:
    - Maksymilian Orczykowski – maraton (1925, Sokół Bydgoszcz)
    - Klemens Biniakowski – bieg na 400 m (1928, Polonia Bydgoszcz),
    - Alojzy Więckowski – czterokrotny mistrz Polski w rzucie młotem (1929, 1933, 1934, 1935, Sokół Bydgoszcz)
    - Jerzy Kordas – rzut młotem (1939, Sokół)
    - Franciszek Mikrut – dwukrotny mistrz w rzucie oszczepem (1931, 1939, Sokół)
    - Władysław Mikrut – rzut oszczepem (1930, Sokół),
    - A. Lis – chód na 2,5 i 10 km oraz w chód godzinny (1935)
    - Stanisław Zakrzewski – skok o tyczce (1936 hala, Polonia Bydgoszcz)

  - zawodnicy Harcerskiego Klubu Sportowego:
    - Franciszek Mikrut – rzut oszczepem (1945)
    - Zygmunt Buhl – 400 m (1947), sztafeta 4x100 m (1946, 1947), sztafeta szwedzka (1947), sztafeta olimpijska (1947)
    - Mieczysław Nowak (1947, 800 m), sztafeta olimpijska (1947)
    - Wiktor Dąbrowski – sztafeta 4x100 m (1946, 1947), sztafeta szwedzka (1947)
    - Roman Sienicki – sztafeta 4x100 m (1946)
    - Henryk Białkowski – sztafeta 4x100 m (1946, 1947), sztafeta szwedzka (1947), sztafeta olimpijska (1947)
    - Jerzy Grzanka – sztafeta 4x100 m (1947), sztafeta szwedzka (1947), sztafeta olimpijska (1947)
    - Bogdan Masłowski – rzut młotem (1948)
    - Winand Osiński – maraton (1948)
    - Janina Gościniak – 60 m ppł (1949 hala)

  - zawodnicy Gwardii Bydgoszcz:
    - Bogdan Masłowski – rzut młotem (1949, 1950, 1951, 1952)
    - Zygfryd Weinberg – trójskok (1950, 1951, 1953, 1955)
    - Felicja Orsztynowicz – 200 m (1951)
    - Janina Słowińska – 80 m ppł (1951)
    - Eulalia Szwajkowska – 200 m (1952)
    - Bernard Gmura – dziesięciobój (1955, 1956)
    - Tadeusz Niemczyk – 200 m ppł (1957)

  - zawodnicy Zawiszy Bydgoszcz:
    - Kazimierz Żbikowski – 1500 m (1953), 3000 m (1954 hala), bieg przełajowy 3 km (1955)
    - Zygfryd Weinberg – trójskok (1951 hala, 1953)
    - Janina Słowińska – skok wzwyż (1953), 80 m ppł (1955 hala, 1958)
    - Alojzy Graj – przełajowy mistrz Polski (1953, 1956), 1500 m (1954), 5000 m (1954)
    - Alfons Niklas – rzut młotem (1954)
    - Roman Kreft – bieg przełajowy 3 km (1955)
    - Janusz Kowalski – pięciobój (1955)
    - Kazimierz Zimny – 1500 m (1956)
    - Zdzisław Krzyszkowiak – 5000 m (1956, 1957, 1958, 1959), 10000 m (1960), bieg przełajowy 6 km (1957, 1958, 1960, 1962), bieg przełajowy 3 km (1960), bieg przełajowy 4 km (1961),
    - Eugeniusz Kwiatkowski – pchnięcie kulą (1956)
    - Eulalia Caban – 200 m (1956)
    - Beata Żbikowska – 400 m (1956, 1957), 800 m (1957), bieg przełajowy 800 m (1957)
    - Józef Auksztulewicz – pchnięcie kulą (1956 hala, 1957)
    - Marian Jochman – bieg przełajowy 3 km (1957, 1958, 1959), 1500 m (1959)
    - Jerzy Kowalski – 400 m (1959, 1960, 1961), 4x400 m (1960, 1961), 4x100 m (1962)
    - Karolina Łukaszczyk – 400 m kobiet (1959, 1961), 4x100 m (1961)
    - Jerzy Bruszkowski – 800 m (1960, 1962, 1964), 4x400 m (1960, 1961)
    - Zdzisław Kumiszcze – 200 m ppł. (1960, 1961), 400 m ppł (1961)
    - Tadeusz Kaźmierski – 4x400 m (1960)
    - Józef Sukowski – 4x400 m (1960)
    - Teresa Ciepły – 100 m (1961, 1962), 80 m ppł (1961, 1962, 1964, 1965), 4x100 m (1961)
    - Hanna Kosicka, – 4x100 m kobiet (1961)
    - Danuta Pierzchot – 4x100 m kobiet (1961)
    - Jerzy Mathias – 5000 m (1962), bieg przełajowy 3,5 km (1962), bieg przełajowy 6 km (1963)
    - Roman Kreft – 4x400 m (1961)
    - Zbigniew Syka – 4x400 m (1961), 4x100 m (1962)
    - Tadeusz Niemczyk – 4x100 m (1962)
    - Jerzy Juskowiak – 4x100 m (1962)
    - Olgierd Ciepły – rzut młotem (1962, 1963, 1966)
    - Witold Baran – 1500 m (1963, 1964, 1966, 1967), 5000 m (1968)
    - Edward Szklarczyk – 3000 m z przeszkodami (1966), bieg przełajowy 3 km (1963)
    - Bolesław Kowalczyk – bieg przełajowy 3,5 km (1964)
    - Waldemar Korycki – 4x400 m (1967, 1968, 1971), 4x100 m (1970)
    - Mirosław Jankowski – 4x400 m (1967, 1968), 4x100 m (1970)
    - Eugeniusz Predela – 4x400 m (1967)
    - Edmund Borowski – 4x400 m (1967, 1968, 1971)
    - Zenon Begier – rzut dyskiem (1967, 1970)
    - Jerzy Sawicki – 800 m (1968)
    - Stanisław Waśkiewicz – 4x400 m (1968)
    - Tadeusz Janczenko – dziesięciobój (1969, 1970, 1971, 1972).
    - Mieczysław Wąsik – 4x100 m (1970), 4x400 m (1971, 1974)
    - Zenon Szordykowski – 4x100m (1970), 4x400 m (1971, 1974)
    - Michał Joachimowski – trójskok (1972, 1973 hala)
    - Wiesław Sierański – rzut oszczepem (1972)
    - Włodzimierz Staszak – pchniecie kulą (1973 hala)
    - Marian Gęsicki – 4x400 m (1974), 400 m (1974 hala, 1977 hala), 800 m (1975 hala, 1976, 1977, 1978, 1978 hala, 1980)
    - Tadeusz Sadza – pchnięcie kulą (1974 hala)
    - Ryszard Paciorek – 4x400 m (1974)
    - Andrzej Bembnista – pchnięcie kulą (1975 hala)
    - Stanisław Wołodko – rzut dyskiem (1975, 1976, 1979, 1980, 1981), pchnięcie kulą (1976 hala)
    - Roman Zwierzchowski – rzut oszczepem (1978)
    - Ryszard Marczak – maraton (1978, 1981)
    - Kazimierz Kowalski – 800 m (1979 hala)
    - Janusz Gassowski – pchnięcie kulą (1981, 1984, 1985)
    - Gabriela Górzyńska – bieg przełajowy 4 km (1983), półmaraton (1984, 1985, 1989), maraton (1984)
    - Piotr Piekarski – 400 m (1984 hala), 800 m (1985, 1987 hala, 1988, 1989, 1990, 1991, 1993, 1994, 1995), 4x400 m (1988)
    - Małgorzata Wolska – pchniecie kulą (1985, 1986, 1987, 1988, 1990)
    - Ryszard Misiewicz – maraton (1985)
    - Mariusz Klimczyk – skok o tyczce (1982 hala, 1985 hala, 1986)
    - Grzegorz Basiak – 1500 m (1983 hala)
    - Zygfryd Swaczyna – 4x400 m (1988)
    - Józef Rogalski – 4x400 m (1988)
    - Krzysztof Świerczyński – 4x400 m (1988)
    - Marian Sierocki – 4x100 m (1989)
    - Rafał Bykowski – 4x100 m (1989)
    - Sylwester Machaj – 4x100 m (1989)
    - Robert Januszek – 4x100 m (1989)
    - Wiesław Perszke – półmaraton (1989, 1998)
    - Mirosław Chmara – skok o tyczce (1988 hala, 1989 hala, 1990, 1991, 1991 hala, 1992, 1992 hala, 1993 hala)
    - Stanisław Kapusta – rzut młotem (1990)
    - Andrzej Wyżykowski – siedmiobój (1986 hala), dziesięciobój (1990)
    - Krystyna Kuta – maraton (1990)
    - Sebastian Chmara – siedmiobój (1991 hala, 1993 hala, 1994 hala, 1999 hala), dziesięciobój (1991, 1994)
    - Jarosław Kotewicz – skok wzwyż (1992 hala)
    - Bogusław Kopkowski – skok o tyczce (1993, 1994 hala)
    - Mariusz Bobrowski – 4x100 m (1994, 1995)
    - Jarosław Godlewski – 4x100 m (1994)
    - Tomasz Jędrusik – 4x100 m (1994, 1995), 400 m (1995)
    - Michał Michalski – 4x100 m (1994)
    - Piotr Weremczuk – trójskok (1994)
    - Jacek Lewandowski – 4x100 m (1995)
    - Wojciech Szymkowiak – 4x100 m (1995)
    - Wiesław Pałczyński – maraton (1995)
    - Maciej Chmara – siedmiobój (1995 hala, 1997 hala), dziesięciobój (1996, 1997)
    - Dariusz Kruczkowski – 3000 m (1999 hala, 2000 hala, 2001 hala), bieg przełajowy 4,8 km (1999, 2000), 10000 m (2001, 2002, 2003), 5000 m (2002)
    - Leszek Biegała – 5000 m (2001)
    - Jarosław Cichocki – pchnięcie kulą (2001 hala)
    - Artur Kohutek – 60 m ppł (1995 hala, 1996 hala), 110 m ppł (2001, 2002, 2003, 2006)
    - Leszek Śliwa – pchnięcie kulą (2001, 2002 hala)
    - Karolina Kąkolewska – pchnięcie kulą (2002 hala)
    - Krzysztof Andrzejak – trójskok (1997 hala, 2008 – hala), siedmiobój (1998 hala, 2000 hala, 2004 hala), dziesięciobój (2002, 2003)
    - Robert Gindera – siedmiobój (2005 hala)
    - Marcin Dróżdż – siedmiobój (2007 hala, 2009 hala, 2010 hala), dziesięciobój (2007, 2008), wielobój (2011)
    - Dominik Bochenek – 60 m ppł (2009 hala, 2011 hala, 2013 hala, 2014 hala, 2015 hala), 110 m ppł (2009, 2011)
    - Łukasz Płaczek – dziesięciobój (2009)
    - Marika Popowicz – 60 m (2010 hala, 2011 hala, 2013 hala, 2016 hala), 100 m (2009, 2011, 2013, 2015), 200 m (2009, 2010 hala, 2011, 2012, 2013, 2013 hala)
    - Marcin Lewandowski – 1500 m (2010, 2014, 2016), 800 m (2011, 2015 hala, 2016)
    - Łukasz Michalski – skok o tyczce (2009 hala, 2010, 2010 hala, 2011, 2012, 2012 hala, 2013)
    - Dariusz Kuć – 60 m (2012 hala, 2014 hala), 100 m (2012)
    - Szymon Czapiewski – siedmiobój (2012 hala)
    - Paweł Wojciechowski – skok o tyczce (2011 hala, 2015, 2016, 2016 hala)

  - zawodnicy BKS Budowlani:
    - Kazimierz Żbikowski – 3000 m z przeszkodami (1957, 1958, 1959)
    - Beata Żbikowska – 400 m (1958), 800 m (1957)
    - Michał Joachimowski – trójskok (1973, 1974, 1974 hala, 1975, 1975 hala, 1976, 1978)
    - Wiesław Wojtkuński – bieg przełajowy 14 km (1979)
    - Maciej Jędral – dziesięciobój (1983)
    - Robert Michniewski – trójskok (2003)
    - Jacek Kazimierowski – trójskok (2006)

  - zawodnicy innych klubów:
    - Medard Gburczyk – rzut oszczepem (1945, ZWM Bydgoszcz)
    - Alojzy Więckowski – rzut młotem (1946, Brda Bydgoszcz)
    - Błażej Brzeziński – maraton (2011, MUKS Bydgoszcz)
- łucznictwo
  - Feliks Majewski – mistrz Polski seniorów (1938)
  - Elżbieta Kukla – mistrzyni i wicemistrzyni Polski (1975), rekord Polski juniorek na 60m (1976)
  - Piotr Paluszewski – srebrny i brązowy medal Mistrzostw Polski (1975)
  - Monika Gruszczyńska – wicemistrzyni Polski juniorów (2012)
  - Jakub Banaszak – wicemistrz Polski seniorów (2014) i juniorów (2016)
- łyżwiarstwo figurowe
  - Franciszek Spitol (Polonia) – czterokrotny mistrz Polski w konkurencji seniorów (1961-1964)
  - Jacek Tascher (Polonia) – mistrz Polski juniorów (1970), dwukrotny mistrz Polski seniorów (1973, 1975)
- modelarstwo lotnicze
  - Tadeusz Kokoczewski (Aeroklub Bydgoski) – siedmiokrotny mistrz Polski (lata 70. XX w.)
- motocross
  - Lech Kordon (Zawisza) – mistrz Polski w klasie 125 cm³ (1971, 1973)
  - Tadeusz Szwemin (Zawisza) – mistrz Polski w klasie 125 cm³ (1972)
- motolotniarstwo
  - Andrzej Kowalski (Aeroklub Bydgoski) – mistrz Polski (1976)
  - Karol Kubit i Janusz Szyszka (Aeroklub Bydgoski) – mistrzowie Polski (2000), Puchar Polski (2004)
- pływanie
  - Gertruda Szumiłowska (TG Sokół) – mistrzyni w pływaniu długodystansowym 5000m (1937, 1938), wicemistrzyni (1939)
  - sztafeta Brdy Bydgoszcz 4 × 200 m (1946)
  - Aleksandra Mróz (Brda Bydgoszcz) – wielokrotna mistrzyni Polski 100 m stylem klasycznym (1951–1953), 200 m stylem klasycznym (1952)
  - Adam Bet (Astoria) – 10-krotny mistrz Polski (1970-1976) na różnych dystansach
  - Zbigniew Januszkiewicz – wielokrotny mistrz Polski, w barwach Astorii Bydgoszcz dwukrotny mistrz 200 metrów stylem grzbietowym (1979–1980)
  - inni zawodnicy Astorii Bydgoszcz, m.in. Grażyna Rydelska, Jolanta Mudziejowska, Elżbieta Auksztulewicz, Mirosława Jakubowska, Hanna Gwitt, M. Wieczorek, M. Lewandowska, Anna Michalak, L. Borowicz – kilkaset tytułów mistrza Polski w różnych kategoriach wiekowych
  - Alicja Pęczak – wielokrotna mistrzyni Polski we wszystkich stylach (poza grzbietowym); w barwach Astorii Bydgoszcz zdobyła indywidualnie 11 mistrzowskie tytuły na basenie krótkim i 12 na długim (1983–1988)
- podnoszenie ciężarów
  - Władysław Rakocki (KA „Siła”) – mistrz Polski w wadze średniej (1922)
  - mężczyźni (zawodnicy Zawiszy):
    - Jan Wojnowski – trzykrotny mistrz (1968–1972) oraz 15-krotny rekordzista Polski
    - Czesław Paterka – mistrz Polski (1970) w wadze półciężkiej, wicemistrz (1971)
    - Stefan Sochański – dwukrotny mistrz Polski (1973–1974) w kategorii półciężkiej, wicemistrz (1972)
    - Zenon Kruszyna – czterokrotny mistrz Polski (1970–1972, 1974) w kategorii ciężkiej, trzykrotny wicemistrz (1975–1978); 13-krotny rekordzista kraju
    - Henryk Stępak – trzykrotny mistrz Polski (1973, 1974, 1976) w kategorii lekkociężkiej, dwukrotny wicemistrz (1977), 9-krotny rekordzista kraju
    - Józef Meder – mistrz Polski (1975) w kategorii średniej, dwukrotny wicemistrz (1976–1977); 5-krotny rekordzista Polski
    - Jacek Zawadzki – mistrz Polski (1984) w kategorii koguciej, dwukrotny wicemistrz (1985–1986)
    - Sławomir Zawada – 10-krotny mistrz Polski (1986–1991, 1993, 1995–1997) w kategorii lekkociężkiej
    - Piotr Banaszak – dwukrotny mistrz Polski (1991, 1994) w kategorii do 110 kg, wicemistrz (1993)
    - Ireneusz Chełmowski – mistrz Polski (1999) w kategorii do 94 kg, czterokrotny wicemistrz (2000, 2002, 2003, 2005)
    - Krzysztof Fąfara – dwukrotny mistrz Polski (2002, 2005) w kategorii do 94 kg, trzykrotny wicemistrz (2006–2008)
    - Damian Wiśniewski – 6-krotny mistrz Polski (2008−2012, 2015) w kategorii do 62 kg
    - Marcin Dołęga – dwukrotny (w barwach Zawiszy Bydgoszcz) mistrz Polski (2011, 2012) w kategorii do +105 kg
    - Dominik Kozłowski – dwukrotny mistrz Polski (2014, 2015) w kategorii 56 kg
    - Damian Sikorski – mistrz Polski (2014) w kategorii 77 kg, wicemistrz (2015)

  - kobiety (zawodniczki Zawiszy):
    - Monika Fiszer – mistrzyni Polski (1996) w kategorii do 76 kg, 2-krotna wicemistrzyni (1996–1997)
    - Aneta Rosiak – mistrzyni Polski (2003) w kategorii do 69 kg, wicemistrzyni (2005)
    - Aleksandra Klejnowska – 3-krotna (w barwach Zawiszy Bydgoszcz) mistrzyni Polski (2011, 2012, 2015) w kategorii do 58 kg, wicemistrzyni (2014)
    - Małgorzata Wiejak – mistrzyni Polski (2012) w kategorii +75 kg, wicemistrzyni (2015)
- siatkówka plażowa
  - Dominika Leśniewicz – 2-krotna mistrzyni Polski (1998, 1999, KS Pałac Bydgoszcz)
  - Izabella Woszczyńska – mistrzyni Polski (1999, KS Pałac Bydgoszcz)
- spadochroniarstwo
  - mistrzowie z Aeroklubu Bydgoskiego: Grażyna Olbrycht (1970), Leszek Biernat (1971), Irena Biernat (1972), Beata Leszczyńska (1976, 1978)
  - mistrzowie z Zawiszy Bydgoszcz: Włodzimierz Kowalaszek (1975, 1978), M. Fotyga (1978), Stanisław Barwik (1978, 1980), B. Oleszczuk (1979, 1981), Wiesław Skóra (1980, 1981, 1982, 1983), Pawłowski (1981), A. Siwka (1982), T. Winiarek (1982), W. Lewko (1984), Marek Tarczykowski (1985, 1997, 2004), Tomasz Stryjak (1995–2001), Jacek Demich (2000), Józef Oskroba (2000), Marek Uleryk (2002–2003), Jacek Klus (1999, 2003) i inni
  - mistrzowie z OSSWR Bydgoszcz: Sławomir Bednarski (2006), Monika Sadowy-Naumienia (2007)
- speedrower
  - Karol Szymański – indywidualny mistrz Polski (2000), wicemistrz (2001)
  - Łukasz Jóźwiak – indywidualny mistrz Polski juniorów (2003), wicemistrz (2002)
- sport samolotowy
  - Ludwik Merło (Aeroklub Bydgoski) – wicemistrz Polski (1970)
- strzelectwo
  - Józef Kiszkurno – multimedalista, w latach 1950–1953 mistrz Polski w barwach klubów bydgoskich
  - Stefan Masztak – 28-krotny mistrz Polski (1956–1964)
  - Tadeusz Pawlata – wielokrotny mistrz Polski
  - Henryk Górski – 7-krotny mistrz Polski
  - Jerzy Nowicki – 14-krotny mistrz Polski
  - Elżbieta Kowalewska – wielokrotna mistrzyni Polski
  - Wanda Ryczko – wielokrotna mistrzyni Polski
  - Józef Sadurski – wielokrotny mistrz Polski
  - Rajmund Stachurski – czterokrotny mistrz Polski (1964-1973), 177 razy reprezentował Polskę na zawodach międzynarodowych; zdobył ogółem 222 medale
  - Romuald Siemionow – wielokrotny mistrz Polski (1973-1987)
  - Maciej Orlik – trzykrotny mistrz Polski
  - Irena Mazurkiewicz – 6-krotna mistrzyni Polski (1969-1981)
  - Adam Kaczmarek – wielokrotny mistrz Polski (1983-1998)
  - Tadeusz Czerwiński – wielokrotny mistrz Polski (1990–1998)
  - Wojciech Knapik – wielokrotny mistrz Polski (2000-2008)
  - inni mistrzowie i mistrzynie Polski: Józefa Tylak (1958), Józefa Gaina (1960), Krystyna Hasse (1961), Jadwiga Zarakowska (1961), Andrzej Perszko (1963), Ewa Szuba-Orlik (1964), Mieczysław Włodarczyk (1964), Barbara Kania (1965), Roman Kryspin (1967), Anna Pałka (1967), Zygmunt Staroń (1968), Zdzisław Mercik (1968), Włodzimierz Tudorowski (1968), Edward Bednarz (1968), Barbara Jasińska (1968), Agnieszka Harenda (1968), Grażyna Szenkiel (1968), Maria Bodziak (1968), Krzysztof Pastwa (1970), Waldemar Malinowski (1971), Barbara Sadurska (1974), Zbigniew Hanselek (1983), Adam Rachlewicz (1984), Roman Szymkowiak (1984), Jarosław Rachlewicz (1985), Krzysztof Puzynowicz (1983), Agnieszka Błaszczyk (1985) i inni (brak źródeł z lat 1986–2016)
  - mistrzowie Polski seniorów, młodzieżowców i juniorów w 2016: Klaudia Breś, Aneta Stankiewicz, Marta Makowska, Marta Cybulska, Marta Mazany, Patrycja Makowska, Oskar Miliwek, Damian Żołądziejewski, Andrzej Zalski, Rafał Łukaszyk, Daniel Czerwiński, Bartosz Jasiecki
- szachy
  - Henryk Szapiel – wicemistrz (1953), brąz (1951)
  - Lidia Fenzel – mistrzyni Polski juniorek (1971,1972)
  - Andrzej Maciejewski – wicemistrz Polski seniorów (1973) i juniorów (1971), mistrz Polski w szachach szybkich (1989)
  - Jerzy Pokojowczyk – wicemistrz (1976), brąz (1981)
  - Waldemar Jagodziński – wicemistrz Polski w szachach błyskawicznych (1973,1975)
  - Waldemar Hanasz – mistrz Polski juniorów (1975)
  - Katarzyna Czarska – mistrzyni (1978) i wicemistrzyni Polski juniorek (1977)
  - Hanna Jagodzińska – akademicka mistrzyni Polski (1978)
  - Małgorzata Wiese-Jóźwiak – mistrzyni Polski (1985), 6-krotna wicemistrzyni (1978,1982,1983,1986,1988,1990), 2-krotnie brąz (1977,1980), mistrzyni Polski juniorek (1975)
  - Jolanta Rojek – mistrzyni i wicemistrzyni Polski juniorek (1980-1987)
  - Joanna Sadkiewicz – mistrzyni Polski juniorek (1982), wicemistrzyni seniorek (1985,1991), 2-krotnie brąz (1984,1992)
  - Ewa Kaczmarek – mistrzyni Polski juniorek (1979-1983)
  - Jolanta Turczynowicz-Kieryłło – wicemistrzyni Polski juniorek (1988–1991)
  - Krzysztof Żołnierowicz – mistrz Polski w szachach błyskawicznych (1990), wicemistrz w szachach szybkich (1989), wicemistrz Polski juniorów (1981)
  - Robert Ciemniak – mistrz Polski juniorów (1992)
  - Joanna Węglarz – mistrzyni Polski w szachach błyskawicznych (2010)
  - Łukasz Licznerski – mistrz Polski juniorów (2013)
- szybownictwo
  - Jan Wróblewski (Aeroklub Bydgoski) – mistrz Polski seniorów (1963), wicemistrz (1964, 1967)
  - Janusz Torz (Aeroklub Bydgoski) – wicemistrz Polski (1973)
  - mistrzowie Polski juniorów (Aeroklub Bydgoski): Alfred Bzyl (1958), Tadeusz Gołata (1973)
- tenis
  - Leon Sioda (BKS) – mistrz Polski (1935)
  - Henryk Drzymalski (Polonia) – 6-krotny mistrz Polski seniorów w grze pojedynczej (1974, 1979-1983), dwukrotny w grze podwójnej (1974–1975, z Wojciechem Fibakiem) i mieszanej (1974), dwukrotny międzynarodowy mistrz Polski (1980–1981), czterokrotny mistrz Polski w hali (1979-1983)
  - Adam Majchrowicz (SKT Centrum) – mistrz Polski w grze podwójnej (2015)
- wioślarstwo
  - Leon Birkholz – 4-krotnie złoto (1926 w czwórce ze sternikiem, 1929 w czwórce bez sternika, 1933 i 1935 w ósemce), 8x srebro i 2x brąz (Bydgoskie Towarzystwo Wioślarskie)
  - Jerzy Braun – 13x złoto (1929–1939), z tego 5-krotnie w barwach Bydgoskiego Towarzystwa Wioślarskiego oraz 4x srebro
  - Franciszek Bronikowski – 3x złoto (1936 w czwórce ze sternikiem, 1939 w czwórce bez sternika, 1946 w dwójce ze sternikiem) i 4x srebro (Bydgoskie Towarzystwo Wioślarskie)
  - Edmund Jankowski – 2x złoto (1927, 1929) i 3x srebro (Bydgoskie Towarzystwo Wioślarskie)
  - Teodor Kocerka – 19-krotny mistrz Polski w jedynkach, dwójkach podwójnych, czwórkach i ósemkach (Bydgoskie Towarzystwo Wioślarskie)
  - Bernard Ormanowski – 4x złoto (1932–1935), 4x srebro (Bydgoskie Towarzystwo Wioślarskie)
  - Antoni Rosołowicz – 5x złoto (1953–1960) w barwach bydgoskich klubów: AZS i BTW
  - Jan Świątkowski – 9-krotny mistrz Polski w barwach BTW
  - Stanisław Wieśniak – czterokrotny mistrz Polski (1949–1951, Bydgoskie Towarzystwo Wioślarskie)
  - Bogdan Poniatowski – 15-krotny mistrz Polski (1948-1964, BTW, Zawisza)[210]
  - Benedykt Augustyniak – 12-krotny mistrz Polski (1950–1960, Zawisza Bydgoszcz)
  - Kazimierz Neumann – 14-krotny mistrz Polski (1957–1962, Zawisza)
  - Kazimierz Naskręcki – 12-krotny mistrz Polski (1956-1967, Zawisza)
  - Eugeniusz Kubiak – wielokrotny mistrz Polski w jedynkach i dwójkach podwójnych (1960–1967, Zawisza)
  - Ryszard Lubicki – 11-krotny mistrz Polski (1960–1967, Zawisza)
  - Andrzej Nowaczyk – 14-krotny mistrz Polski (1960–1967, Zawisza)
  - Alfons Ślusarski – wielokrotny mistrz Polski (1964-1976, Zawisza)
  - Jerzy Broniec – 15-krotny mistrz Polski (1966–1976, Zawisza)
  - Jan Młodzikowski – mistrz Polski w osadzie ósemek (1969-1972, Zawisza)
  - Ryszard Kubiak – 14-krotny mistrz Polski (1971–1980, Zawisza)[211]
  - Kazimierz Lewandowski – czterokrotny mistrz Polski, w tym w 1972 w barwach Zawiszy
  - Jacek Streich – 20-krotny mistrz Polski, srebro i brąz mistrzostw świata (1991–1995, Zawisza)
  - Agnieszka Tomczak-Mełnicka – multimedalistka mistrzostw Polski: 61 medali, w tym: 49 złotych, 7 srebrnych i 5 brązowych (Bydgostia Bydgoszcz)
  - Aneta Bełka – 34 złote, 16 srebrnych i 10 brązowych medali w mistrzostwach Polski (1992-2004, Bydgostia)
  - Arkadiusz Sobkowiak – dwukrotny mistrz Polski (1996, Bydgostia)
  - Rafał Smoliński – wielokrotny mistrz Polski (1999–2007 w barwach kilku klubów, m.in. Zawiszy)
  - Rafał Hejmej – wielokrotny mistrz Polski (Zawisza)
  - Robert Sycz – od 1988 do 2012 roku: 54 medale mistrzostw Polski (35 złotych, 14 srebrnych, 5 brązowych), w tym w barwach klubów bydgoskich (Zawisza Bydgoszcz, Bydgostia Bydgoszcz): 37 medali, w tym 22 złote[212]
  - Miłosz Bernatajtys – od 1998 do 2015 roku: 48 medali mistrzostw Polski (18 złotych, 20 srebrnych, 10 brązowych)[213]
  - Daniel Bernatajtys – 43 medale mistrzostw Polski, w tym 31 złotych, 8 srebrnych i 4 brązowe
  - Bartłomiej Pawełczak – od 1998 do 2012 roku: 41 medali mistrzostw Polski (18 złotych, 13 srebrnych, 10 brązowych)[214]
  - Magdalena Fularczyk-Kozłowska – od 2002 do 2016 roku: 28 medali mistrzostw Polski (18 złotych, 5 srebrnych, 5 brązowych), w tym w barwach klubu Bydgostia Bydgoszcz): 9 medali, w tym 6 złotych[215]
  - Mariusz Daniszewski – 9-krotny mistrz Polski (Bydgostia)
  - Wojciech Gutorski – czterokrotny mistrz Polski (2003–2006, Bydgostia)
  - Sebastian Kosiorek – czterokrotny mistrz Polski (2003–2006, Bydgostia)
  - Martyna Mikołajczak – 2-krotna mistrzyni Polski (2014, Bydgostia)
  - Magdalena Kemnitz – wielokrotna mistrzyni Polski (Bydgostia)
  - Daniel Trojanowski – mistrz Polski 2014 (dwójka ze sternikiem, Zawisza)
- wyścigi motocyklowe
  - Roman Urbanowski (Gwardia) – wicemistrz w kategorii 125 cm³ (1952)
  - Zbigniew Kucharski (Zawisza) – mistrz w klasie 250 cm³ (1967), wicemistrz w klasie 250 cm³ (1952)
  - Andrzej Szmańda (Unia, Automobilklub Bydgoski) – mistrz Polski w klasie bezlitrażowej (1966), mistrz w klasie 250 cm³ (1967), mistrz w klasie 350 cm³ (1967), wicemistrz w klasie 250 cm³ (1959), wicemistrz w klasie 350 cm³ (1960, 1961)
  - Wojciech Czokajło (Pafaro-Romet) – mistrz Polski w klasie 50 cm³ (1967)
  - Ryszard Horoszczuk (Pafaro-Romet) – mistrz w klasie 50 cm³ (1968, 1969)
  - Kazimierz Kminikowski (AP Bydgoszcz) – mistrz w klasie 125 cm³ (1968), wicemistrz (1969)
  - Zdzisław Lewandowski (Wyczół) – mistrz Polski w klasie 50 cm³ (1973, 1974, 1975)
  - Stanisław Paradowski (Wyczół) – mistrz Polski w klasie 125 cm³ (1973, 1974)
- zapasy
  - Stanisław Sokołowski (Gwiazda) – mistrz Polski (1948) w kat. 52 kg (styl klasyczny), brąz (1947)
  - Damian Świetlik (Gwiazda) – mistrz Polski (2000) w kat. 69 kg (styl wolny)
  - Kazimierz Polec (Gwiazda) – wicemistrz Polski (1969) w kat. 48 kg (styl wolny)
  - Agnieszka Butor (Gwiazda) – wicemistrzyni Polski (1997) w kat. 68 kg (styl wolny)
  - Bartłomiej Bartnicki (Gwiazda) – wicemistrz Polski (2000) w kat. 97 kg (styl wolny)
  - Adrian Mazan (Gwiazda) – wicemistrz Polski (2001) w kat. 54 kg (styl wolny)
- żeglarstwo bojerowe
  - Romuald Knasiecki – mistrz Polski seniorów w klasie Finn (1976), wielokrotny mistrz Polski w klasie Omega (lata 80. XX w., 1997, 2000, 2003)
- żużel
  - Jan Witkowski (Bydgoski klub Motocyklowy) – mistrz Polski w jeździe na żużlu (1935)
  - Tadeusz Śmigiel (Brda Bydgoszcz) – mistrz Polski na żużlu w klasie 250 cm³ (1948)
  - zawodnicy Polonii Bydgoszcz:
    - Stanisław Kasa – mistrz Polski juniorów (1970)
    - Wiesław Patynek – mistrz Polski juniorów (1976, 1978)
    - Marek Ziarnik – mistrz Polski juniorów (1977)
    - Ryszard Dołomisiewicz – mistrz Polski juniorów (1986), wicemistrz (1987)
    - Tomasz Gollob – siedmiokrotny indywidualny mistrz Polski (w latach 1992–1995 i 2001–2002 oraz 2006), mistrz Polski juniorów (1990, 1991, 1992)
    - Jacek Gollob – indywidualny mistrz Polski (1998)
    - Piotr Protasiewicz – indywidualny mistrz Polski (1999)
    - Szymon Woźniak – mistrz Polski juniorów (2014)

## Muzeum sportu

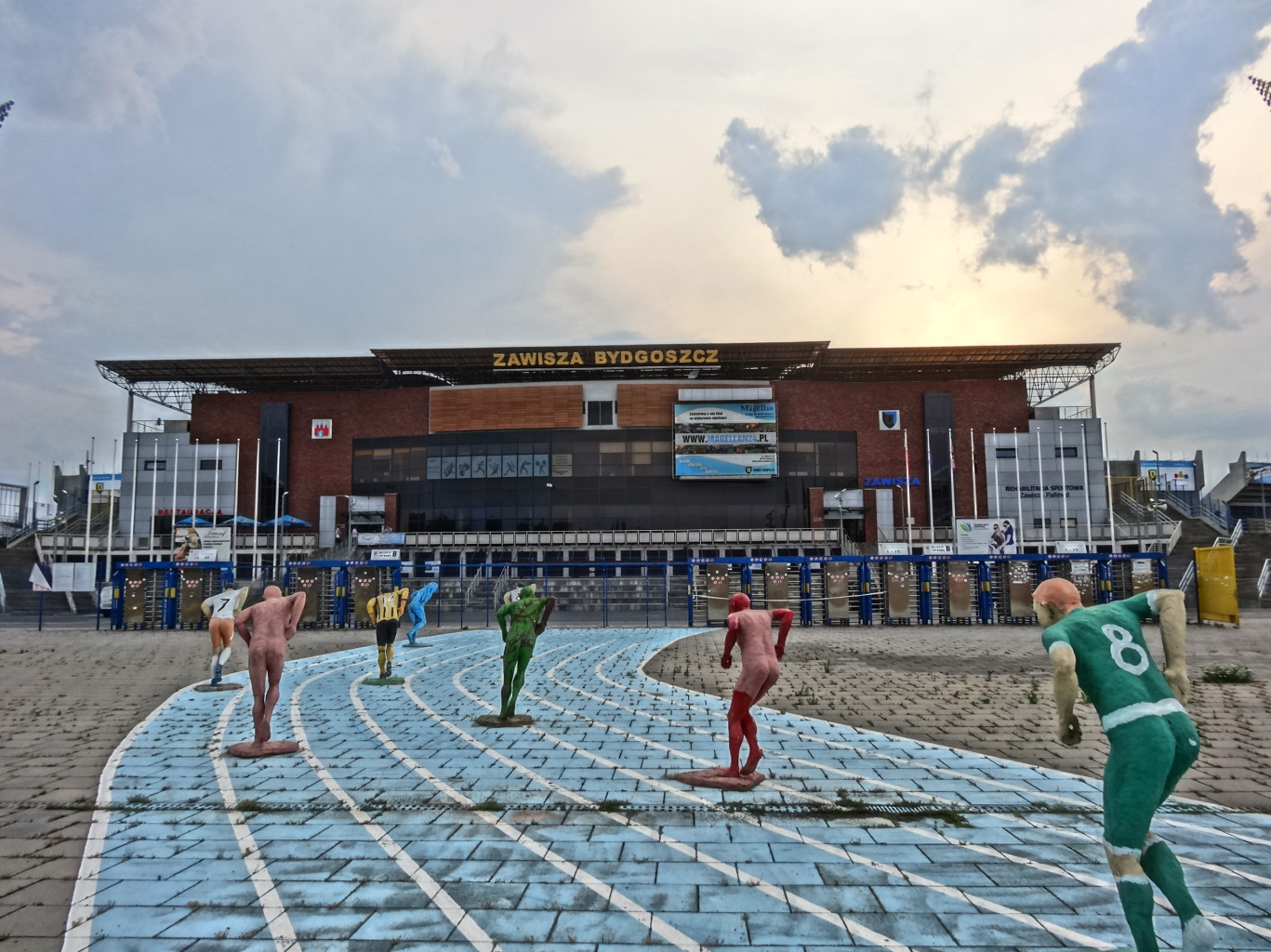
Siedziba Galerii Sportu Bydgoskiego

W 2009 otwarto w budynku pod główną trybuną stadionu im. Zdzisława Krzyszkowiaka Galerię Sportu Bydgoskiego. Prezentowana jest w niej historia sportu w Bydgoszczy, medale, trofea, sprzęt, wyposażenie i archiwalne zdjęcia bydgoskich klubów i sportowców, którzy odnosili sukcesy w kraju i na świecie. Do pierwszych wystaw stałych należy galeria bydgoskich medalistów olimpijskich oraz wioślarstwa bydgoskiego.